# Rathaus St. Johann

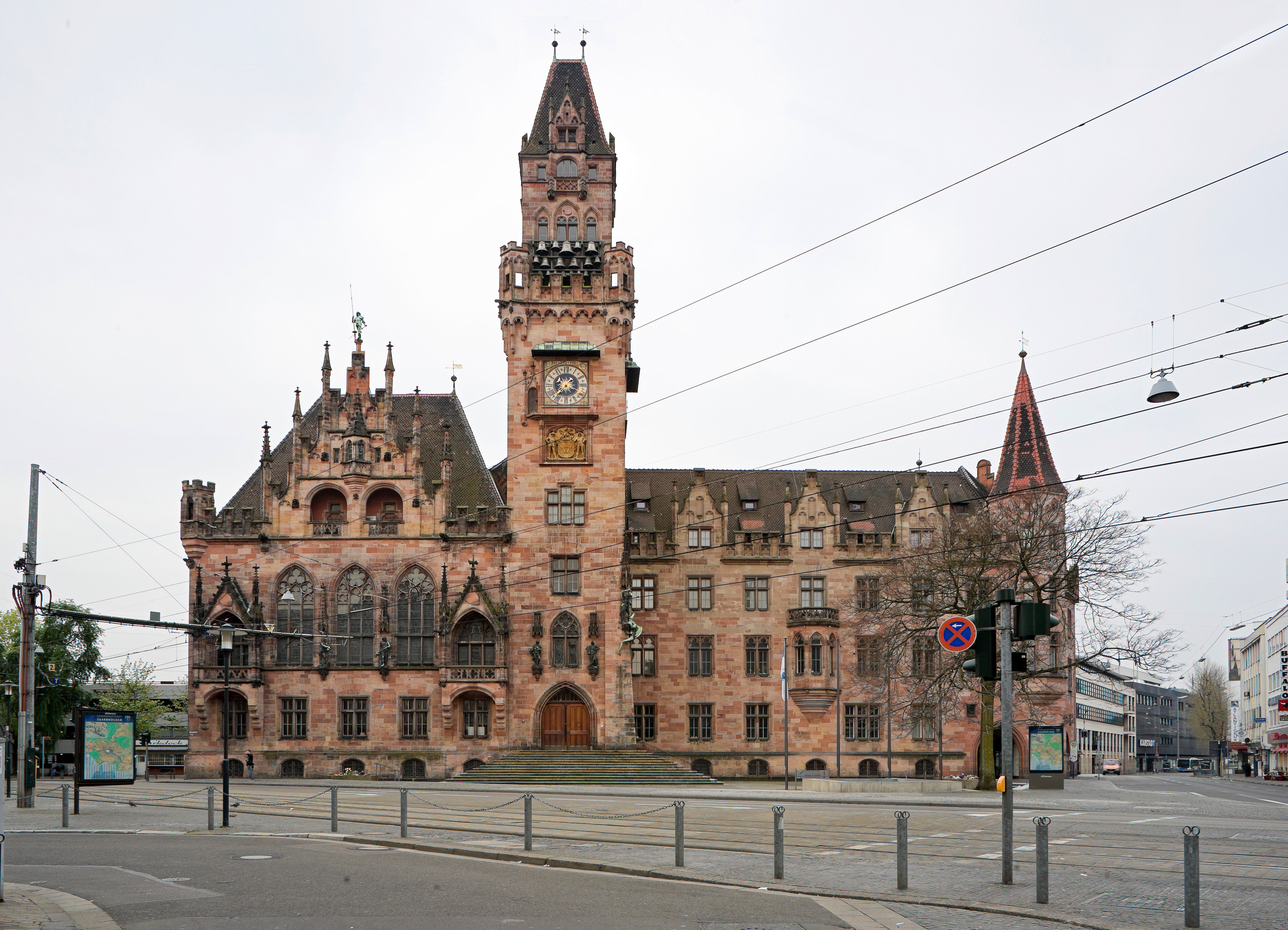
Frontansicht des Rathauses

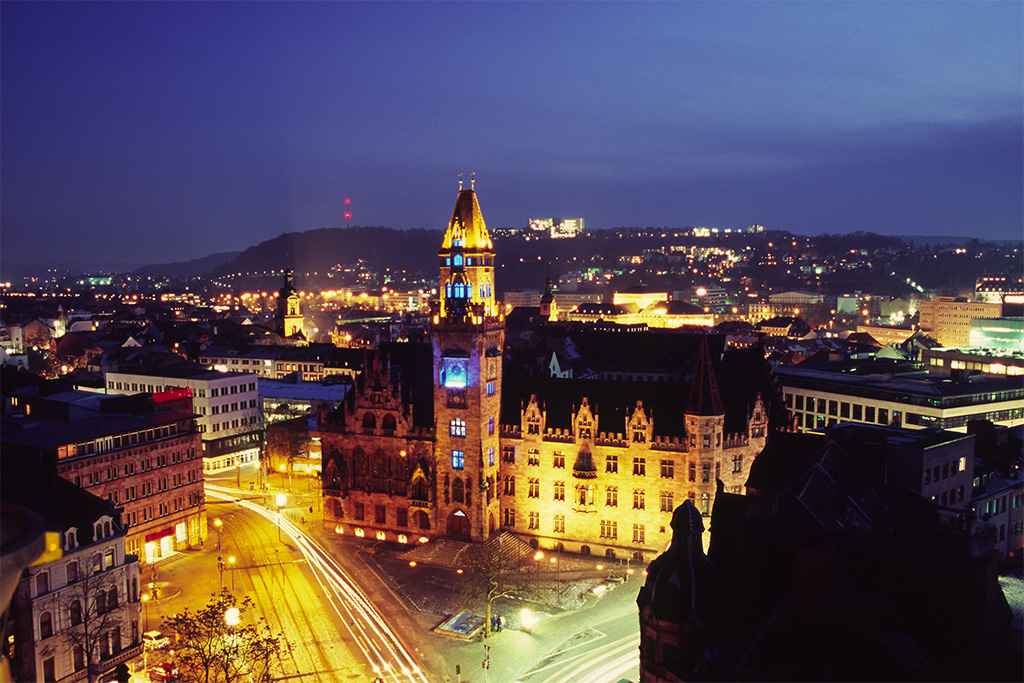
Rathaus St. Johann bei Nacht

Das Rathaus St. Johann ist das Rathaus der saarländischen Landeshauptstadt Saarbrücken. Es wurde als Rathaus der damals selbstständigen Stadt St. Johann an der Saar in den Jahren 1897 bis 1900 nach den Entwürfen von Georg von Hauberrisser erbaut. Das Rathaus St. Johann ist das größte neogotische Profangebäude des Saarlandes.

## Baugeschichte

### Vorplanungen im Rahmen der Stadtentwicklung

#### Demographische und wirtschaftliche Entwicklung

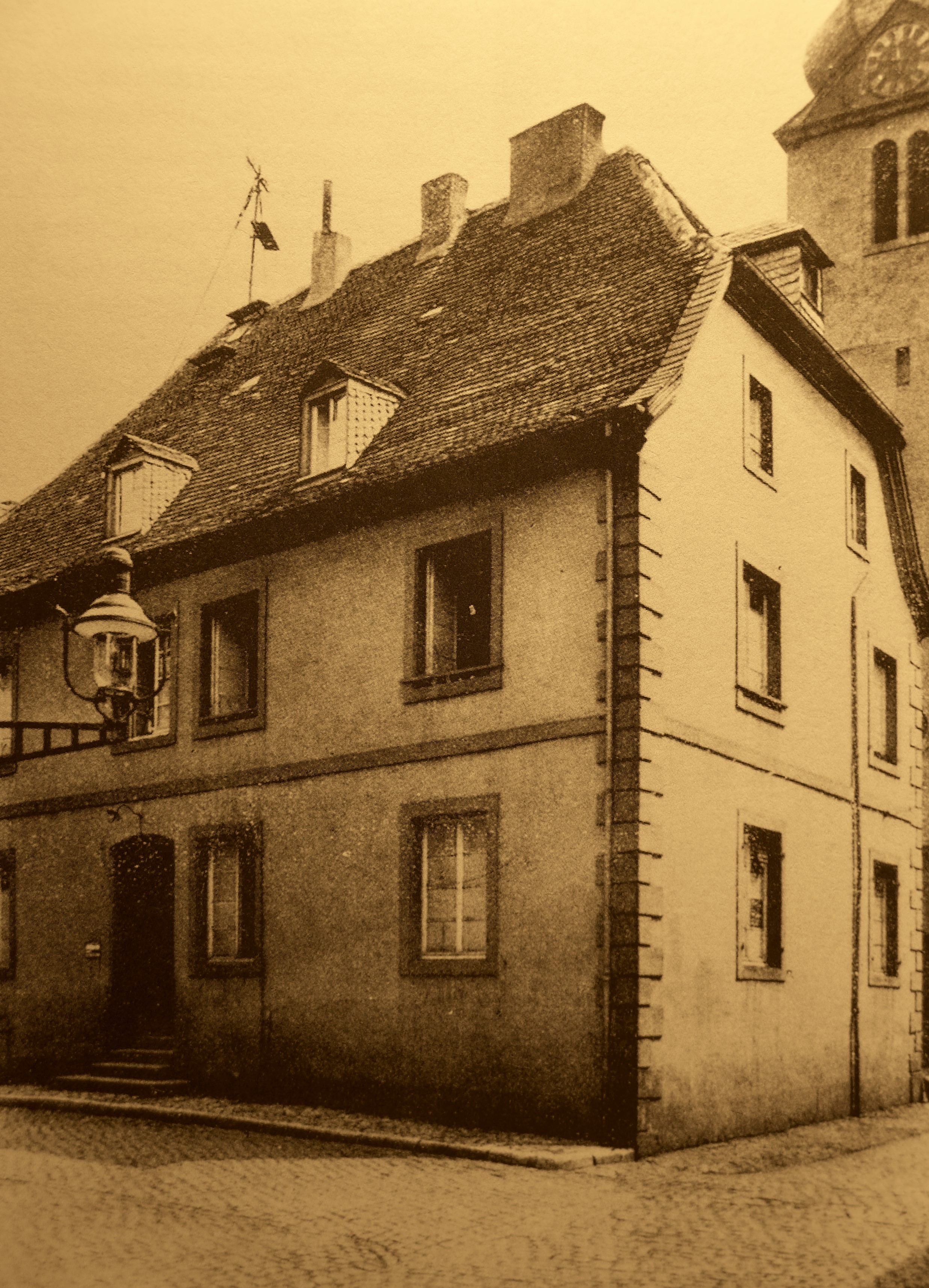
Altes Rathaus in St. Johann vor der Turmfront der barocken evangelischen Kirche am Ende des 19. Jahrhunderts

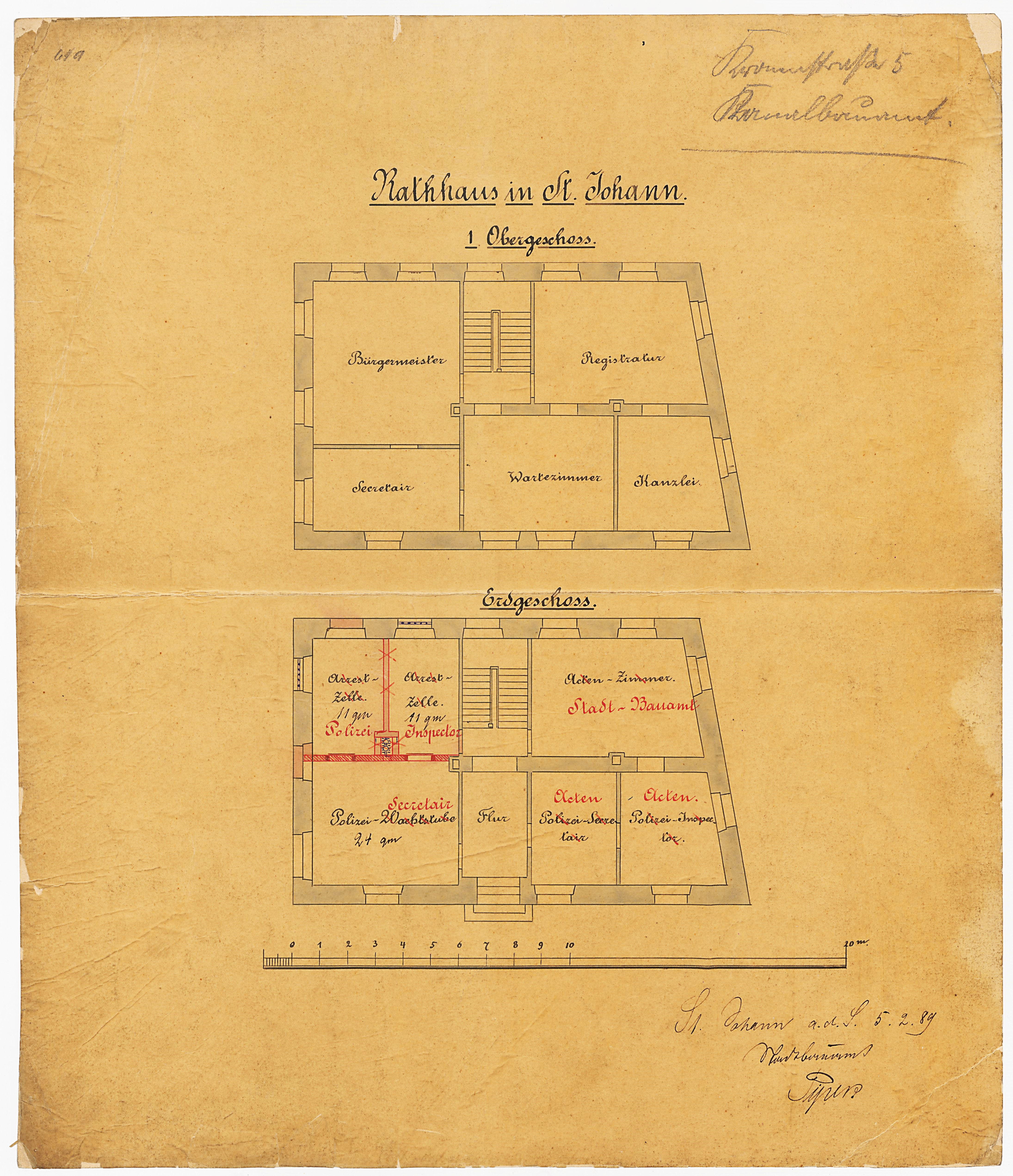
St. Johann an der Saar, Grundriss des alten Rathauses vor der evangelischen Kirche

Das ehemalige Rathaus von St. Johann und heutige Rathaus der Stadt Saarbrücken entstand auf einem nordwestlich des historischen Stadtzentrums gelegenen Gebiet, dessen Bebauung erst zwischen 1880 und 1900 einsetzte. In dieser Zeit kam es in der Stadt St. Johann zu einer ökonomischen und demographischen Expansion. Die Einwohnerzahl St. Johanns verdoppelte sich nahezu zwischen 1875 (10.940 Einwohner) und 1900 (21.266). Zu Beginn des 19. Jahrhunderts hatte die Einwohnerzahl noch bei 2099 gelegen. Seit den 1860er Jahren überflügelte St. Johann die Schwesterstadt Saarbrücken an Einwohnern.
Auch die zu Beginn des 19. Jahrhunderts noch kleinen Nachbardörfer Malstatt (1802: 450 Einwohner) und Burbach (1802: 269 Einwohner) wuchsen in den Jahren nach der Reichsgründung 1871 enorm an. Im Jahr 1875 verzeichneten beide Gemeinden zusammen 12.487 Einwohner. Mit der Gründung der Burbacher Hütte (1856) und anderer weiterverarbeitenden Eisenindustriebetriebe wurde das Gebiet im Norden und Nordwesten St. Johanns zum rasch wachsenden Wohngebiet der dort beschäftigten Arbeiter.
Zur Jahrhundertwende 1900 war aus den beiden kleinen Nachbardörfern St. Johanns eine Stadt mit 31.195 Einwohnern geworden (Stadterhebung Malstatt-Burbachs 1875). Ab 1850 hatten zudem der Bau der Eisenbahn (ab 1849) und des Saarkohlenkanals (1866) sowie die Einführung des modernen Schachtbaues in der Steinkohlengewinnung zu einem nie dagewesenen Wirtschaftsboom der saarländischen Wirtschaft und Industrie geführt. Wegen günstiger kommunaler Besteuerung wurden zahlreiche Industrie- und Handelsbetriebe angesiedelt. Gleichzeitig entstanden öffentliche Bauten wie die Eisenbahndirektion, die Stadtpost, ein Elektrizitätswerk, die Bergwerksdirektion, ein Schlachthaus, der Volksgarten und das Hallenbad.
Diese urbanistische Entwicklung war bereits im Jahr 1852 durch den Bahnhofsbau etwa einen Kilometer westlich des alten Stadtzentrums eingeleitet worden.

#### Stadtplanungen und verwaltungstechnische Voraussetzungen

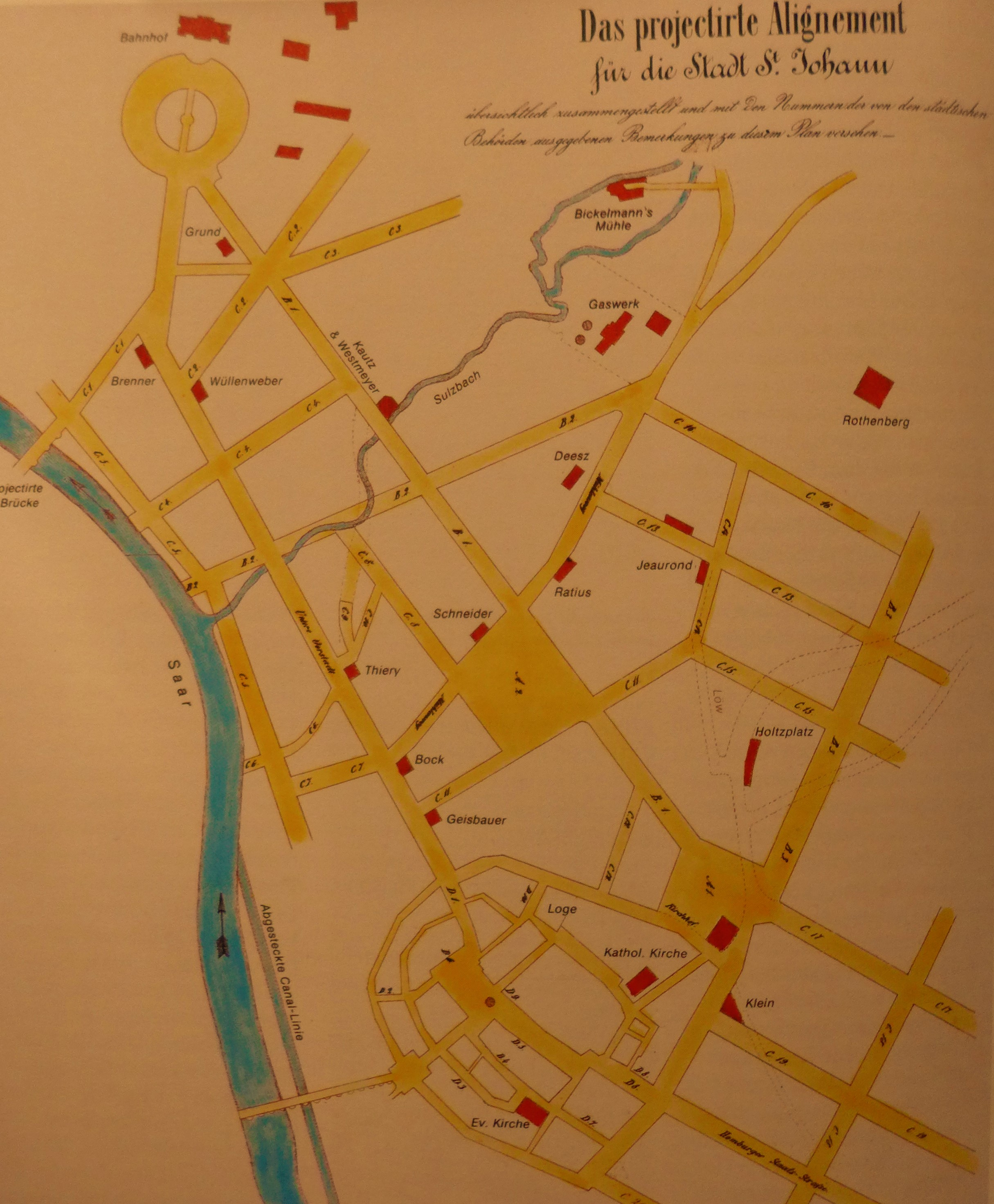
Alignementplan für die Stadt St. Johann an der Saar aus dem Jahr 1861

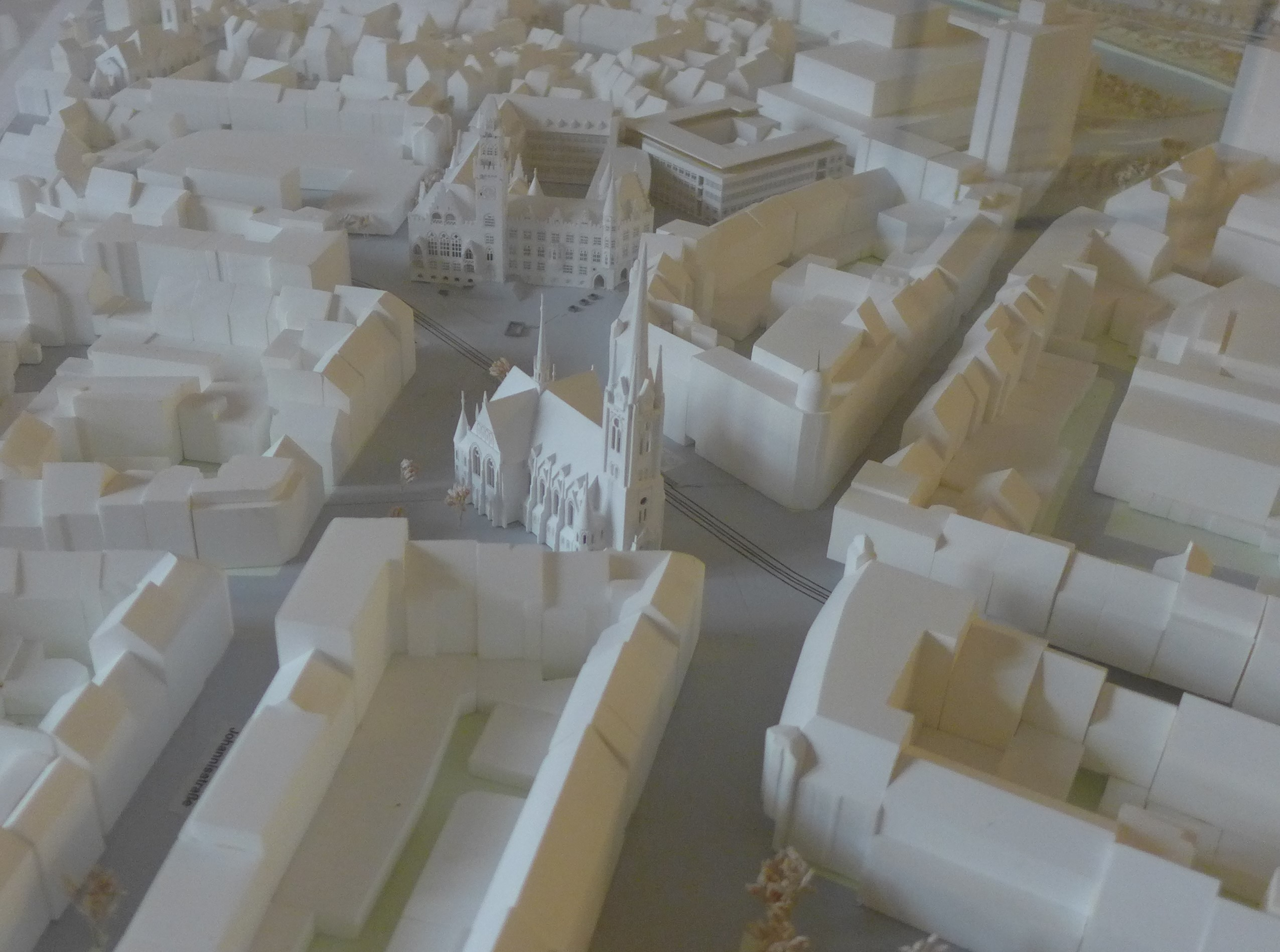
Rathausplatz St. Johann mit Johanneskirche und Rathaus St. Johann im Stadtmodell Saarbrücken

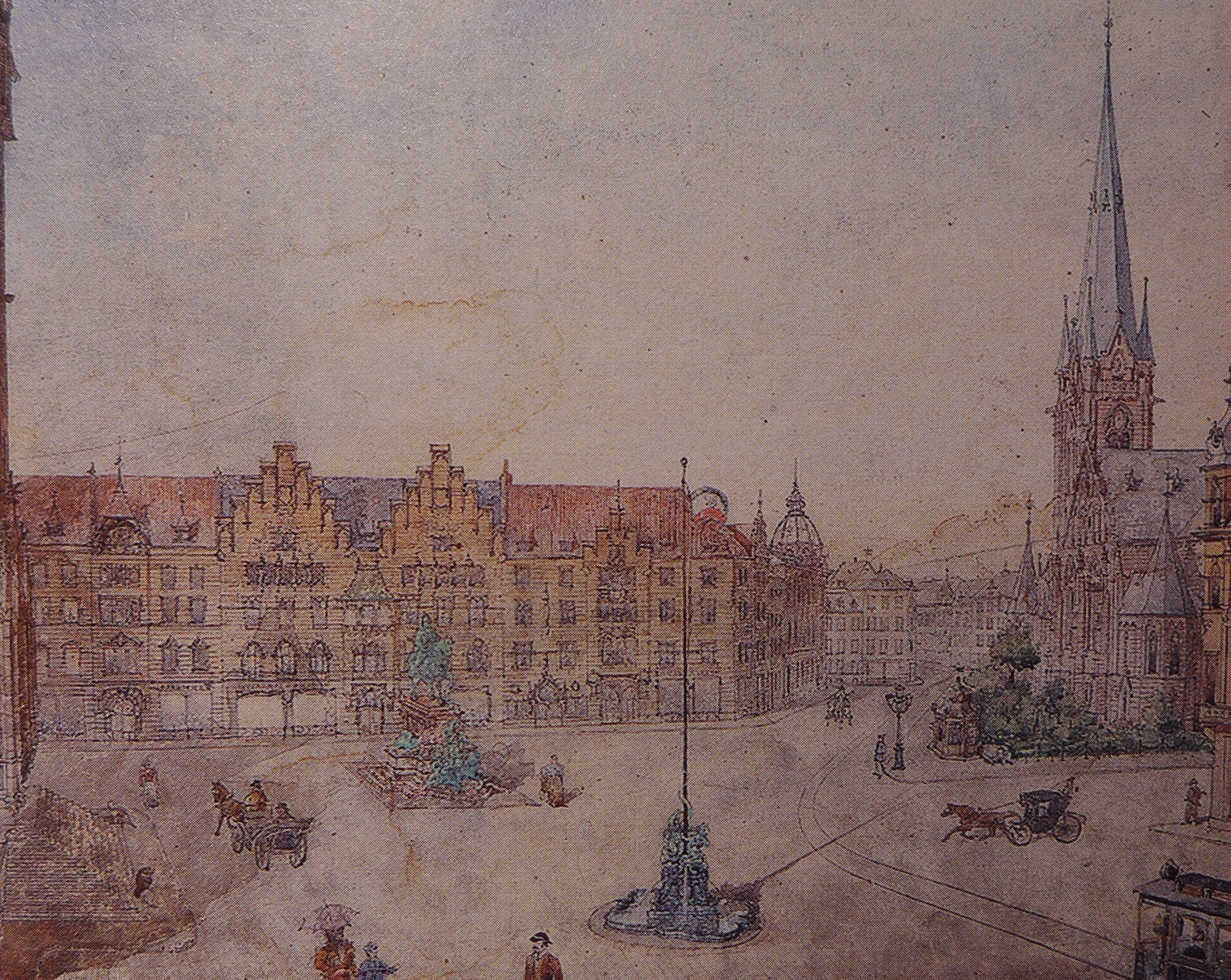
Vorentwurf Rathausplatz St. Johann mit geplantem Kaiser-Wilhelm-Denkmal

Infolgedessen lag der Schwerpunkt der baulichen Unternehmungen auf dem westlichen Teil der Stadterweiterung im Bereich der heutigen Bahnhofstraße. Im Jahre 1861 erstellte der St. Johanner Bauinspektor Seyfarth einen ersten Bebauungsplan, um nun auch das östliche und nördliche Terrain der Stadterweiterung zu strukturieren. Seyfarth plante ein Straßenraster, um möglichst gleichförmige, gut vermarktbare Grundstücke zu erhalten. Vom Bahnhofsvorplatz sollte eine Straßenachse (etwa heutige Kaiser- und Großherzog-Friedrich-Straße) ausgehen, die sich an zwei Punkten zu größeren Plätzen ausweitete. Einer dieser geplanten Plätze war vermutlich als Standort eines neuen Rathauses für St. Johann gedacht.
Ausgangspunkt der Situation St. Johanns war die Tatsache, dass im Zweiten Pariser Frieden im Definitiv-Tractat vom 20. November 1815 von König Friedrich Wilhelm III. von Preußen, Kaiser Franz I. von Österreich und Zar Alexander I. von Russland die Angliederung St. Johanns und Saarbrückens an das Königreich Preußen bestimmt worden war. Dabei blieb die französische Kommunalverfassung bestehen, die die Gemeinden St. Johann, Saarbrücken, Burbach, Malstatt, Rußhütte und Brebach zu einer Bürgermeisterei mit Sitz in Saarbrücken verwaltungstechnisch zusammengefasst hatte. Das aufstrebende St. Johann versuchte sich bald aus diesem engen Verwaltungskorsett zu befreien.
Im Jahr 1859 war es St. Johann, bestätigt durch königlich-preußische Kabinettsorder vom 3. Mai, endlich gelungen, sich verwaltungstechnisch von Saarbrücken zu trennen und zur selbständigen Gemeinde zu werden. Seitdem diente das St. Johanner Schulhaus in der Kronenstraße (heute nach Kriegszerstörung Brunnenanlage vor der alten evangelischen Kirche St. Johann) auch als provisorisches Rathaus.
Dieses Provisorium und auch die Anmietung weiterer Räume konnte auf lange Sicht die vielfältigen neuen Verwaltungsaufgaben der aufstrebenden Stadt nicht bewältigen, und der Ruf nach einem zentralen Gebäude wurde gegen Ende des 19. Jahrhunderts immer lauter. Das neu zu errichtende Rathausgebäude sollte zwar in erster Linie den gestiegenen Anforderungen der Stadtadministration Rechnung tragen, aber auch das Repräsentationsbedürfnis der aufstrebenden Kaufmannsstadt befriedigen, wie es in der Festschrift zur Einweihung des neuen Rathauses dann auch formuliert wurde:

„denn die Bürgerschaft einer Stadt hat einzig und allein in ihrem Rathaus eine unpersönliche Repräsentation ihres Seins und Wollens.“

Allerdings belegt ein Bestandsplan des St. Johanner Feldvermessers Müser vom Januar 1880, dass die Planung Seyfarths von 1861 der Realität der baulichen Entwicklung der Stadterweiterung nicht entsprach. Außerhalb des Umfeldes der Bahnhofstraße war es bis zu diesem Zeitpunkt noch immer nicht zum projektierten städtebaulichen Wachstum gekommen. Bisher hatten sich nur an den alten Ausfallstraßen (Dudweilerstraße, Nauwieser Straße, Mainzer Straße) neue Bebauungen gebildet, da Seyfarths Bebauungsplan jegliche Rechtsverbindlichkeit fehlte.
In dieser misslichen Situation berief die St. Johanner Stadtverwaltung im März 1888 den bekannten deutschen Stadtplaner und Kölner Stadtbaumeister Josef Stübben zur Erstellung eines urbanen Entwicklungsplanes. Als Stübben aufgrund von Überlastung den St. Johanner Auftrag zurückwies, gelang es, den Mainzer Stadtbaumeister Eduard Kreyßig zu gewinnen, der bereits die gründerzeitliche Mainzer und Straßburger Stadterweiterung mitgeplant hatte.
Eduard Kreyßig erstellte von April bis Oktober 1888 ein (archivarisch nicht mehr auffindbares, aber durch zeitgenössische Rezensionen rekonstruierbares) städteplanerisches Gesamtkonzept von 125 Hektar Fläche und einem projektierten Wohnraum für 25.000 Menschen für St. Johann mit einem geradlinigen Straßennetz, Ringstraßen und zentralen Plätzen mit öffentlichen Bauten. Städtebaulicher Höhepunkt der Stadterweiterung sollte ein von der Stadtverwaltung bereits erworbener, zentraler Platz nördlich des alten St. Johanner Marktes sein, der für den Bau eines neuen Rathauses vorgesehen war.

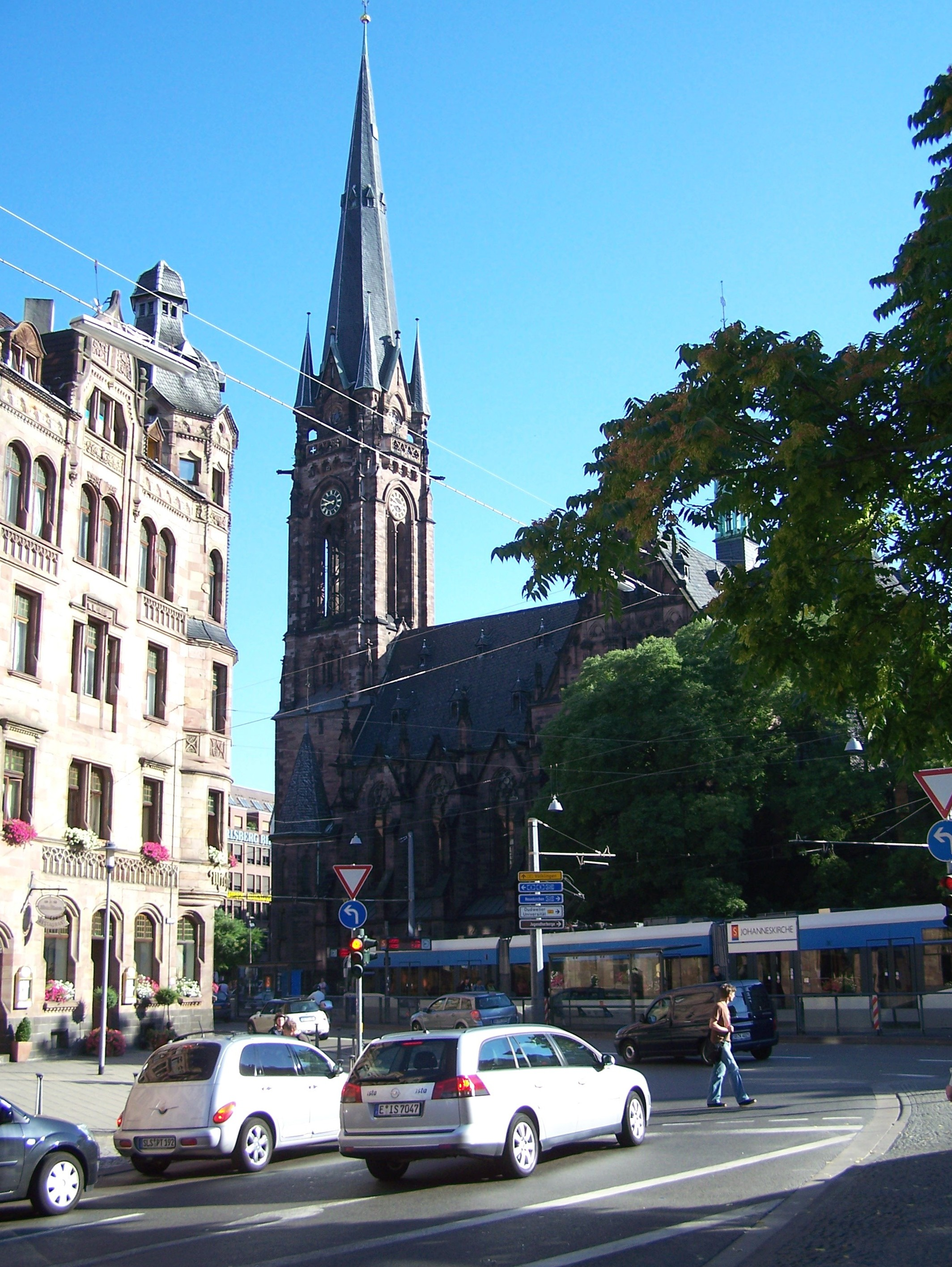
Johanneskirche Saarbrücken gegenüber der Rathausfront

Auf dieses projektierte Rathaus sollte laut Kreyßigs Plänen eine 20 Meter breite Nordstraße (heutige Johannisstraße) zulaufen. Allerdings wurden die Pläne nicht umgesetzt. Stattdessen wurde die heutige Johannisstraße nach Osten verschoben und verschmälert, um Platz für den Bau der evangelischen Johanneskirche zu gewinnen, deren Turm auf die Achse der Kaiserstraße ausgerichtet werden sollte.
Diese Planveränderung wurde bereits 1890 im Planungskonzept des Stadtbaumeisters Tormin eingezeichnet. Ebenso zeichnete Tormin an der Südseite des Platzes das projektierte St. Johanner Rathaus mit einem vortretenden, etwas nach rechts verschobenen Mittelrisalit ein, was eine Reaktion auf die Verschiebung der Johannisstraße war. Immer noch plante man also das neue St. Johanner Rathaus als Point-de-vue einer großen Straßenachse.

#### Planänderung nach den Prinzipien des „malerischen Städtebaues“
Die oben beschriebene Planänderung der Konzeption Kreyßigs fällt just in eine Zeit des städtebaulichen Paradigmenwechsels und ist ganz offensichtlich durch ihn begründet: Kreyßigs städtebauliche Vorstellungen zur Stadterweiterung St. Johanns waren durch die Publikationen des Städteplaners Camillo Sitte (1843–1903), die zu den bedeutendsten praktischen Lehrbüchern des europäischen Städteplanung gehören (besonders 1889, Der Städte-Bau nach seinen künstlerischen Grundsätzen), buchstäblich vom Tisch gefegt worden. Statt geometrisch gezirkelter, am Reißbrett entstandener, urbaner Planungen sollten Städte nun nach den Prinzipien des „malerischen Städtebaues“ mit dem Vorbild historischer Stadtbilder entstehen.

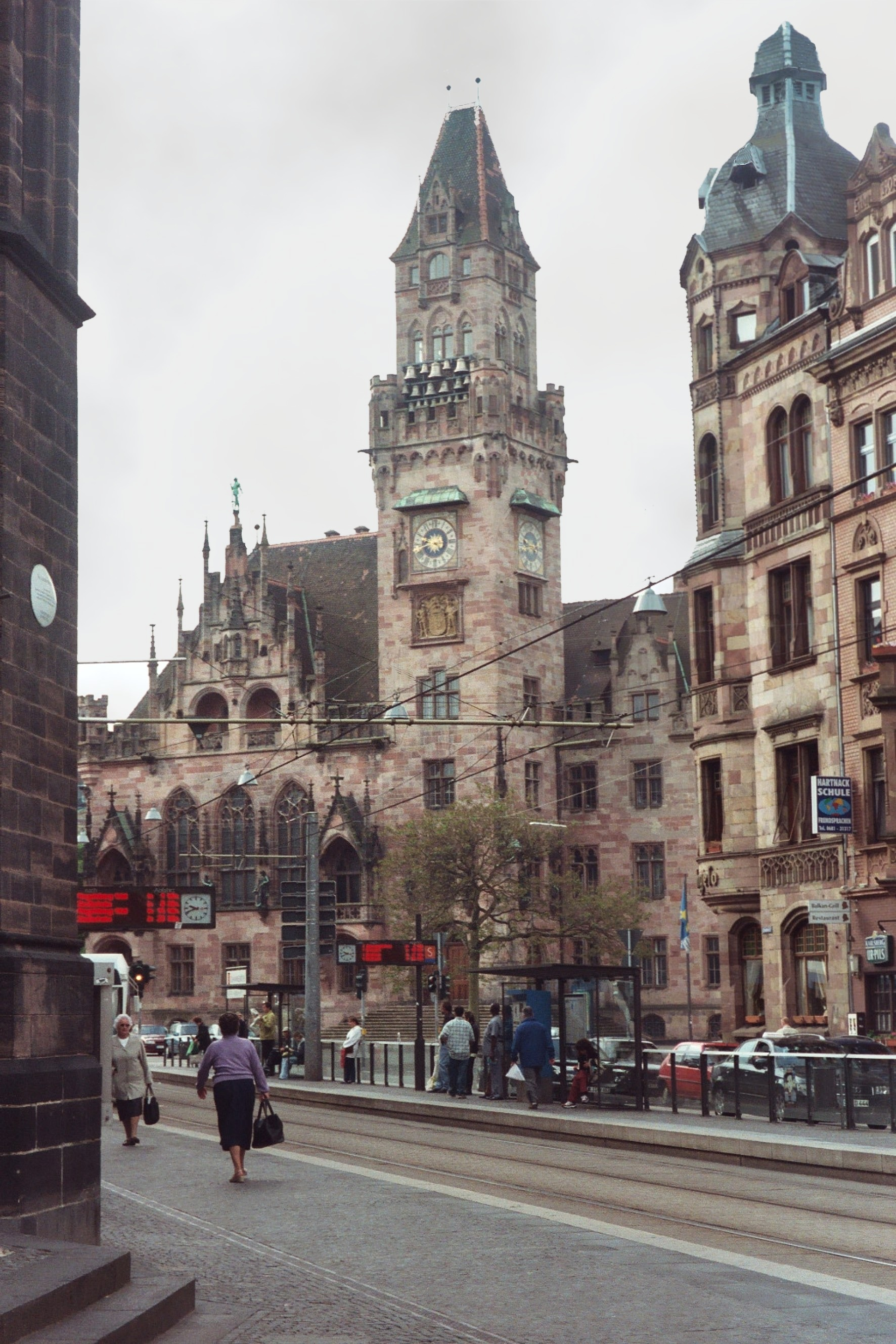
St. Johann, Diagonale Blickrichtung von der Johanneskirche (linker Bildrand) zum Rathausturm als malerisches Ensemble nach Camillo Sittes Forderungen

Ganz nach Sittes empfohlenen Vorbildern der Platzgruppen mit Kirche und Palast wie zum Beispiel in Modena und Perugia wurde nun der St. Johanner Rathausplatz mit asymmetrischer Stellung von Kirchplatzbereich und Rathausplatzbereich sowie einheitlicher neogotischer Stilwahl und Sandstein als Baumaterial gestaltet. Rathausfassade und seitliche Kirchenfassade sollten in einer weiten Diagonalen formal aufeinander bezogen sein.
Der 74 m hohe Turm der Johanneskirche, der mit dem Turm des Rathauses korrespondiert, enthielt vier Glocken, die aus erbeutetem französischem Kanonenerz des Deutsch-Französischen Krieges von 1870/71 gegossen worden waren. Sie wurden nach dem Kaiser, der Kaiserin, Reichskanzler Bismarck und dem heiligen Johannes (Stadtpatron) benannt und hatten bis zur Einrichtung des Rathausturmglockenspiels alleinige Läutefunktion am Rathausplatz. Sinnfälliger als durch die gegenseitige Bezogenheit von Rathaus und Kirche kann man das „Bündnis von Thron und Altar“ des streng monarchistischen ausgerichteten Protestantismus der Kaiserzeit schwerlich ausdrücken.

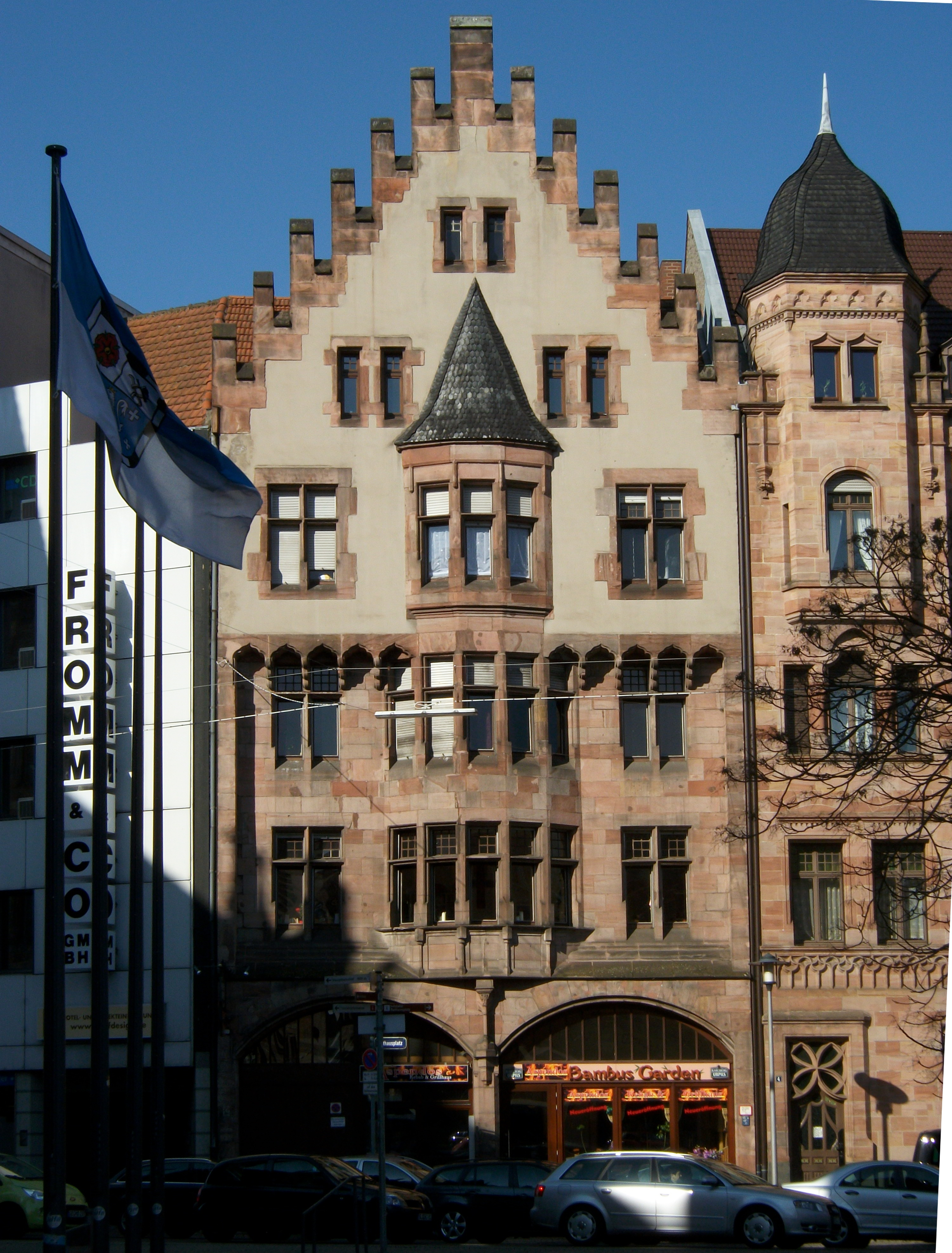
Neogotisches Treppengiebelhaus am Rathausplatz von Gustav Schmoll

Zur Ergänzung des Ensembles errichtete der Saarbrücker Architekt Gustav Schmoll (1881–1916) im Jahr 1908 ein neogotisches Wohn- und Geschäftshaus mit Treppengiebel (Rathausplatz 3) nach dem Vorbild des Römers in Frankfurt am Main, das deutlich in Beziehung zum Staffelgiebel von Hauberrissers Ratssaaltrakt tritt.

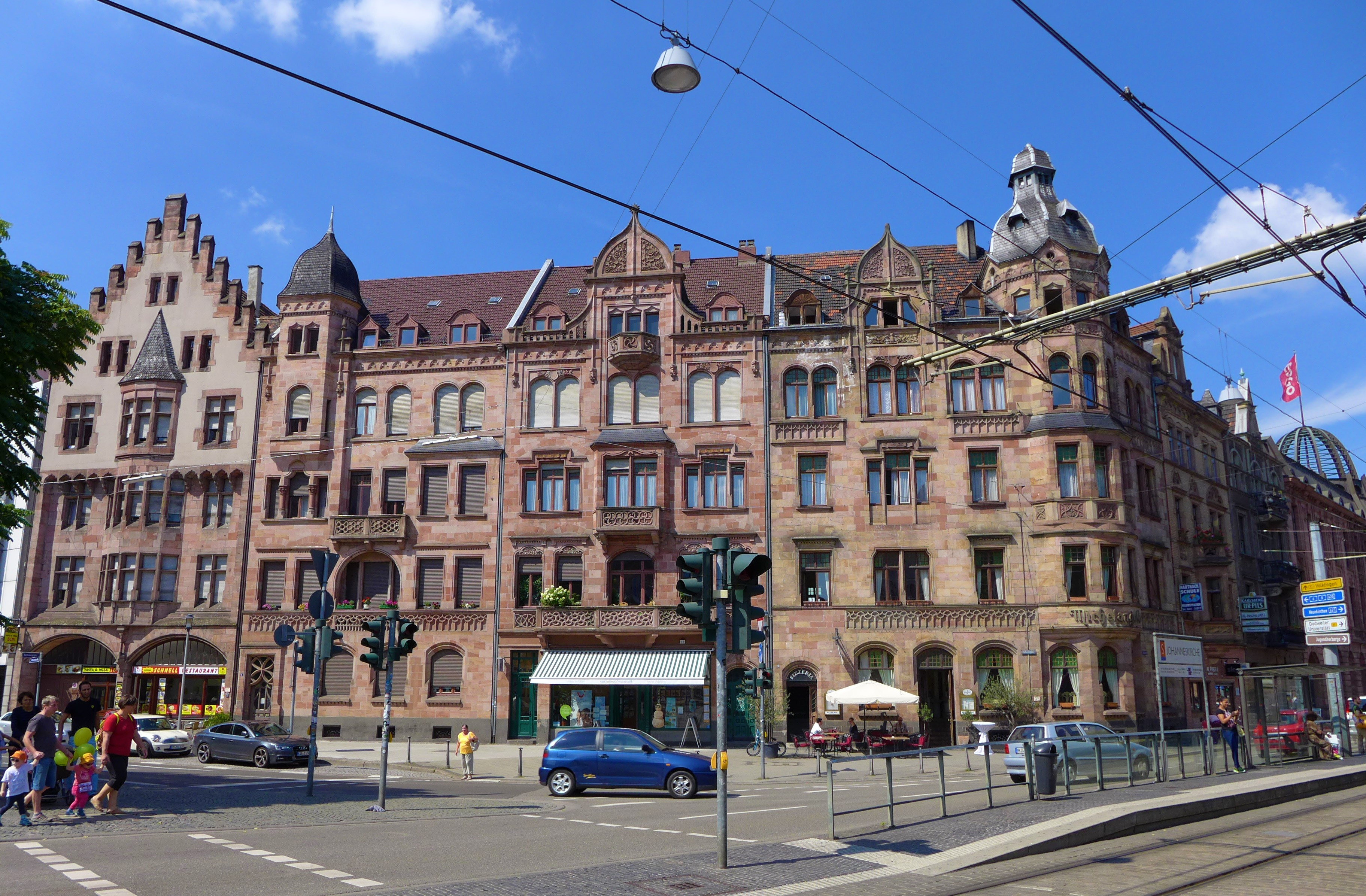
Häuserensemble am Rathausplatz von Wilhelm Noll und Gustav Schmoll

Direkt im Anschluss daran (Rathausplatz 4–6) hatte bereits der Architekt Wilhelm Noll, der am St. Johanner Rathausbau als Bauleiter fungierte, im Jahre 1902 eine Häusergruppe mit Erkertürmen und reichen Maßwerkbalkonen (Neogotik/Neorenaissance/Jugendstiltüren und -giebel) errichtet.
Die St. Johanner Platzgruppe ist somit eine direkte Reaktion auf die städtebaulichen Prinzipien Camillo Sittes und stellt ein baukünstlerisch bedeutendes Beispiel dieser Phase des europäischen Städtebaus dar.

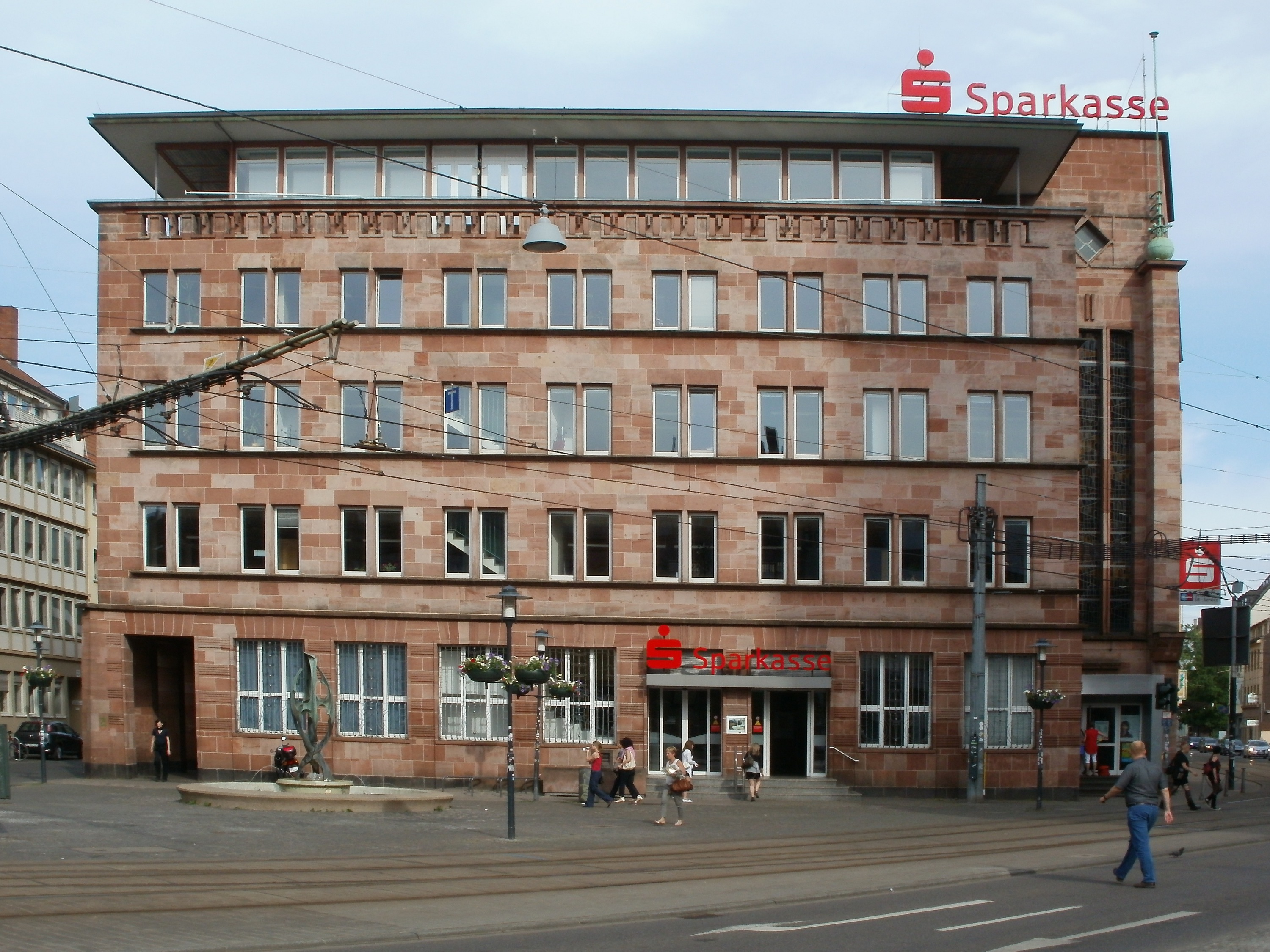
Stadtsparkasse am Rathausplatz mit modernem Nachkriegsdach

Allerdings wurde die ursprünglich geplante weitgehende Geschlossenheit des Rathausplatzes durch den Durchbruch der Großherzog-Friedrich-Straße zum Rathausplatz empfindlich gestört. Erst durch den Bau der Stadtsparkasse (Rathausplatz 9) durch Walther Kruspe (Staffelgeschoss von 1962) in den 1920er Jahren (1928–1829) konnte das Aufreißen der östlichen Platzfront wieder optisch minimiert werden.
Im Jahr 1873 hatte man bereits einen sogenannten Rathaus-Sammelfond ins Leben gerufen, der finanziell von Angehörigen der städtischen Oberschicht und kommunalen Geldanlagen bei den örtlichen Privatbanken Kiessel, Lazard und Schlachter getragen wurde, allerdings verhinderte der als Gründerkrach bezeichnete Börsenzusammenbruch des Jahres 1873 und die nachfolgende wirtschaftliche und finanzielle Depressionsphase ein schnelles Fortschreiten der Planungen zum Neubau des St. Johanner Rathauses. Der Krise vorausgegangen war eine ökonomische Konjunkturüberhitzung, die von mehreren Faktoren begünstigt worden war – im neugegründeten Deutschen Reich vor allem durch die Euphorie hinsichtlich des gewonnenen Krieges gegen Frankreich 1870/71, die daraus erworbenen Reparationszahlungen Frankreichs in Höhe von etwa fünf Milliarden Francs und die Zusammenlegung der deutschen Staaten und Hansestädte ohne Österreich und Luxemburg durch die Reichsgründung.

### Planung
Erst in den 1890er Jahren war das finanzielle Fundament für den Rathausneubau gegeben, sodass am 11. Mai 1896 der Bau- und Straßenausschuss, vertreten durch die Abgeordneten Merz, Franke, Karcher, Röchling und Franz unter dem Vorsitz des Bürgermeisters Neff, bezüglich eines möglichen Rathausneubaues Folgendes beschloss:

„Zunächst wurde die Frage erörtert, welche Bedürfnisse und für welchen Umfang der Vergrößerung der Rathhausbau einzurichten sei. Man war der Überzeugung, daß man sich weniger an Zahl und Umfang der Räume in etwa zum Vergleich heranzuziehenden Rathhausneubauten anderer Städte zu halten als vielmehr einediesbezügliche Berechnung besser auf die Ausdehnung der gegenwärtig von der Stadt benutzten Räume zu stützen habe. Sonach sei in Betracht zu ziehen, daß zunächst die Gesammtsumme der gegenwärtig zu den gesammten Verwaltungszwecken benutzten Flächen zu verdoppeln sei, wodurch sich Raumverhältnisse ergeben würden, die reichlich bemessen die gegenwärtigen Bedürfnisse und die der allernächsten Zeit befriedigen würden. Ein Zuschlag von 50 % zu dieser Fläche oder der 3fache Umfang der zuerst gefundenen Fläche wurde als die wünschenswerthe Raumgröße des Rathhausneubaus erklärt. Wenn sonach mit der sogefundenen Flächengröße eine Verdreifachung der gegenwärtigen Amtsräume gegeben werde, würde durch Anlage einer Dienstwohnung für den Bürgermeister im dritten Geschoß des Rathhauses eine nochmaliche Erweiterung der Amtszimmer gegeben sein, wenn der Zeitpunkt dafür von der St. V. V. [Stadtverordnetenversammlung] abgegeben angesehen werde. Lediglich mit Rücksicht auf diese technisch mit geringen Kosten mögliche Vergrößerung und die zugleich damit erreichbare Sicherung des Bürgermeisters in Einsicht seiner Wohnungsbeschaffung empfiehlt der gemischte Ausschuß gegen eine Stimme diese Einrichtung. Sodann nahm der gemischte Ausschuß grundsätzlich Stellung zu der Frage, ob in einem Sockelgeschoß des Rathhauses eine Rathskellerwirtschaft vorzusehen sei, man war der Meinung, daß dies nur dann geschehen könne, wenn nach Unterbringung der im Sockelgeschoß am zweckmäßigst befindlichen Räume für Archiv, Schutzmanns- und Dienerwohnung sowie für Gewählte und Wirthschaftszwecke zu erübrigen ist. Der Ausschuß war sodann der Meinung, daß es nicht möglich sei, durchgängig bei der Beschaffenheit des vorliegenden das Gebäude so einzurichten, daß Räume auf beiden Seiten eines Mittelkorridors anzulegen sind. Wegen der Anordnung der Räume war man der Meinung, dafl die Amtszimmer für Polizei-, Melde- und Steueramt am zweckmäßigsten in dem nach der Betzenstraße gelegenen Flügel mit besonderem Eingang von der Betzenstraße aus anzulegen seien, ferner daß im Erdgeschoß unterzubringen seien: Die Stadtkasse mit 2 Räumen, für Ortskrankenkasse 2 Räume sowie Standesamt, alle  ̧übrigen Räume sind in ein I und IItes Obergeschoß zu legen; insbesondere sind die gesammten Räume des Bauamtes in Rücksicht schon der günstigeren Lichtverhältnisse in das oberste Geschoß zu bringen. Für den St. V.[Stadtverordneten-]Sitzungssaal, der an hervorragender Stelle des Gebäudes unterzubringen ist, wird eine Fläche von ca. 150 m² verlangt. Die Berathungszimmer mögen in unmittelbarem Anschluß hieran gelegt werden. Unter zu Grundlegung einer von dem Bauamt aufgestellten Vorskizze wird für die gesammte Ausführung einschl[ießlich] der inneren Einrichtung und Bauleitung ein Kostenbetrag von 400. 000 M[ark] für ausreichend erachtet. Der Ausschufl erachtet es für wünschenswerth, daß gegenwärtiges Rathhausgrundstück, wenn keine zu übertriebenen Forderungen gestellt werden, bei günstiger Gelegenheit durch Ankauf des Dörr’schen und gegebenen Falls auch des Pabst’schen Grundstücks zu vergrößern. Bezüglich der Ausführung hielt der gemischte Ausschuß an der schon früher ausgesprochenen Absicht fest, von einer Ausschreibung abzusehen und nach Vorschlag des Stadtbauamts mit einem erprobten Architekten und Fachmann zur Herstellung eines Vorprojektes in Verhandlung zu treten.“

Insgesamt sollte also die Verwaltungsfläche verdoppelt, wenn nicht sogar verdreifacht werden, nur einhüftige, durchfensterte Gebäudeflügel errichtet werden, der Sitzungssaal eine Fläche von 150 m² haben und an hervorragender Stelle positioniert sein, die Baukosten auf 400.000 Mark beschränkt sein und keine Ausschreibung erfolgen, sondern ein probater Architekt sollte direkt beauftragt werden.
Daraufhin verabschiedete am 15. Mai 1896 der St. Johanner Stadtrat unter dem Vorsitz des Bürgermeisters Paul Neff einen Beschluss zum Neubau eines großen Verwaltungs- und Repräsentationsgebäudes:
1. Der Rathausneubau hat die dreifache Fläche, die der Stadtverwaltung bisher zur Verfügung steht.
2. Eine Wohnung für den Bürgermeister ist einzuplanen.
3. Zur Erstellung eines Vorprojektes werden 1000 Mark und die anfallenden Reisekosten für den Architekten zur Verfügung gestellt.
4. Der Auftrag geht an Professor Hauberrisser in München.[18]

#### Beauftragung Georg von Hauberrissers

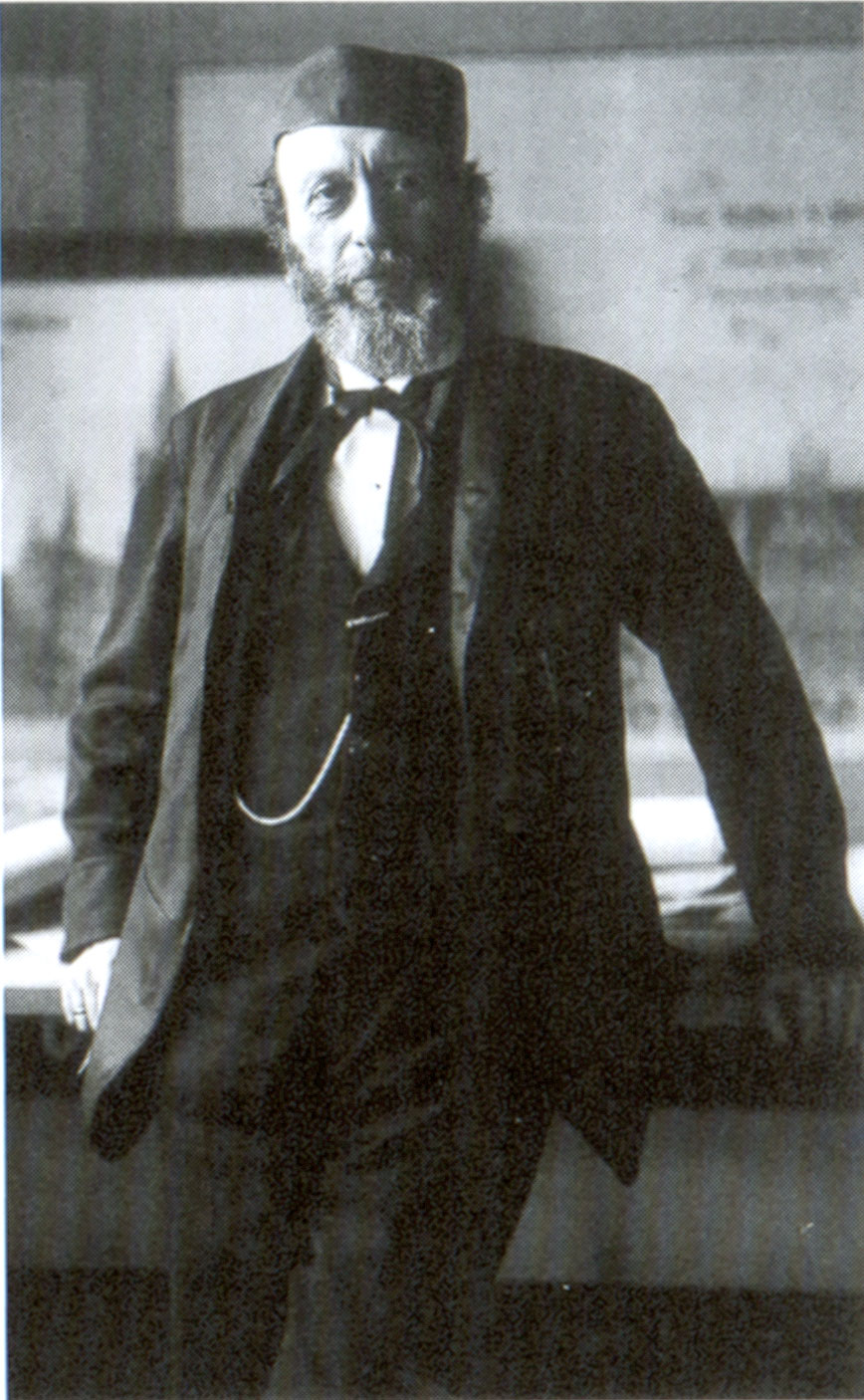
Georg Ritter von Hauberrisser (um 1900)

Die Tatsache, dass der Auftrag zum Rathausneubau ohne Ausschreibung eines Architekturwettbewerbs an den bekannten Münchner Architekten Georg von Hauberrisser vergeben worden war, stellte auch für die damalige Zeit eine Besonderheit dar und sprach für die Bekanntheit Hauberrissers.
Als Referenz dienten die Rathäuser von München (1867–1909), Wiesbaden (1884–1890) und Kaufbeuren (1879–1887), die nach seinen Plänen errichtet wurden. Die Rathäuser von Landsberg am Lech, Landshut und Ulm waren durch ihn erweitert bzw. restauriert worden.
Im Saarland baute Hauberrisser noch zwei weitere Gebäude: Im Jahr 1903 das Gut Junkerwald in Niederwürzbach für den königlich-bayerischen Hofrat Karl Ehrhardt (nach Brandzerstörung 1955 in ursprünglichen Form wieder aufgebaut) sowie in St. Johann die Villa Rexroth in der Schillerstraße 13 (heute Bismarckstraße). Heute befindet sich hier die Moderne Galerie. Im Volksmund wurde das Gebäude „Weißes Haus“ genannt, als es 1947–1955 Amtssitz des saarländischen Ministerpräsidenten Johannes Hoffmann war. Das Gebäude wurde 1965 abgerissen.
Vermutlich spielte bei der Auftragsvergabe des Rathausneubaues an Georg von Hauberrisser dessen direkte Bekanntschaft mit dem St. Johanner Stadtverordneten und Regierungsbaumeister Wilhelm Franz eine Rolle, der Hauberrissers architektonische Fähigkeiten bereits beim Bau des neuen Rathauses in Wiesbaden kennengelernt hatte.

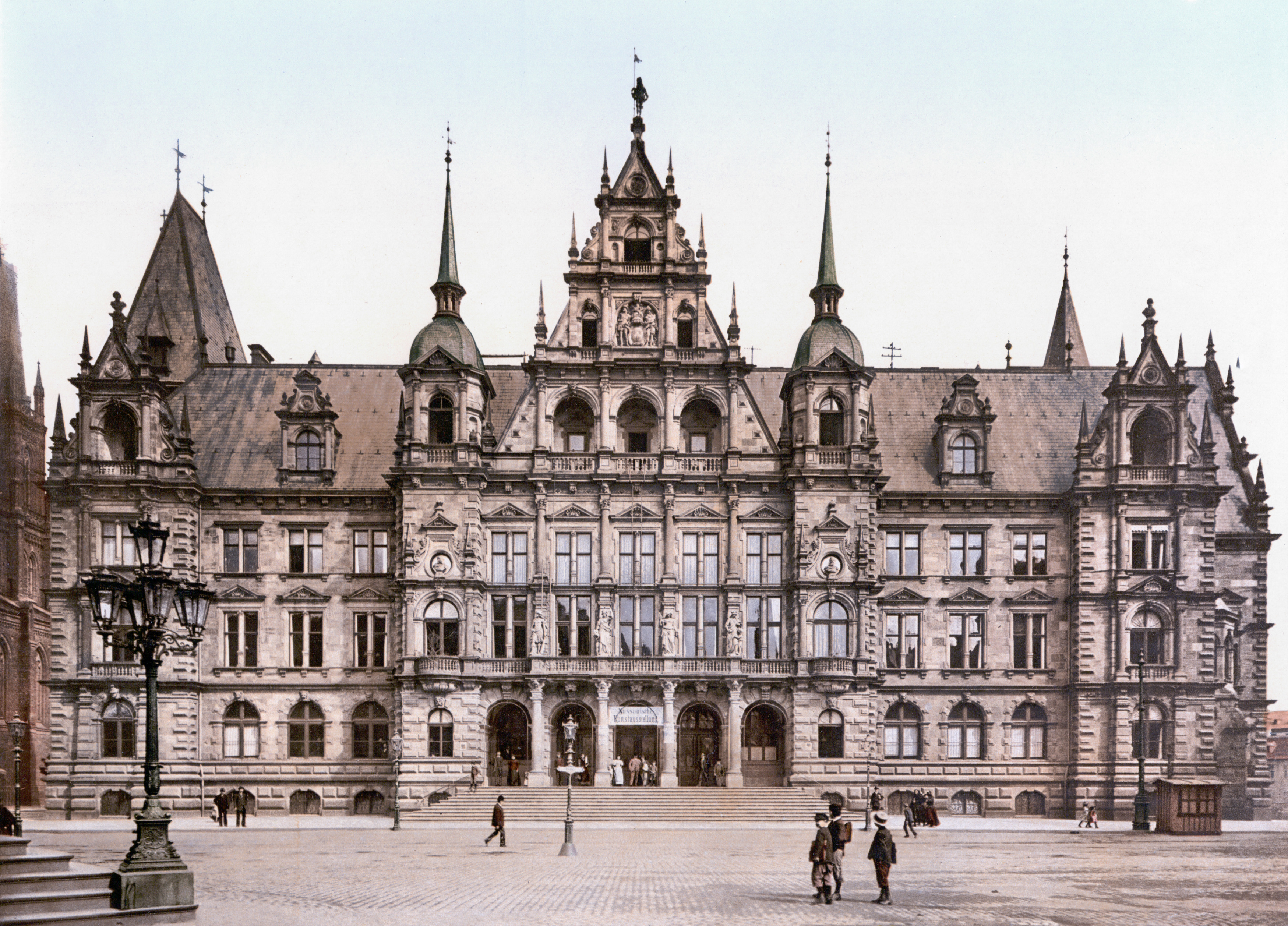
Neues Rathaus Wiesbaden 1900

So schreibt Wilhelm Franz, der in Wiesbaden zuerst Referendar (1893), dann ab 1894 Abteilungsleiter im Stadtbauamt gewesen war, in einem Brief an Bürgermeister Neff vom 26. September 1906:

„Als wir den Vertrag schlossen, kannte ich Herrn Hauberisser als tüchtigen Künstler und wußte im besonderen aus der Geschäftsführung beim Wiesbadener Rathaus, daß er in seinen Honorarforderungen bescheiden sein würde. Das habe ich zu unseren Gunsten ausgenutzt.“

Der aus Graz in der Steiermark stammende Architekt willigte, da die dritte Bauphase des Münchner Rathauses am Marienplatz, an der Wein- und Landschaftsstraße (errichtet 1898–1905), noch nicht begonnen hatte, in die Beauftragung ein. Hauberrisser besichtigte noch Ende Juni (28./29.) 1896 die Stadt St. Johann und den projektierten Bauplatz.
Nach Unterredungen mit einigen Abgeordneten und Stadtbaudirektor Wilhelm Franz entschloss man sich, einige Vorbestimmungen des St. Johanner Stadtrates abzuändern. Nun entschied man sich für die Schräglegung der Fassade an der Betzenstraße, verzichtete auf eine vorgesehene Dienstwohnung für den Bürgermeister und bestimmte, dass in einem „Zukunftsprojekt“ von vornherein eine mögliche Erweiterung des Rathauses geplant werden sollte.
Hauberrisser, der nach Art mittelalterlicher Baumeister sämtliche Entwürfe selbst zeichnete und in seiner ganzen Karriere nie ein Baubüro beschäftigte, schickte bereits zwei Wochen später (14. Juli 1896) einen fertigen Vorentwurf im neogotischen Stil an Bürgermeister Neff. Der Vorentwurf sah eine Neubaugesamtfläche von 864 m2 vor.
Am 30. Juli 1896 beschloss die St. Johanner Stadtverordnetenversammlung, das Vorprojekt Hauberrissers anzunehmen, und kurze Zeit darauf wurde am 3. September 1896 durch den Stadtbaumeister Franz der Vertrag mit Hauberrisser abgeschlossen.
In mehreren Paragraphen wurden die Vertragsinhalte formuliert:
1. Hauberrisser obliegt als Architekt die künstlerische Leitung des Baues in allen Einzelheiten.
2. Das Stadtbauamt St. Johann unter Stadtbaumeister Franz übt die technische Bauleitung und Ausführung aus.
3. Die statischen Berechnungen werden durch die städtischen Baubehörden erstellt. Hauberrisser übernimmt jedoch dazu die Verantwortung.
4. Baubeginn ist der 1. März 1897.
5. Die Honorarangelegenheiten werden nach der bestehenden Hamburger Norm für Architekten als Grundlage geregelt.
6. Eventuelle Streitigkeiten zwischen der Stadt St. Johann und dem Architekten Hauberrisser sind außerhalb des Rechtsweges durch ein Schiedsgericht zu klären. Konventionalstrafen können unter bestimmten Voraussetzungen verhängt werden.[18]

#### Neospätgotische Gestaltung

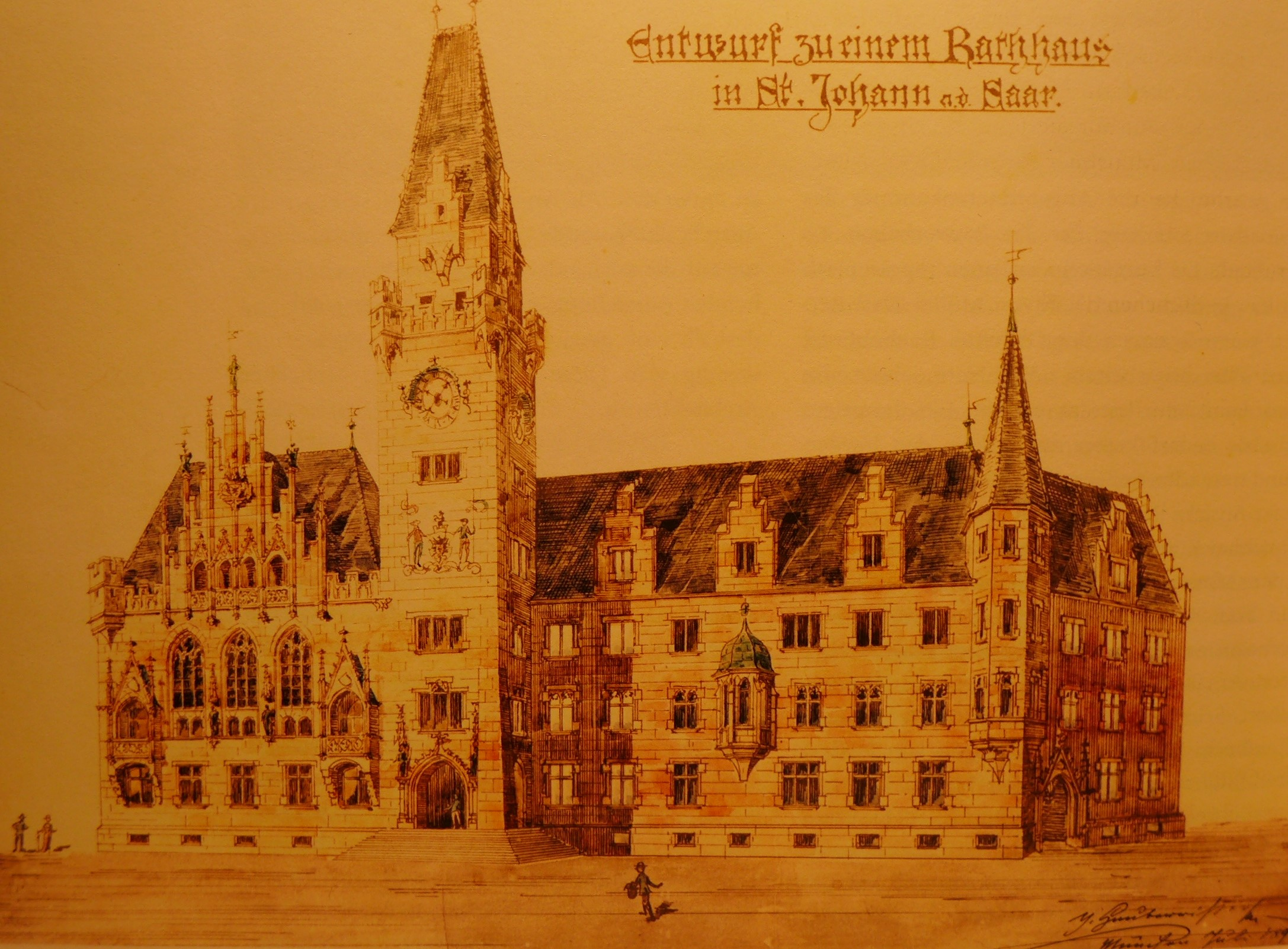
Hauberrissers erster Entwurf vom Juli 1896 zum Neubau des Rathauses St. Johann, Aquarell

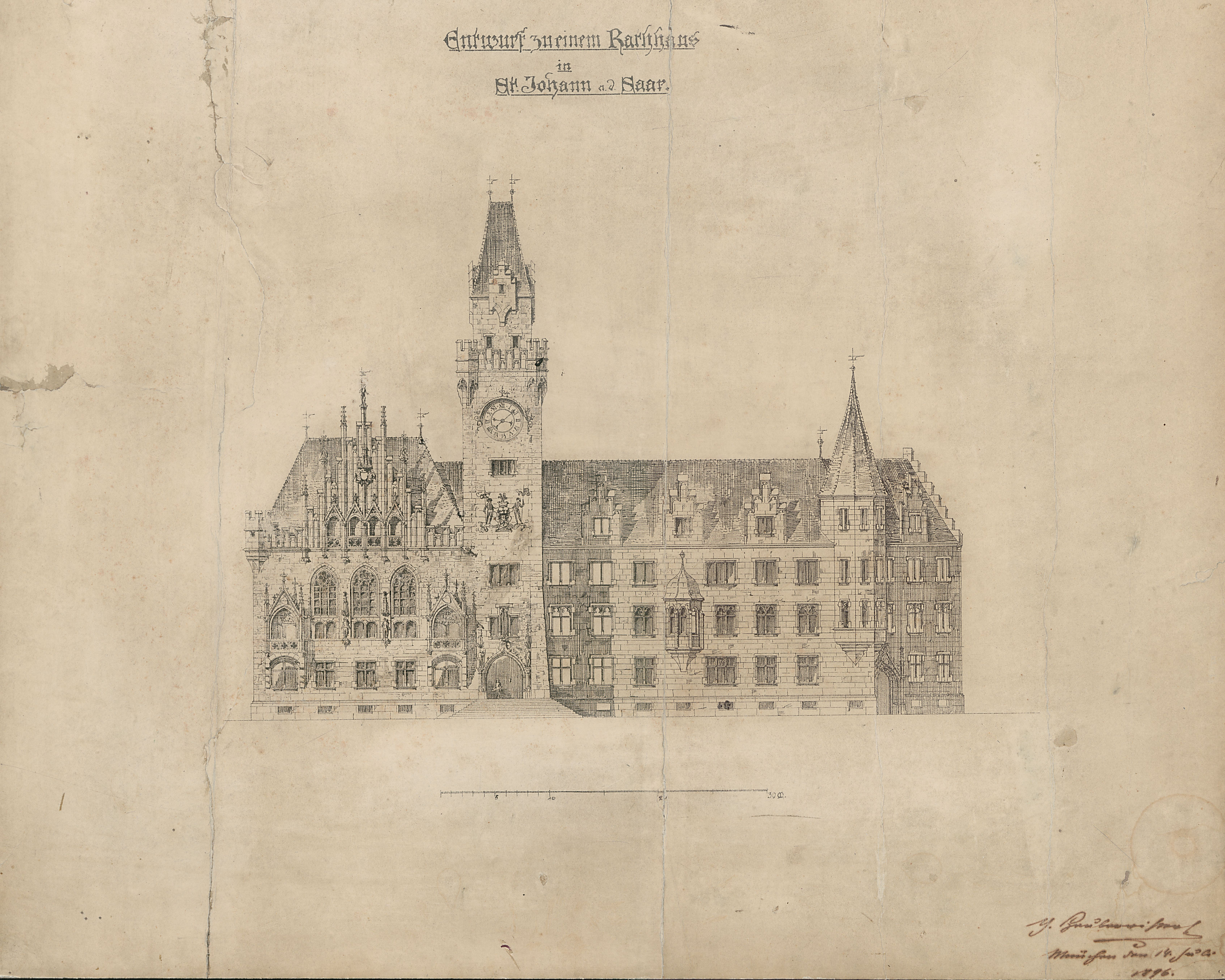
Rathaus St. Johann, Georg von Hauberrissers erster Entwurf der Rathausfront (1896)

Zu Beginn des 19. Jahrhunderts war die bis dahin annähernd kontinuierliche Stilentwicklung in der Architektur abgebrochen. Politische Wirren wie die Französische Revolution und die kriegerische Herrschaft Napoleons sowie die sozioökonomischen Veränderungen durch die Industrialisierung beförderten die Idee des Nationalismus und die Rückbesinnung auf nationale Spezifika. Die Entdeckung der Baukunst des Mittelalters durch Kunstgeschichte und Denkmalpflege verband sich mit einem romantischen, sehnsuchtsvollen Gefühl nach der mittelalterlichen Epoche als einer Zeit, in der Kirche und Staat mächtig und würdevoll erschienen.
Der badische Architekt und Architekturtheoretiker Heinrich Hübsch hatte bereits im Jahr 1828 in seiner architekturtheoretischen Schrift „In welchem Style sollen wir bauen?“ mit der klassizistischen Baukunst des frühen 19. Jahrhunderts gebrochen. Zwar war sich Hübsch, als er die Frage „In welchem Style sollen wir bauen?“ stellte, sicher, dass der moderne Rundbogenstil die Option schlechthin sei. Trotzdem fasst seine Frage das Problem eindeutig in Worte, das mit dem 19. Jahrhundert erstmals in der Kunstgeschichte auftrat.
In dem Augenblick, da die Frage gestellt wurde, erhielt sie einen immer weiteren Inhalt, und es wurde immer schwieriger sie eindeutig zu beantworten. Die Epoche des Historismus, der den Klassizismus des frühen 19. Jahrhunderts als kalt und dürftig bewertet, machte Anleihen bei allen Epochen der abendländischen Kunst und bediente sich, je älter das Jahrhundert wurde, einer immer üppigeren Formensprache. Bis heute hat die Frage Hübschs keine befriedigende Antwort gefunden; allenfalls Teilantworten. Diese Teilantworten bestanden unter anderem in Konventionschemata für spezielle Bauaufgaben, die zuweilen offiziell gefordert wurden, meist aber aus einer stillschweigenden Übereinkunft der am Bau Beteiligten resultierten.
Im Bezug auf den Neubau von Rathäusern erschien es den Verantwortlichen des 19. Jahrhunderts naheliegend, auf die Formen der mittelalterlichen Gotik zurückzugreifen, da in dieser Epoche die städtische Selbstverwaltung gegen weltlichen und klerikalen Feudalismus erkämpft worden war.

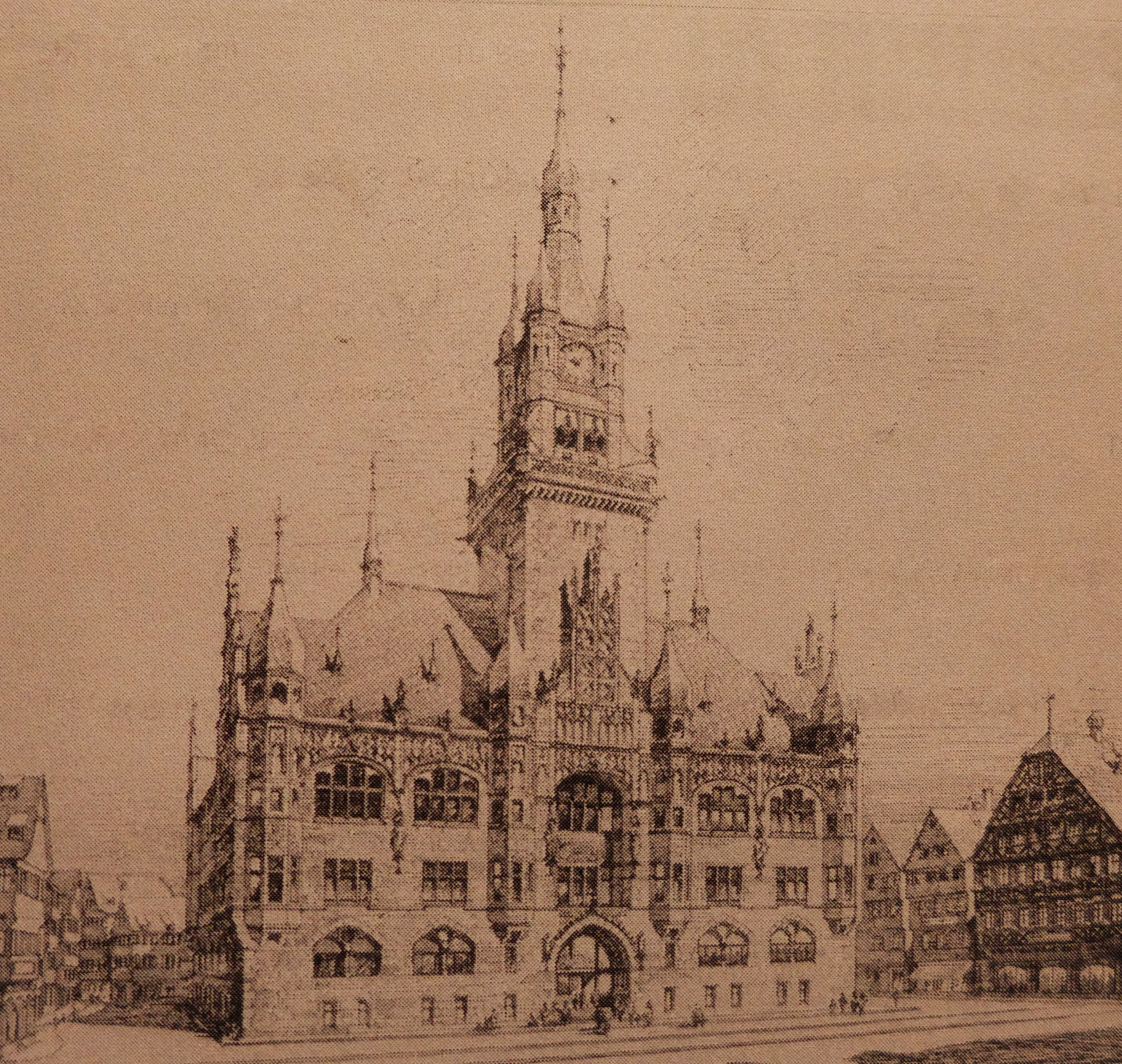
Heinrich Jassoy und Johannes Vollmer: Perspektivische Ansicht des Konkurrenzentwurfes des Jahres 1894 für ein Rathaus in Stuttgart (Archiv der Technischen Universität Berlin, Architekturmuseum in der Universitätsbibliothek)

Hauberrissers Rathausbau in St. Johann ist in den architektonischen Ausdrucksformen der Spätgotik entworfen. Durch das Wiederaufgreifen der Gotik und der Renaissance versuchte das Bürgertum im seit 1871 neugegründeten Deutschen Reich den Wiederanschluss an eine Epoche des 1806 untergegangenen Heiligen Römischen Reiches deutscher Nation, die durch den Bedeutungsanstieg des Bürgertums als gesellschaftlichem Stand geprägt worden war und die die städtische Kultur in Deutschland zu einer ersten Blüte geführt hatte. Durch das historistische Aufgreifen der beiden Architekturstile feierte man eine Epoche, in der sich das Bürgertum gegen Adel und Klerus gesellschaftspolitisch, ökonomisch und administrativ durchzusetzen begann.
In ähnlichen, allerdings schon stärker von den Schmuckformen der frühen Renaissance geprägten, neospätgotischen Architekturformen entstand etwa zeitgleich mit dem Bau des St. Johanner Rathauses das Stuttgarter Rathaus der Architekten Heinrich Jassoy und Johannes Vollmer (Wettbewerbsausschreibung 1894, Bau 1901–1905). Wie in St. Johann wurden auch hier das Rathausinnere mit reich gestaltetem neospätgotischen Mobiliar und der Turm mit einem Glockenspiel ausgestattet. Während man jedoch in St. Johann mehrere Bauabschnitte einplanen musste, konnte man in der finanzstärkeren Hauptstadt des Königreiches Württemberg gleich eine große Vierflügelanlage errichten.

Gotische Inspirationen Hauberrissers
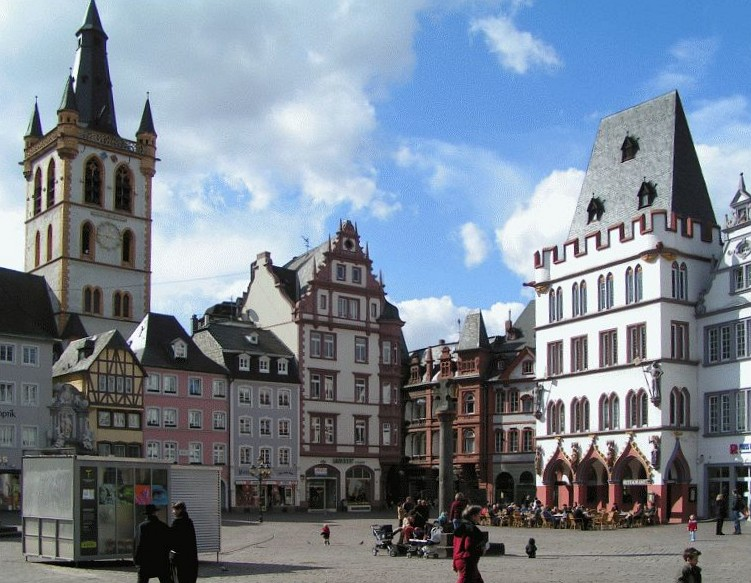
Hauptmarkt Trier mit Turm von St. Gangolf und Steipe
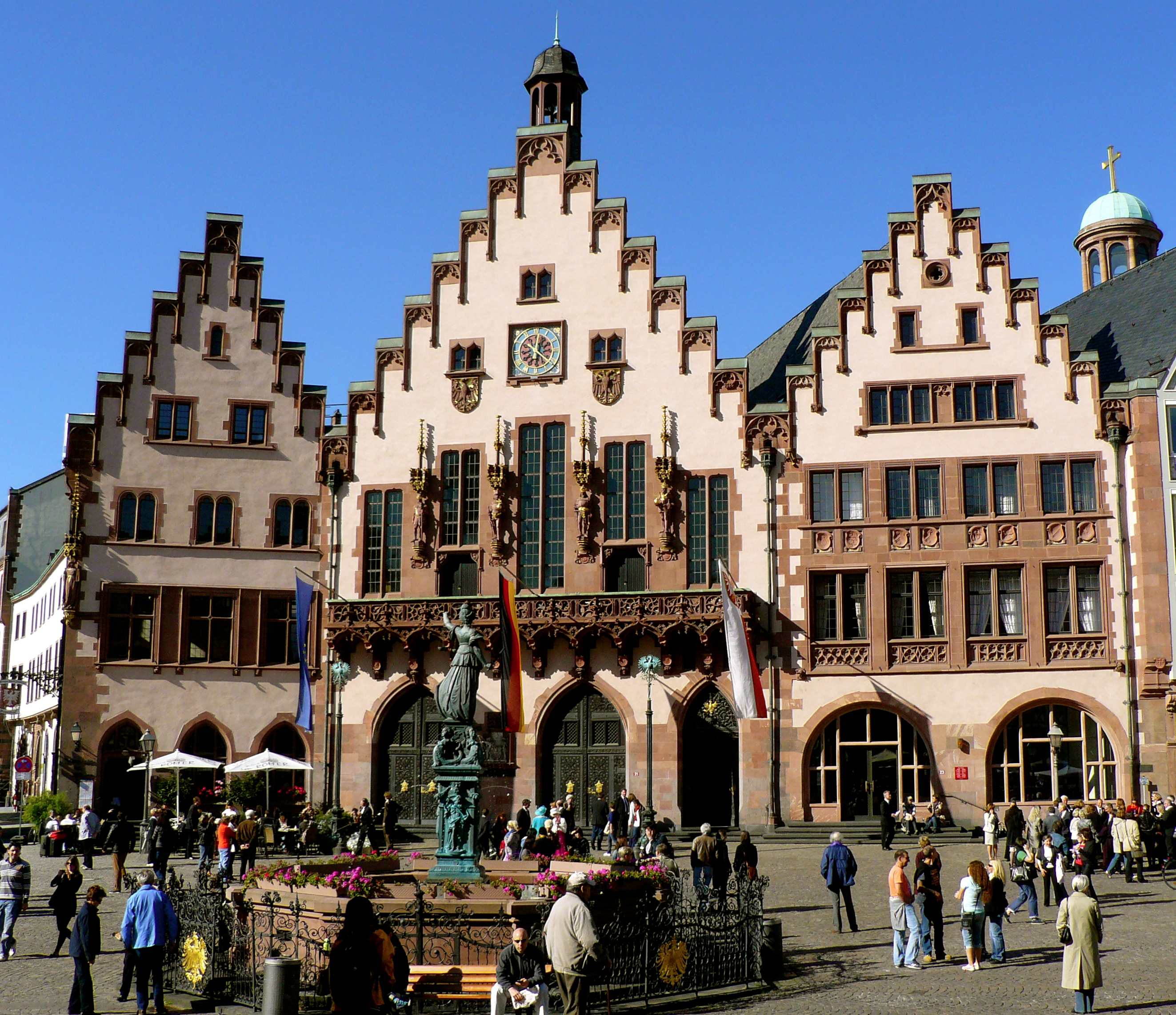
Frankfurt am Main, Römer
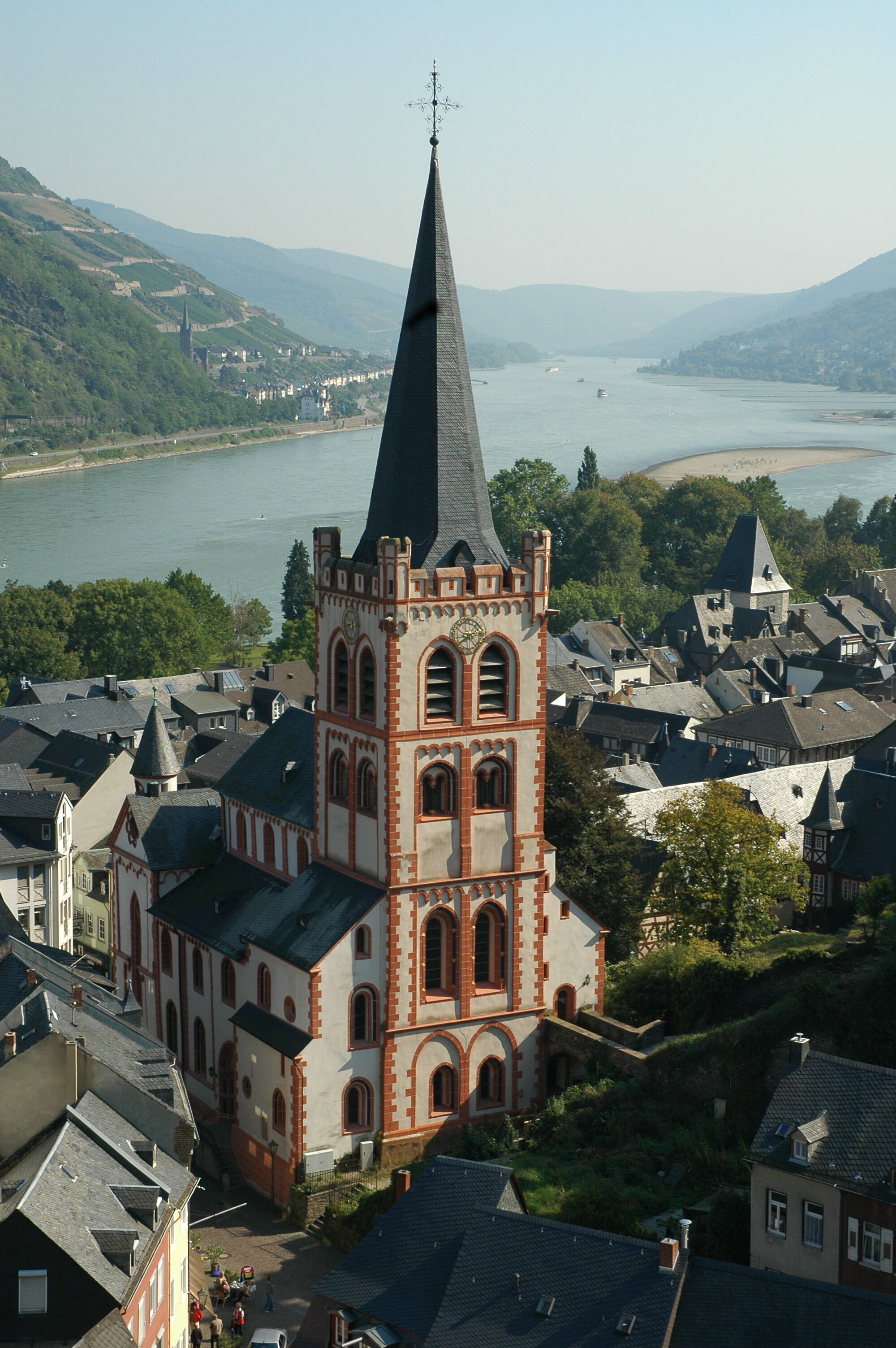
Bacharach, St. Peter

In einem Brief vom 14. Juli 1896, der den Entwurf für das Rathaus in St. Johann begleitete, schrieb Hauberrisser: „Für die Architektur wähle ich die Gotik, als für ein deutsches Rathaus charakteristischen Stil. Dieser Stil war früher, wie an einzelnen Häusern zu ersehen, einst in St. Johann schon vorhanden. […] Ecktürmchen und Zinnen sind charakteristisch und kommen in Frankfurt, Trier, und Bacharach vor.“
Anzumerken ist allerdings, dass zu Hauberrissers Zeit St. Johann eine stark vom Barock des Architekten Friedrich Joachim Stengel (1694–1787) geprägte Stadt war und nur noch spärliche Reste spätgotischer Fensterformen (z. B. Eckhaus am St. Johanner Mark Nr. 8, heute Gaststätte „Tante Maja“ oder das 1906 abgerissene gotische Haus in der Türkenstraße) aufwies. Da also in St. Johann praktisch keine „charakteristischen“ gotischen Ecktürmchen und Zinnen mehr als Vorbild vorhanden waren, bediente sich Hauberrisser beim Entwurf des St. Johanner Rathauses diesbezüglich, wie in seinem Entwurfs-Begleitbrief genannt, bei gotischen Architekturvorbildern der Großregion: Trier (z. B. Steipe, Turm von St. Gangolf), Frankfurt am Main (z. B. Römer, Steinernes Haus, Leinwandhaus) und Bacharach (z. B. Turm von St. Peter).

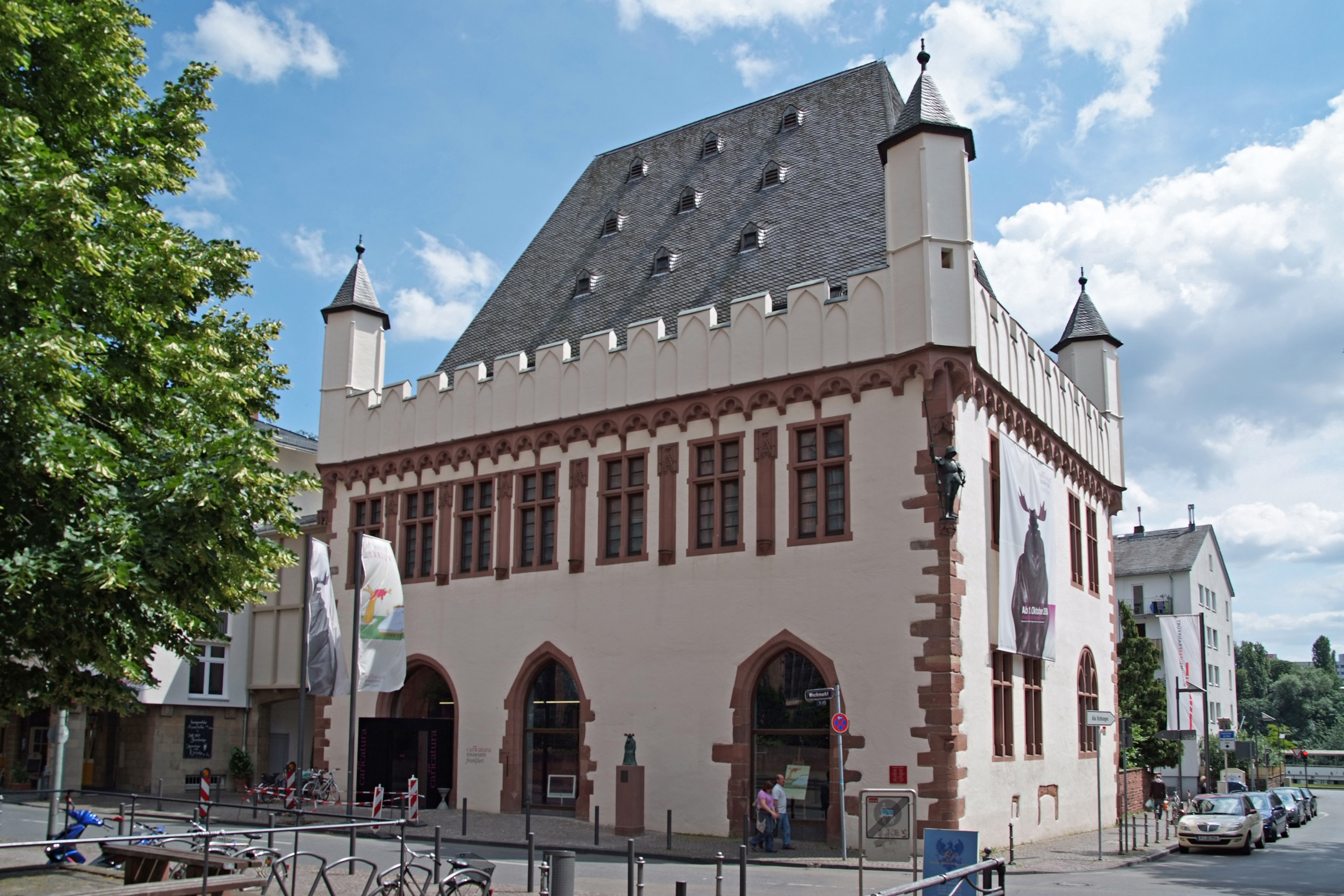
Leinwandhaus, Frankfurt am Main
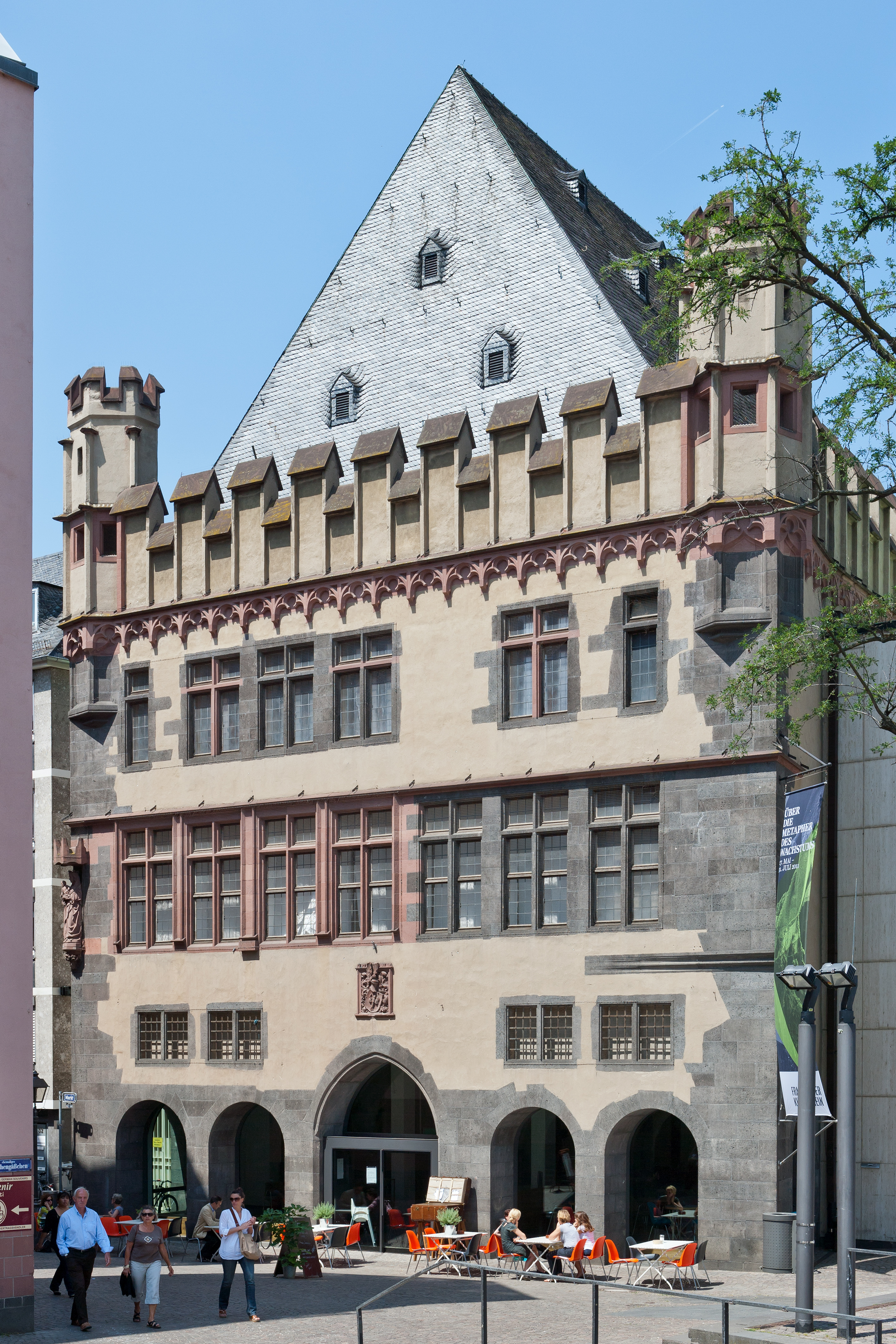
Steinernes Haus, Frankfurt am Main

So könnten die Kubatur-Vorbilder des Ratssaalbaues von St. Johann (allerdings ohne seinen hohen Schmuckgiebel) das Leinwandhaus bzw. das Steinerne Haus in der Frankfurter Altstadt gewesen sein. Beide Gebäude waren in den Jahren vor 1900 von der Stadt Frankfurt wegen ihrer historischen Bedeutung und einprägsamen Gestaltung aufgekauft und in den Folgejahren ebenso wie der Römer aufwändig restauriert und mit historisierenden Elementen bereichert worden.
Hauberrisser hatte den Stadtrat offensichtlich dermaßen von seinen Kompetenzen überzeugt, dass man ihm hinsichtlich der Disposition nahezu größtmögliche Freiheit ließ. Auch höhere Baukosten wurden nicht gescheut, um den gestalterischen Vorstellungen des Architekten entsprechen zu können. So bezog man etwa selbst die Dachziegel auf Wunsch Hauberrissers bei einer dem Architekten bekannten Ziegelei, dem 1876 eröffneten Tonwerk Kolbermoor im bayerischen Alpenvorland.

### Bau

Grundrisse der einzelnen Etagen mit geplantem Erweiterungsbau
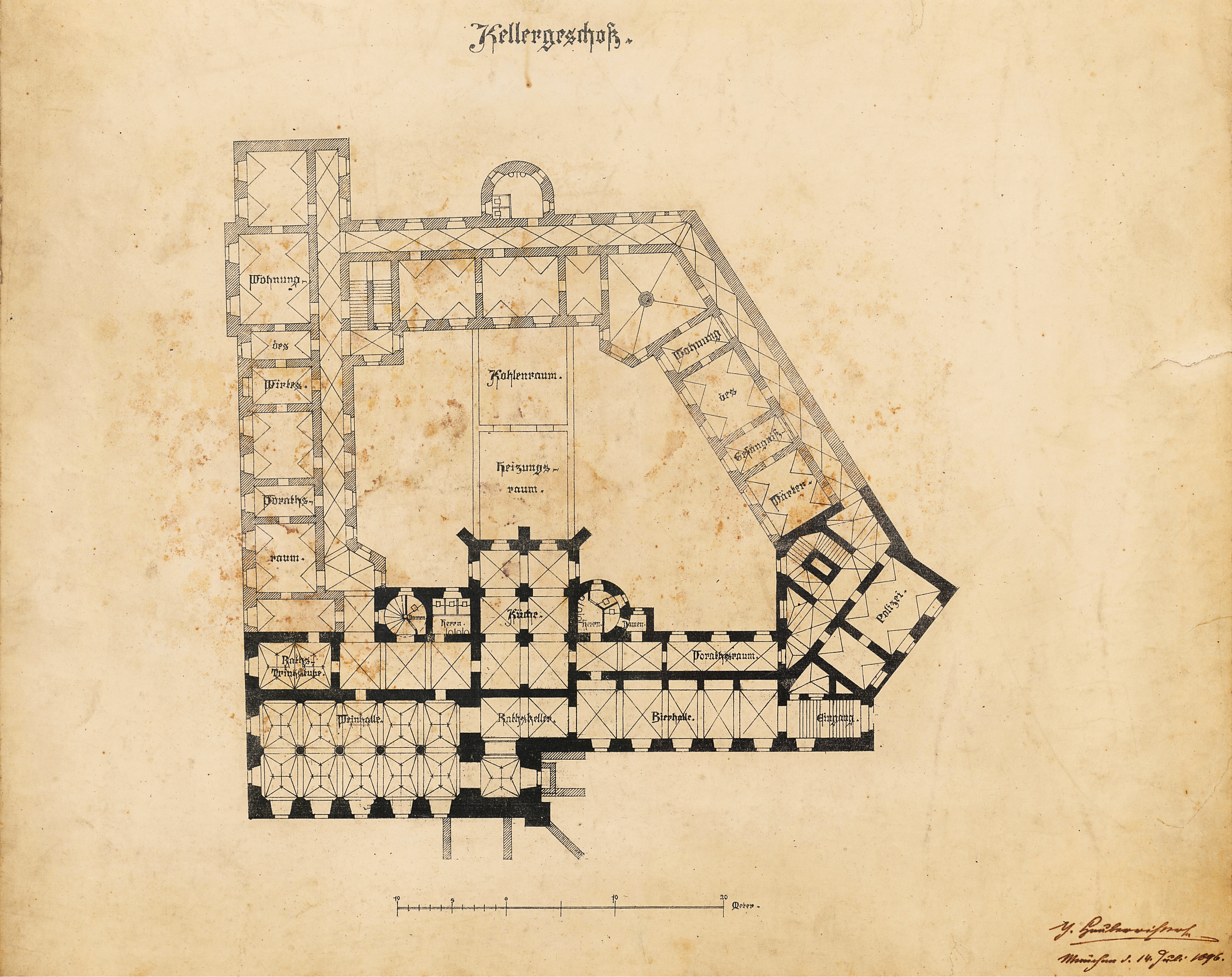
Rathaus St. Johann, Georg von Hauberrissers Entwurf des Kellergeschosses mit Erweiterungsbau (1896)
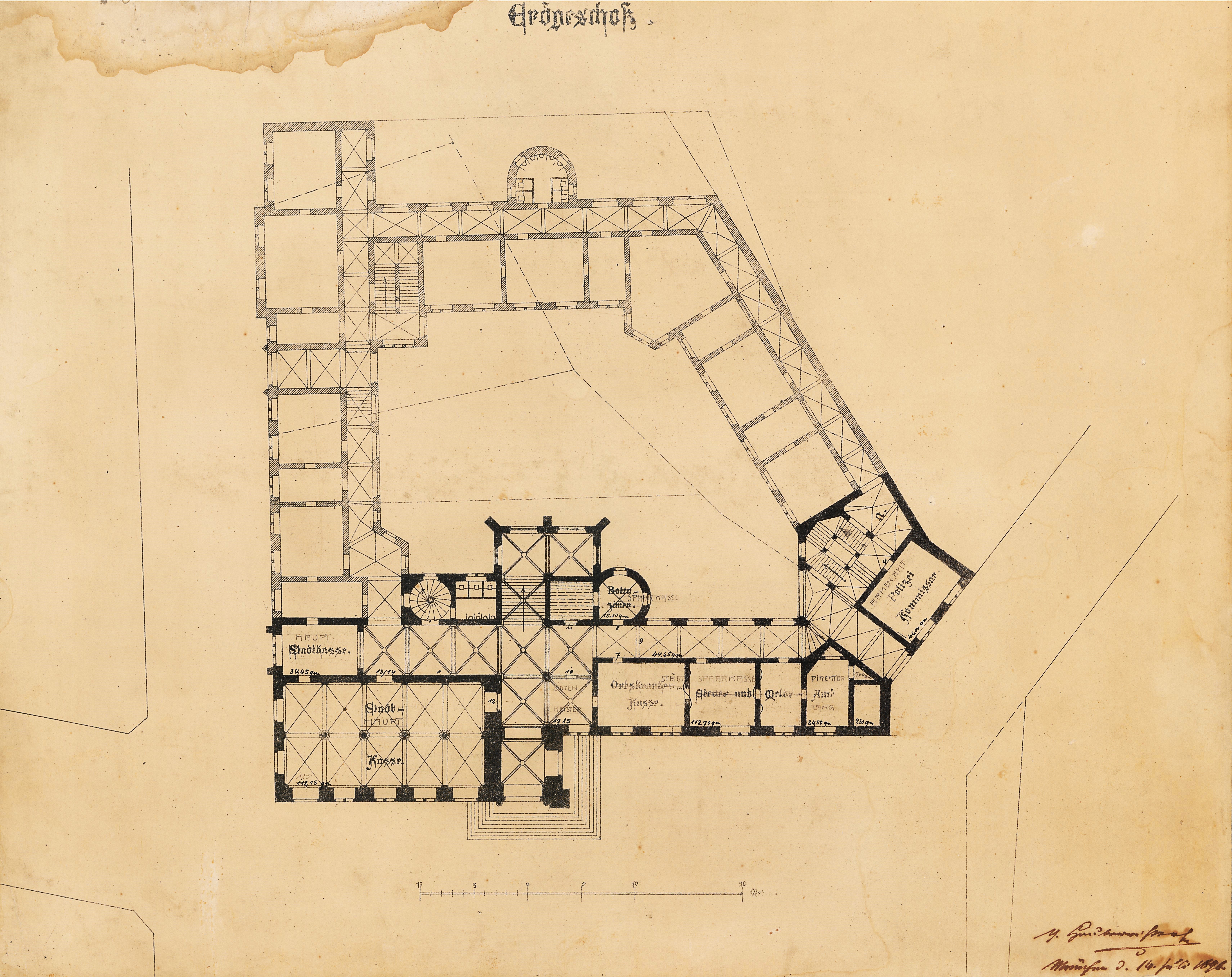
Rathaus St. Johann, Georg von Hauberrissers Entwurf des Erdgeschosses mit Erweiterungsbau (1896)
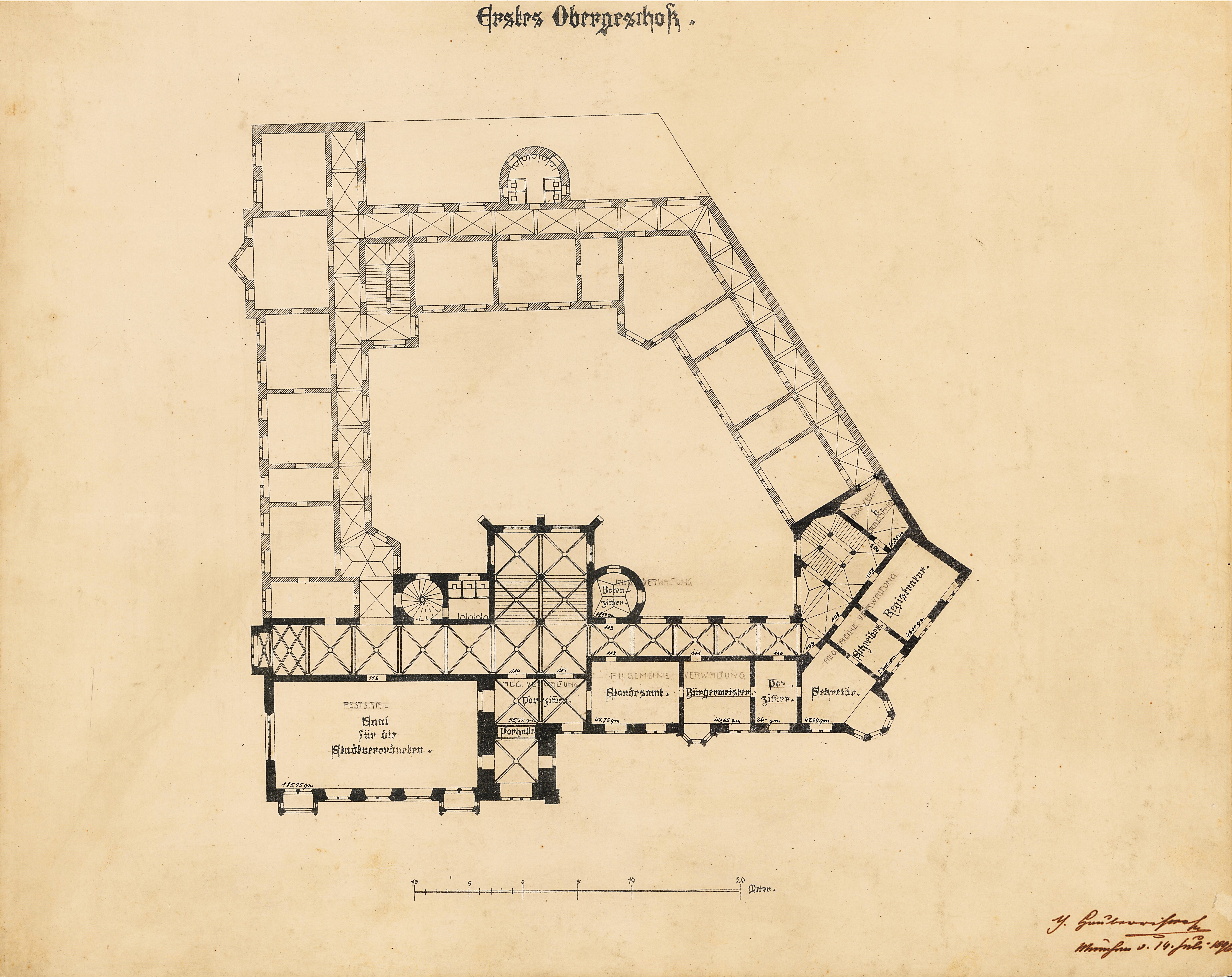
Rathaus St. Johann, Georg von Hauberrissers Entwurf des ersten Obergeschosses mit Erweiterungsbau (1896)
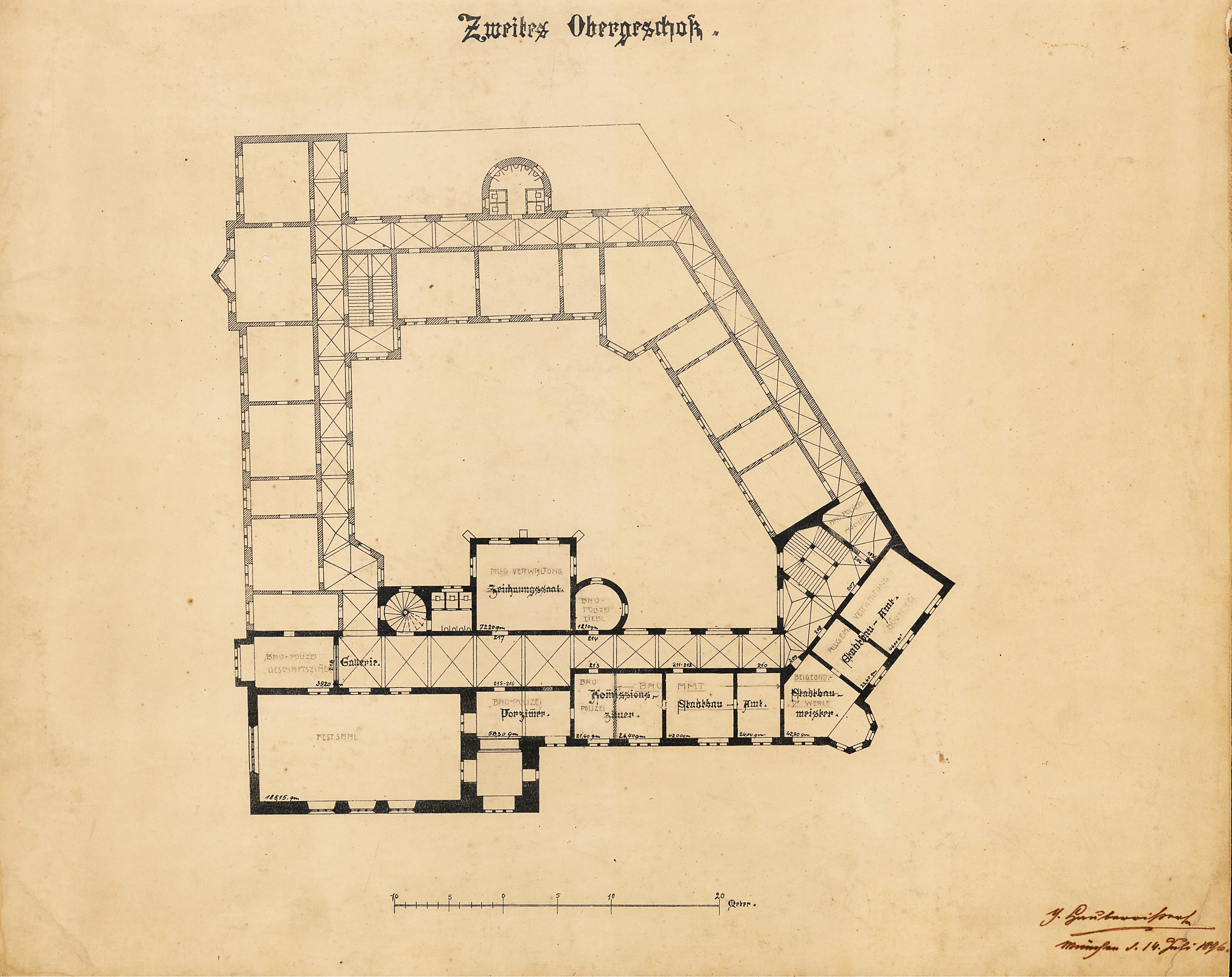
Rathaus St. Johann, Georg von Hauberrissers Entwurf des zweiten Obergeschosses mit Erweiterungsbau (1896)

#### Grundsteinlegung
Nach den Fundamentierungsarbeiten durch das St. Johanner Bauunternehmen Dörr wurde am 22. März 1897, dem 100. Geburtstag des 1888 verstorbenen preußischen Königs und späteren Kaisers Wilhelm I., der Grundstein gelegt. In überschwänglichem Tonfall schilderte die Saarbrücker Zeitung das Ereignis:

„Einen schöneren Tag konnte die Stadt St. Johann Grundsteinlegung für das neue Rathaus nicht wählen, als den 22. März, an dem unsere ganze Bevölkerung in der Erinnerung an den Heldenkaiser im geläuterten, gehobenen Nationalgefühl, unter Zurückdrängung alles dessen, was uns sonst trennen mag, sich eins fühlte in dem Glück unter dem Szepter der Hohenzollern. Glänzender Frühlingssonnenschein lag verheißungsvoll über dem Platze, auf dem sich bald ein neuer Schmuck unserer Städte erheben wird. Erschienen waren zur Feier Herr Professor Hauberrisser aus München, die Spitzen unserer Behörden, der Bürgermeister Saarbrückens mit einer größeren Anzahl von Stadträten, viele Gäste und tausende von St. Johanner Bürgern, die mit Stolz und Freude dem feierlichen Akte beiwohnen wollten.
Die Ulanen-Kapelle spielte die Jubel-Ouvertüre von Weber, worauf unter Orchesterbegleitung die Versammlung den Choral anstimmte „Nun danket alle Gott“. Kaum waren die letzten Klänge des alten Kirchenliedes verhallt, als Herr Bürgermeister Dr. Neff die mit Fahnen in den deutschen Farben verzierte Rednertribüne besteigt und mit kräftiger, ausdruckvoller Stimme ungefähr folgende Rede hielt:
„Wenn ein Landmann nach einer Reihe von guten Jahren mit der Frucht seiner Felder, dem Ergebnis seines Fleißes, seine Speicher gefüllt hat, dann erst denkt er daran, seine Scheuer zu erweitern, dann erst nimmt er den Gedanken ernstlich auf, sein Wohnhaus behaglicher und schöner zu gestalten. Also St. Johann, das dank einer sparsamen Finanzwirtschaft unserer vorderen Generationen gegenwärtig zu einer günstigen Entwicklung gekommen ist. Heute können wir sagen, wir haben einen gesicherten Ausblick in die Zukunft, und nun kann auch der heiße Wunsch unserer Bürgerschaft, der sich schon lange auf den Neubau eines Rathauses richtete, in Erfüllung gehen, nachdem erst eine Reihe anderer notwendiger Einrichtungen ins Leben gerufen werden mußte. Ich erinnere nur an die planmäßig durchgeführte Stadterweiterung; sie ist geschehen und wir konnten nunmehr an die Aufgabe einer würdigen Gestaltung unseres Rathauses gehen. Ein solcher Entschluß schien gerechtfertigt im Hinblick auf die Verhältnisse unserer Stadt. Ein flüchtiger Blick auf die Stätte, welche bis jetzt unser Rathaus bildet, zeigt, daß ungenügende Räume vorhanden, die Verwaltungen selbst verteilt sind. Was wir so lange Jahre erstrebt haben, soll jetzt zur schnellen Ausführung gelangen, ein Rathaus, um den kommenden Geschlechtern zu künden von dem glücklichen Aufschwung der Stadt St. Johann. Aus allen diesen Gründen haben wir von einer öffentlichen Ausschreibung diesmal abgesehen. Wir haben die Arbeit in die Hände eines Künstlers gelegt, der aus der Wiener Schule hervorgegangen, das Rathaus in Wiesbaden und München geschaffen hat. Er hat den wohl begründeten Ruf eines Meisters der Gothik und er ist der Schöpfer des Baues, dessen Grundstein wir legen wollen. Uns alle aber erfüllt eine stolze Freude, daß wir dies heute thun dürfen, an einem Tage, auf welchem die Weihe großer, schöner Erinnerungen ruht. Es mag sich etwas davon senken als eine günstige Vorbedeutung auf den Bau und die Bestrebungen in demselben. Welche Weihewünsche sind es nun, die ich aussprechen möchte im Namen der Stadtverwaltung und als einer derselben. Vorerst möchte ich sagen:
Alles ist an Gott gelegen,
Menschen richten nichts aus;
Gott gib Deinen Segen,
Dann ragt hoch das Haus!
Unser Rathaus soll der Mittelpunkt werden eines emporstrebenden Bürgertums, das seinen Geist gerichtet hält auf die Wahrung idealer Güter. Ein frischer, froher, freier Bürgersinn soll hier walten, der Front macht gegen jene Strömungen, die jetzt dem Verdienst, welches das Bürgertum hat, nicht gerecht werden wollen. Ein deutsches Bürgertum mit seinen edlen Bestrebungen wird in diesem Rathaus eine Zuflucht finden. Meine Fürsorge und jene des Bürgermeisters der Zukunft an dieser Stelle soll sein, daß es keinen Unterschied gebe, ob reich oder arm, es sei kein Unterschied, welches Glaubens oder welcher politischen Stellung der Einzelne sei. Die Bürgerschaft der Rheinlande erblickt zwischen Bürgern und Bürgermeister noch ein patriarchalisches Verhältnis im edlen Sinn, er ist noch der Vater der Stadt. Das Wort soll hier recht behalten:
Geht mir der Rat aus,
So geh ich aufs Rathaus.
Wir wollen einen Bau errichten im gothischen Stil, dessen Linien sich nach oben verjüngen, dies nach oben Gerichtetsein deutet ein Erstreben des höchsten Zieles, das nur erreicht wird, wenn alles, was hier geschieht, dem Staate zum Nutzen gereicht. Wir wollen eine selbstlose Hingabe pflegen an das große Vaterland, zum Hohenzollernthron und deutschen Kaisertum. Daß dies so sein soll, bekräftigen Sie mit mir durch den Ruf ‘Seine Majestät, unser Kaiser, lebe hoch!’.“
Begeistert nahm die Versammlung das Hoch auf, um darauf die Nationalhymne zu singen. Wiederum betrat Herr Bürgermeister Dr. Neff die Rednertribüne und verkündete einen einstimmigen Beschluß der Stadtverordneten, nach welchem die Herren Justizrat Riotte, Brauereibesitzer Gustav Bruch und Kommerzienrat Emil Haldy zu Ehrenbürgern ernannt werden. (Beifall und laute Bravorufe). (…)“

Nachdem die Verleihung der Ehrenbürgerschaften öffentlich begründet worden waren, wurde eine Urkunde in einer Metallbüchse in den Grundstein versenkt. Der Büchse waren zusätzlich die Baupläne Hauberrissers, Münzen, Zeitungen, die Saarbrücker Kriegschronik, ein Adressbuch und zahlreiche andere Dokumente einverleibt worden. Anschließend tätigten Politiker und Beamte sowie Architekt Georg von Hauberrisser unter Ausrufung von meist patriotisch-monarchistischen Weihesprüchen die symbolischen Hammerschläge. Mit dem gemeinsamen Absingen des Deutschlandliedes schloss der Feierakt. Anschließend konnte man noch das Modell einer Reiterstatue Kaiser Wilhelms I. besichtigen, deren Aufstellung man für künftige Zeiten plante.
Generalmajor Eduard von Pestel, von 1869 bis 1874 Kommandeur des Ulanen-Regimentes „Großherzog Friedrich von Baden“ (Rheinisches) Nr. 7 und seit 1896 Ehrenbürger von St. Johann, formulierte in einem Glückwunschtelegramm aus Berlin anlässlich der Grundsteinlegung den durch die repräsentative Gestaltung des Rathauses dokumentierten Führungsanspruch St. Johanns unter den Städten der Region in einem euphorischen Ausspruch: „Hoch lebe die Hauptstadt der Saar, wie sie ist, sein wird und war.“

#### Bauverzögerungen
Hauberrisser, der an zahlreichen Großbauten gleichzeitig wirkte, kam hinsichtlich der Bauzeichnungen mehrfach in Lieferverzug. Als beim Bau des Rathauses die endgültigen Bauzeichnungen zum Turm im Spätsommer 1899 immer noch fehlten, richtete sich Stadtbaumeister Franz am 6. Oktober 1899 in einem Brief an Hauberrisser:

„Hier gibt es keinen Menschen, der versteht, weshalb ein Turm, der im Frühjahr halbfertig war, nicht in einem Sommer und Herbst ganz fertig gemacht wird und durch seine Verbindung mit dem übrigen Bau die Fertigstellung aufhält.“

Daraufhin trafen am 9. November 1899 die erwarteten Pläne endlich ein.

#### Einweihung

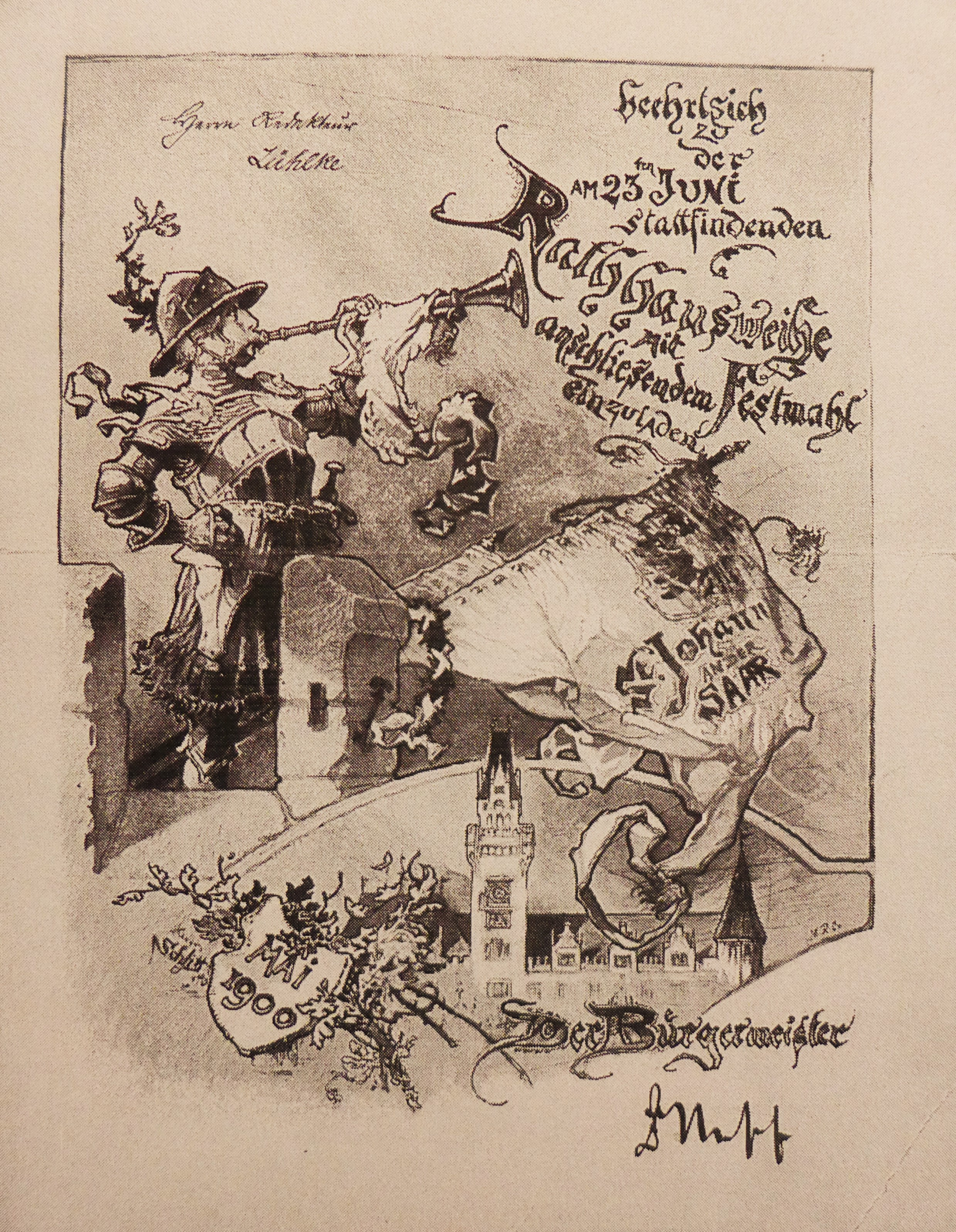
Einladung zur Einweihung des Rathauses St. Johann, 23. Juni 1900, Zeichnung von Heinrich Schlitt, StA Saarbrücken: Bgm. St. Joh. Nr. 826, Blatt 240

Vom 23. bis zum 25. Juni 1900 fanden die Einweihungsfeierlichkeiten des Rathauses statt.
Bürgermeister Neff hatte in der St. Johanner Zeitung vom 16. Juni 1900 die Festordnung zur Rathauseinweihung angekündigt. Zur Einweihung des neuen St. Johanner Rathauses hatte Neff in einer Anzeige der St. Johanner Zeitung vom 22. Juni 1900 die Bürger der Stadt zu reger Beteiligung aufgerufen:

„Im Anschluß an die bereits in der Festordnung ausgesprochene Bitte, das Fest der Rathaus-Einweihung durch Beflaggen der Häuser zu verschönern, ersuche ich die Bürgerschaft, ihre Anteilnahme an dem vaterstädtischen Fest auch durch allgemeine Beteiligung an der Illumination zu bethätigen. Als Stunde des Beginns der Beleuchtung wird 9½ Uhr abends vorzusehen sein.“

Am Samstag, den 23. Juni 1900 wurde die Stadtbevölkerung St. Johanns ab sechs Uhr in der Frühe durch das Trompeterkorps des Ulanen-Regimentes Großherzog Friedrich von Baden Nr. 7 und die Kapelle des 8. Rheinischen Infanterieregimentes Nr. 70 mit dem Choral „Nun danket alle Gott“ geweckt. Die St. Johanner Kinder hatten schulfrei. Ab 10 Uhr vormittags zog sich ein Festzug von dem alten Bürgermeistereigebäude durch die mit Girlanden aus Eichenlaub und Tannengrün an weißen Masten sowie einem Meer von deutschen Reichsfahnen geschmückten Straßen (Fassstraße, St. Johanner Markt, Marktstraße, Bahnhofsstraße, Reichsstraße, Friedrich-Wilhelm-Straße, Kaiserstraße, Stephanstraße) zum Rathausplatz, der mit den Fahnen der deutschen Bundesstaaten dekoriert war. Voran marschierte die Kapelle des 70. Infanterieregimentes, dann folgten die St. Johanner Schulkinder, die kleine Reichsfähnchen aus Papier schwenken mussten. Ihnen schlossen sich die am Rathausneubau beteiligten Bauhandwerker an. Es folgten die beiden Radfahrervereine „Blitz“ und der „St. Johanner Radfahrerverein von 1887“, anschließend die St. Johanner Freiwillige Feuerwehr, der evangelische Arbeiterverein, der katholische Gesellenverein, der Marine-Verein, der Militär-Verein ehemaliger Dreißiger, der Militär-Verein ehemaliger Jäger und Schützen und die Ulanenkapelle. Nach den Militärvereinigungen folgten die Chorgemeinschaften „Cäcilia“, „Eintracht“, „Harmonie“, „Liedertafel“, „Rheingold“, „Sängerbund“ und „Teutonia“ mit ihren Vereinsfahnen. Beschlossen wurde der Festzug durch den Gambrinusverein, den Turnklub und den Männerturnverein.
Am Rathausplatz angekommen, fand in Anwesenheit geladener Ehrengäste, der Behördenvorsteher der Saarstädte, der Kommandeure der vor Ort stationierten Regimenter, der Abordnungen des Offizierskorps, einiger Landtags- und Reichstagsabgeordneten sowie der ehemaligen Stadtratsmitglieder ein Platzkonzert statt. Um 11 Uhr erfolgte, angekündigt von schmetternden Heroldsfanfaren von den Zinnen des Rathausturmes herab, und dem darauf folgenden Chorgesang „Die Himmel rühmen des Mächtigen Ehre“ die Schlüsselübergabe seitens des Architekten des Rathauses, Georg von Hauberrisser, an den Bürgermeister. Die Feier musste aufgrund eines kurzen, aber kräftigen Regenschauers unterbrochen werden. Der Schlüsselübergabe folgte die Übergabe des Baues durch den Bauleiter Wilhelm Franz an Bürgermeister Neff im Rathausfestsaal. Der Weiheakt im Rathausfestsaal schloss mit einem gemeinsamen Hoch auf Kaiser Wilhelm II., während vor dem Rathaus die versammelte Menge die Kaiserhymne „Heil dir im Siegerkranz“ und „Nun danket alle Gott“ anstimmte. Das noch nicht vollendete Rathausinnere, Figurenschmuck und die Ausgestaltung des Rathausfestsaales fehlten noch, war provisorisch von Dekorationsmaler Niesch mit Malereien und vom St. Johanner Obergärtner Eckardt mit üppigem Pflanzenschmuck ausstaffiert worden. Um 14 Uhr fand in der im Jahr 1897 vollendeten St. Johanner Turnhalle am Landwehrplatz (seit 1982 Spielstätte „Alte Feuerwache“ des Saarländischen Staatstheaters) ein Festbankett statt, wozu man Stühle und Tische aus der Nachbarstadt Saarbrücken hatte ausleihen müssen. Die Tischkarte kostete pro Person 20 Mark. Bürgermeister Neff hatte für die Teilnehmer hinsichtlich der Herrenkleidung Frack und weiße Binde angeordnet.
Am Sonntag, dem 24. Juni 1900 feierte man anlässlich der Rathauseinweihung im St. Johanner Stadtwald in der Abteilung Weinhumes ein Waldfest, das von Gesangvereinen und den Musikkorps der beiden Stadtregimenter musikalisch umrahmt wurde. Auch an diesem Tag wurde St. Johann nächtlich illuminiert und vor dem Rathaus fand ein abendliches Platzkonzert statt. Seinen Abschluss fand das dreitägige Fest am Montag, dem 25. Juni 1900, mit der Hauptübung der freiwilligen Feuerwehr und einem Konzert im Baldes’schen Garten. Die regionalen Zeitungen (Saarbrücker Zeitung, Neue Saarbrücker Zeitung, St. Johanner Zeitung, St. Johann-Saarbrücker Volkszeitung) überboten sich gegenseitig in der Ausführlichkeit ihrer Berichterstattung und gaben teils sogar Sonderbeilagen heraus, in denen das Rathaus als „hervorragendes Kunstwerk …, das vom Wohlstand der Stadt und dem Gedeihen und Blühen derselben Zeugniß ablegt“, stolz gepriesen wurde.

#### Möblierung nach Entwürfen Hauberrissers

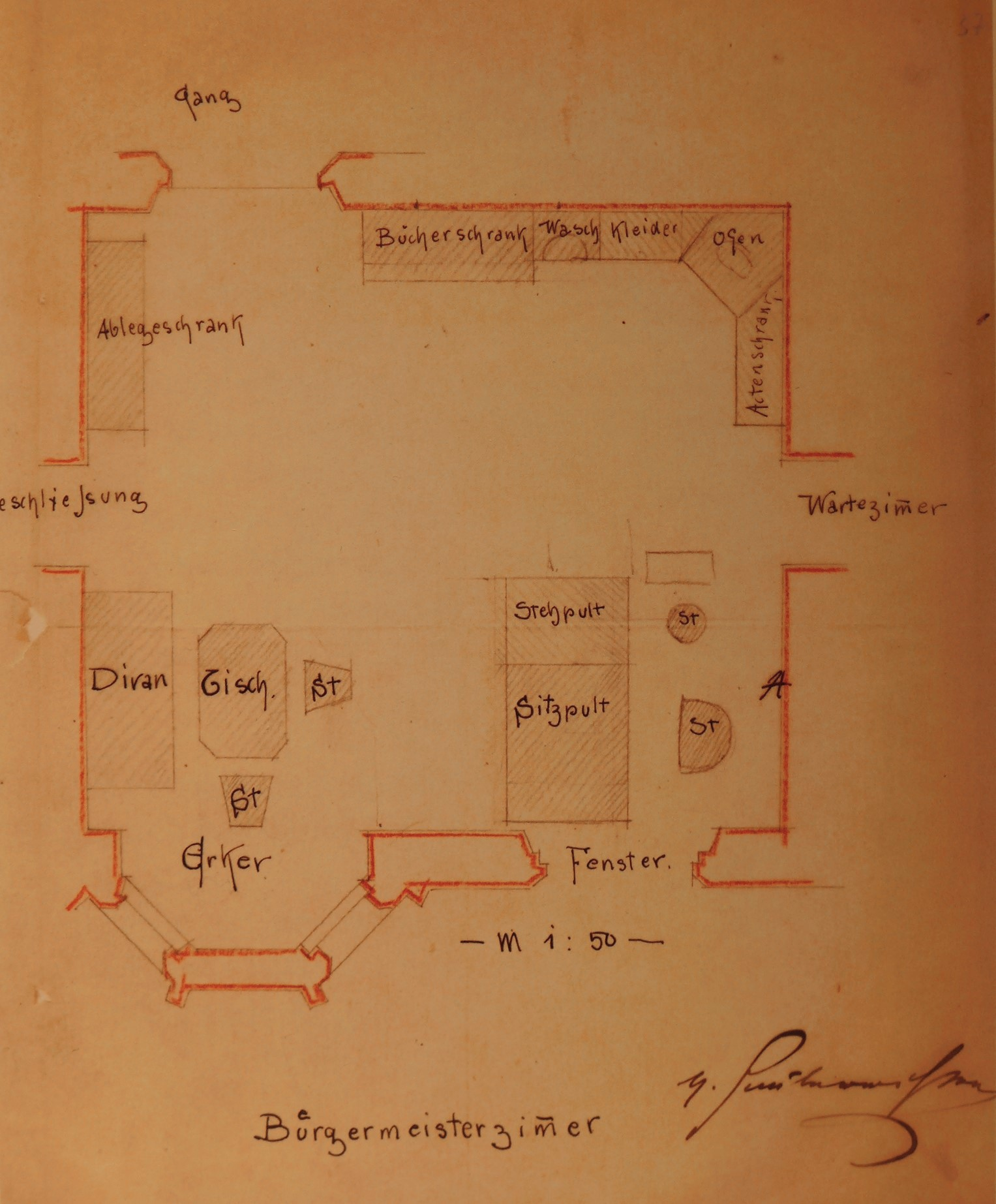
Rathaus St. Johann, Hauberrissers Entwurf zur Anordnung der Möbel im Bürgermeisterzimmer
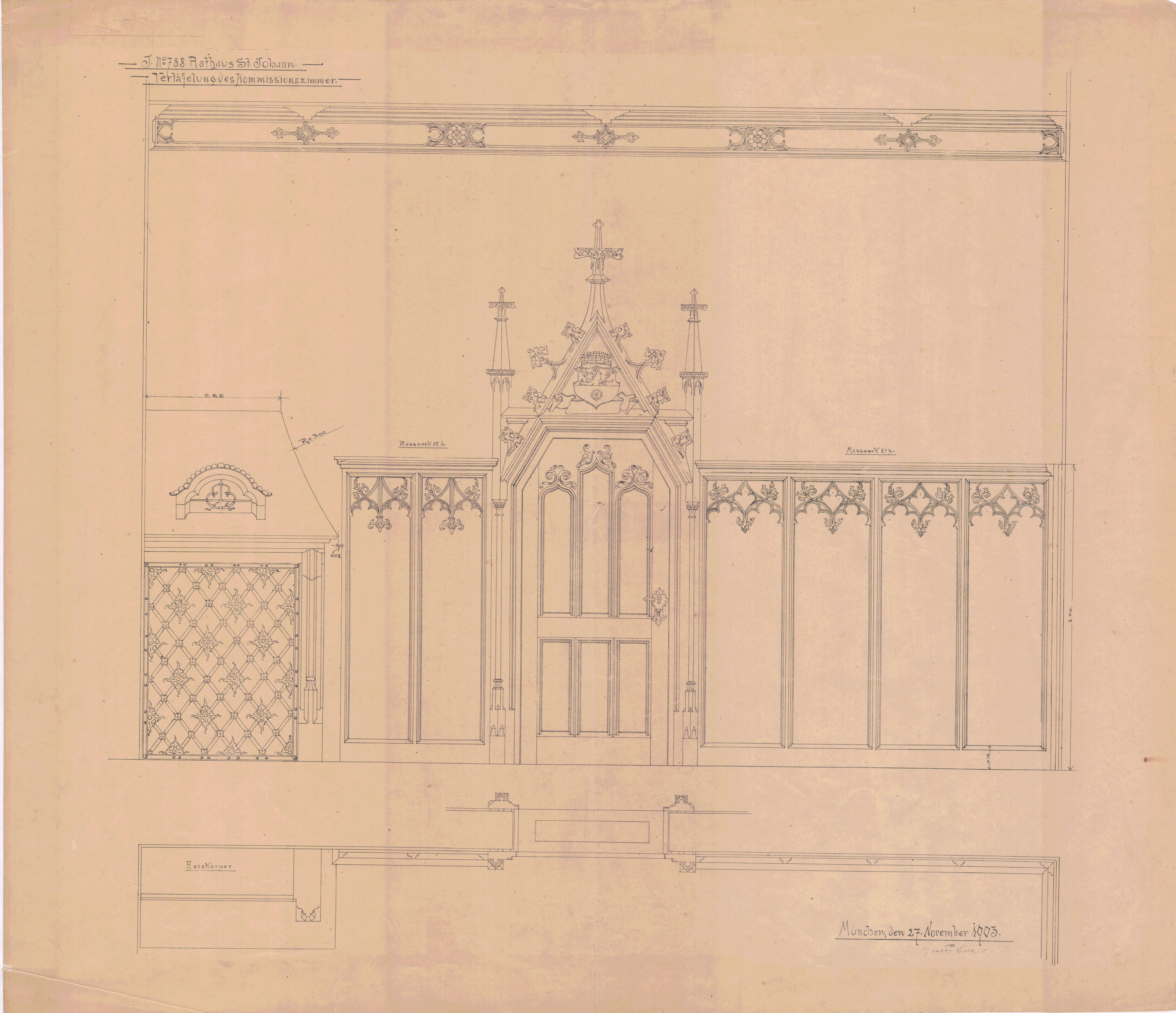
Rathaus St. Johann, Georg von Hauberrissers Entwurf zur Vertäfelung des Kommissionszimmers (1903)
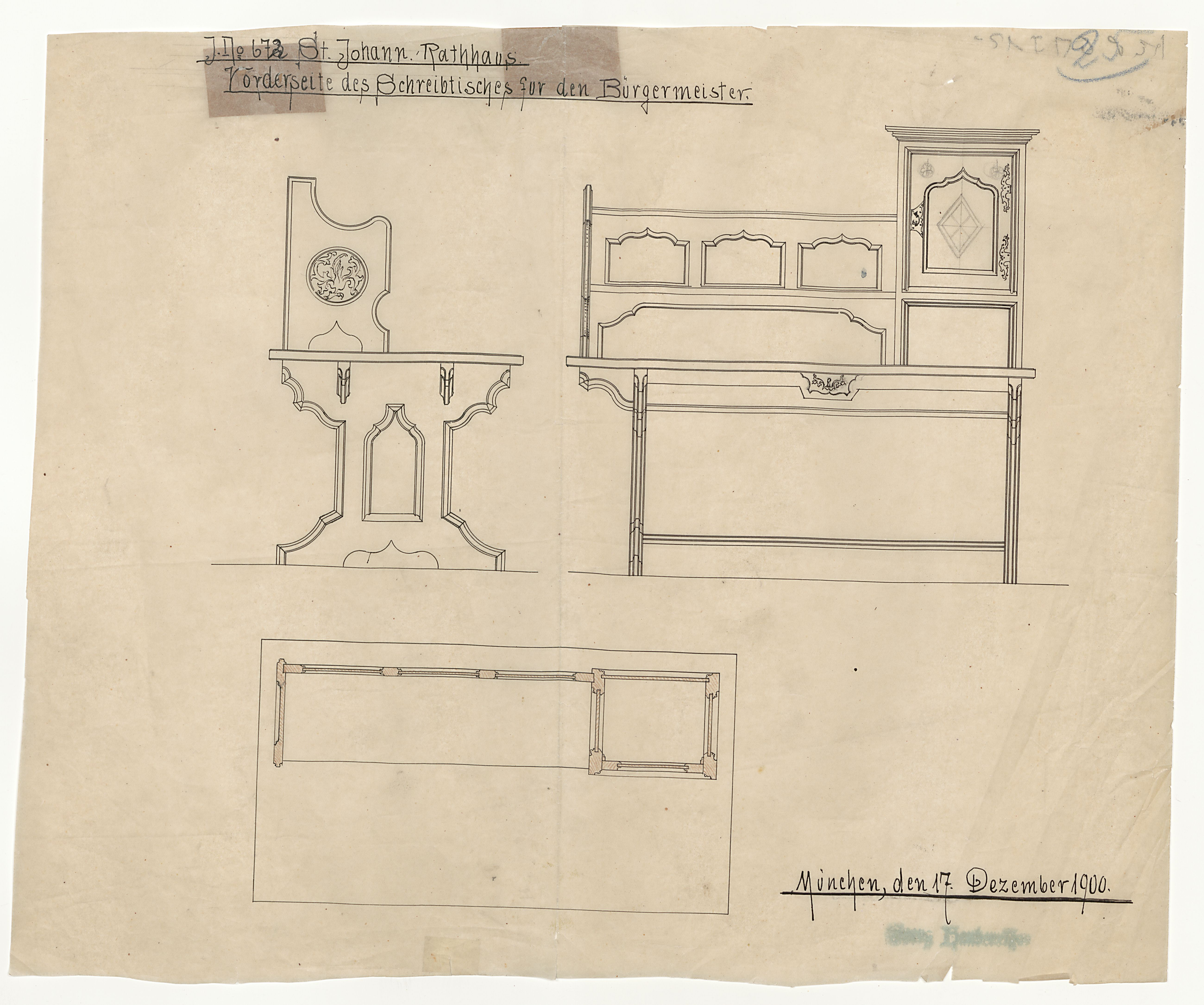
Rathaus St. Johann, Georg von Hauberrissers Entwurf zum Schreibtisch des Bürgermeisters (1900)
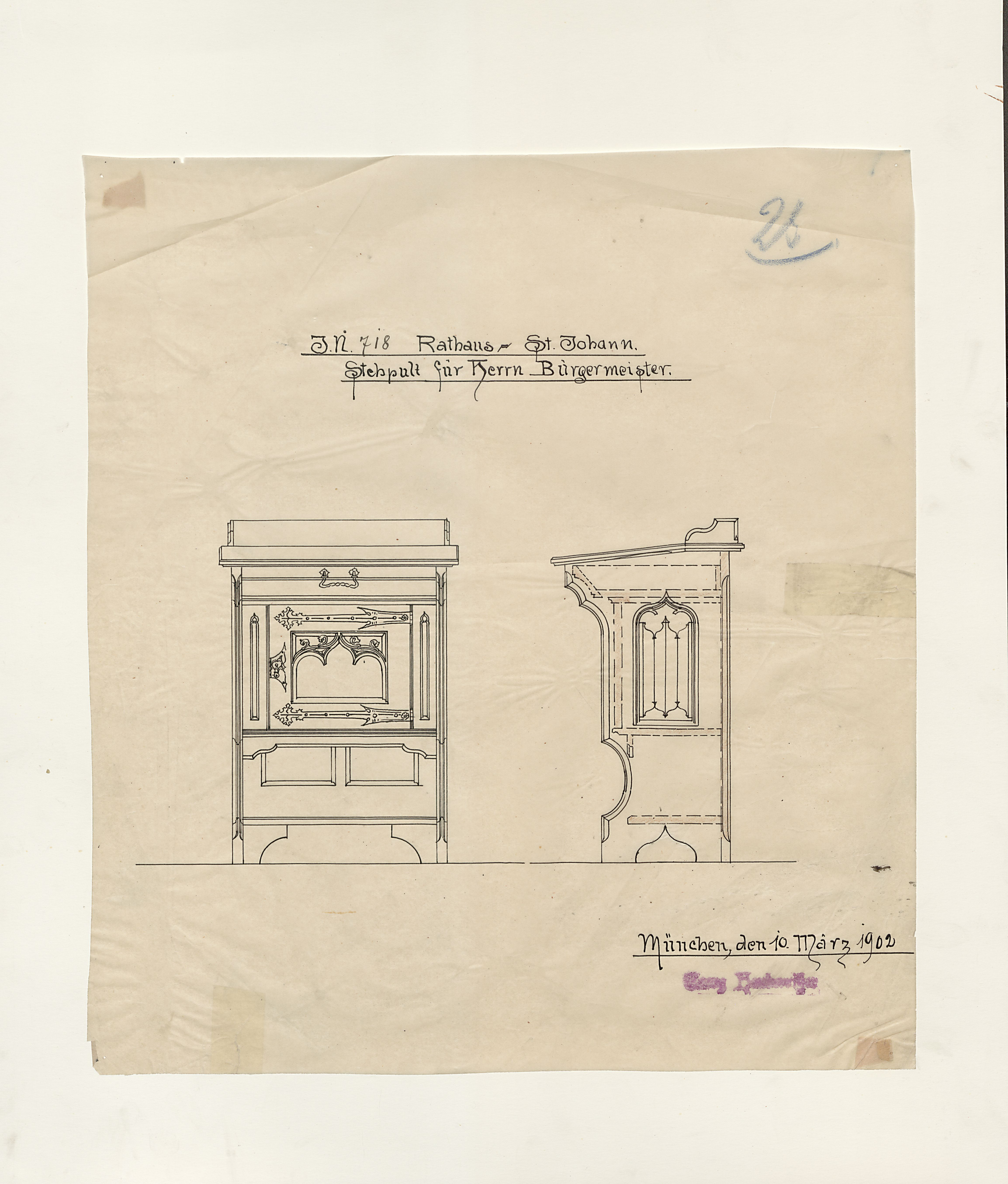
Rathaus St. Johann, Georg von Hauberrissers Entwurf zum Stehpult im Bürgermeisterzimmer (1902)
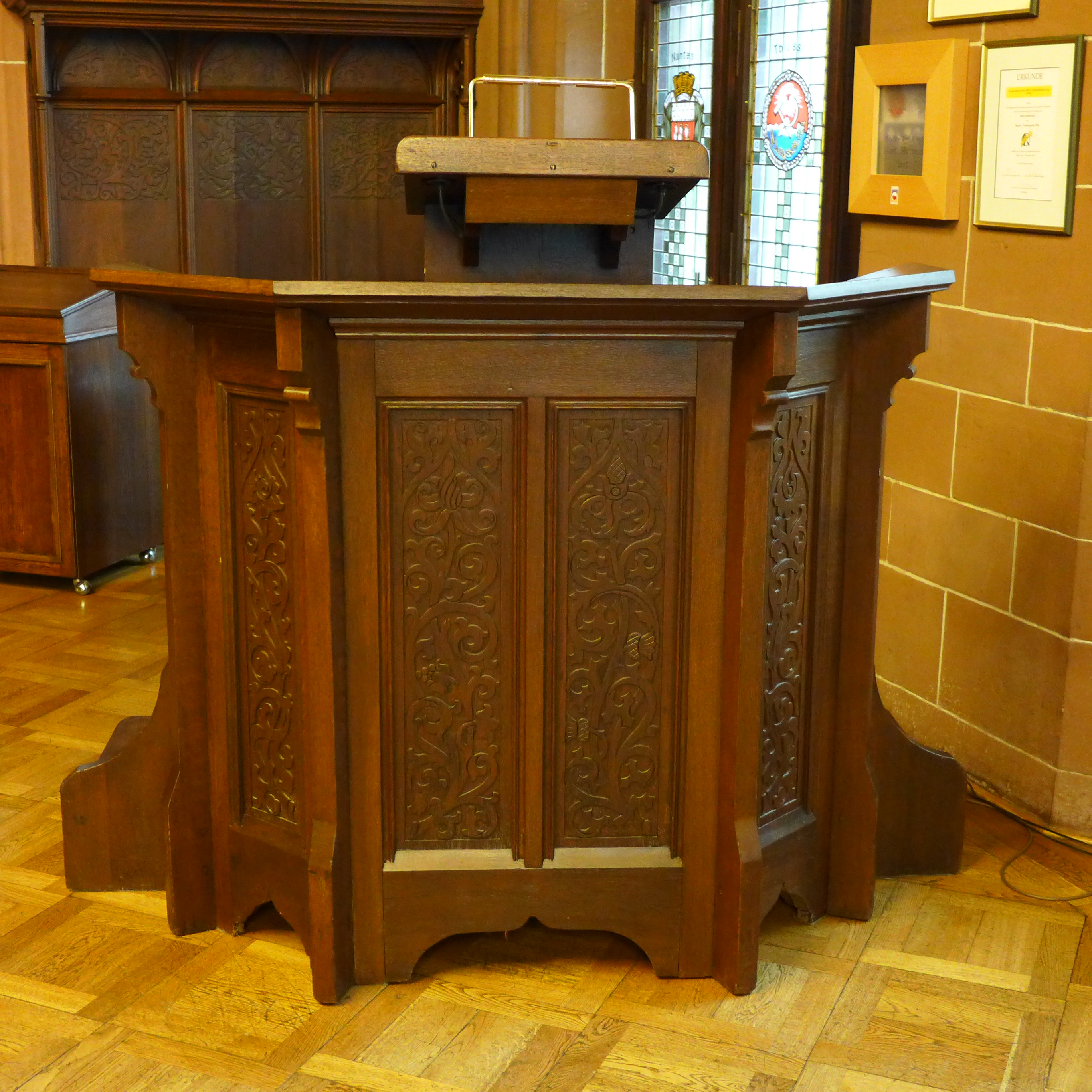
Rednerpult im Rathausfestsaal mit Distelranken in Flachschnittdekor
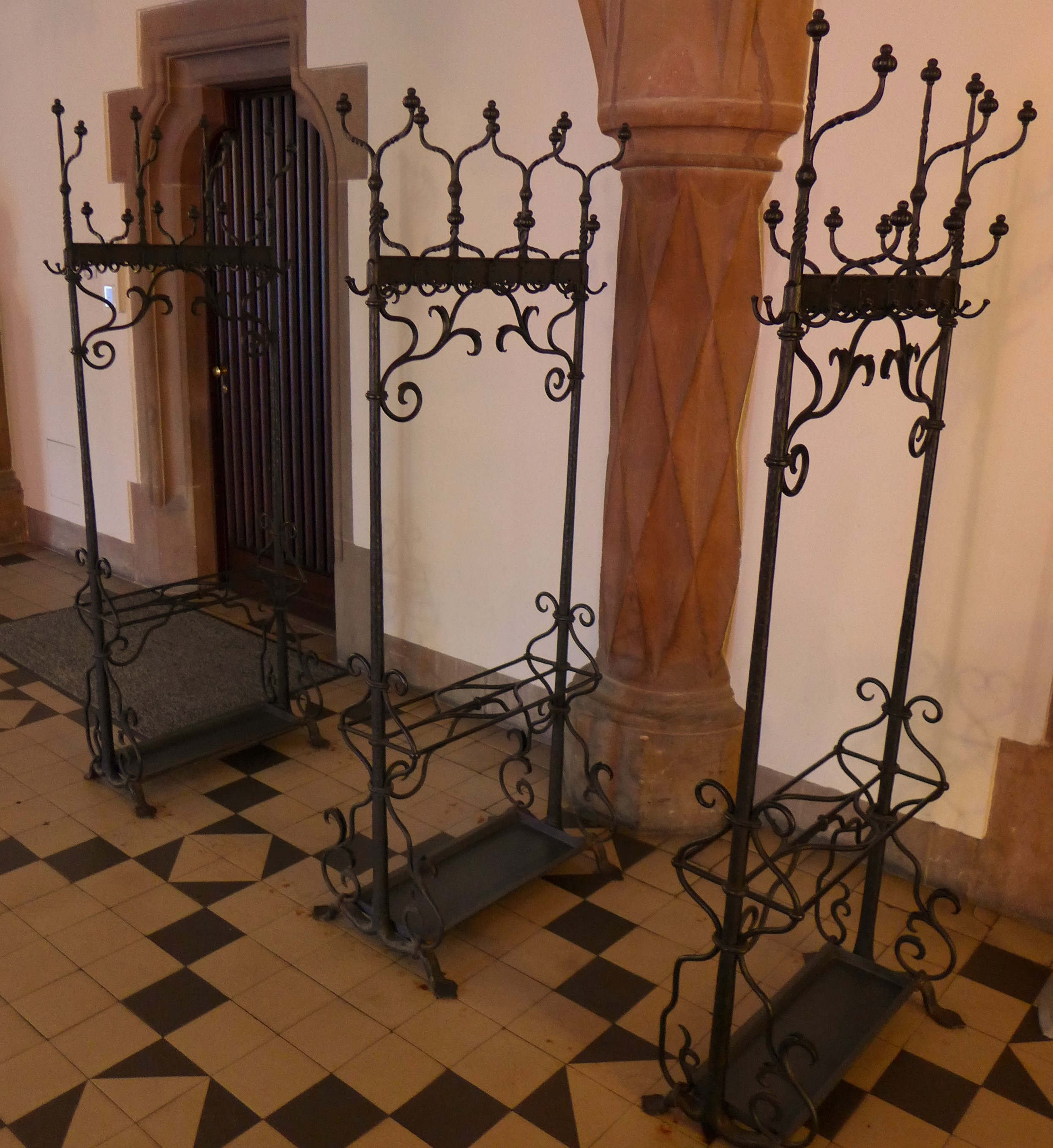
Schmiedeeiserne Garderobenständer
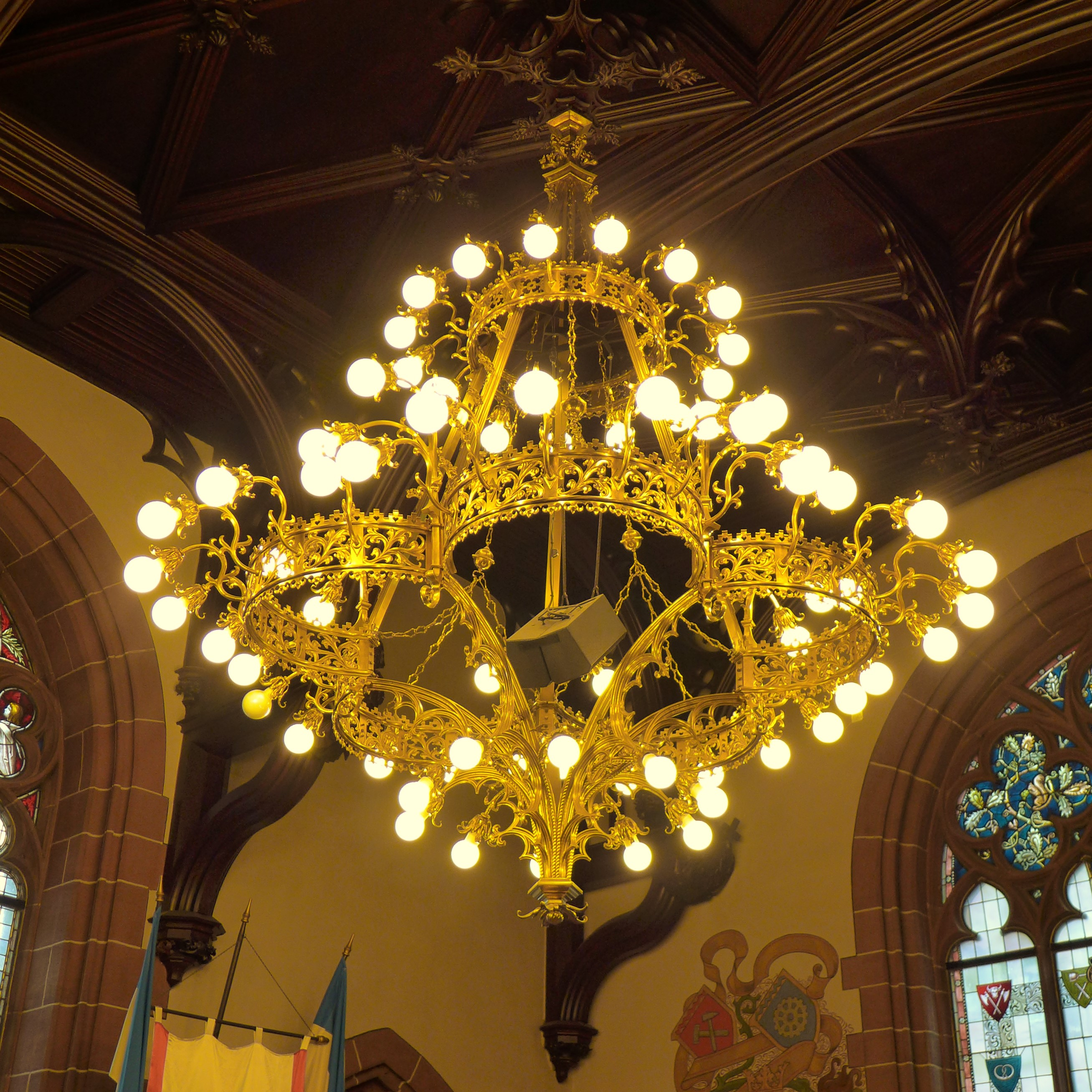
Leuchter im Festsaal

Während die Bauarbeiten erwartungsgemäß vorangeschritten waren, hatte Hauberrisser wie bei allen seinen Bauten sämtliche Inneneinrichtungen entworfen: Bürgermeisterzimmer und Ratssaal erhielten neogotische Möbel, die übrigen Verwaltungsräume wurden im Stil der Neorenaissance ausgestattet. Allerdings strapazierte das lange Ausbleiben der benötigten Möbelentwurfszeichnungen die Geduld von Stadtbaumeister Franz. Franz beschwerte sich über Hauberrissers „fortgesetztes Hinhalten“ und schrieb in einem Brief an den Münchner Architekten am 19. März 1901:

„Es ist wirklich eine Ironie, wenn man die alten Möbel in dem neuen Haus sieht und überaus lästig, die 100 Fragen zu beantworten, weshalb die Möbel noch nicht fertig sind.“

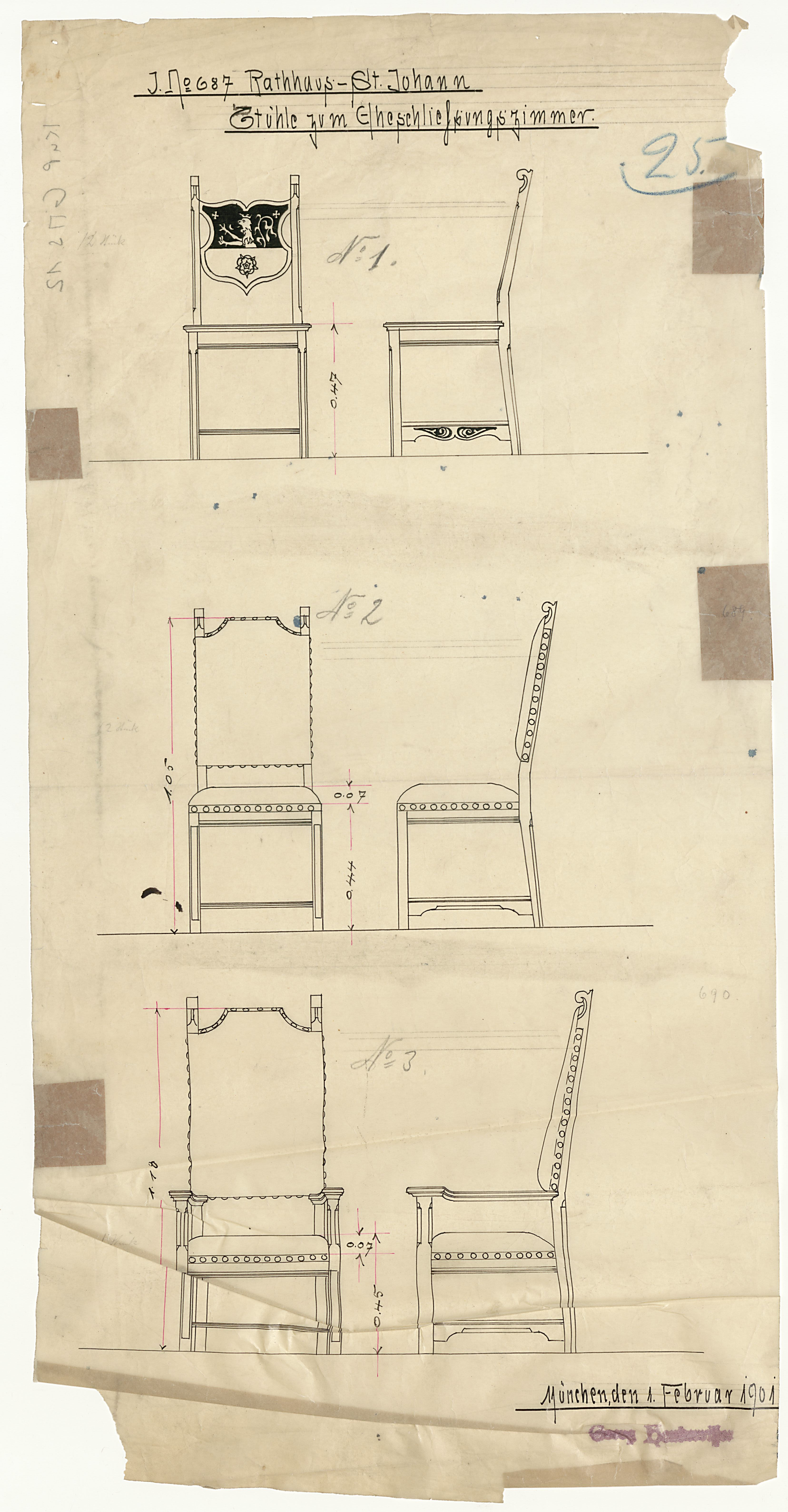
Rathaus St. Johann, Georg von Hauberrissers Entwurf zu Stühlen im Eheschließungszimmer (1901)
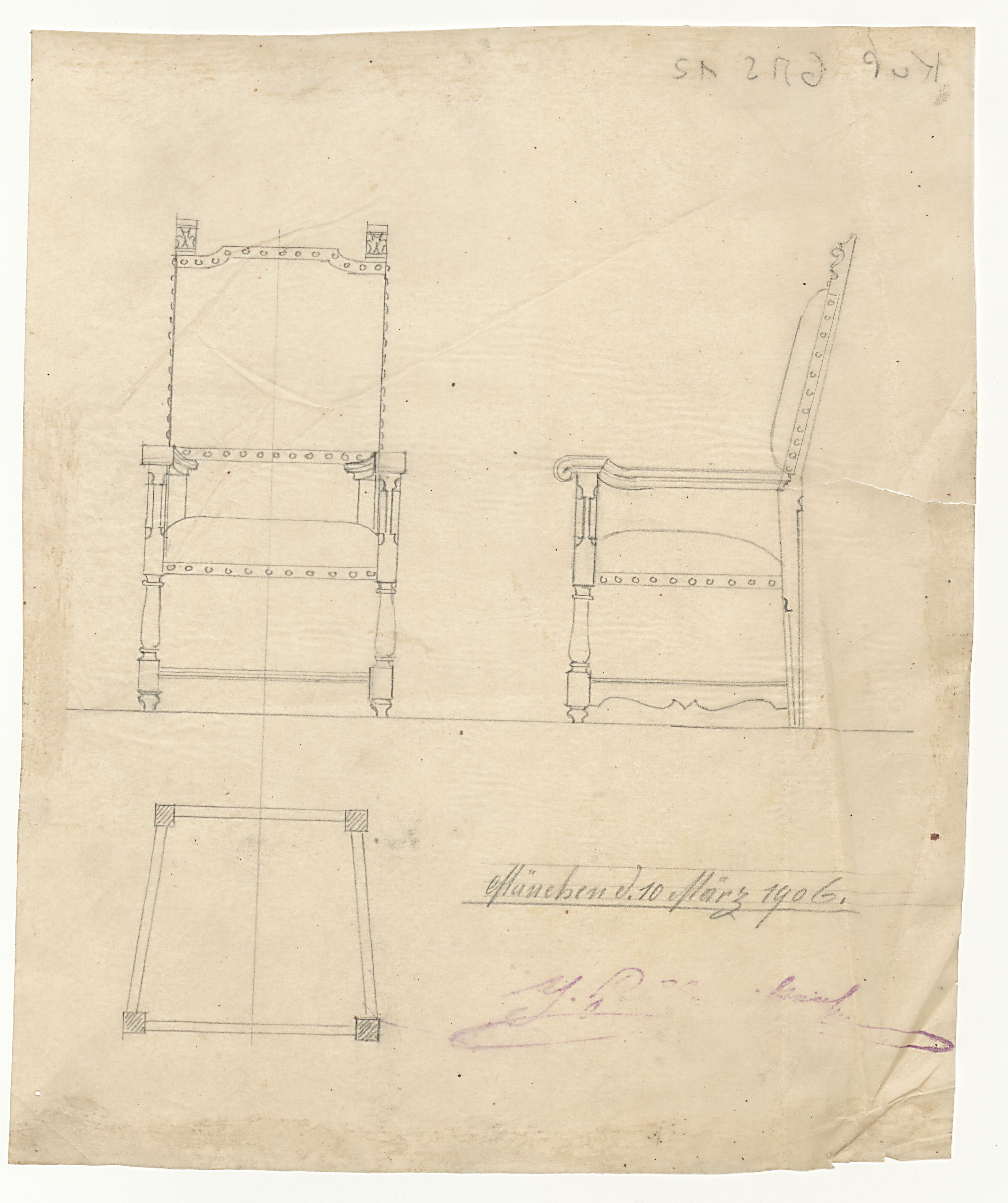
Rathaus St. Johann, Georg von Hauberrissers Entwurf zu einem Stuhl (1906)
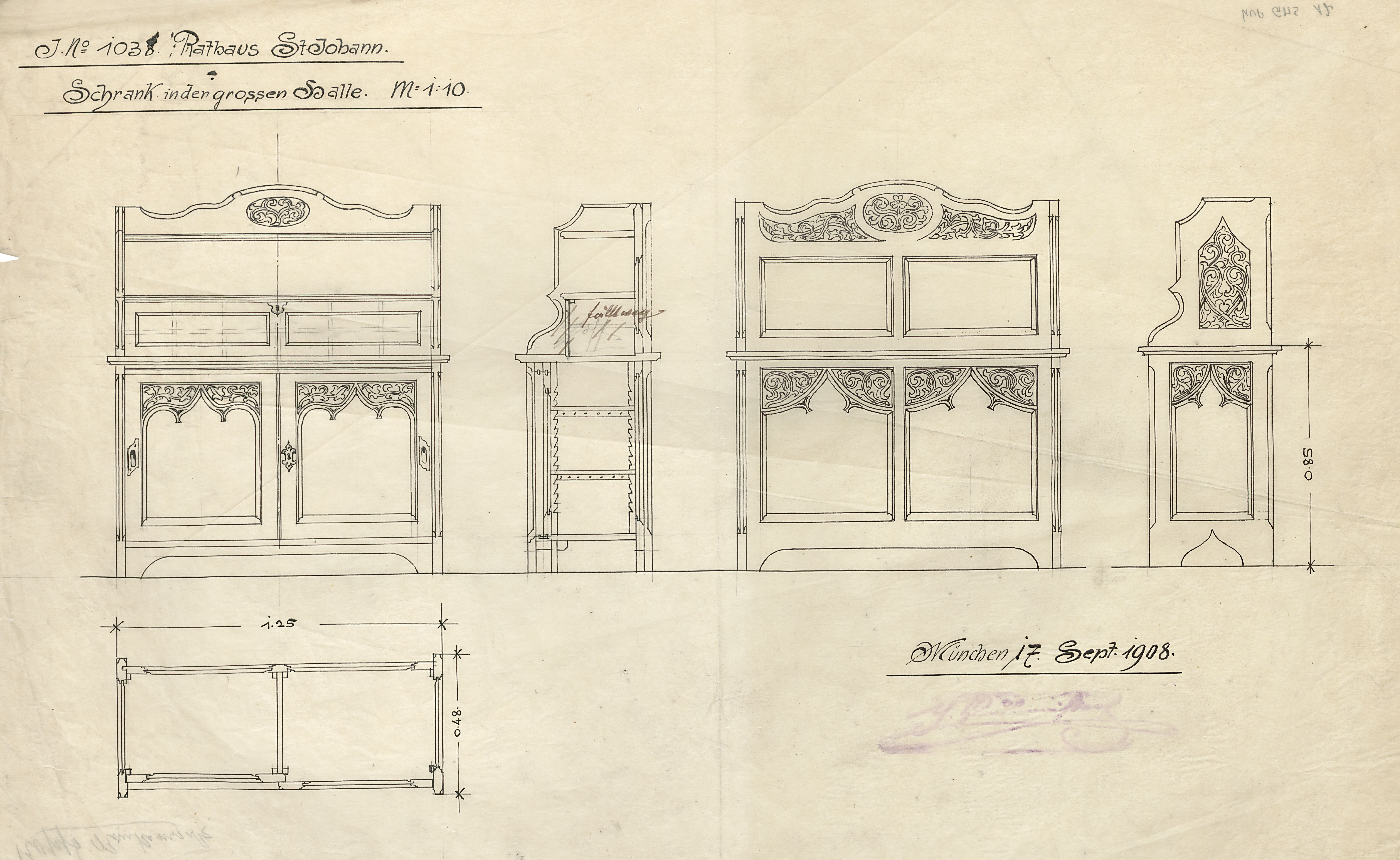
Rathaus St. Johann, Entwurf Georg von Hauberrissers zu einem Schrank in der großen Halle

Erst ab August 1903 trafen peu à peu die geforderten Möbelentwurfszeichnungen in St. Johann ein.

#### Streitigkeiten zwischen Stadt und Hauberrisser
Als im Jahr 1901 eine neue Honorarordnung für Architekten in Kraft getreten war, forderte Hauberrisser von der Stadt St. Johann ein höheres Honorar, worauf die Stadtverwaltung nicht reagierte. Daraufhin wendete sich Hauberrisser in einem Brief vom 26. Dezember 1902 direkt an Bürgermeister Neff:

„Ich habe Ihnen doch ‚vielleicht‘ das schönste Rathaus in Deutschland gebaut. Nach drei Briefen wegen meiner geringen Abschlagzahlung stehe ich in Verdacht, gegenüber meiner Leistung mehr gefordert zu haben und das muß mich kränken.“

In Reaktion auf diesen Brief versuchte die Stadtverwaltung die unangenehme Angelegenheit durch ein sogenanntes „Ehrengeschenk“ in Höhe von 10.000 Mark an den Münchner Architekten zu bereinigen. Zwar nahm Hauberrisser das Geld an, bestand aber darauf, dass der Sachverhalt mit der Gebührenordnung doch geklärt werden müsse. Als Hauberrisser mit einer Klage drohte, überwies die Stadt an Hauberrisser schlussendlich nochmals 587,17 Mark. Am 5. März 1908 anerkannte Hauberrisser die St. Johanner Abrechnung und schloss in versöhnlichen Worten einen Brief an Bürgermeister Neff:

„Diese Sache soll nun auch ruhen.“

Hauberrisser besuchte das St. Johanner Rathaus am 12./13. Februar 1903 und war über zahlreiche ausgeführte Arbeiten an seinem Bau entsetzt. In einem Brief an Bürgermeister Neff vom 9. März 1903 schreibt er:

„1. Die Schalterabschlüsse sind schauderhafte Ungetüme. – Habe dazu nie eine Zeichnung angefertigt.
2. Die Glasgemälde im Bürgermeisterzimmer – unbegreiflich, wie eine Anstalt wie Linnemann für die Eckfenster solch lichtabschließende und übergroße Ornamente liefern kann.
3. Standesamt – schauderhafte Ornamente, wie man sie vor 60 Jahren etwa gemacht hätte.
4. Unschöne Treppenhausfenster, schwer gelungene Ornamente, unschöne Farbwirkung, besonders das Blau.
5. Fenster im Stiegenhaus nicht gut, teils zu schwere Ornamente, gar nicht dahin gehörig. Nun ist gerade mit diesen Glasgemälden, die Hauptschmuck sein sollten, das Rathaus und dessen Innenräume verpfuscht. Rausreißen und Hinschmeißen wäre das richtige.“

Allerdings blieben die beanstandeten Dinge an ihrem Platz und Hauberrissers Tadel verhallte ungehört.
Als Hauberrisser im Juli 1903 eine Abschlagszahlung auf sein Honorar forderte, entgegnete die Stadtverwaltung, dass noch etliche Arbeiten ausstünden, und drängte den Architekten zu schnellerem Arbeiten. Hauberrisser wurde mitgeteilt, dass sich Kaiser Wilhelm II. zu Besuch in St. Johann angekündigt habe und bis dahin müsste das Rathaus mit der Mobiliarausstattung vollendet sein. Daraufhin schrieb Hauberrisser im Antwortbrief vom 1. August 1903 lakonisch: „Wann kommt der Kaiser und wann bekomme ich Geld?“
War der Neubau Hauberrissers zuerst auf 400.000 Mark begrenzt gewesen, so war der Kostenstand am 13. Juli 1903 bereits auf 750.000 Mark geklettert. Bei der Fertigstellung des Hauberrisserschen Neubaus dürfte die ausgegebene Bausumme etwa 800.000 Mark betragen haben.

#### Ausführende Bauhandwerker
Folgende Unternehmen waren beim Bau und der Ausgestaltung des Rathauses beteiligt:
- Maurerarbeiten: Bauunternehmer Johann Keller, St. Johann
- Steinmetzarbeiten: Carl Schultheiß, St. Johann
- Zimmererarbeiten: Josef Jost, St. Johann
- Dachdeckerarbeiten: Ludwig Güth, St. Johann
- Klempnerarbeiten: Ludwig Wagner, St. Johann
- Gipserarbeiten: Baum & Cierpka, St. Johann
- Glaserarbeiten: M. Meyer, St. Johann
- Schreinerarbeiten: August Reiß und Ludwig Ph. Reiß, St. Johann
- Holzdecke im Bürgermeisterzimmer: Müller, Saarbrücken
- Schlosserarbeiten: J. von Bracht, Adolf Stürmer, Phil. Burgemeister, Wilhelm Bender, Ed. Reuther, alle St. Johann sowie Rudolf Sorg, Saarbrücken
- Malerarbeiten: Julius Niesch und Chr. Woytt, beide St. Johann
- Gas- und Wasserleitungen: Franz Neisius, St. Johann
- Elektrische Anlagen und Blitzableiter: Saarbrücker Elektrizitäts-Aktien-Gesellschaft
- Zentralheizung: Bechem und Post (Hagen/Westfalen)
- Kanalisation: Peter Urschel, St. Johann
- Plattenboden der Korridore: Ubach und Seyfarth, St. Johann
- Granitarbeiten: Granitwerk Bibersberg im Fichtelgebirge
- Figürliche und ornamentale Bildhauerarbeiten (Modelle): Simon Korn und Anton Kaindl, München
- Umsetzung der Modelle von Korn und Kaindl in Stein: Wilhelm Schneider, Peter Burger, Wilhelm Brüssow, alle St. Johann
- Holzschnitzerarbeiten im Inneren: Karl Pelizäus, St. Johann
- Möbel: Felbel und Schaffe, Karl Schneider, August Reis, Karl Bartsch, L. Hexamer, St. Johann
- Kupfertreibarbeiten: Hygin Kiene, München
- Bauleitung: Wilhelm Franz
- Bauführer: Nolte

### Erweiterung, Ausbau und Zerstörung

#### Großstadtrathaus

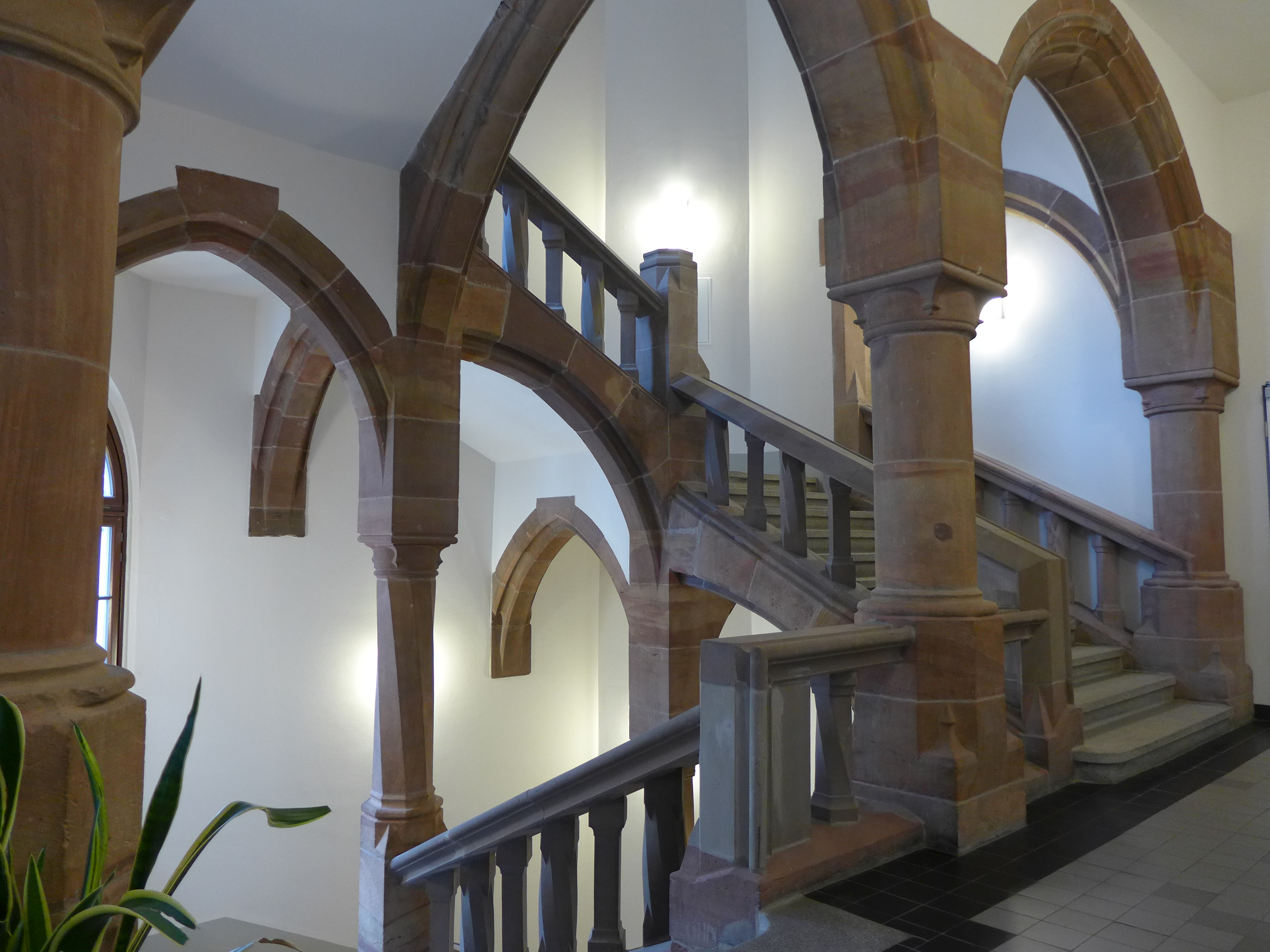
Rathaus St. Johann, Neogotisches Nebentreppenhaus des Hauberrisserbaues als Gelenkbau eines projektierten Gebäudeflügels in der Betzenstraße

Mit dem Zusammenschluss der drei Saarstädte Alt-Saarbrücken, St. Johann und Malstatt-Burbach im Jahre 1909 wurde das Gebäude zum Rathaus der Großstadt Saarbrücken befördert. Mit 105.000 Einwohnern war die neugegründete Großstadt Saarbrücken damals die fünftgrößte deutsche Stadt auf dem linken Rheinufer. Sehr bald erwies sich der Hauberrisser-Bau für die Verwaltung als zu eng. Bereits Hauberrisser hatte in weiser Voraussicht eines zukünftigen administrativen Raumbedarfes ein Zukunftsmodell für das St. Johanner Rathaus entworfen: Das Gebäude sollte zu einem unregelmäßigen Vierflügelbau mit Innenhof erweitert werden. Kurz vor dem Ersten Weltkrieg ging man an die Planung von Erweiterungsbauten. Im Jahr 1911 sah man einen ersten Erweiterungsflügel in der Betzenstraße vor. Im Jahr 1913 plante Stadtbaurat Julius Ammer einen Erweiterungsbau in der Kaltenbachstraße, mit dessen Fertigstellung man ab dem Jahr 1919 rechnete. Durch den Weltkrieg blieben diese Pläne unausgeführt. Fast unmittelbar nach dem Ende des Ersten Weltkrieges tagte die Stadtverordnetenversammlung zur Beratung eines Antrages, der als Arbeitsbeschaffungsmaßnahme die Errichtung eines Hofflügels vorsah. Der Antrag wurde am 18. November 1919 verworfen.

#### Erweiterung in den 1920er Jahren

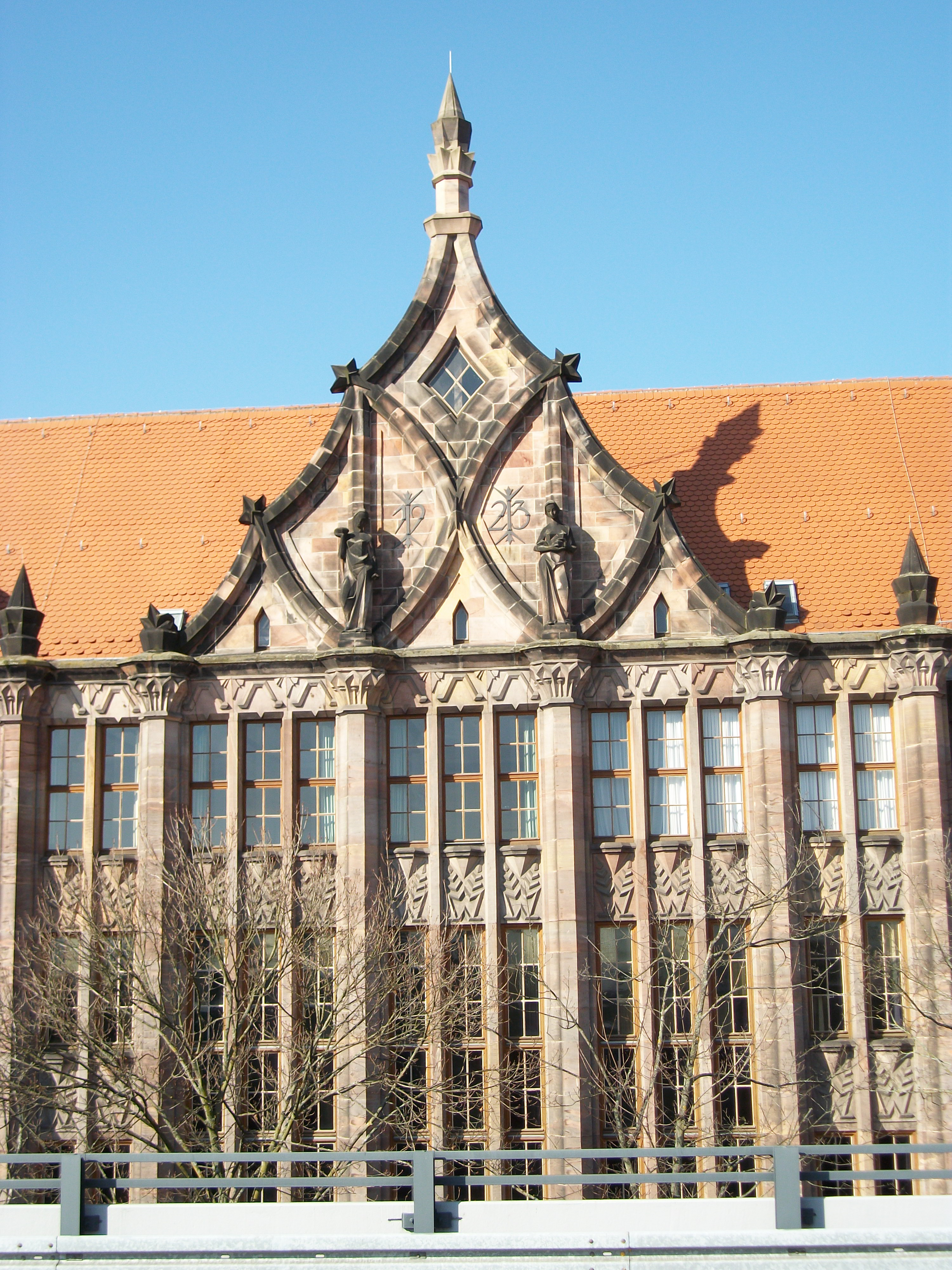
Mittelrisalit des neuen Sitzungssaales
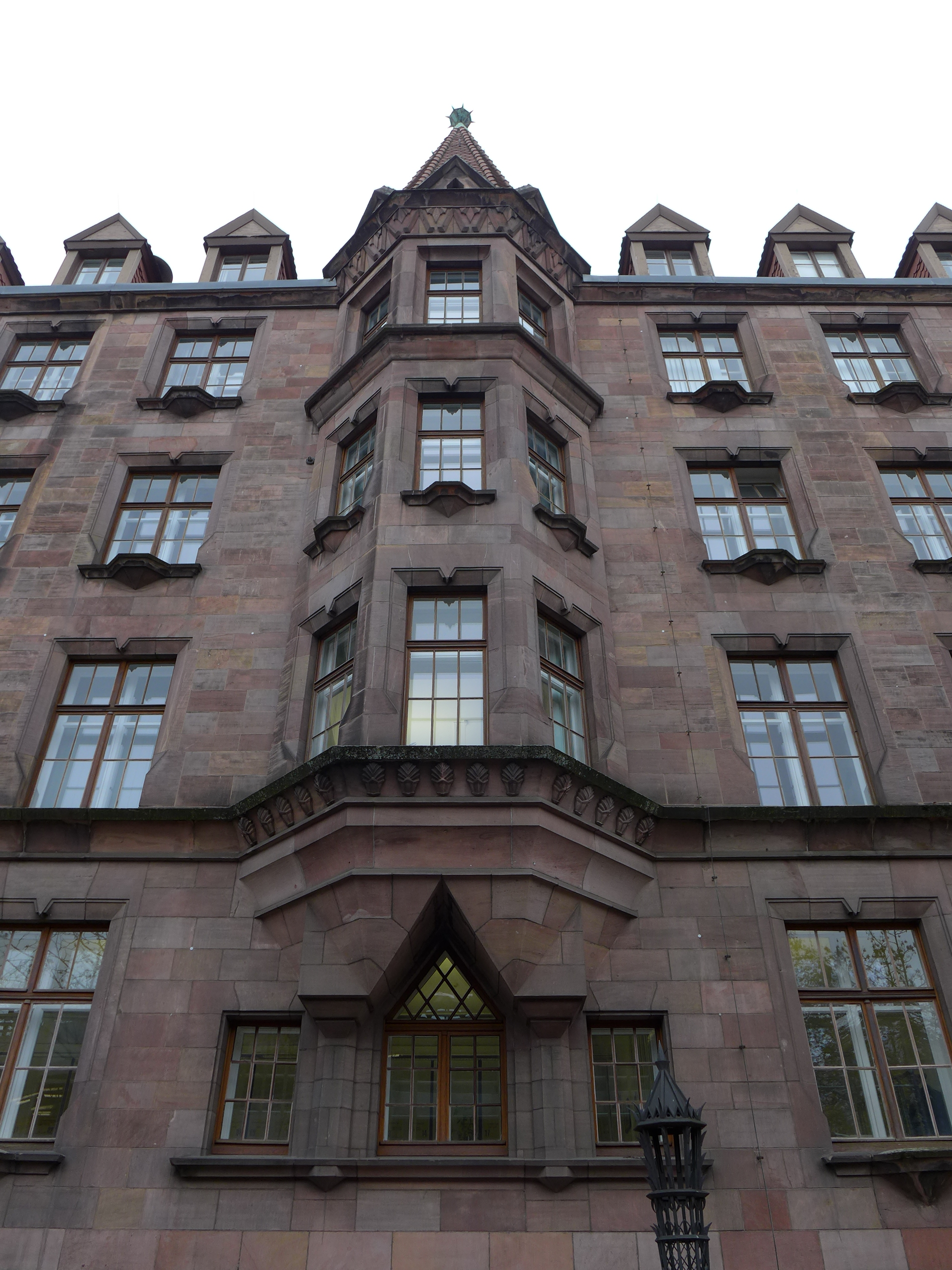
Erkerturm rechts des Mittelrisalits
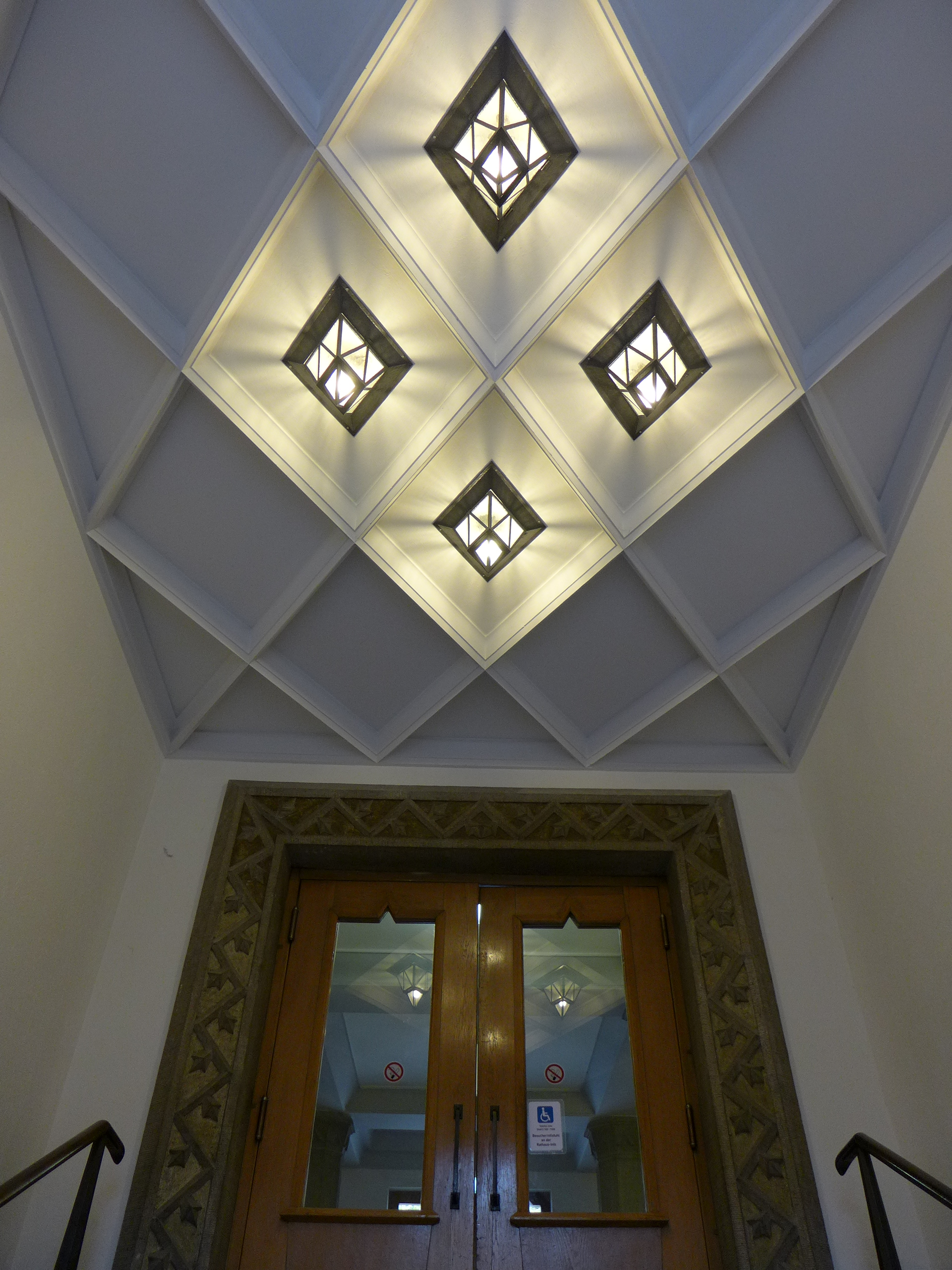
Eingangsbereich, Leuchten im Stil des kristallinen Expressionismus
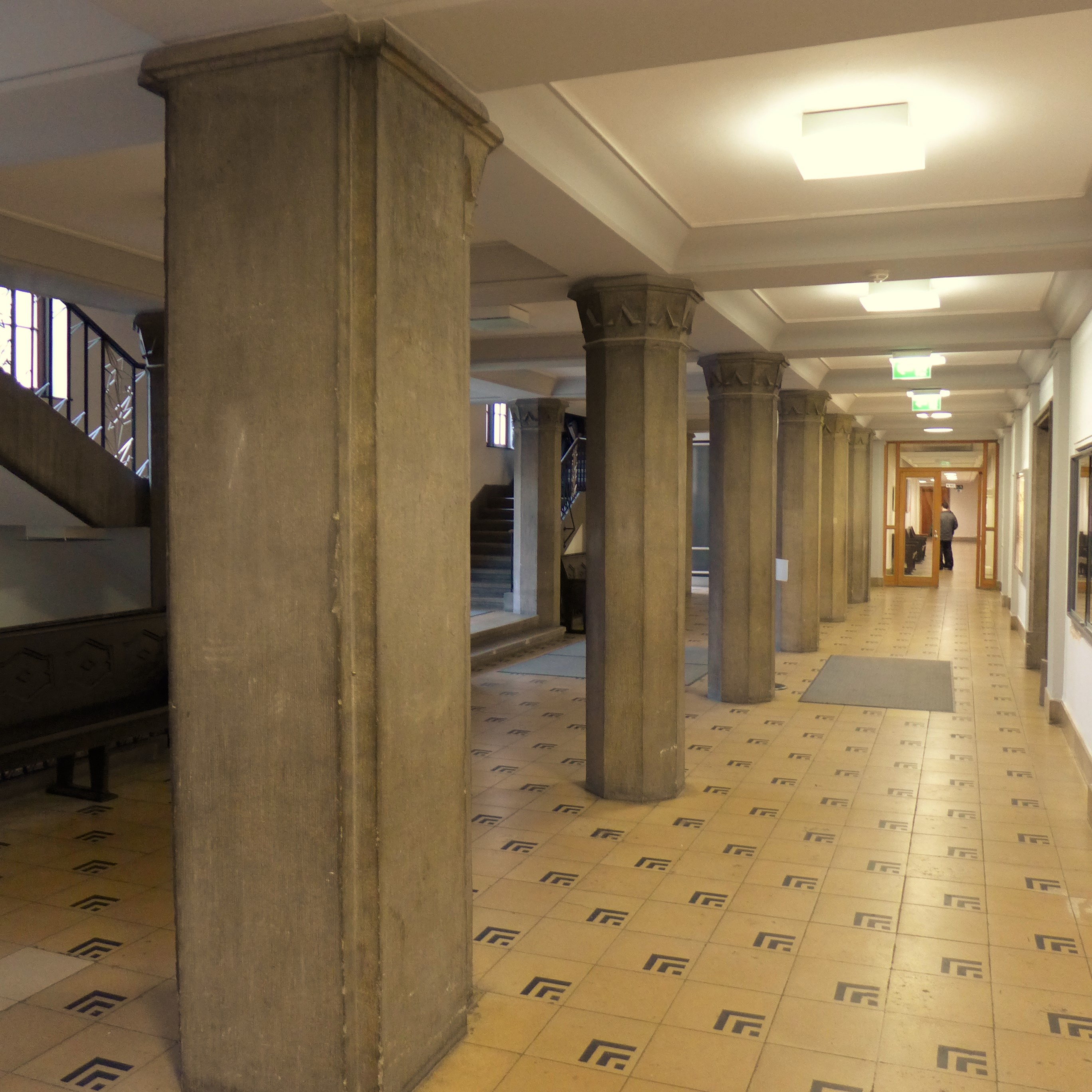
Eingangshalle
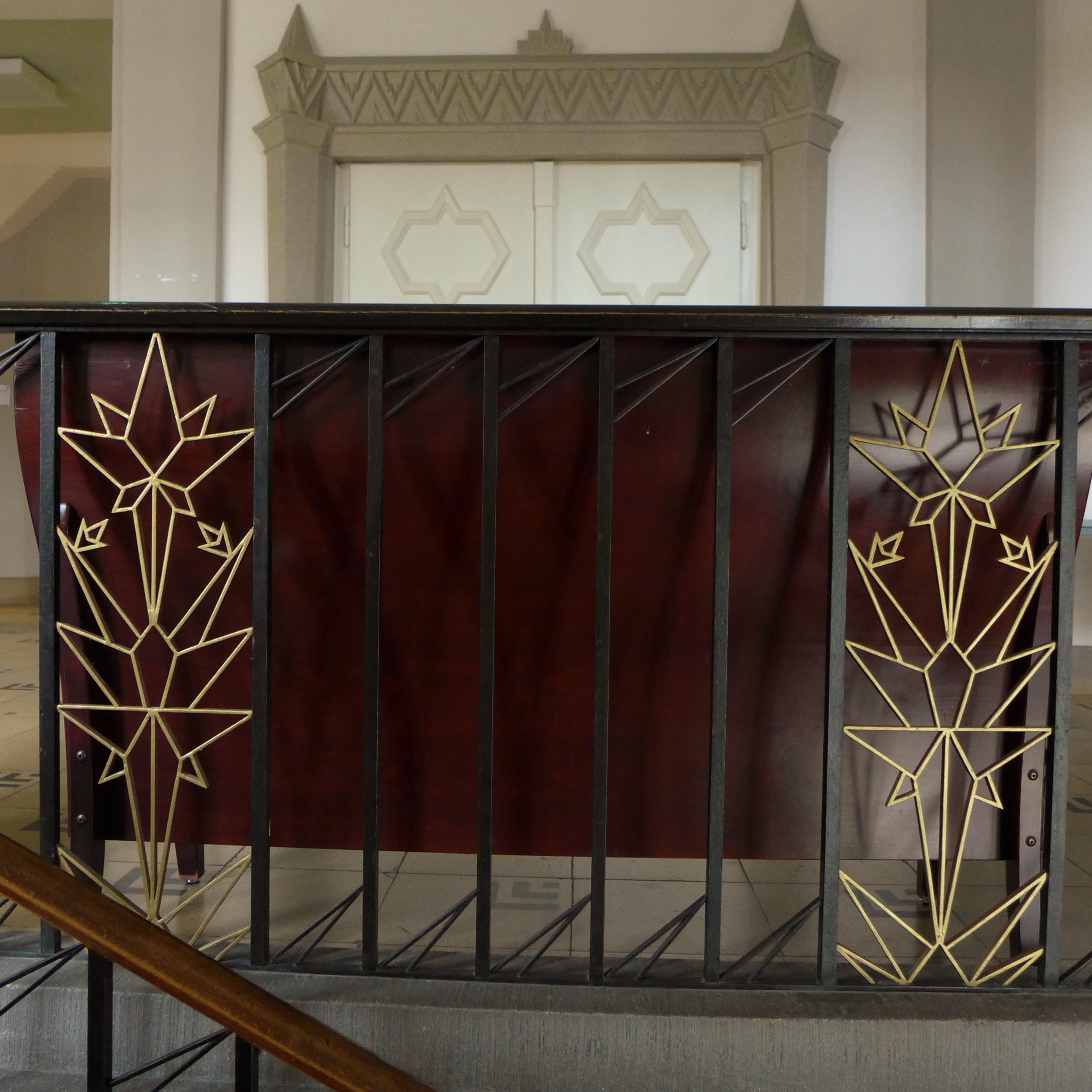
Geländer im Stil des kristallinen Expressionismus, dahinter Portal zum zweiten Ratssaal

Zu Beginn der 1920er Jahre wurde das Stadtbauamt unter Leitung von Stadtbaurat Julius Ammer (1880–1946, im Amt 1912–1924/25) mit der Anfertigung von Entwürfen für eine Erweiterung beauftragt.
Am 13. Juni 1922 beschloss die Stadtverordnetenversammlung die Rathauserweiterung um einen Gebäudetrakt in der Kaltenbachstraße bis zur Gerberstraße mit vier Vollgeschossen und einem ausgebauten Dachgeschoss. Die Fassade sollte eine „reichere Ausgestaltung“ erhalten und das Gebäude zwei Sitzungssäle für Kommissionen und einen neuen Ratssaal beinhalten. Für die Stadtsparkasse sollte wegen der beabsichtigten räumlichen Trennung ein eigener Bau errichtet werden.

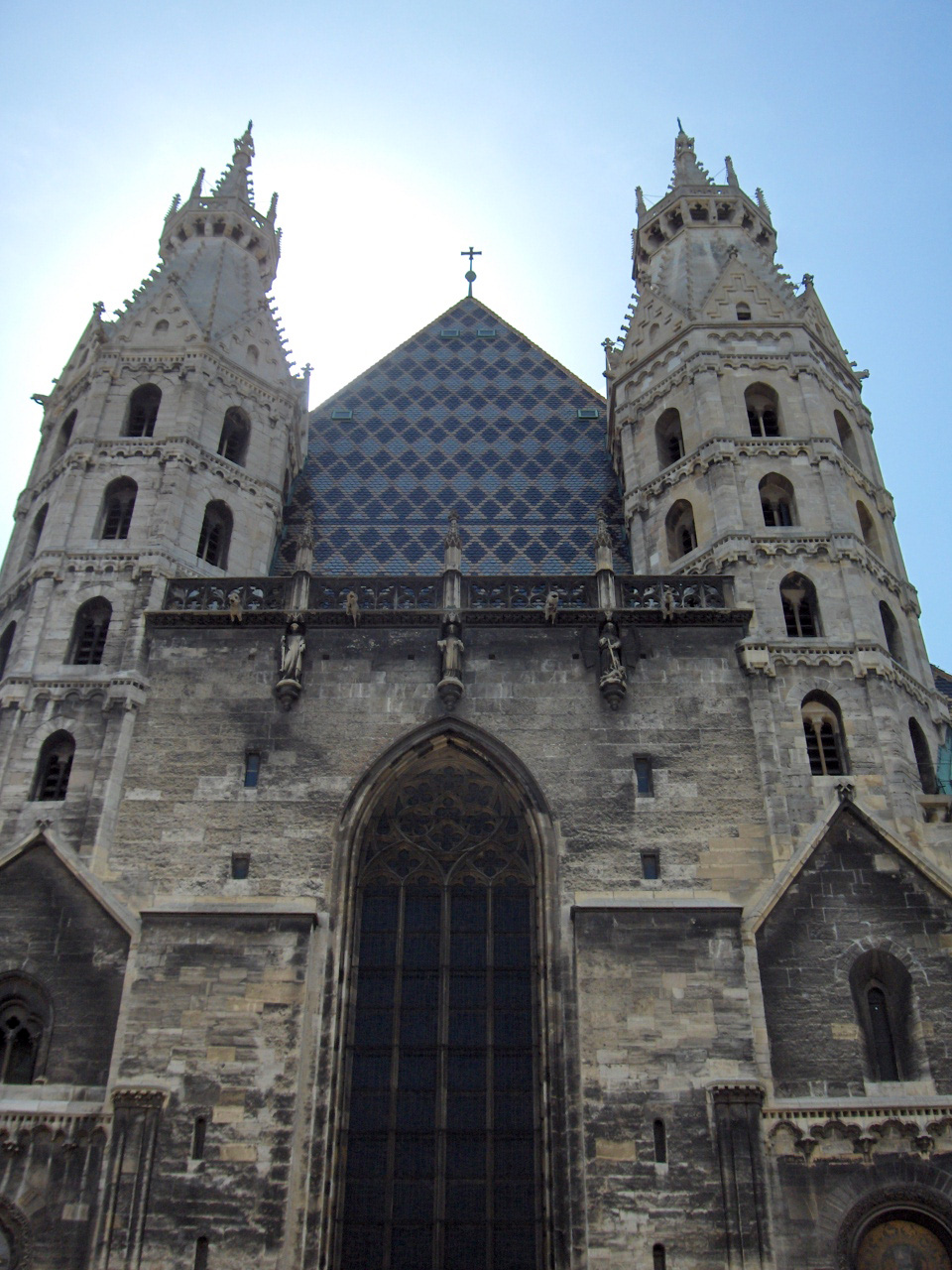
Polygonale Heidentürme mit Giebelkranz an der Westfassade des Wiener Stephansdomes als mögliches Vorbild der Fassadenerker des Erweiterungsbaues der 1920er Jahre

Anders als der dreigeschossige Altbau hat der in den Jahren 1922 bis 1928 unter der Bürgermeisterschaft von Hans Neikes (Amtszeit 1921–1935) ebenfalls aus rotem Sandstein erbaute 75 m lange symmetrisch gegliederte Gebäudetrakt (Büroräume und neuer Sitzungssaal mit seitlichen Emporen) vier Stockwerke. Nach den Vorstellungen der Stadtbaurates Kruspe aus dem Jahre 1925 sollte eine fünfeckige Anlage entstehen:

„Diese behält ihre Hauptfront am Rathausplatz und liegt weiter an der Kaltenbachstraße, der Gerberstraße, dem durchzubrechenden Betzengässchen und der Betzenstraße. Durch einen Hofflügel wird der umschlossene Hofraum in zwei große Höfe geteilt, von denen der eine wiederum durch den eingeschossigen Zwischenbau der neuen Stadthauptkasse in zwei Teile zerlegt wird. (…) An der Einmündung des Betzengässchens in die Gerberstraße – von der Bahnhofsstraße aus sichtbar und durch besondere Architektur betont – liegt eine Eingangshalle, an die sich strahlenförmig die Gänge der einzelnen Gebäudetrakte anschließen.“

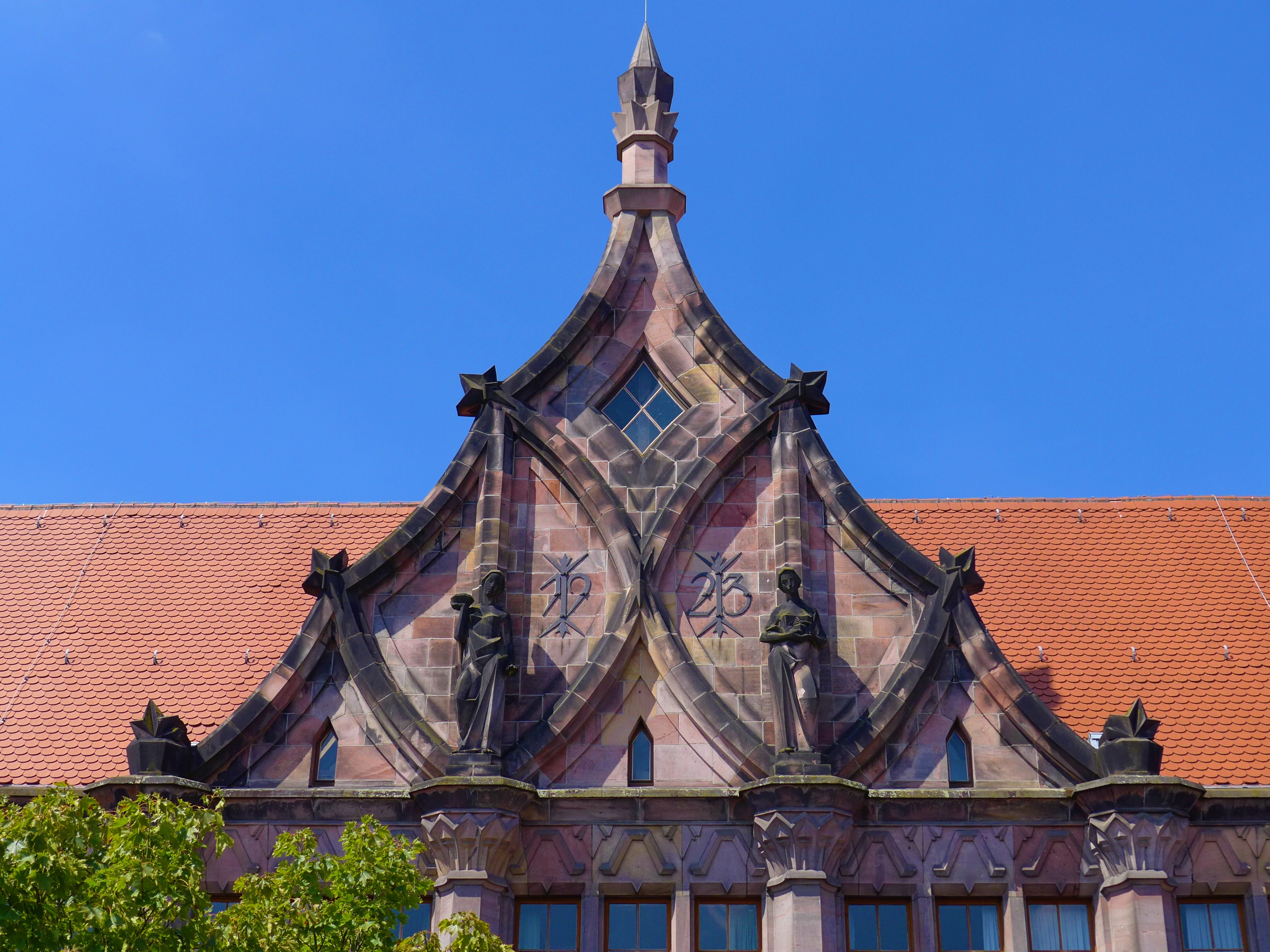
Rathaus St. Johann, Giebel des Erweiterungsbaues von 1923

Der alte Ratssaal diente fortan nur noch zu Repräsentationszwecken. (Aus Platzgründen finden heute Stadtratssitzungen in der Kongresshalle statt.) Der neue Gebäudeflügel verfügt über einen mächtigen Mittelrisalit sowie polygonale Erker und interpretiert die neogotischen Schmuckformen Hauberrissers im expressionistischen Stil seiner Zeit um. Der fünfachsige, symmetrische Mittelrisalit, dessen mittlere drei Achsen breiter als die sie begleitenden äußeren Achsen ist, ist in seinem Giebel mit zwei allegorischen Frauenstatuen in kristallinen Formen geschmückt. Die kunstvoll geschmiedeten Maueranker bilden die Jahreszahl „1923“.
Der Mittelrisalit ist durch ein hoch aufragendes Pfeilersystem ohne Unterbrechungen gestaltet. Die Wandpfeiler werden durch kelchförmige Kapitelle abgeschlossen. Die dazwischen liegenden schlanken Streben finden ihren Abschluss in geometrisch abstrahierten, blütenartigen Friesbandmustern. Die schmalen Flächen zwischen Pfeilern und Streben werden von hochrechteckigen Sprossenfenstern gefüllt. Im dritten Obergeschoss weisen die Fenster Brüstungsfelder auf, die die Motive von der Kapitelle und der Friesbänder aufnehmen.
Die den Mittelrisalit flankierenden, auf Konsolen ruhenden, polygonalen Erkertürme von Julius Ammer scheinen in ihrer Gestaltung deutlich von den beiden, aus dem 13. Jahrhundert stammenden, Heidentürmen des Wiener Stephansdomes inspiriert zu sein. Den oberen Teil der Türme bilden kleine Dreiecksgiebel, die sich über einem Friesband erheben.

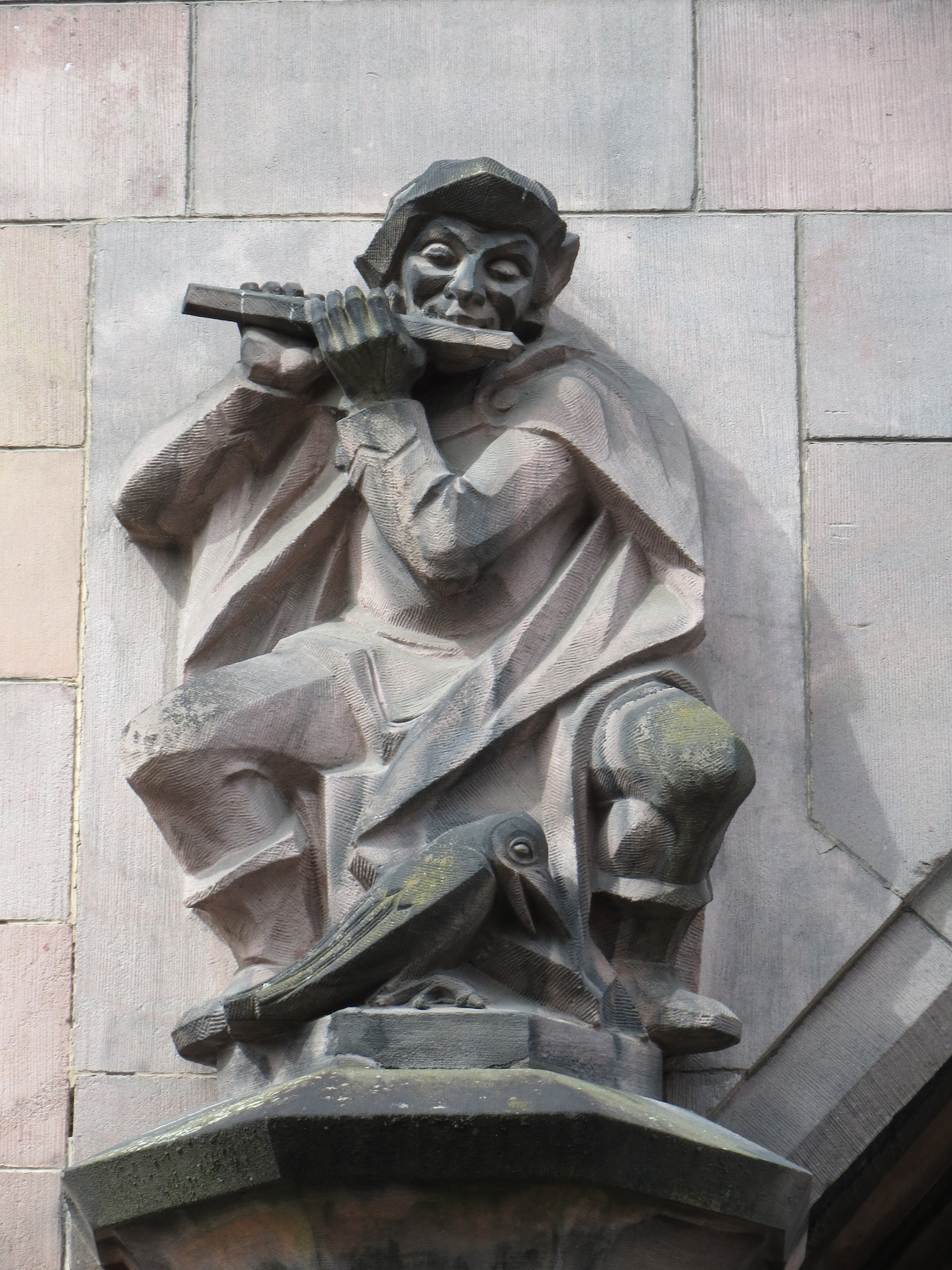
Flötenspieler mit Rabe am Portal
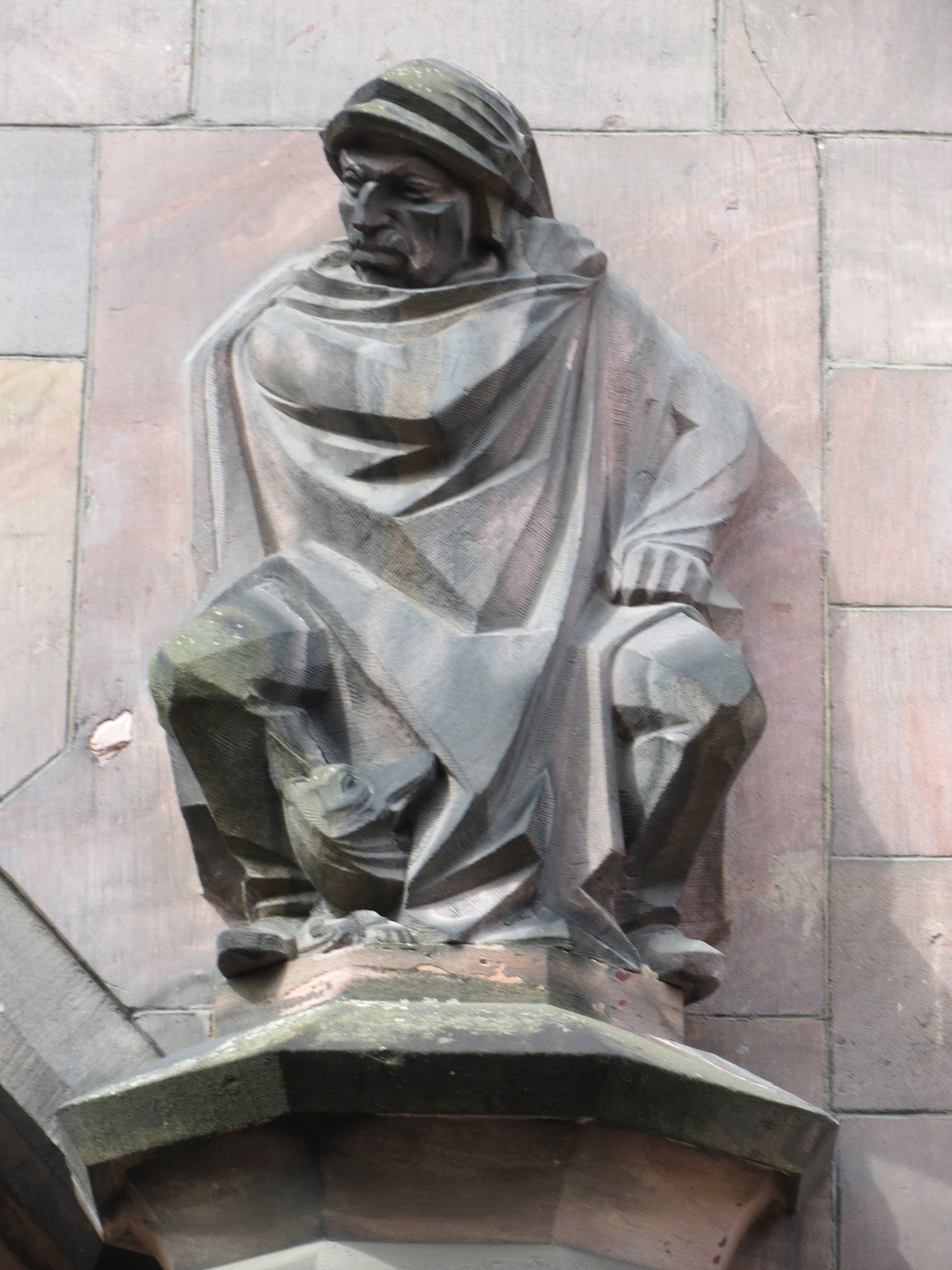
Krieger mit Hund am Portal
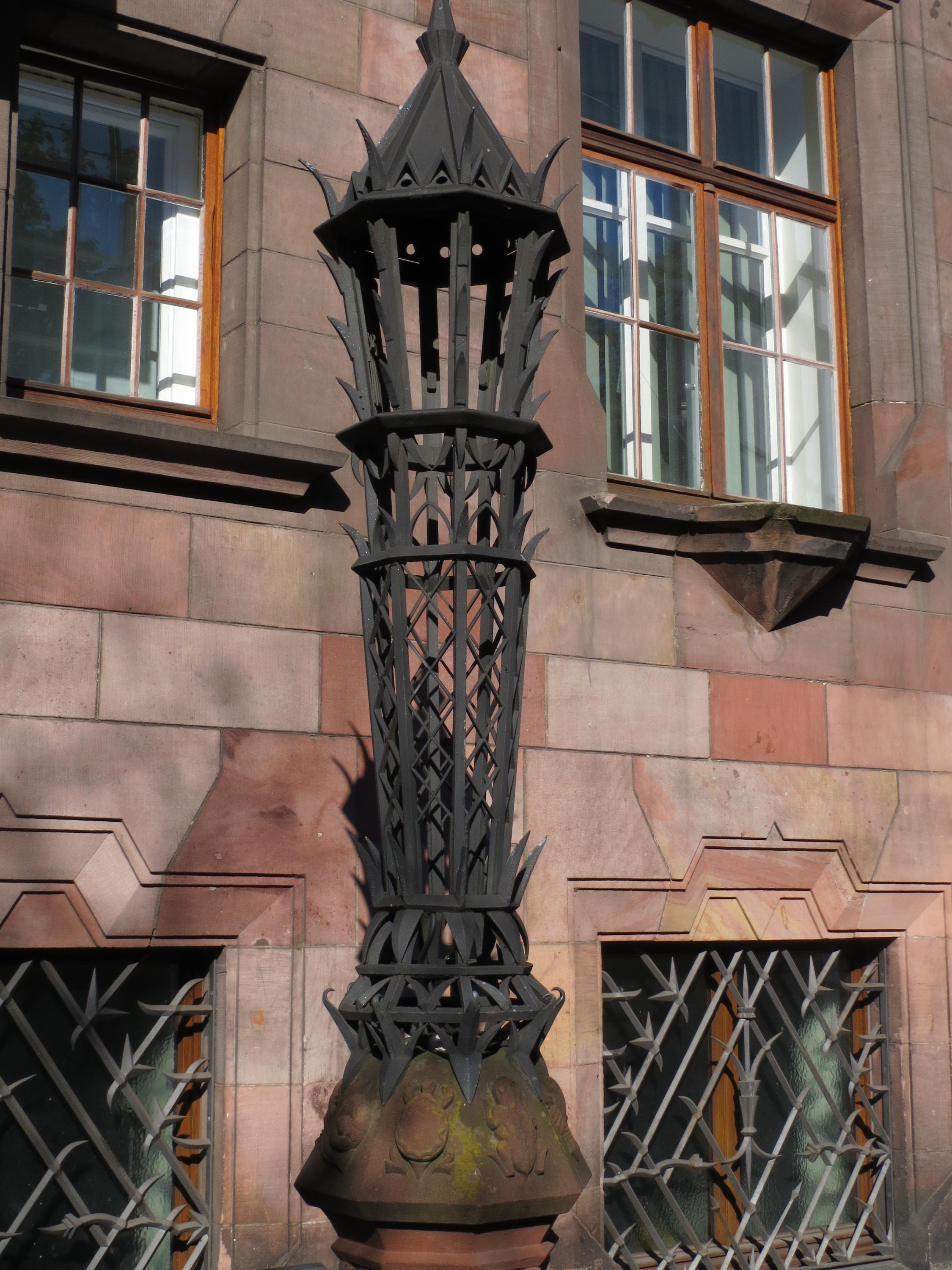
Laterne an der Fassade

Die Sockelzone umfasst Keller und Erdgeschoss. In seiner Mitte vertieft sich ein Eingangstor, das von Säulenstümpfen akzentuiert wird. Die Säulen sind mit plastischen Rautenmustern geschmückt und tragen zwei männliche Figuren: Einen Flötenspieler mit einem Raben und einen sich mit einem Umhang verhüllenden Krieger mit einem Ritterhelm zu dessen Füßen ein Hund kauert. Eine schmiedeeiserne Laterne mit dornenstrauchähnlichem Zackenschmuck deutete auf den Zugang zum Weinkeller des Rathauses hin.
Das innere des Erweiterungsbaues zeigt expressive gotische Formen, die den Stil Hauberrissers in moderneren Formen weiterentwickeln.
Porträts der Ehrenbürger der Stadt Saarbrücken zieren die Wände der Flure.

#### Erweiterung in den 1930er Jahren

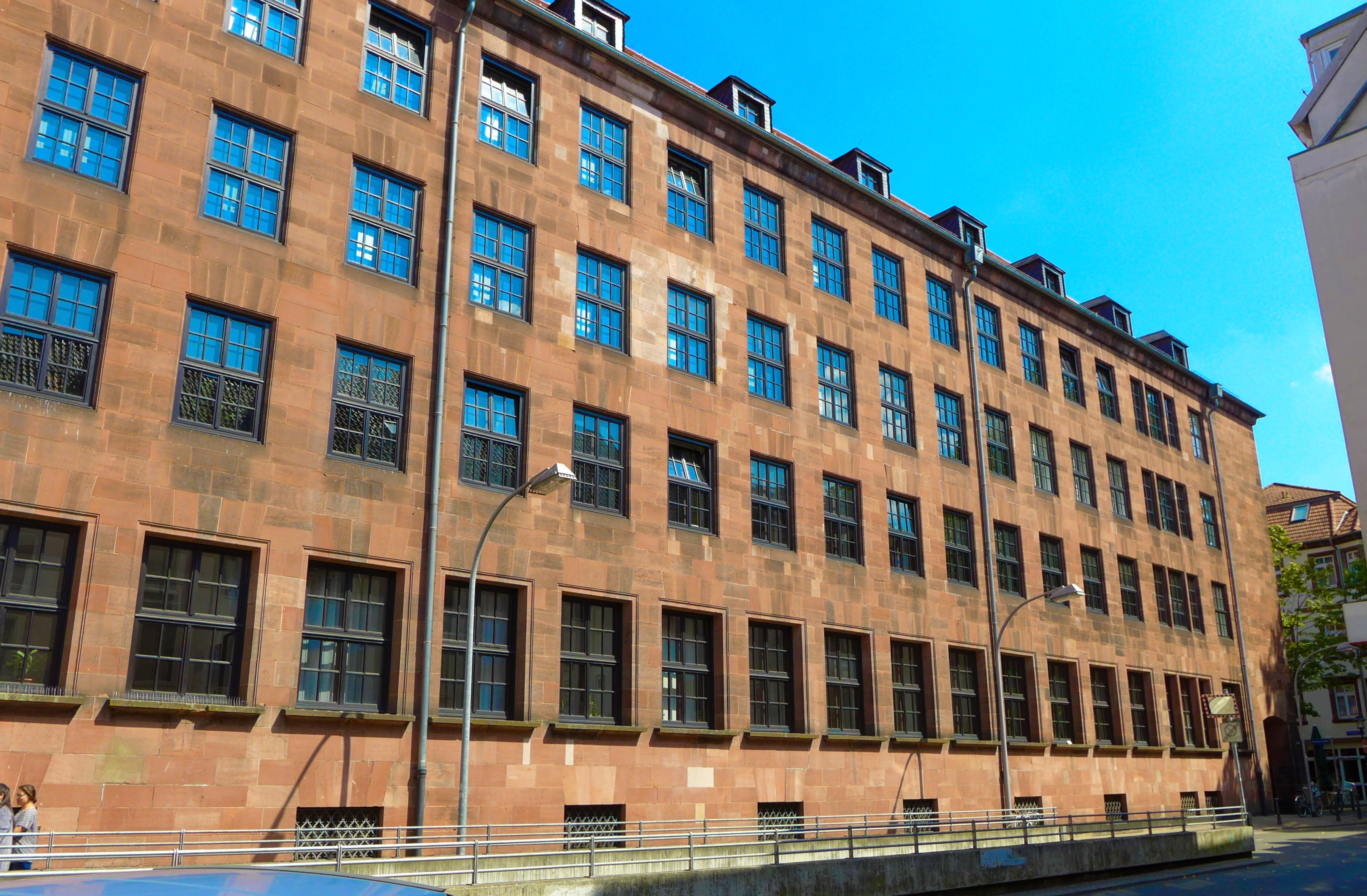
Erweiterungsbau von Kruspe in der Gerberstraße
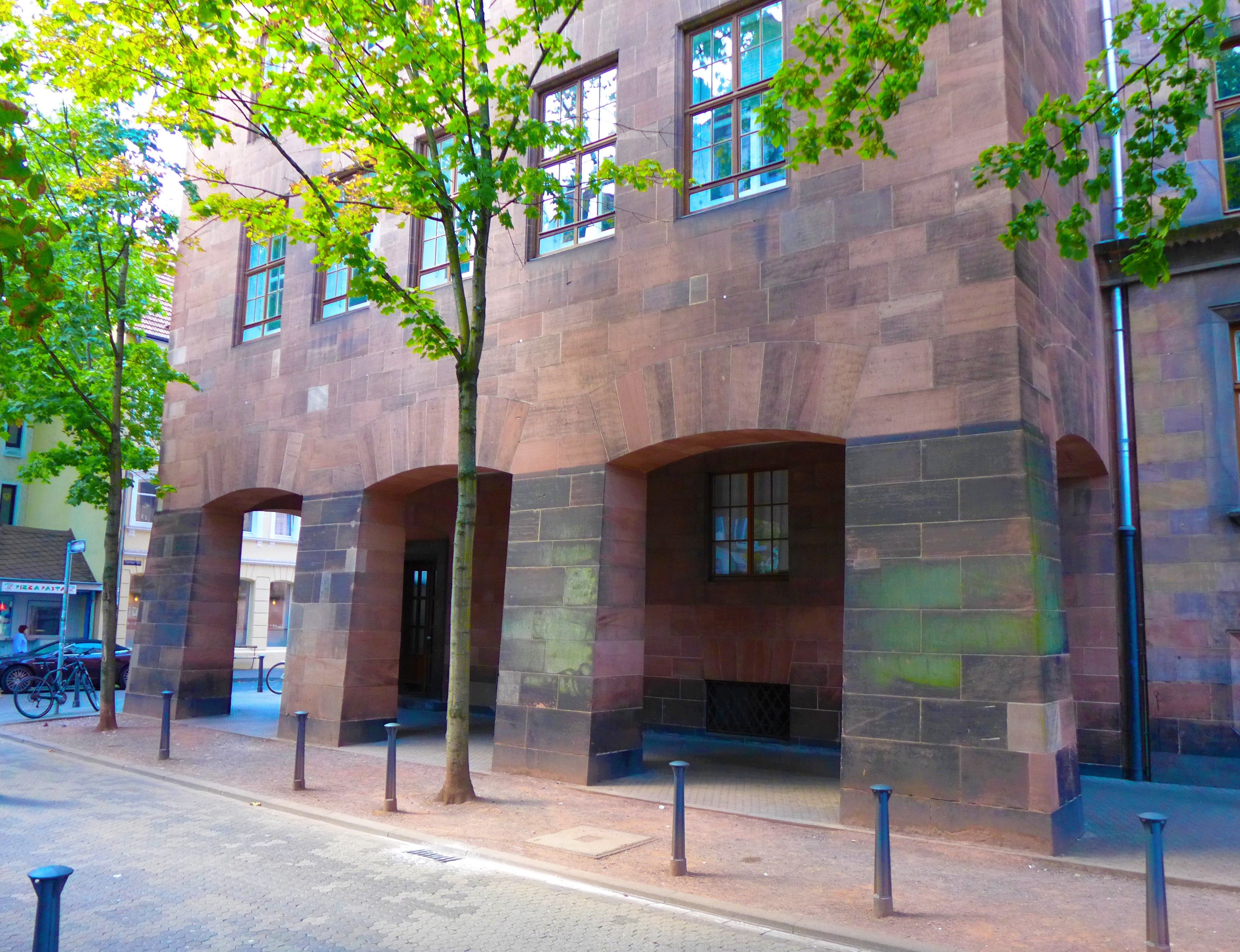
Rathausarkade an der Ecke Kaltenbachstraße/Gerberstraße

Da in den 1930er Jahren wiederum zusätzlicher Platzbedarf bei der Stadtverwaltung herrschte, übernahm der städtische Oberbaurat Walther Kruspe (im Amt 1924–1939) die Bauleitung für eine zweite Erweiterung. Diese Erweiterung in der Gerberstraße wurde durch Mittel aus dem NS-Arbeitsbeschaffungsprogramm „Brot für den Arbeiter“ finanziert. Der ebenfalls in rötlichem Sandstein errichtete viergeschossige Bau entbehrt außer einer Arkadenhalle im Erdgeschoss praktisch aller architektonischen Zierrate und wurde am 27. Juni 1937 durch Bürgermeister Ernst Dürrfeld (Amtszeit: 1935–1937) eingeweiht.
Die Pläne aus dem Jahr 1936 sahen eine große Blockrandbebauung unter der Einbeziehung der Häuser in der Bahnhofstraße vor. Ähnlich wie in Hauberrissers Neuem Münchener Rathaus sollte in St. Johann der Erdgeschossbereich von Bahnhofstraße und Betzenstraße für Ladeneinbauten reserviert bleiben. Doch blieb es bei dem kurzen Anbau an der Gerberstraße, dessen abschließendes Treppenhaus dem jüngsten Erweiterungsbau von Helge Bofinger zum Opfer gefallen ist.

#### Zweiter Weltkrieg
Das 1935 angeschaffte Turmglockenspiel wurde bereits während des Zweiten Weltkriegs im Jahr 1941 im Rahmen der Metallspende des deutschen Volkes für Kriegszwecke ausgebaut und eingeschmolzen. Anlässlich des bevorstehenden Geburtstages von Adolf Hitler hatte Generalfeldmarschall Hermann Göring am 27. März 1940 den Aufruf zur Metallspende des deutschen Volkes erlassen.
Bei der Bombardierung Saarbrückens im Jahr 1944 erhielt auch das Rathaus St. Johann einen schweren Treffer in der rechten Platzfassade. Das Dach, alle Giebel und die oberste Etage waren zerstört. Nur der polygonale Erkerturm überstand die Bombenangriffe. Ebenso wurde der Giebel des Erkers sowie die Hälfte der Zinnen des Hauberrisserschen Altbaues in der Kaltenbachstraße zerstört.
Saarbrücken galt als wichtiger Umschlagsplatz für den Nachschub an die Westfront sowie als wichtige Eisenindustrieproduktionsstätte und war somit ein kriegswichtiges Ziel für die Alliierten.
Unter den zahlreichen Angriffen war der Tagesangriff der United States Army Air Forces am 11. Mai 1944 besonders zerstörerisch. Höhepunkt der Bombenzerstörungen waren allerdings die Angriffe vom 5. Oktober 1944. Der Oberkommandierende der Royal Air Force, Luftmarschall Arthur Harris, leitete einen massiven Schlag gegen die Stadt. Ein Bomberverband warf in mehreren Wellen Sprengbomben sowie Stabbrandbomben über der Stadt ab. Der etwas mehr als 30-minütige Angriff löste einen gewaltigen Feuersturm aus, der zahlreiche Menschen tötete oder obdachlos machte.

### Zeit nach dem Zweiten Weltkrieg

#### Wiederaufbau
Die Bombenschäden konnten ab 1948 unter dem Leiter des Hochbauamtes Peter Paul Seeberger und unter den Bürgermeisterschaften von Franz Singer (1946–49), Heinrich Barth (1949) und Peter Zimmer (1949–1956) befundgetreu behoben werden.

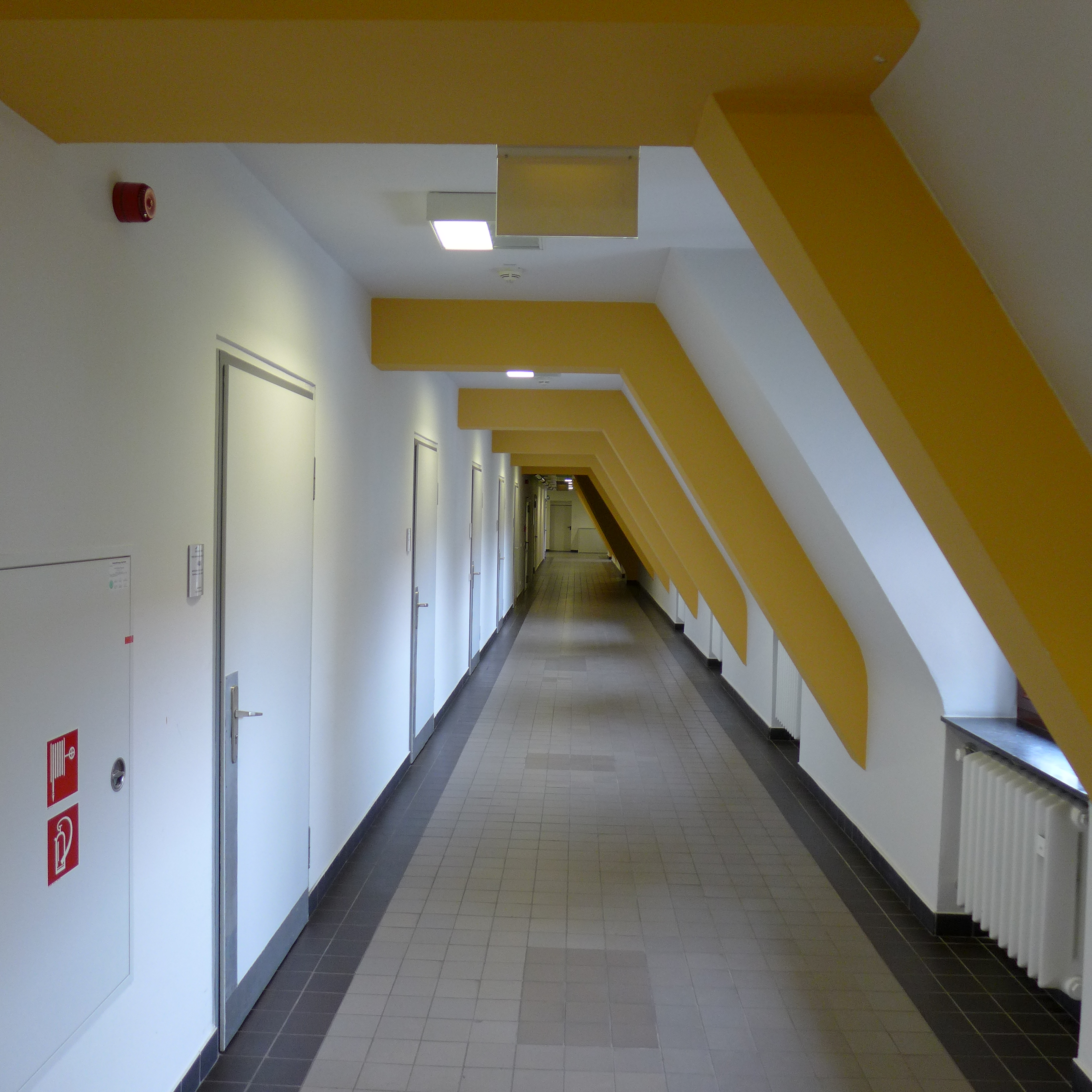
Rathaus St. Johann, Dachausbau der Wiederaufbauphase nach dem Zweiten Weltkrieg in Beton

Dabei erhielt das Dach Schleppgauben in zwei Dachebenen, um den vormaligen Speicher als Verwaltungsbüros nutzen zu können. Die ehemals geschweifte Kupferhaube des Bürgermeistererkers wurde gegen einen Austritt mit neogotischer Maßwerkbrüstung ersetzt. Die Einfuhr des von Hauberrisser verbauten Pfälzer Sandsteins (ca. 100 Kubikmeter) war zu dieser Zeit nicht möglich. Somit kam hellerer Sandstein aus dem Elsass zum Einsatz, was auch heute noch im dritten Stock und den drei Giebeln des westlichen Verwaltungstraktes sichtbar ist. Im Dezember 1952 berichtete die Saarbrücker Zeitung über den Fortgang der Arbeiten:

„Man sollte es zwar nicht für möglich halten, aber es ist dennoch eine Tatsache: zahlreiche Saarbrücker wussten gar nicht, dass das Rathaus unserer Stadt überhaupt noch Schäden aufweist, die auf den Krieg zurückzuführen sind. Wir unterhielten uns in den letzten Tagen mit einer ganzen Reihe von Leuten, die ehrlich zugaben, dass, wenn sie nicht die Gerüste bemerkt hätten, die vor dem Bau aufgestellt wurden, sie unbedingt gesagt haben würden, dass dem Rathaus „nichts mehr fehle“. Ein Zeichen dafür, dass wir im allgemeinen (sic!) nur sehr oberflächlich beobachten. Wahrscheinlich fiel es noch weit weniger ins Auge, dass ein ganzer Giebel in der Kaltenbachstrasse (sic!) noch nicht wieder sein altes Gesicht zeigt, und dass mehrere kleinere Schäden an unserem Rathause festzustellen sind. Wie wir im Verlaufe einer Unterhaltung mit dem Leiter des Hochbauamtes der Stadt Saarbrücken, Oberbaurat Seeberger, und Diplom-Ingenieur Schmidt erfuhren, wird man mit dem Wiederaufbau des zerstörten Teiles des Rathauses eine allgemeine Renovierung des Bauwerkes verknüpfen, so dass das Gebäude nach Abschluss aller Arbeiten wieder sein früheres Gesicht besitzen wird.
Vor etwa vier Wochen begann man mit dem Einrichten der Baustelle; seit vierzehn Tagen sind die eigentlichen Arbeiten im Gange. Der zerstörte Teil des Rathauses, der eine Länge von ungefähr 20 m einnimmt, wird mit Front zum Rathausplatz ganz und gar sein altes Aussehen erhalten, die Rückfront wird einige kleine Veränderungen erfahren, die mit einer zweckmäßigeren Raumgestaltung zusammenhängen. Vielleicht erhebt sich hier und da der Einwand, dass es günstiger gewesen wäre, das zerstörte Teilstück des Gebäudes in moderner Form wiedererstehen zu lassen – diesem Eindruck muss entgegengehalten werden, dass durch einen derartigen Umbau das Gesamtbild des Rathauses wesentlich beeinträchtigt würde. Hätte es sich um einen totalen Wiederaufbau eines völlig zerstörten Bauwerkes gehandelt, so würde man gewiss nicht gezögert haben, einen modernen und dennoch ansprechenden Zweckbau zu errichten; bei der vorliegenden Teilzerstörung scheint uns – auch wenn es sich nicht um einen völlig stilfreien gotischen Bau handelt – eine Wiederherstellung des alten Bildes durchaus gerechtfertigt.
Es versteht sich am Rande, dass man bei dem Wiederaufbau im Rahmen des möglichen (sic!) bauliche Verbesserungen vornehmen wird: So soll beispielsweise die in den erhalten gebliebenen Teilen bestehende Holzdachkonstruktion im wiederaufzubauenden Abschnitt durch eine Sargdeckelkonstruktion aus Beton ersetzt werden. Liegt der Vorteil einmal darin, dass die gerade in Dachräumen stets akute Brandgefahr auf ein Mindestmass (sic!) reduziert wird, so darf auf der anderen Seite betont werden, dass eine bessere räumliche Ausnutzung des Dachraumes erreicht wird. Es wird in diesem Zusammenhange interessieren, dass durch den Wiederaufbau insgesamt 14 neue Räume gewonnen werden.
Die beim Bau des Rathauses (durch den Münchener Architekten Professor Hauberrisser) – der nebenbei bemerkt auch das bekannte Münchener Rathaus erbaut hat – verwandten Buntsandsteine können für die jetzt im Gange befindlichen Arbeiten nicht eingeführt werden; man griff daher auf elsässischen Buntsandstein zurück, mit dem auch das Strassburger (sic!) Münster errichtet worden ist. Langwierig werden die Arbeiten bei der Wiederherstellung der Zinnen und der drei fehlenden Frontgiebelspitzen sein; man hofft trotzdem  (wenn nicht längere und intensive Frostperioden einen Strich durch die Rechnung machen), bis Mitte des nächsten Jahres mit dem Abschluss der Wiederaufbauarbeiten rechnen zu können. Wie bereits erwähnt, soll im Zuge der Arbeiten auch der notdürftig hergerichtete Giebel in der Kaltenbachstrasse (sic!) wieder in seiner früheren Form erstehen, weiter wird man mehrere Masswerkfüllungen (sic!), die gleichfalls durch Splitter oder Beschuss lädiert wurden, renovieren. Der Turm, der ebenfalls Splitterwunden aufweist und an dem mehrere Zinnen durch den Luftdruck der Bomben gerissen sind, wird auch neu hergerichtet werden, die Wendeltreppe im Inneren des Gebäudes muss sich die Ausbesserung bzw. Auswechselung von 17 Stufen gefallen lassen. Insgesamt rechnet man – eine immerhin bemerkenswerte Zahl – mit 100 Kubikmetern Steinmaterial, die man für die völlige Instandsetzung des Saarbrücker Rathauses wird herbeischaffen müssen.
Wir sind gewiss, dass sich mit uns alle Saarbrücker freuen werden, dass sich eines der schönsten und vor allen Dingen markantesten Bauwerke unserer Stadt in absehbarer Zeit wieder in seinem altvertrauten Gesicht präsentieren wird.“

Im Jahr 1953 konnte der wiederhergestellte Teil der behördlichen Benutzung übergeben werden.

#### Arkadeneinbau in den 1960er Jahren

Zu Arkaden umgebaute Portale des Rathauses St. Johann
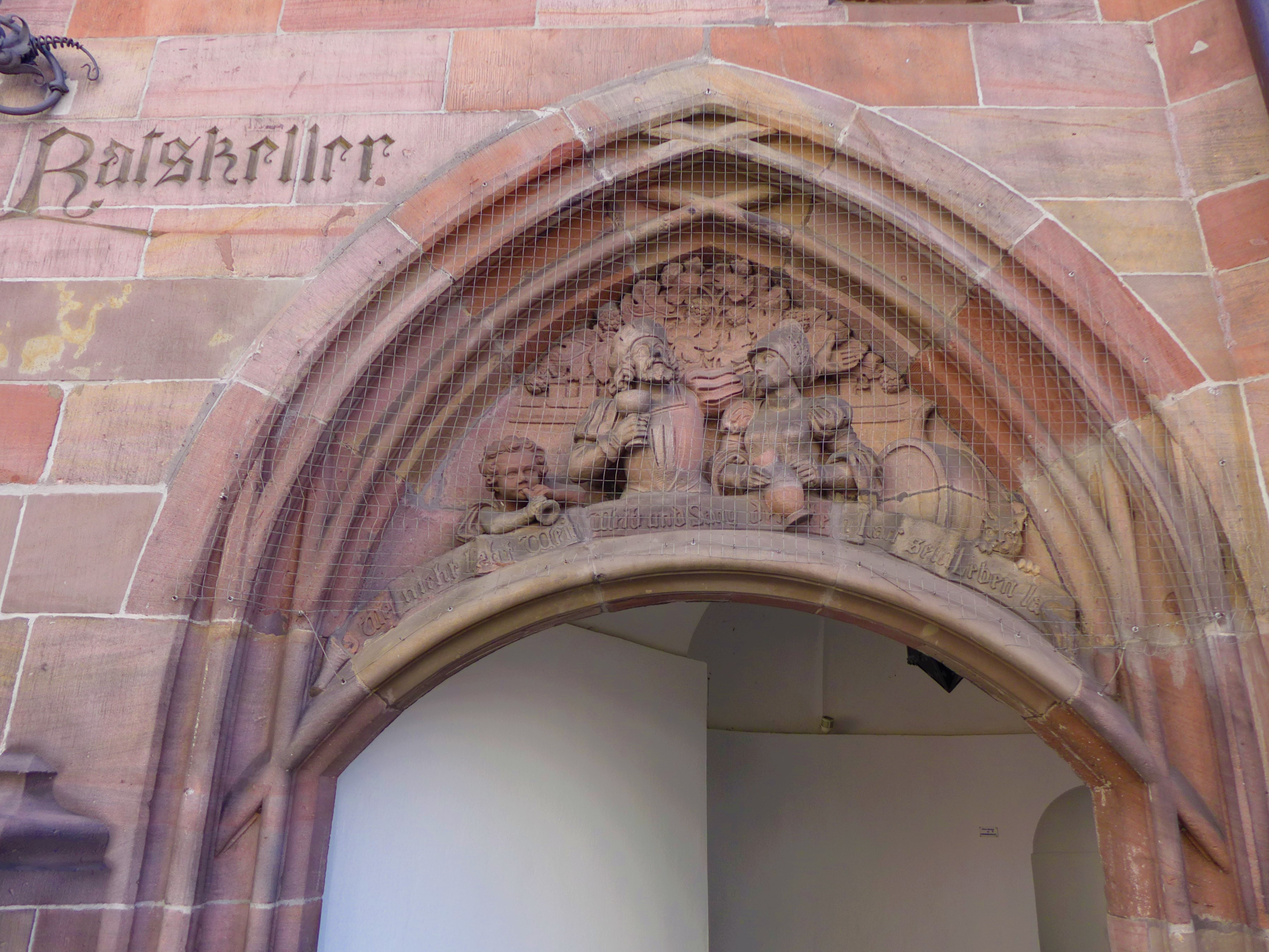
Eh. Portal zum Ratskeller mit zechendem Bürger, Bildhauer Heinrich Wagner aus St. Johann (1907)
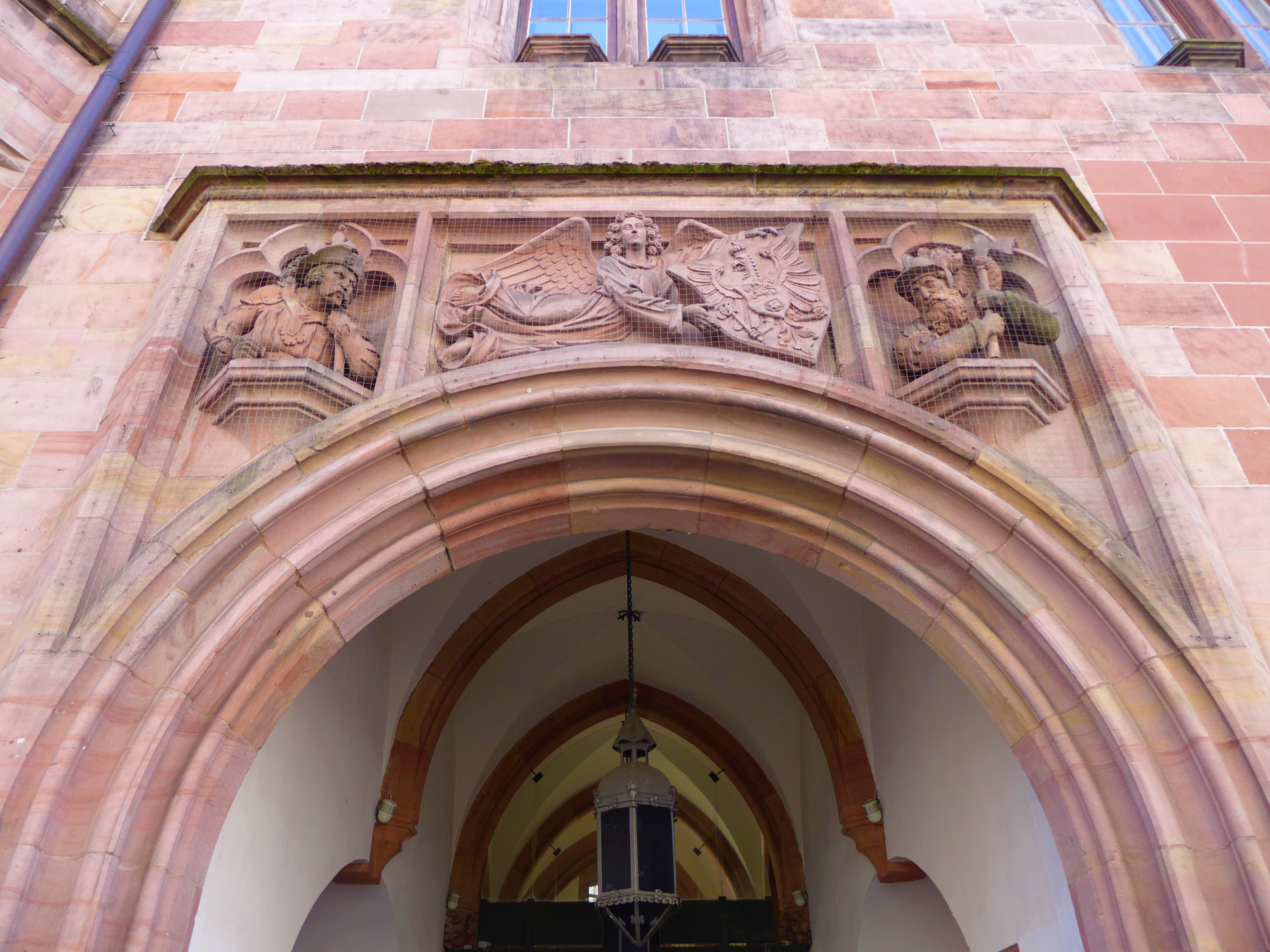
Eh. Durchfahrt zum Innenhof, Portal mit Landsknechten und wappentragendem Engel, Bildhauer der Landsknechte: Wilhelm Schneider (1907), Bildhauer des wappentragenden Engels: Heinrich Wagner (1907); Die Durchfahrt war ursprünglich mit einem reich profilierten, zweiflügeligen hölzernen Tor aus dem Jahr 1899 geschlossen.
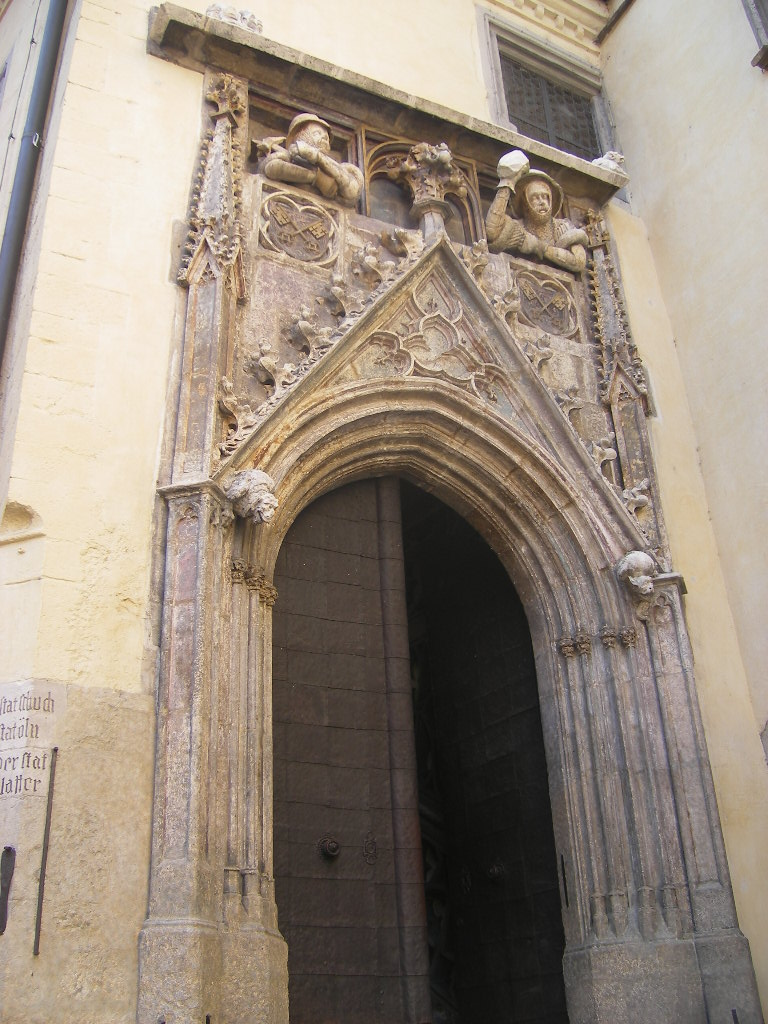
Altes Regensburger Rathaus, Gotisches Portal mit aus Nischen schauenden Landsknechten
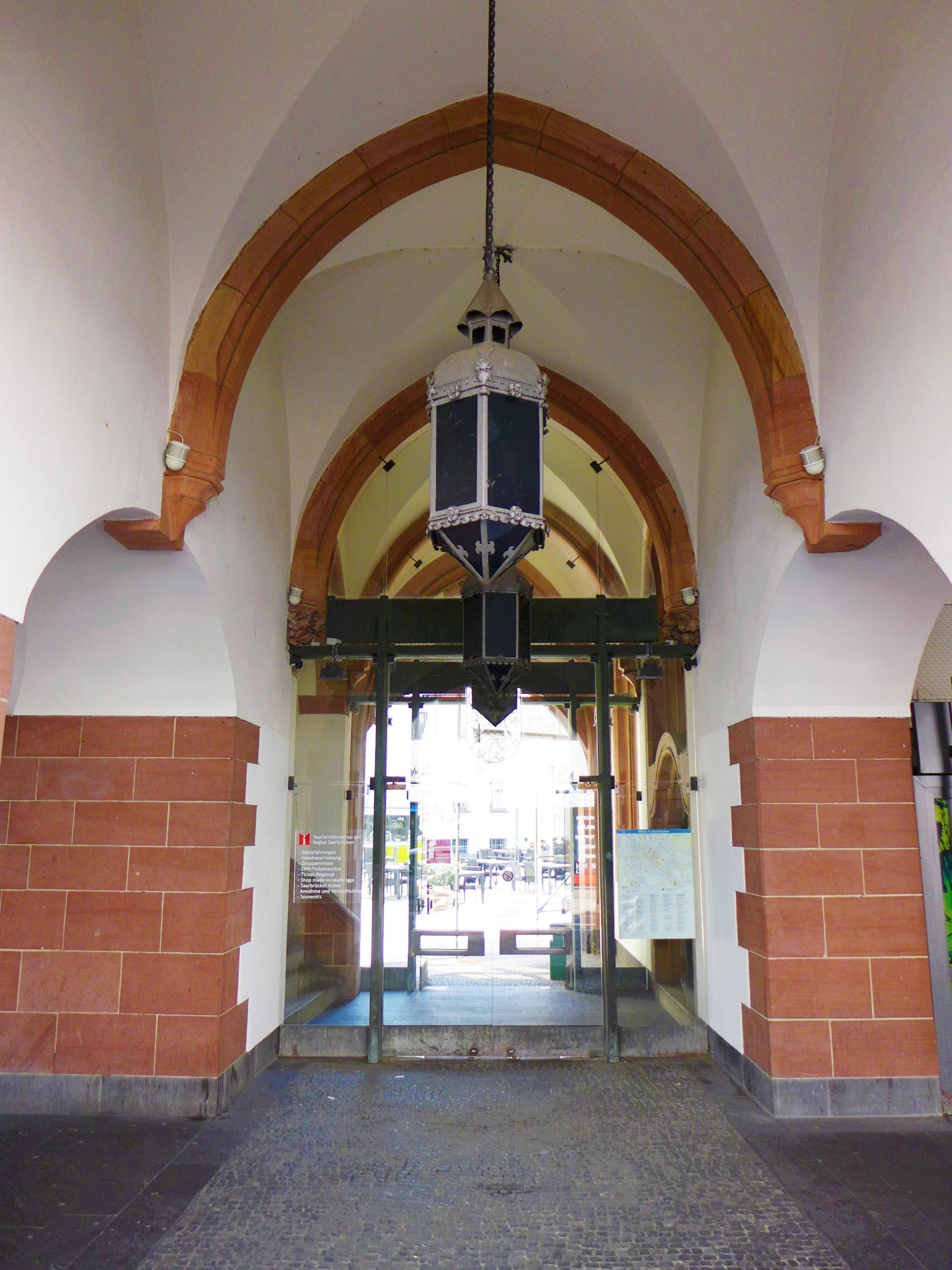
Arkade in der Betzenstraße, eh. Durchfahrt zum Innenhof

Ab 1962/63 wurde infolge der Verbreiterung der Betzenstraße (der Bürgersteig war der Straße zugeschlagen worden) ebenfalls unter Peter Paul Seeberger entlang der Straße unter der Bürgermeisterschaft von Fritz Schuster (1957–1976) eine neogotische Fußgängerarkade eingebaut, nachdem ein gründerzeitliches Gebäude im Stil der Neorenaissance (Betzenstraße Nr. 7), an dessen Giebel Georg von Hauberrisser hatte bauen müssen, abgerissen werden konnte.
Dabei wurde die ehemalige Toreinfahrt zum Rathaushof zum Arkadenbogen umgebaut. Die ehemalige Toreinfahrt ist mit einem Engel geschmückt, der das St. Johanner Wappen trägt. Er ist umgeben von Landsknechten mit Hellebarden, die sich auf Konsolen stützen. Die Sandsteinarbeiten waren im Jahr 1907 von den St. Johanner Bildhauern Wagner und Schneider ausgeführt worden. Hinsichtlich der Komposition der Landsknechte könnte sich Hauberrisser am Portal des Alten Regensburger Rathauses orientiert haben.

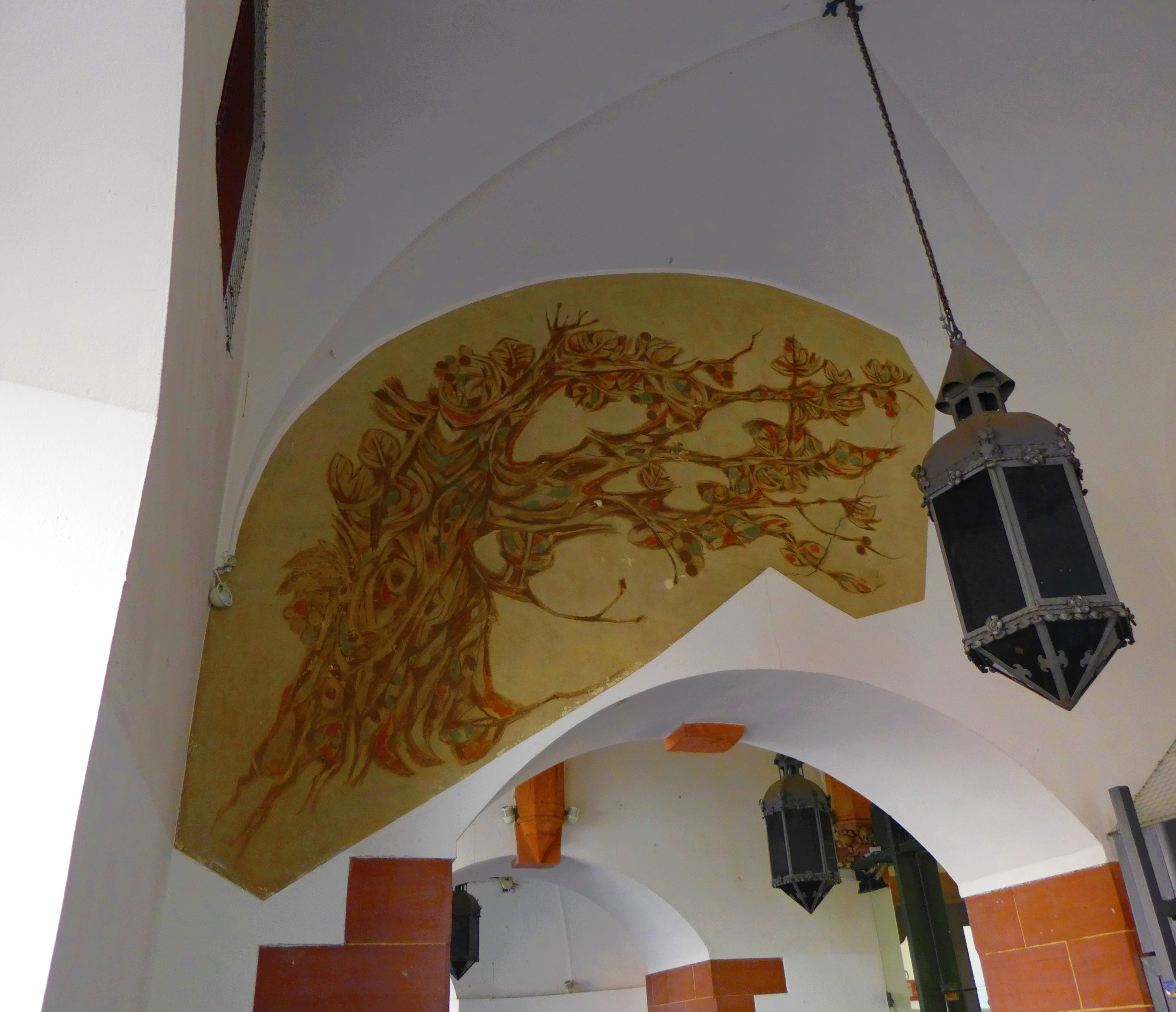
Wandgemälde Alter Weinstock von Hans Dahlem in der Arkade in der Betzenstraße

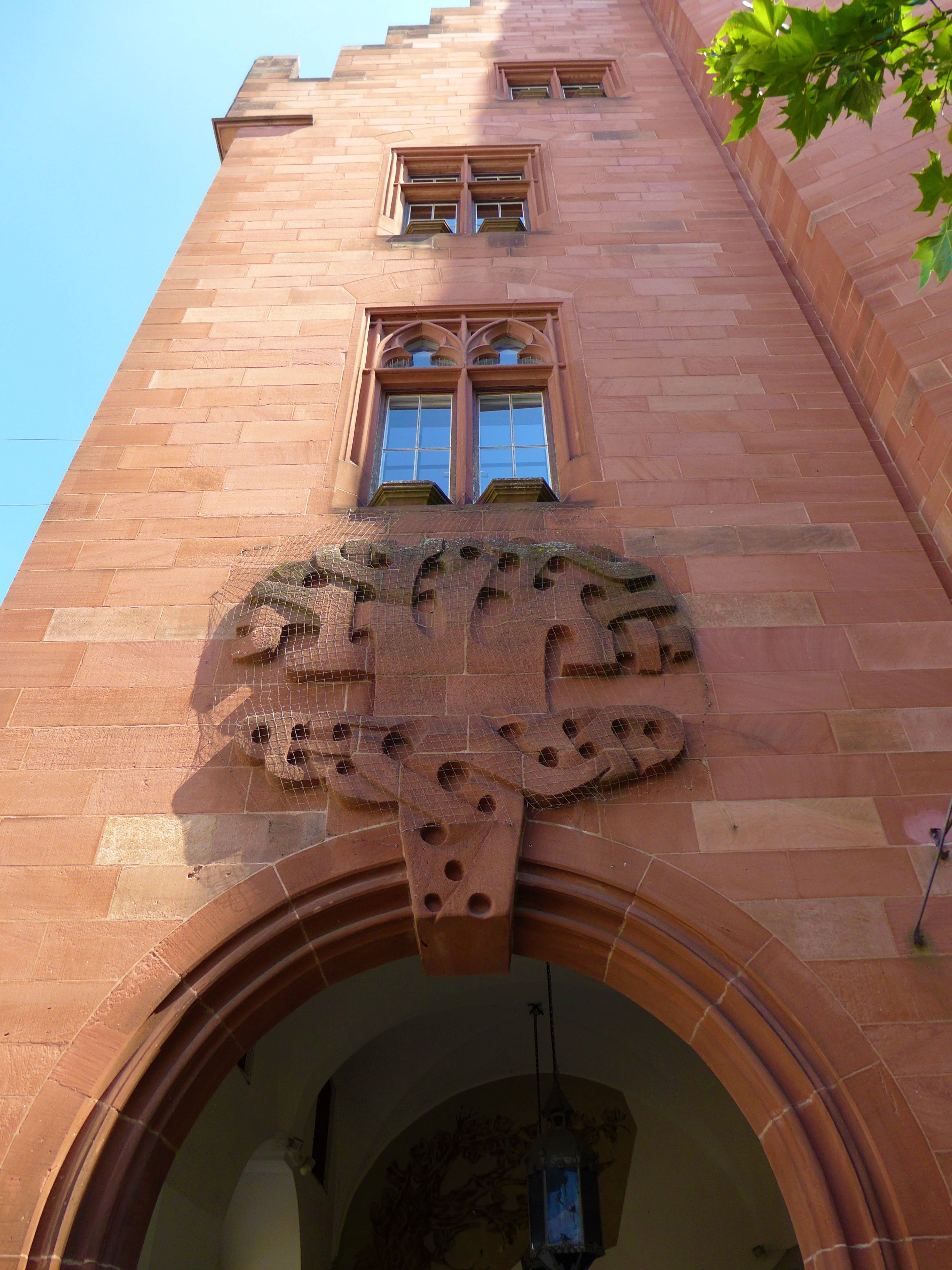
Lebensbaum in der Betzenstraße von Paul Schneider

Der durch den Abriss des historistischen Nachbarhauses neu zu gestaltende freie Giebel in der Betzenstraße wurde mit rötlichen Sandsteinplatten verkleidet und von Paul Schneider in abstrahierenden Schmuckformen der 1960er Jahre mit einem Lebensbaum dekoriert. Aus drei Wurzelballen, zwei horizontalen und einem vertikalen, die die im Jahr 1909 zusammengeschlossenen, ursprünglich selbständigen Städte St. Johann an der Saar, Saarbrücken und Malstatt-Burbach versinnbildlichen sollen, entwickelt sich ein massiver Baumstamm, der sich in eine prächtige Baumkrone verästelt. Durch die Verflochtenheit der Bestandteile des Baumes wollte Paul Schneider nach eigenen Aussagen die Verbundenheit und Vitalität Saarbrückens gestalterisch umsetzten. Das Steinmaterial des Baumes war in unbehauenem Zustand von Peter Paul Seeberger in die neue Fassade eingefügt worden. Schneider bearbeitete die Bossen vor Ort. Hans Dahlem (1928–2006) malte im Arkadendurchgang einen alten Weinstock als Hinweis auf den Ratskellereingang. Paul Schneider gestaltete auch mit Hans Dahlem und György Lehoczky das Innere des Ratskellers neu.

#### Renovierung in den 1980er Jahren

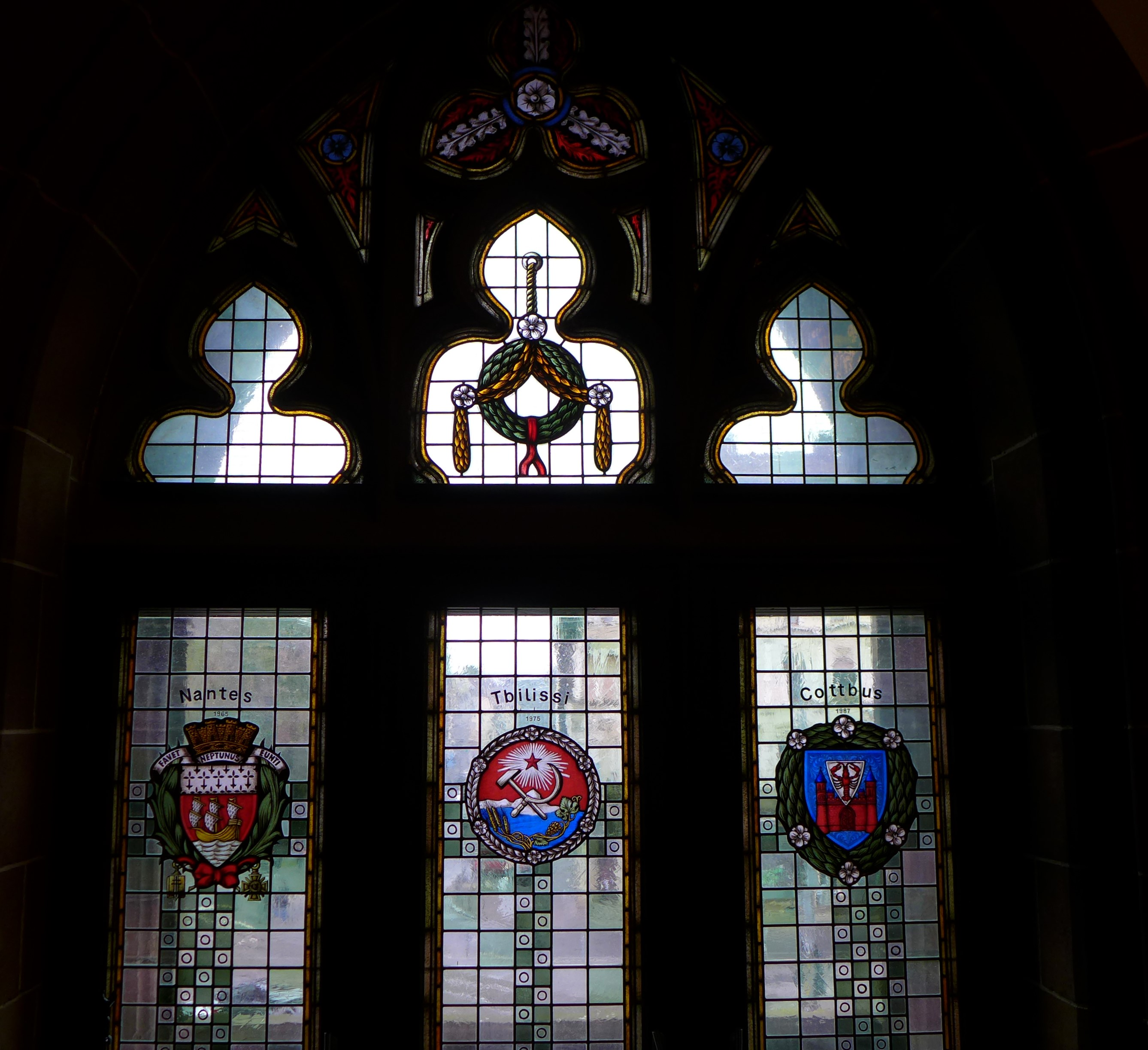
Rathaus St. Johann, Festsaal, Wappenfenster der Partnerstädte Nantes, Tblissi, Cottbus

1988 stand die Renovierung des Festsaales an. Anlass waren Schäden an den Wandgemälden Wilhelm Wrages, am Parkettboden und an den bleiverglasten Maßwerkfenstern Alexander Linnemanns. Die Gemälde des St. Johanner Geschichtszyklus wurden gesichert und restauriert. Die in der französischen Besatzungszeit überstrichenen Malereien an der Ostseite, die das rundbogige Maßwerkfenster der „Industria/Allegorie St. Johanns“ mit den Zunftwappen umrahmten (wappentragende Löwen) und die Malereien an der Westseite über der Empore (Reichsadler) wurden freigelegt und Fehlstellen erneuert.
Die Maßwerkfenster wurden durch eine Vorsatzverglasung wärmedämmend und schallschutztechnisch aufgerüstet. Dabei ersetzte man die Verglasung der Balkonlaubentüren aus den 60er Jahren durch neue, die den Originalen Linnemanns entsprachen. Ergänzt wurden die Scheiben durch die Wappen der Saarbrücker Partnerstädte Nantes, Tiflis/Tbilissi und Cottbus. Das Eichenparkett wurde erneuert und das Deckengebälk gereinigt. Die Wandpaneele und Bänke wurden restauriert.
Die geplante Wiedereröffnung des Rathausfestsaales am 1. Dezember 1988 musste verschoben werden, da in der Nacht vom 27. auf den 28. September 1988 im benachbarten Turmzimmer ein Brand ausgebrochen war und große Schäden angerichtet hatte. So verzögerte sich die Wiedereröffnung bis zum 17. Januar 1989.

#### Renovierung in den 1990er Jahren
Als im Frühling 1994 ein Sandsteinquader aus der Fassade über dem Haupteingang herabstürzte, untersuchte man die Außenmauern auf ihren Zustand hin. Dabei stellte sich heraus, dass sich durch Korrosion der zementeingegossenen Steinanker im zweischaligen Mauerwerk (außen Sandstein/innen verputztes Ziegelmauerwerk) die Sandsteinquader lösten. Durch undichte Fugen war Wasser in das Mauerwerk eingedrungen und hatte zu einer Volumenvergrößerung bis zu 500 % der Eisenanker geführt. Die dadurch entstandene Sprengwirkung drohte nach und nach die Fassade zu zerstören.
Darüber hinaus war durch Winddruck eine Zermürbung der Fugen bei den Fialen feststellbar. Durch das Eindringen von Regenwasser infolge einer mangelnden Instandhaltung der Regenrinnen war es durch Absandung und Salzausblühungen zu einem Substanzverlust gekommen. Wasserlösliche Schadstoffe (besonders Sulfat) belasteten zusätzlich die Natursteinoberfläche. Verursacht durch die Umbaumaßnahmen in den 1960er Jahren in der Betzenstraße (Einbau einer Arkadenpassage) traten dort nun erhebliche Rissbildungen zutage.
Somit musste ein Erhaltungskonzept mit folgenden Punkten erarbeitet werden: 1. Notsicherung, 2. Entfernung der korrodierten Eisenteile, 3. Befundgetreuer Austausch der defekten Sandsteine, 4. Wiederherstellung aller kraftschlüssigen Konstruktionen, 5. Verfugung des gesamten Sandsteinmauerwerks.
Die Instandsetzung von Dach und Außenfassaden erfolgte nun in vier Abschnitten:
- 1995: Rathausinnenhoffassaden und Flügel in der Betzenstraße
- 1996: Turm
- 1997: Fassade des Festsaales
- 1998: Verwaltungstrakt mit Bürgermeistererker und Eckturm

Sandsteinquader und Formstücke mussten nummeriert, ausgebaut und in eine eigens zu diesem Zweck auf dem Rathausplatz eingerichtete Bauhütte verbracht werden. Hier wurden sie untersucht. Bei optisch-ästhetischen Mängeln wurde der Stein wieder an Ort und Stelle montiert. Bei substantiellen Mängeln (Schalenbildung/Absandung) wurde das Element befundgetreu kopiert.
Die Montage erfolgte nun mit Verbindungselementen aus Edelstahl, das nicht oxidieren und deshalb nicht in dem Maße wie Eisen steinabsprengend wirken kann. Die Quader der äußeren Vorschalmauer halten sich untereinander mit Klammern, während sie mit dem innenliegenden Ziegelmauerwerk durch Anker verbunden sind. Kleinere Fehlstellen der äußeren Vorschalmauer wurden mit steinernen Ersatzstücken neu gefüllt.
Nach Abschluss der Steinarbeiten wurde die gesamte Oberfläche der Fassade in einer Kombination aus Trocken- und Nassreinigungsverfahren (JOS-Verfahren) behandelt. In einer speziellen Düse wurden Luft, Wasser und Sandgranulat miteinander vermischt und mit niedrigem Druck (0,5 bis 4 bar) gegen die zu reinigende Maueroberfläche geblasen. Im kegelförmigen Reinigungsstrahl bildete sich dabei ein Rotationswirbel, der schonend Verunreinigungen auf dem Naturstein abschliff, ohne die darunterliegende Textur zu schädigen. Das Verfahren reinigte zwar die Rathausfassade von Staub- und Rußpartikeln, erhielt ihr aber auch eine gewisse Patina. Das Verfahren wurde auch in München bei der Fassadenreinigung von Hauberrissers Rathaus am Marienplatz mit Erfolg eingesetzt.
Im Jahr 1999 stiftete unter anderem die Handwerkskammer des Saarlandes ein neues Glockenspiel mit 19 Glocken und drei Figuren.

#### Rathaus-Carée

Fassadengestalterische Parallelen Helge Bofingers beim Rathaus-Carée und dem Willy-Brandt-Haus
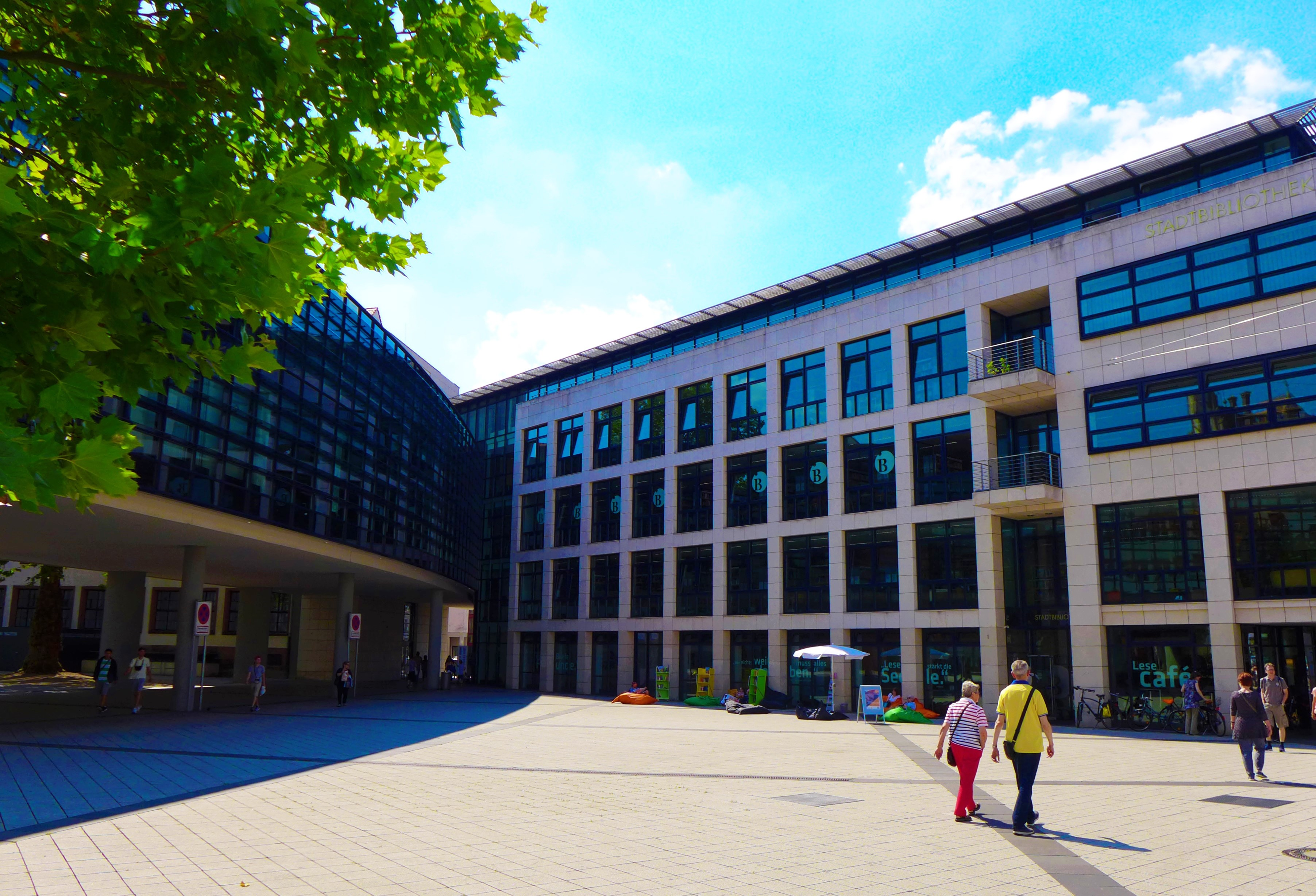
Rathaus St. Johann, Erweiterungsbau von Helge Bofinger, Eingangsbereich Stadtbibliothek
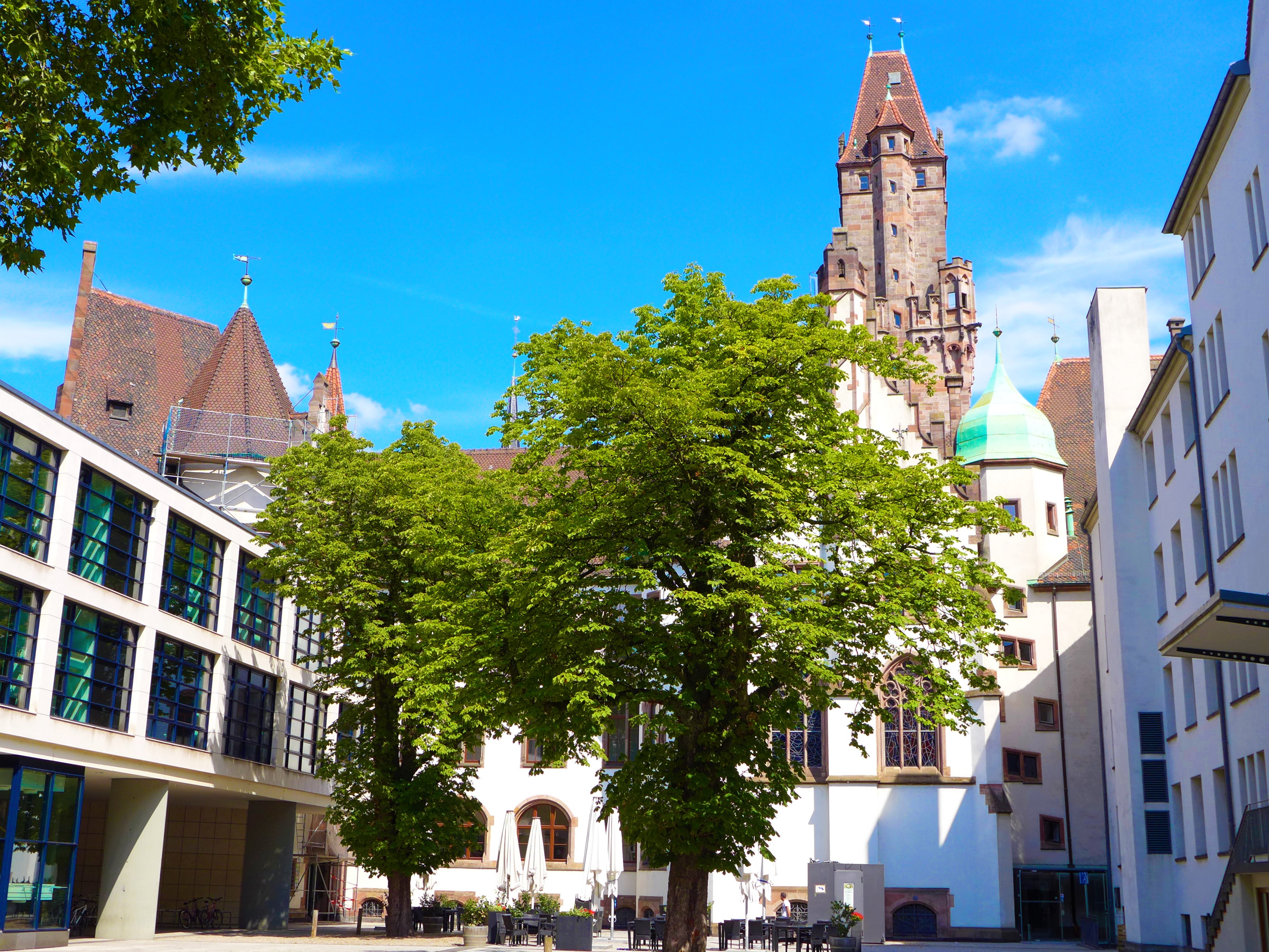
Rathaus St. Johann, Erweiterungsbau von Helge Bofinger vom Innenhof aus
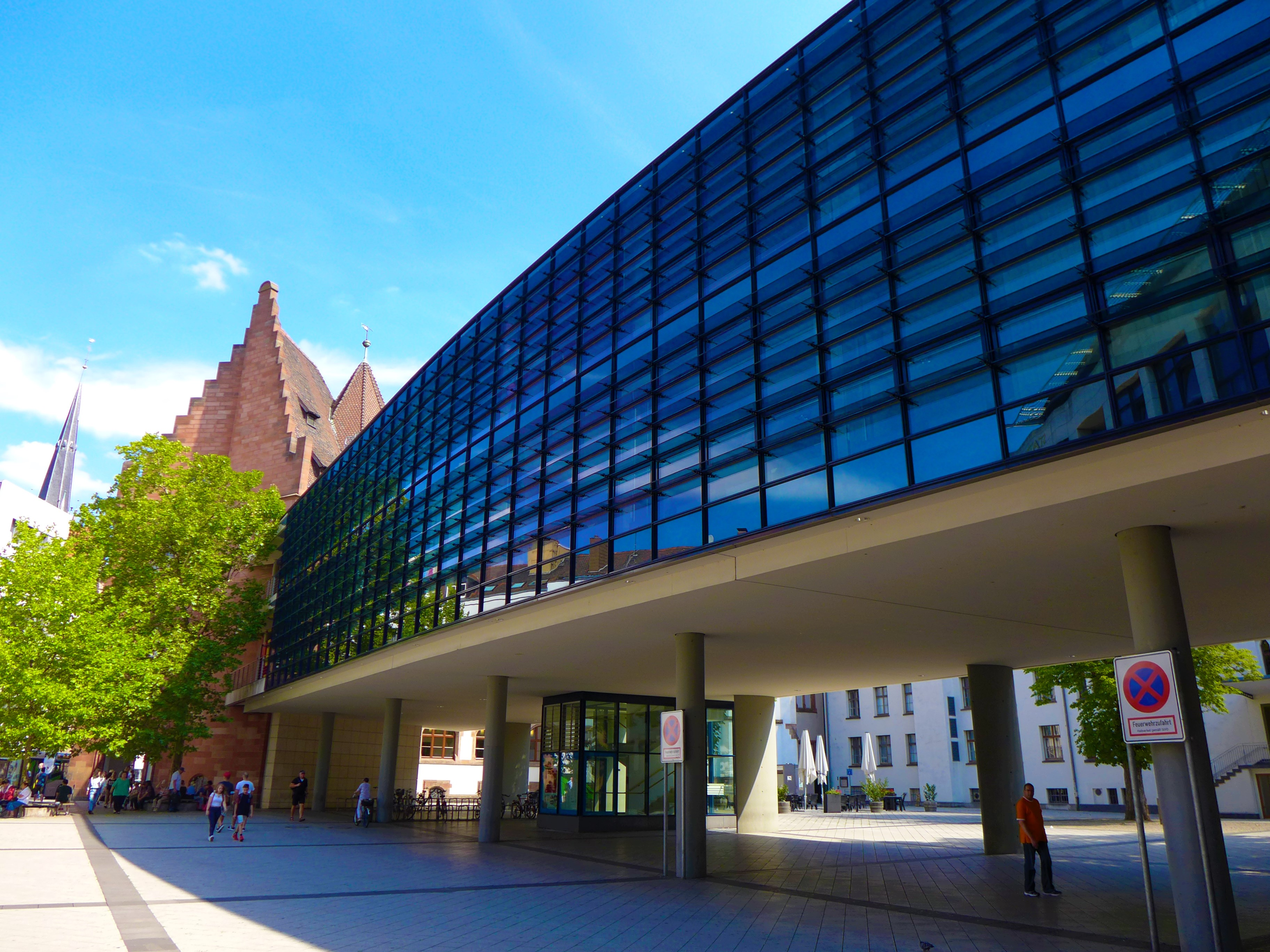
Rathaus St. Johann, Verbindungsspange des Erweiterungsbaues von Helge Bofinger
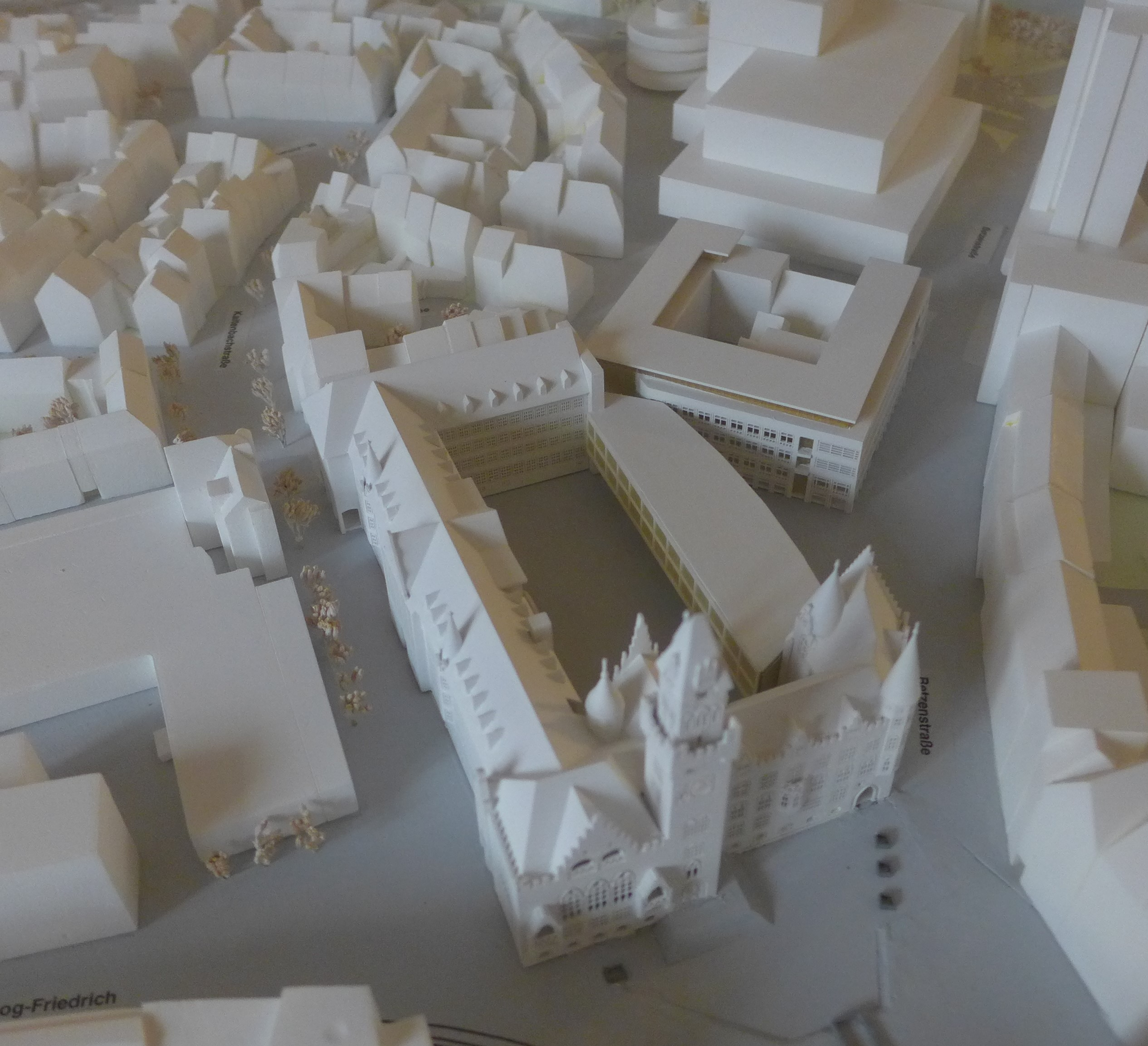
Rathaus St. Johann mit Erweiterungsbau von Bofinger im Stadtmodell Saarbrücken
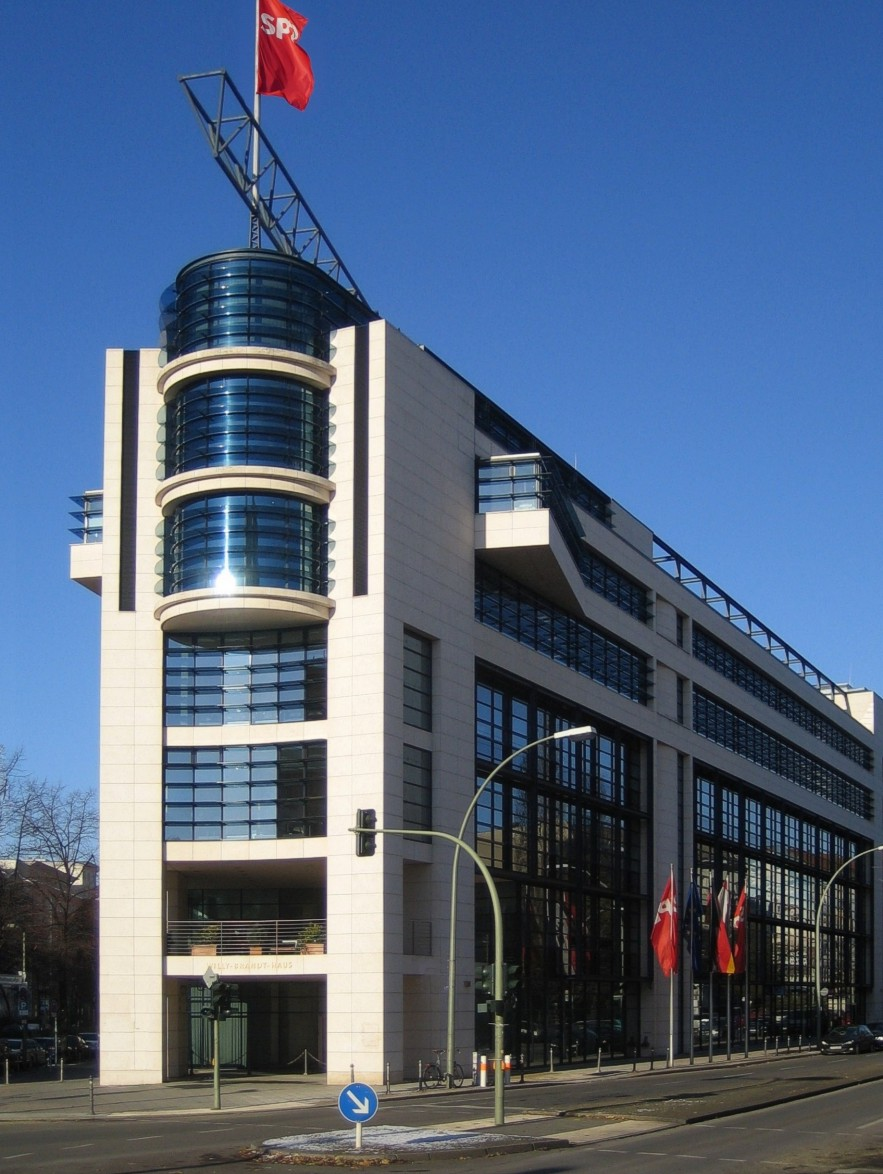
Willy-Brandt-Haus, Berlin

Etwa 100 Jahre nach der Errichtung des ersten Bauteiles wurde das Rathaus in den Jahren 1995 bis 1998 von Helge Bofinger unter der Bürgermeisterschaft von Hajo Hoffmann wiederum erweitert. Das sogenannte „Rathaus-Carée“, das Ladengeschäfte, Büroräume und die Stadtbibliothek aufnehmen sollte, wurde als Stahlskelettkonstruktion mit heller Kalksandsteinverkleidung (statt der bisherigen roten Sandsteinverkleidung aller übrigen historischen Bauteile) und Ausfachung aus transparenten Glas-Stahl-Elementen errichtet.
Dem Bau, der 4–5 Geschosse mit zurückgesetzter Dachzone beinhaltet, gingen heftige Diskussionen in der Öffentlichkeit voraus, da man zunächst plante, dem Neubau spätbarocke Bebauung des Schöpfers des barocken Saarbrücken, Friedrich Joachim Stengel, in der Bahnhofstraße zu opfern. Als Kompromiss wurden die Häuser in den Neubau integriert und blieben so erhalten. Verloren ging allerdings die einstige städtebauliche Bedeutung der Stengel-Gebäude als Glied einer Kette gleichartiger Häuser in der Bahnhofstraße. In einer aufgeständerten Spange entlang der Betzenstraße, die Hauberrisser im 19. Jahrhundert wegen in dieser Straße vorhandener Gebäude nicht hatte bebauen können, wurden nun auf mehr als 7000 Quadratmetern unter anderem die Stadtbibliothek Saarbrücken und das Bürgeramt untergebracht.
Der Neubau hatte 90 Millionen Mark gekostet und war von der Stadt Saarbrücken und der Bayerischen Apothekerversorgung finanziert worden. Ergänzend zum Rathaus-Carée wurde auch gleichzeitig die Erweiterung der Disconto-Passage am 29. Oktober 1998 eröffnet.
Der Bau weist deutliche Ähnlichkeiten in der Fassadengestaltung zum Willy-Brandt-Haus auf, das Helge Bofinger in den Jahren 1994 bis 1996 im Berliner Ortsteil Kreuzberg an der Ecke Wilhelmstraße/Stresemannstraße als Sitz der Bundeszentrale der Sozialdemokratischen Partei Deutschlands (SPD) errichtet hatte. Wesentliche Materialien beider Gebäudefassaden sind Glas, heller Kalkstein und blau schimmerndes Metall.

### Rathausmodell

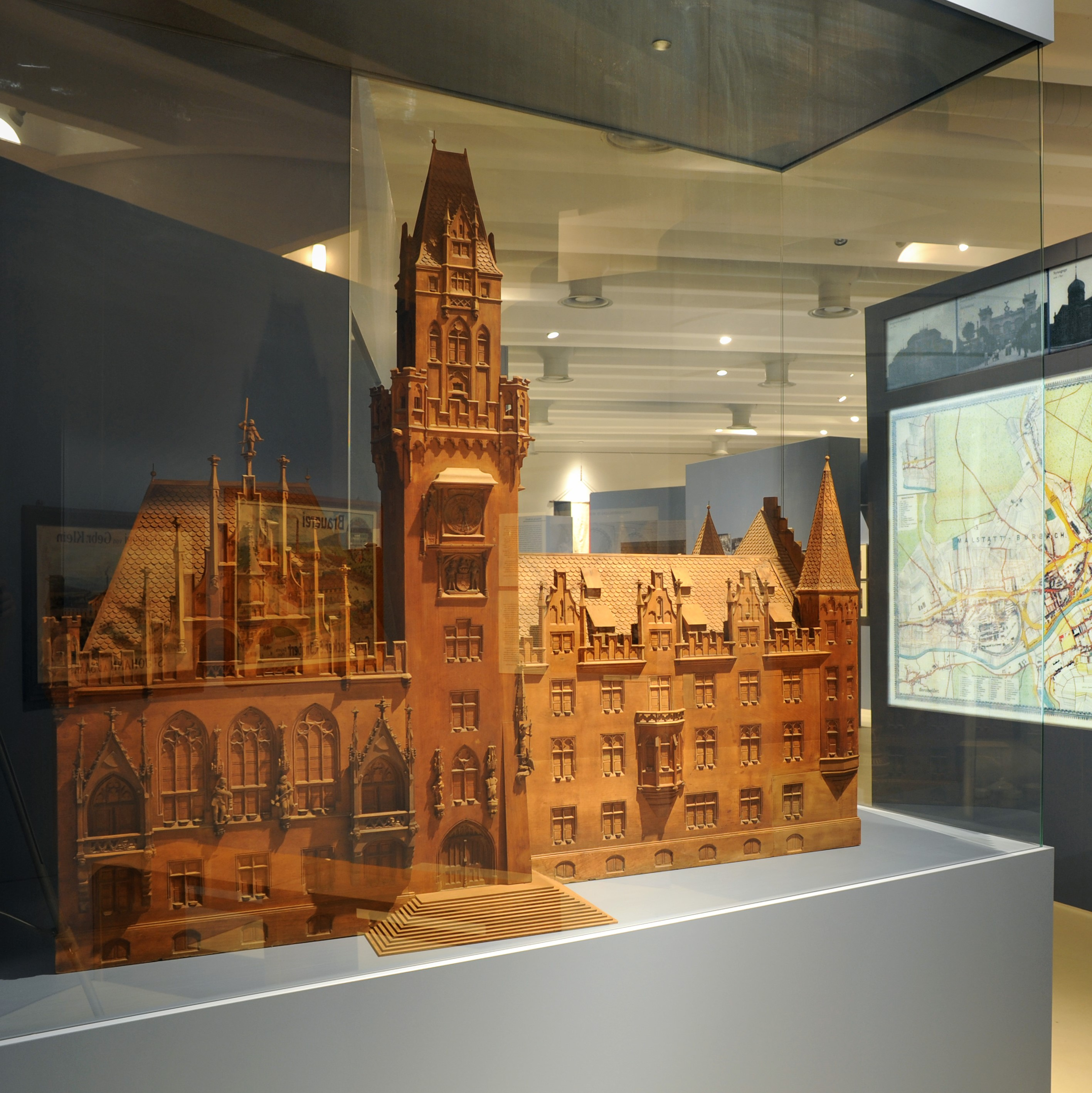
Rathaus St. Johann, Modell von Karl Pelizäus im Jahr 1903 angefertigt (Historisches Museum Saar)

Für die Deutsche Städteausstellung in Dresden im Jahr 1903 fertigte der St. Johanner Schreiner Karl Pelizäus ein Holzmodell des St. Johanner Rathauses (Länge: 120 cm, Höhe: 100 cm, Breite 80 cm). Pelizäus hatte auch nach den Entwürfen Hauberrissers Möbel für das Rathaus gefertigt. Das Rathausmodell wurde im Laufe der Jahre den jeweiligen baulichen Veränderungen des Rathauses angepasst. So erhielt das Modell in der Zeit des Wiederaufbaues nach dem Zweiten Weltkrieg einen neuen Bürgermeistererker mit Maßwerkbalkon und das Dach wurde um Schleppgauben ergänzt. Allerdings fehlt bei dem Modell der Passageneinbau der 1960er Jahre. Das Holzmodell ist momentan im Historischen Museum Saar ausgestellt.

## Ausstattung

### Fassade

Fassadenvergleiche
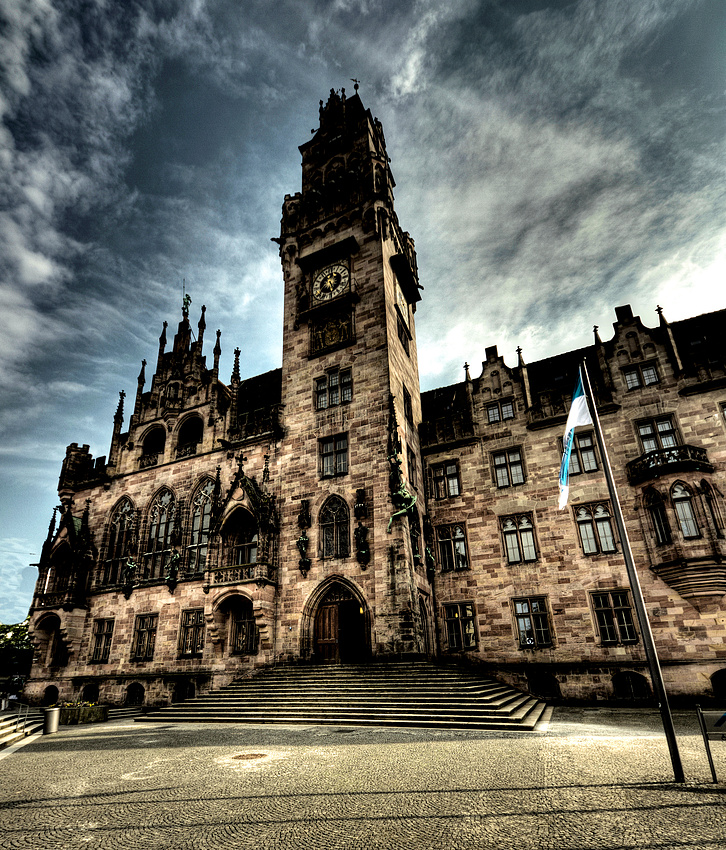
Rathaus St. Johann, Turmfassade
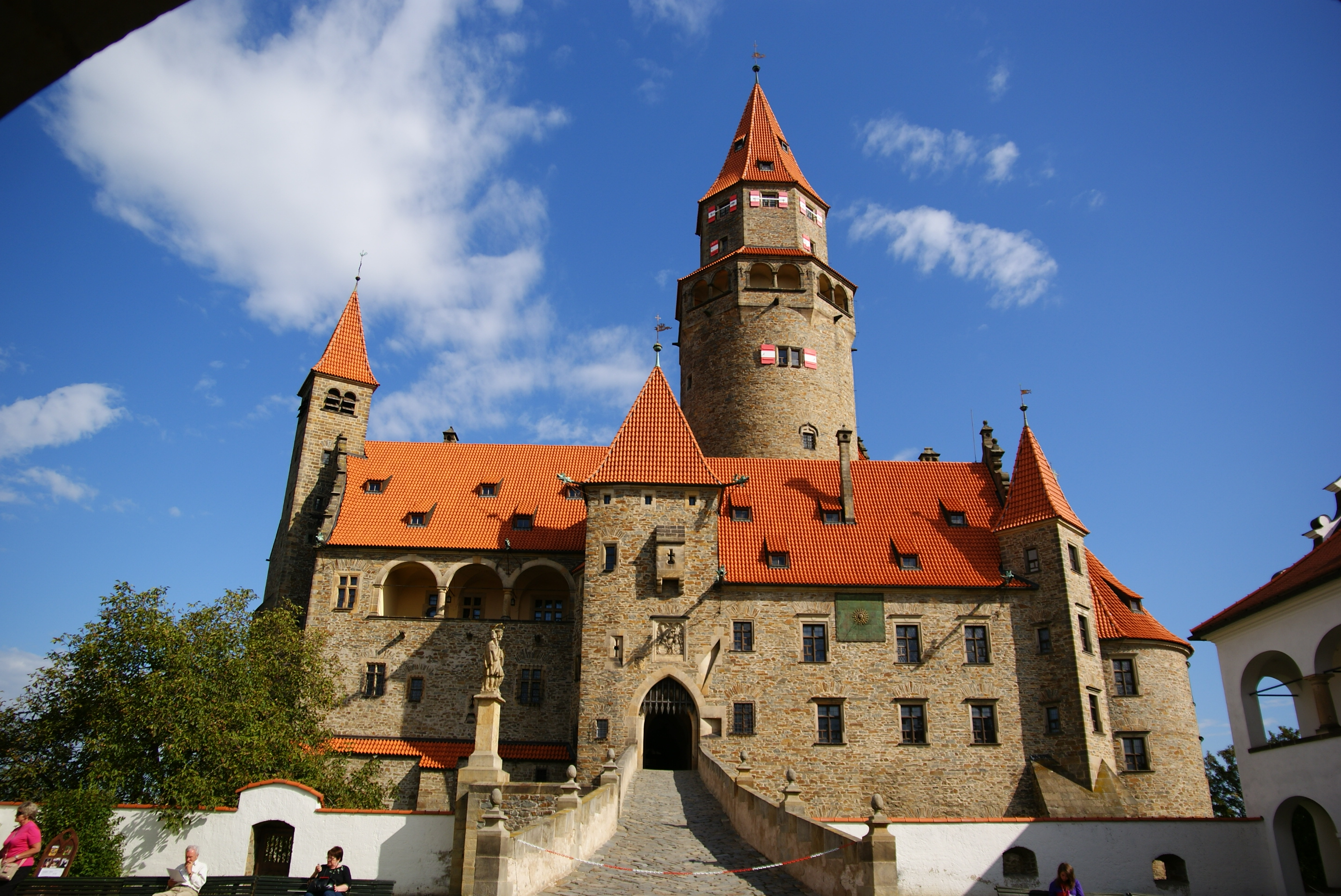
Hauberrissers Burg Busau/Bouzov in Mähren
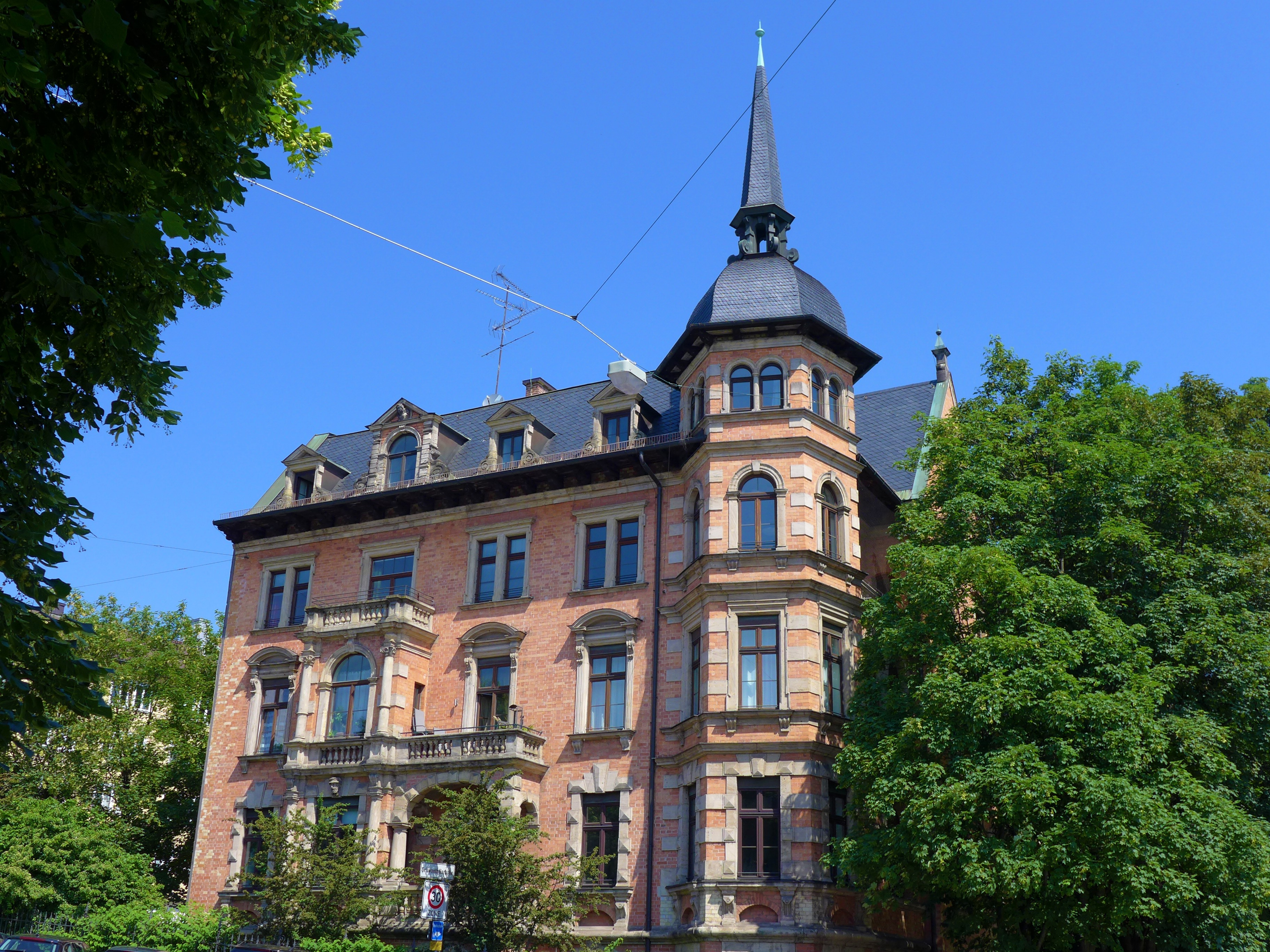
Georg von Hauberrisser Wohnhaus mit polygonalem Eckturm im Stil der Neorenaissance, München, Schwanthalerstraße

#### Asymmetrische Gestaltung
Das Rathaus wurde von Georg von Hauberrisser im Typus des malerischen Rathauses mit asymmetrischem Grundriss gestaltet (Straßenfront 57 m Länge). Der leicht zurückgesetzte Bürgermeistertrakt (Westflügel, 30,35 m Länge) mit zentralem Fassadenerker am Bürgermeisterzimmer ist ein quer gestellter, zinnen- und giebelgeschmückter Längsbau mit steilem Dachaufbau, an den sich im stumpfen Winkel rechts ein hochbehelmter Erkerturm (architektonisches Bindeglied zum anschließenden kurzen Seitenflügel in der Betzenstraße) anschließt.
Das Motiv des Eckturmes verwendete Hauberrisser dann auch beim Münchner Rathaus (Ecke Weinstraße/Marienplatz). Die Ausgestaltung des St. Johanner Eckturmabschlusses wird von Hauberrisser im Turmabschluss der „Treppe der Lebensalter“ im Prunkhof des Münchner Rathauses wieder aufgegriffen. Ebenso verwendete Hauberrisser das Motiv bei der Burg Bouzov (deutsch: Burg Busau) in Mähren, die der Deutsche Orden in den Jahren 1896 bis 1901 nach seinen Plänen als Sommersitz für den damaligen Hochmeister Erzherzog Eugen von Österreich in historisierenden Formen umgestalten ließ. Das Eckturm-Motiv mit hohem Spitzhelm kommt auch bei Hauberrissers Schloss Holdereggen, beim Neuen Rathaus in Wiesbaden sowie bei seinem eigenen Wohnhaus in München (Schwanthalerstraße 106–108), allerdings hier in Formen der Neorenaissance, zum Tragen.
Im linken Gebäudeteil des St. Johanner Rathauses beeindruckt der 54 m hohe Rathausturm und der Saalbau mit reichem Schmuckgiebel. Der Bürgermeistererker des Westtraktes weist vier Konsolköpfe auf, die als verschiedene Lebensalter des Menschen gedeutet werden könnten. Hauberrisser bearbeitete dieses Thema auch beim Bau des großen Treppenturmes („Treppe der Lebensalter“) im Prunkhof des Münchener Rathauses. In St. Johann sieht man (von links nach rechts):

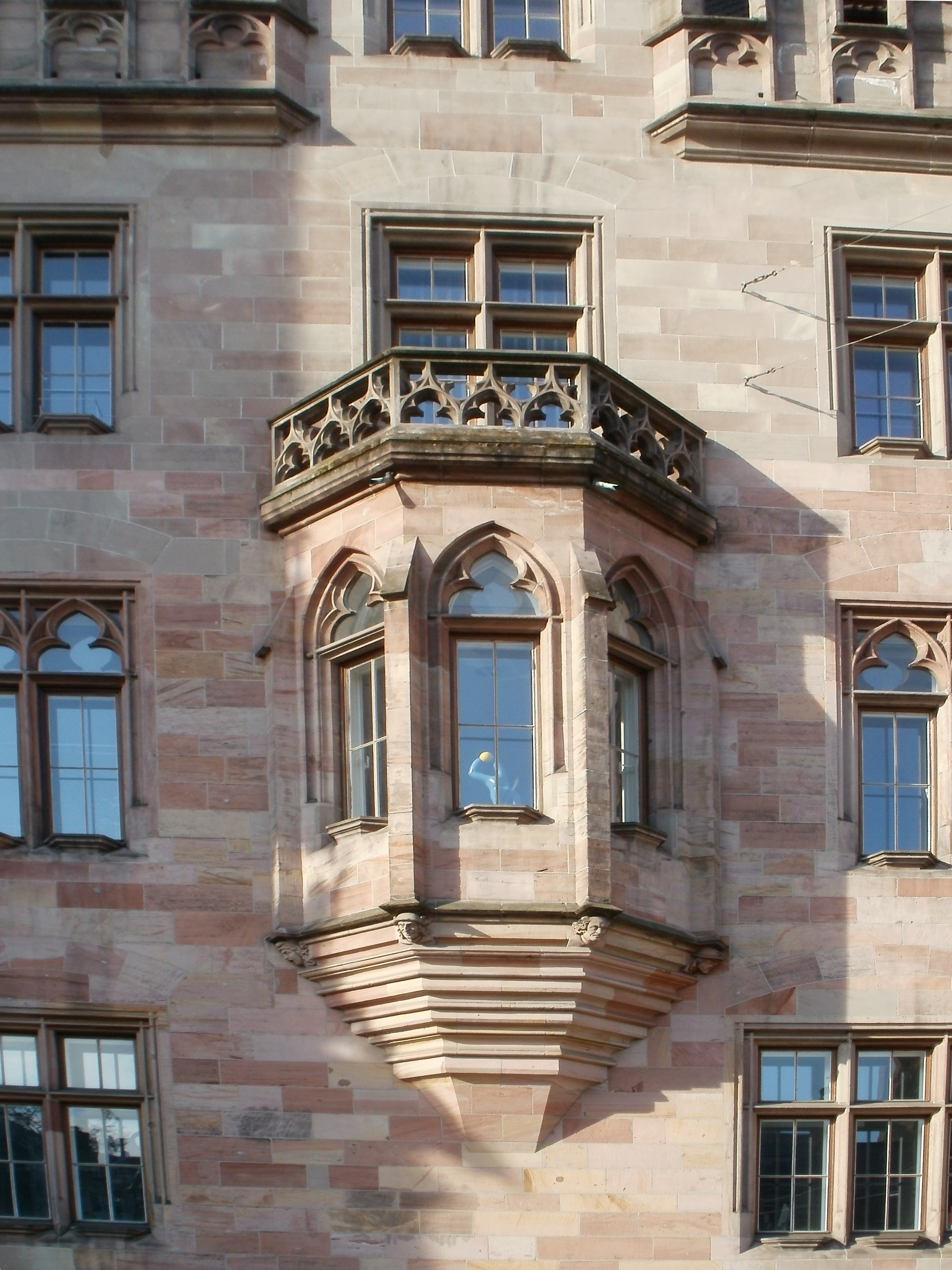
Rathaus St. Johann, Bürgermeistererker, Maßwerkbrüstung aus der Zeit nach dem Zweiten Weltkrieg anstelle der zerstörten kupfernen Schweifhaube

- schreiender jugendlicher Frauenkopf mit revolutionärer Jakobinermütze (Jugend/Revolte)
- Männerkopf mittleren Alters mit geflügeltem Hermeshelm (gesetztes Alter/Wirtschaftskraft)
- Männerkopf mit Halbglatze (Alter)
- hohlwangiger Männerkopf mit Hut und Trauerschärpe (Siechtum/Tod)

Die strukturelle Gestaltung und Positionierung des Erkers hatte Hauberrisser bereits in den Jahren 1893 bis 1894 bei der Gestaltung der Fassade des Münchener Wohnhauses des österreichisch-bayerischen Genre- und Historienmalers Franz Defregger (Liste der Baudenkmäler in der Maxvorstadt, Königinstraße 27, Akten-Nr. D-1-62-000-3544, nach Kriegszerstörung verändert wiederaufgebaut), allerdings hier in der Stilform der deutschen Renaissance, zur Anwendung gebracht. In München wie in St. Johann hatten die Erker ursprünglich eine geschweifte Renaissance-Haube aus Kupferblech.
Die Längsstreben der Spitzbogenfenster des Ratssaales werden in einen prunkvollen, erker- und maßwerkgeschmückten Giebel mit zwei Altanen, Fialen und Kreuzblumen weitergeführt. Die Konsolen der mittleren Giebelfialen sind Allegorien der Jahreszeiten Frühling, Sommer, Herbst und Winter. Die Wasserspeier (Furie, Geizhals, Sinnlichkeit) am Dachgesims stellen drei der sieben Todsünden dar:
- Ira (Zorn, Wut, Rachsucht)
- Avaritia (Geiz/Habgier)
- Luxuria (Wollust, Ausschweifung, Genusssucht, Begehren)

Am Giebel der Kaltenbachstraße stellte Hauberrisser auf den Konsolsteinen dagegen Tugenden dar: Stärke und Mildtätigkeit.
Die Position des Festsaales innerhalb des Gebäudes markieren nach außen prächtige Maßwerkfenster und zwei Balkonlauben bzw. Altane. Traditionell waren die Balkonlauben bei mittelalterlichen Rathäusern als Gerichtserker genutzt, von dem aus Mitglieder des städtischen Rates dem Vollzug eines Urteils auf dem Marktplatz zusehen konnten.

Vergleich Rathaus St. Johann – Altes Rathaus in Regensburg
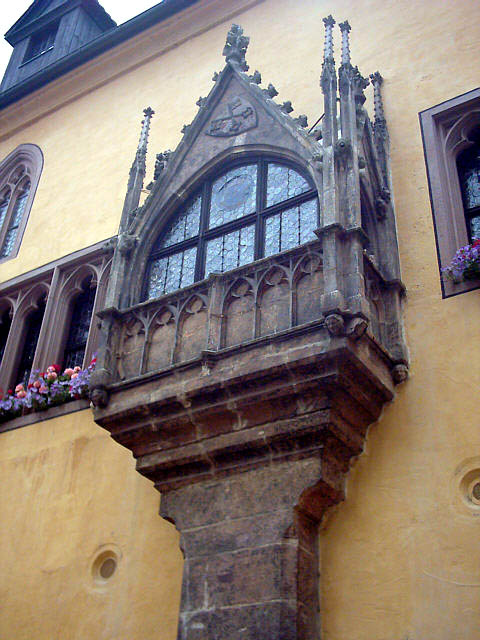
Regensburg, Reichstagssaal-Erker
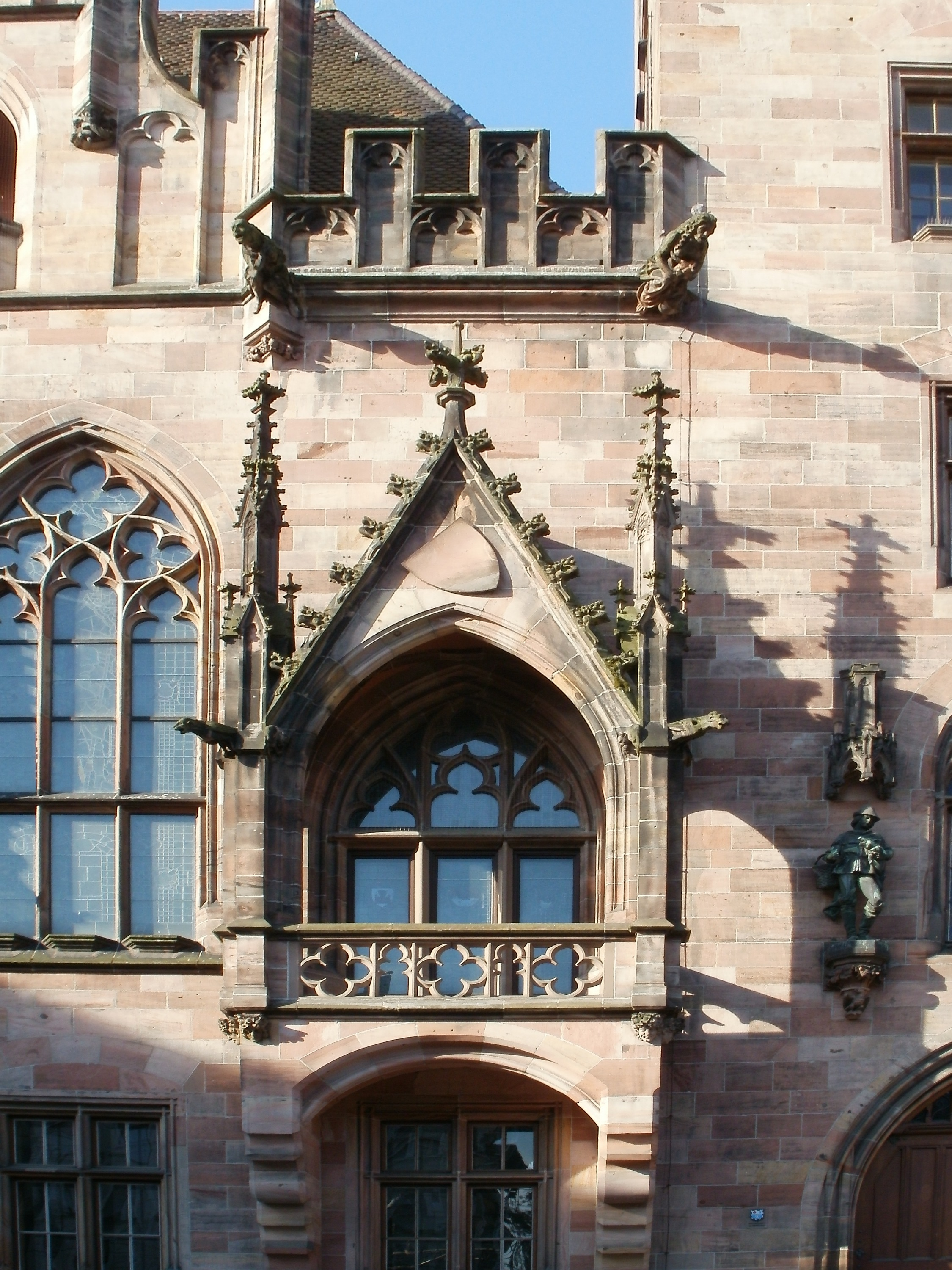
Rathaus St. Johann, Ratssaalbalkon
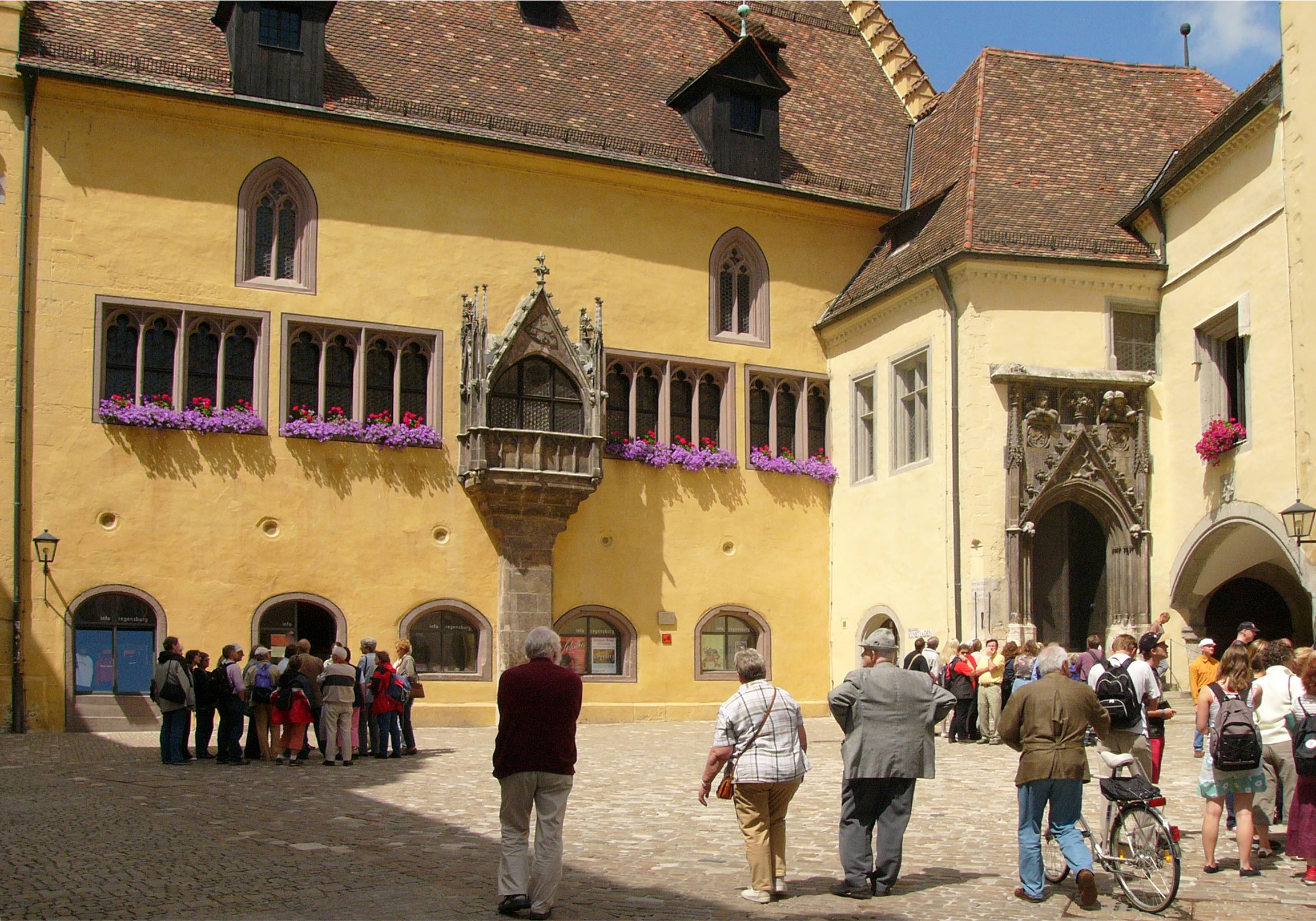
Regensburg, Altes Rathaus, Reichssaalbau

Die beiden symmetrisch platzierten Altane sind ganz offensichtlich inspiriert vom hochgotischen Erker des Reichssaalbaues des Alten Rathauses in Regensburg, wo von 1663 bis 1806 der Immerwährende Reichstag des Heiligen Römischen Reiches stattgefunden hatte. Eine weitere gestalterische Parallele stellen die korbbogigen Fenster der Sockelzone des Rathauses St. Johann (Fenster des Ratskellers) zu den Fenstern des mittelalterlichen Regensburger Rathauses unterhalb des Erkers dar. Hauberrisser konnte durch diese Architekturelemente sichtbar an die Tradition des Heiligen Römischen Reiches Deutscher Nation anknüpfen.

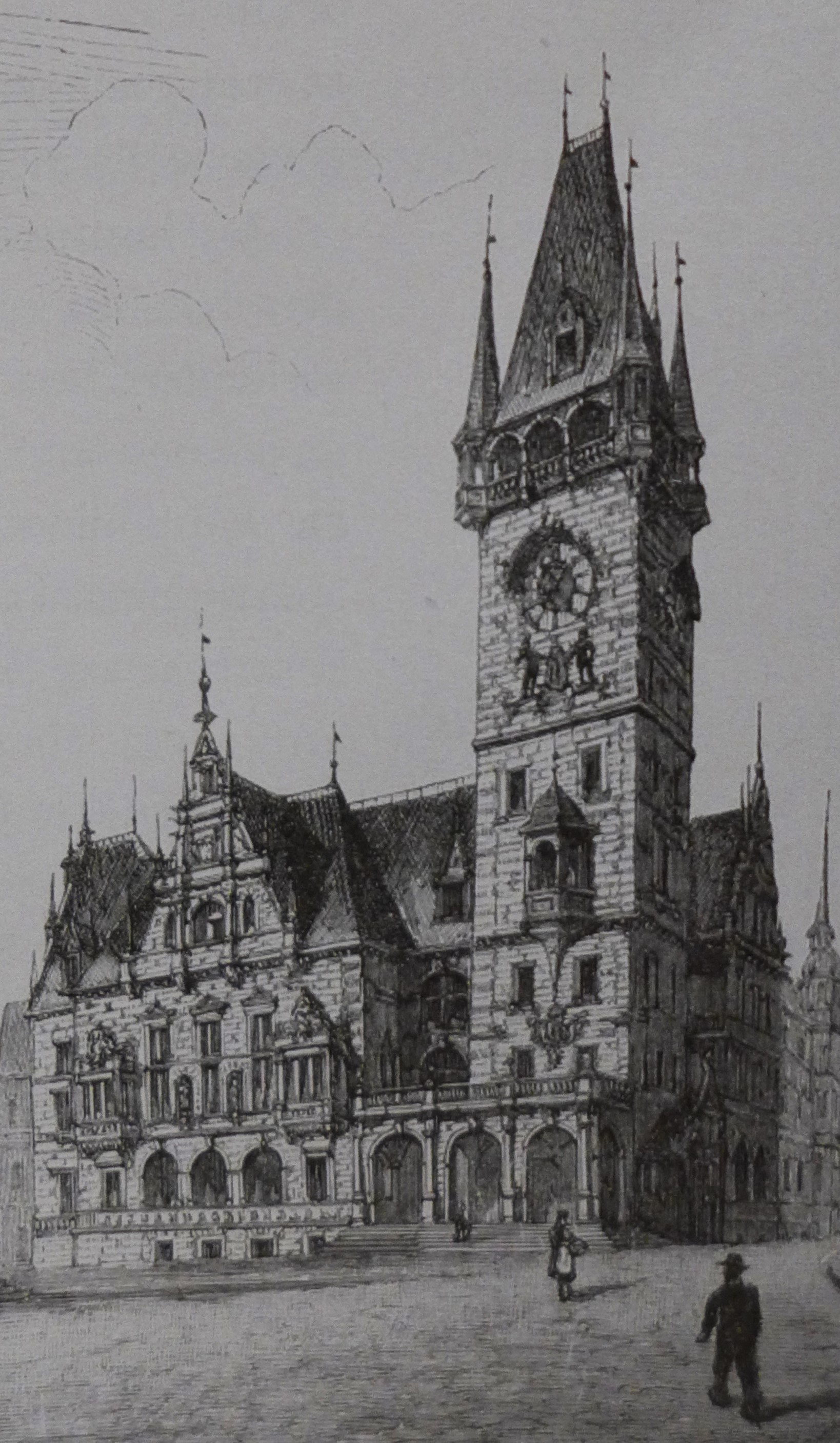
Georg von Hauberrisser: Entwurf aus dem Jahr 1886 für ein neues Rathaus in Reichenberg in Böhmen

Das St. Johanner Motiv des Ratssaalstraktes mit drei großen Fenstern, flankierenden Erkern und fialgeschmückter Giebelbekrönung sowie seitlich angeordnetem Rathausturm hatte Hauberrisser bereits im Jahr 1886 bei seinem Entwurf in gotisierenden Renaissanceformen für das neue Rathaus in Reichenberg in Böhmen verwendet. Ebenso entsprechen sich auch die Anordnung der Uhr und die des darunter positionierten Stadtwappens im Reichenberger Entwurf und im ersten Entwurf für St. Johann. Die Bewertungsjury, der auch Hauberrissers ehemaliger Lehrer Friedrich von Schmidt angehörte, hatte allerdings damals Hauberrissers Idee für das Reichenberger Rathaus als zu altertümelnd-mittelalterlich abgelehnt und für einen Neubau in ostdeutschen Renaissanceformen den Wiener Architekten Franz von Neumann beauftragt, der wie Hauberrisser Schüler bei Schmidt gewesen war und in Reichenberg eine verkleinerte Neorenaissance-Variante von Schmidts neogotischem Wiener Rathaus zur Anwendung brachte.

#### Gestalterische Parallelen mit dem Neuen Münchener Rathaus
Die St. Johanner Rathausfassade weist unverkennbare Ähnlichkeiten mit der des neuen Münchner Rathauses in ihrer abgeschlossenen Gestaltung der Jahre 1898–1905 auf: Zum einen die asymmetrische Platzierung der wichtigen Architekturelemente (Turm, Giebeltrakt, Turmerker) zum anderen die Gestaltung der Einzelformen (Giebelfeldgestaltung, die von mächtigen Konsolen getragenen Balkonlauben, umlaufende Zinnen, paarige Anordnung der Fenster, umlaufender Turmbalkon mit Ecktürmchen, Figurenschmuck).

Gestalterische Parallelen und mögliche architektonische Inspirationsquellen
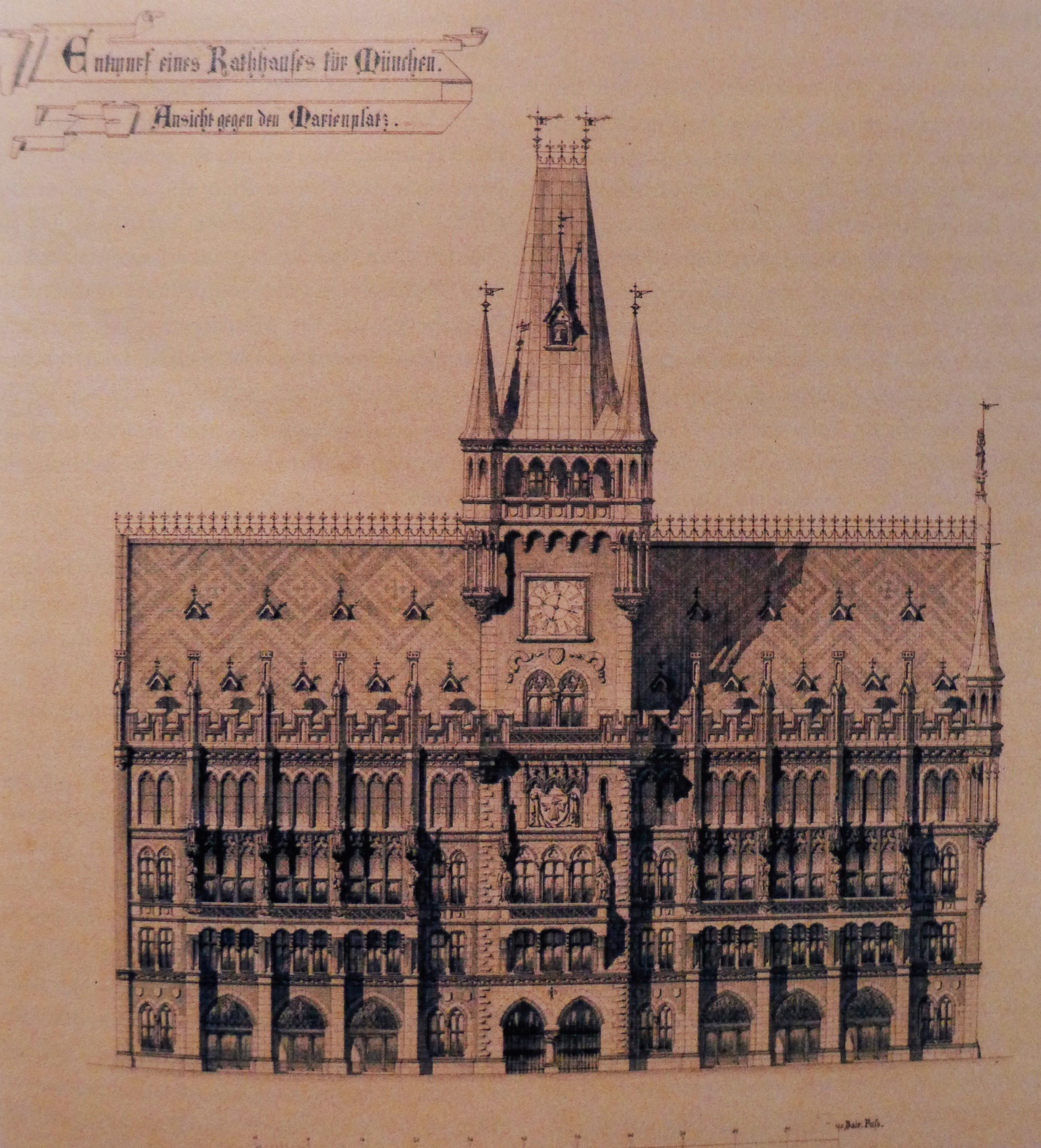
Georg von Hauberrisser: Wettbewerbsentwurf von 1866 für ein neues Rathaus in München am Marienplatz, Motto „In deutschem Sinn für deutschen Sinn“
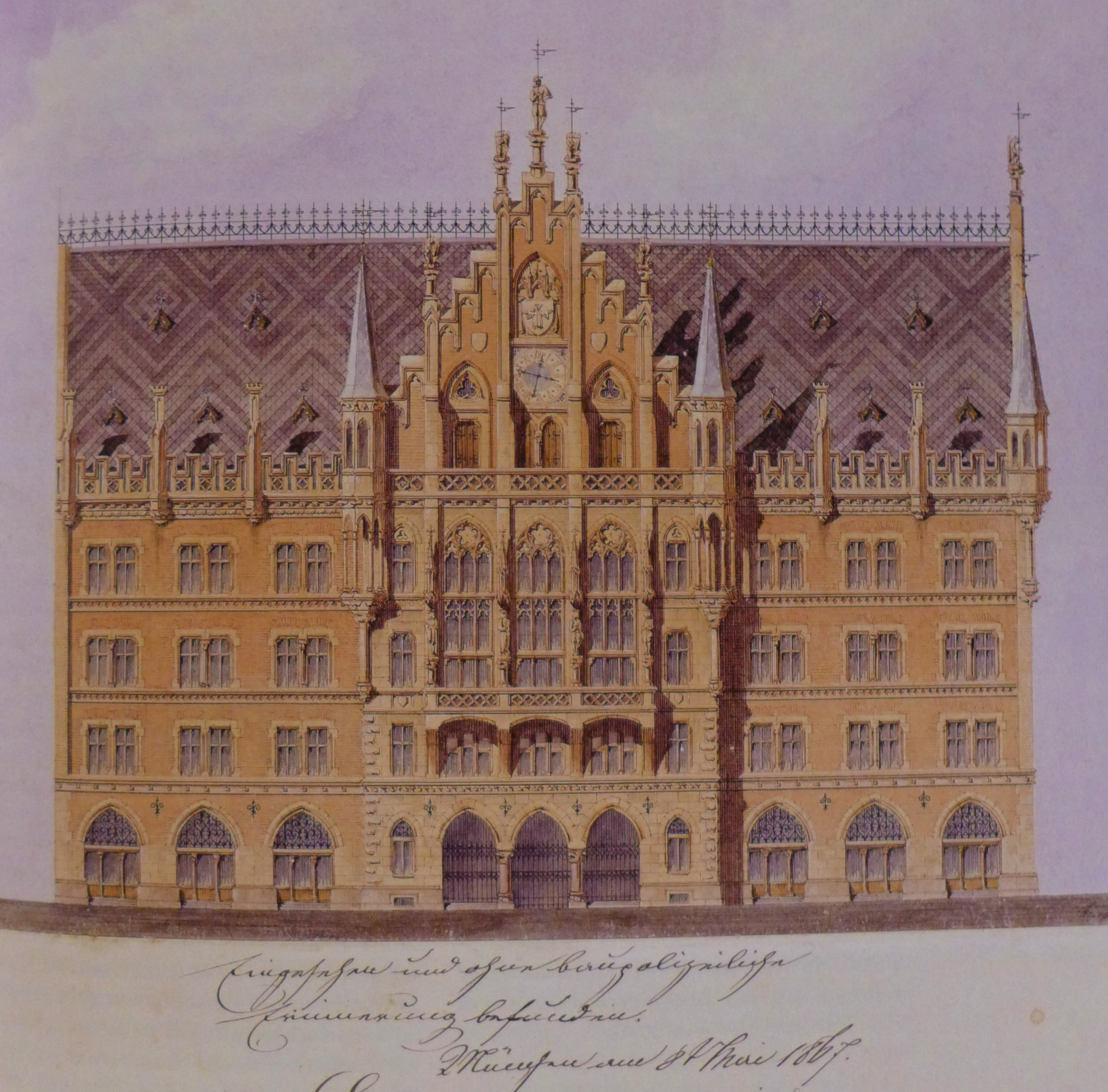
Georg von Hauberrisser: Entwurf aus dem Jahr 1867 für ein neues Rathaus in München, erster Bauabschnitt ohne die später hinzugefügten Fassadenstatuen und den Laubengang
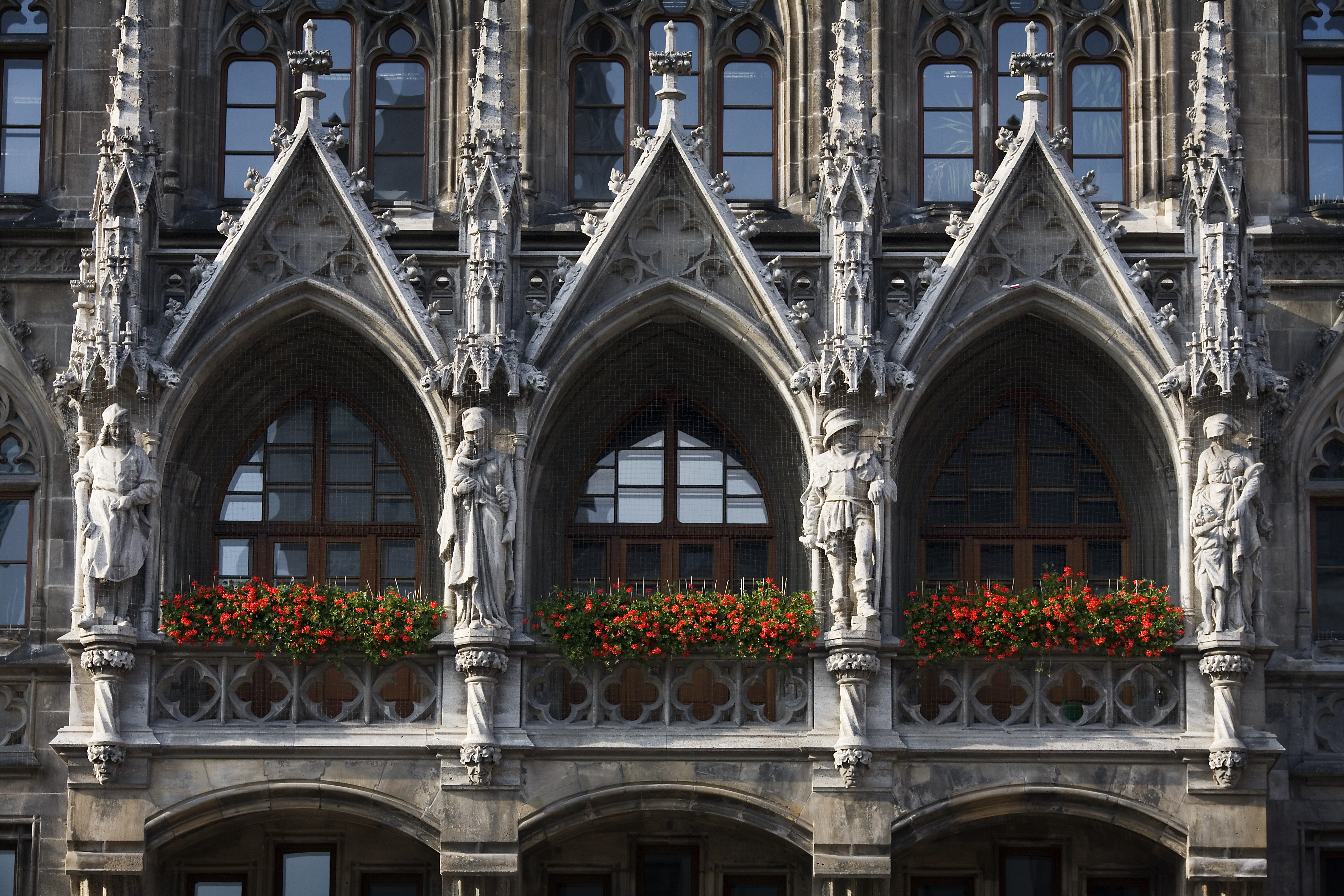
München, Neues Rathaus, Rathausbalkon, Erster Bauabschnitt
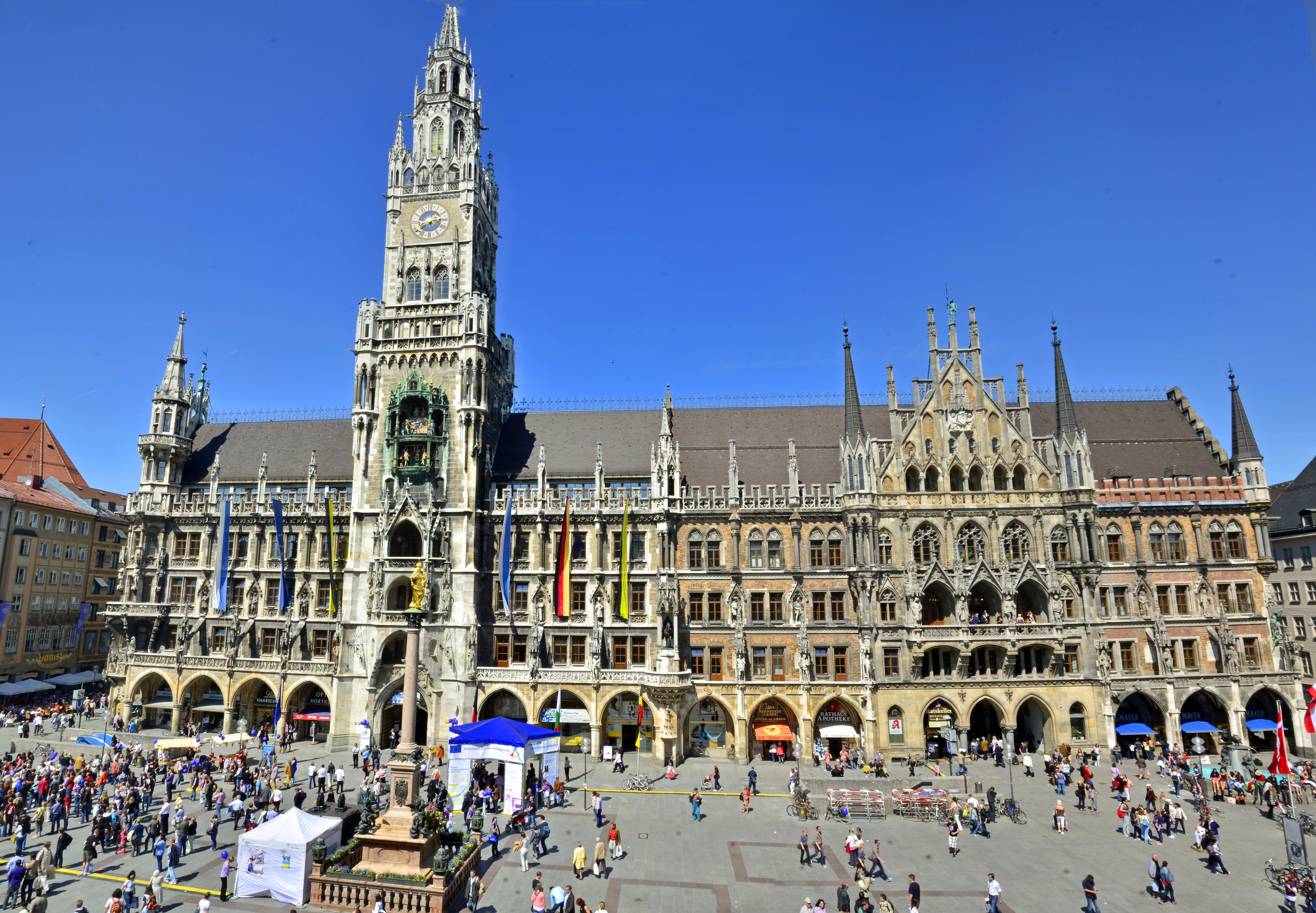
Neues Rathaus München, Front zum Marienplatz

Allerdings konnte Hauberrisser die Rathausfassade in St. Johann in einem Zug entwerfen und sie somit ausgewogener komponieren als die des neuen Münchner Rathauses, das in drei Bauabschnitten (1. 1867–1881/2. 1889–1892/3. 1898–1905) errichtet wurde. An der Marienplatzfassade des Münchner Rathauses hatte Hauberrisser überdies auch zwei Gebäudeabschnitte mit unterschiedlichen Geschosshöhen, Fassadenverkleidungen und Fenstergestaltungen durch überreichen Fassaden- und Figurenschmuck optisch verunklärend miteinander in Beziehung setzen müssen.
Im Gegensatz zur Fassadenkonzeption des Wiener Rathauses von Hauberrissers Lehrer Friedrich von Schmidt bleiben Hauberissers Fassaden in München und St. Johann flächig und leben von der Reliefwirkung der Balkone, Erker, Zinnen, des Maßwerks und des Statuenschmucks.
Beide Fassaden Hauberrissers (St. Johann und München) entsprechen so dem Typ der von der in Berlin herausgegebenen Baufachzeitung „Centralblatt der Bauverwaltung“ gefordert wurde: „einer auf den Rathausplatz und überhaupt auf das Stadt-Innere bezogene, in passender Platzumgebung herrschende, malerischen, intime, deutsche Rathausanlage.“

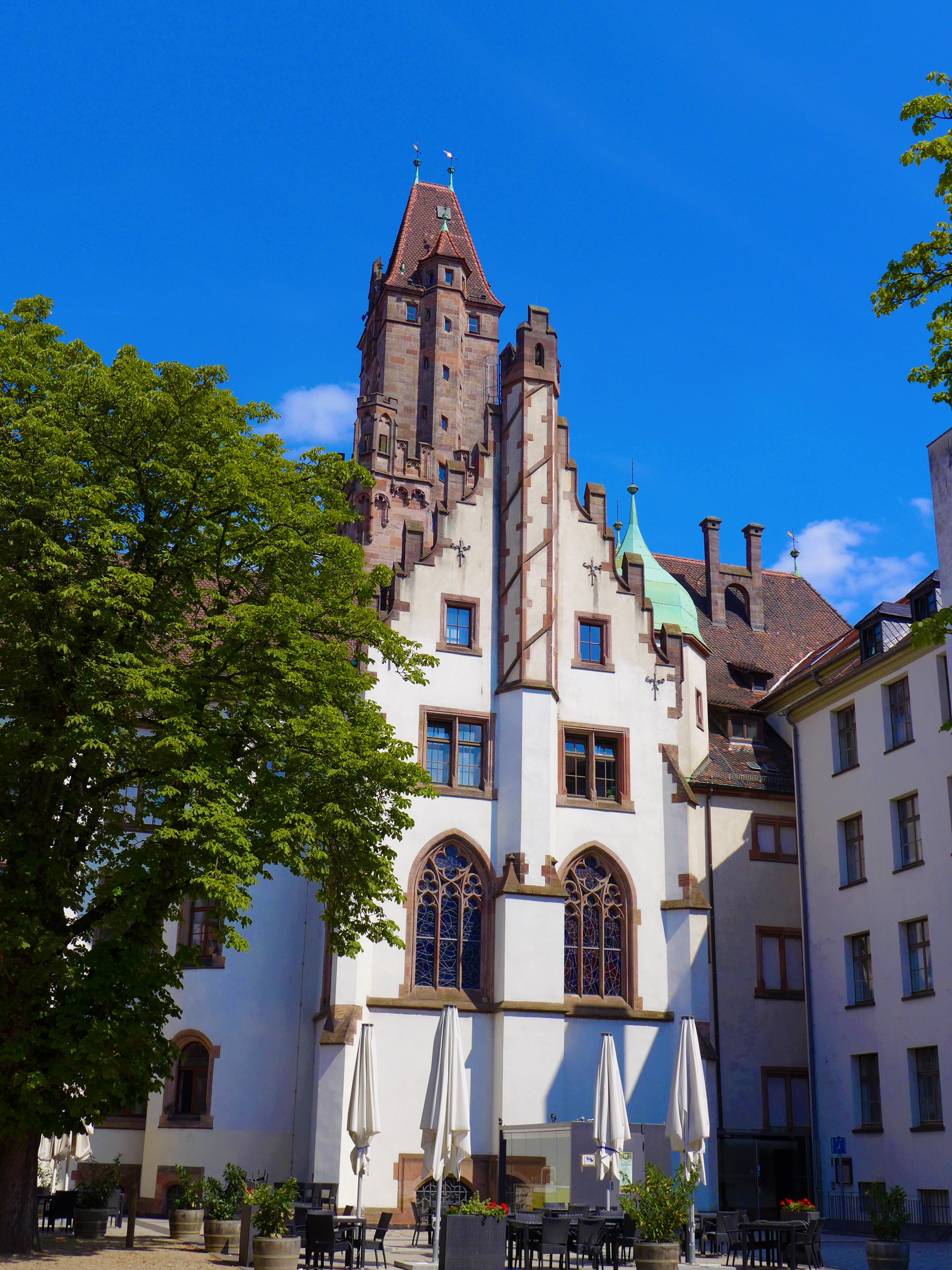
Rathaus St. Johann, Innenhof
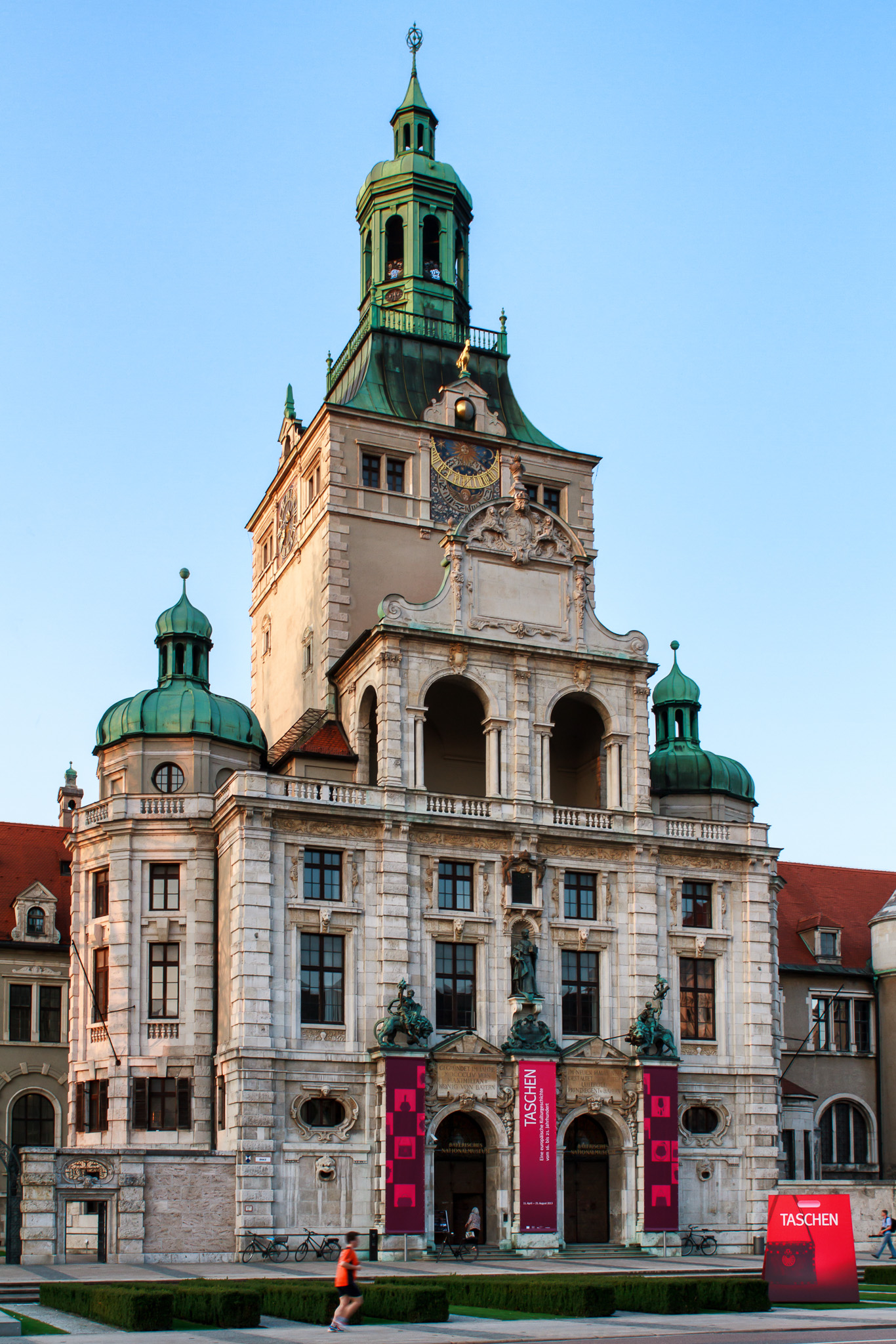
München, Bayerisches Nationalmuseum, Eingangsfront
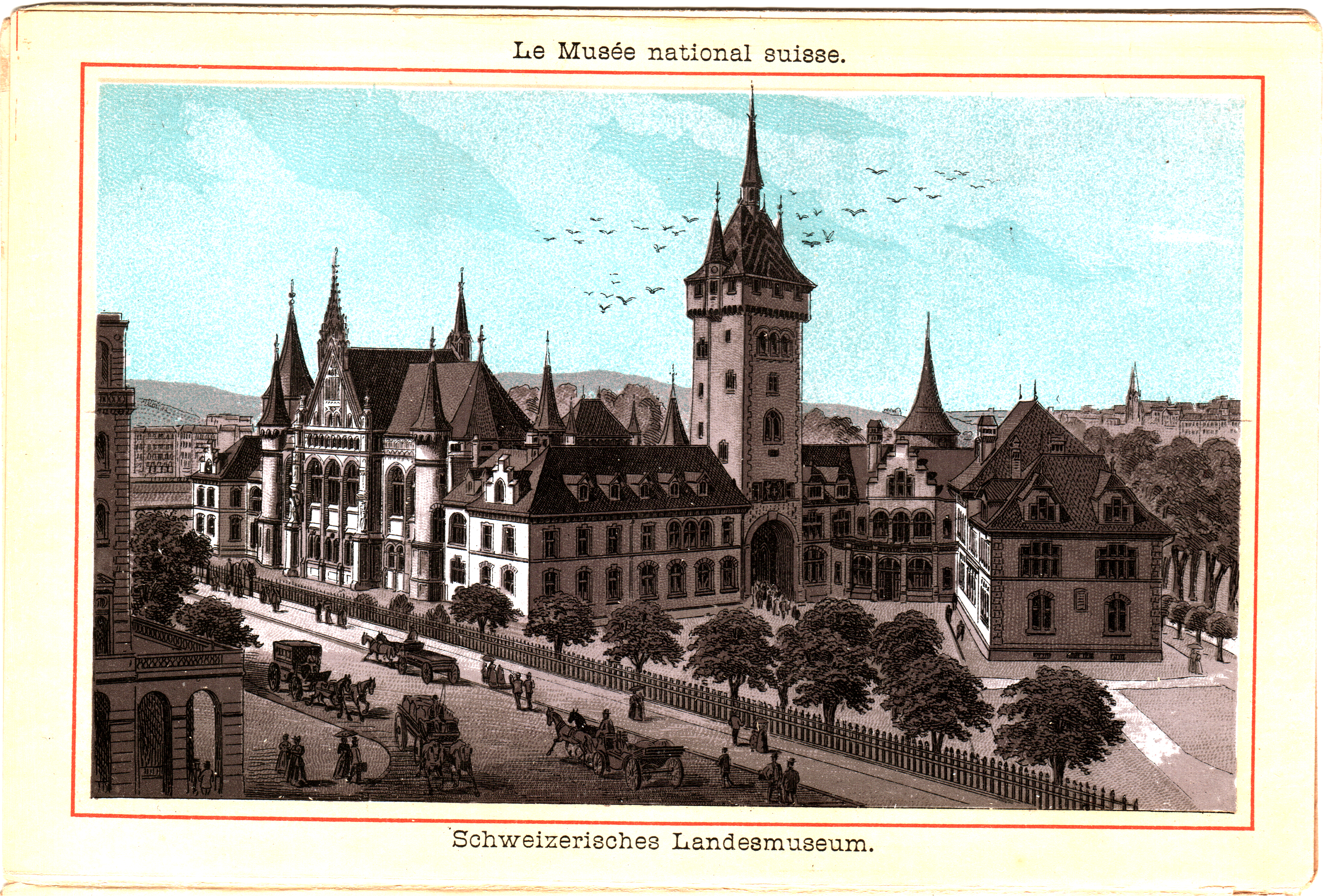
Zürich, Schweizerisches Landesmuseum

Nicht nur an der Fassade, sondern auch an der Gestaltung der Rückfront des St. Johanner Rathauses tritt die Gestaltungsfreude Hauberrissers durch Überschneidung unterschiedlich entworfener architektonischer Baukörper und asymmetrisch aufgeteilter Flächen deutlich hervor. Hinzu tritt die effektvolle Wechselwirkung von verputzen Mauerflächen und rotem Sandstein sowie die Verwendung von Tonziegeln und kupfergedeckten Schweifhauben in Renaissanceformen bei der Dacheindeckung. Die Rückfront des St. Johanner Rathauses mit ihrem symmetrischen Giebel, zwei flankierenden Türmen und dem alles überragenden Rathausturm könnte ein ins Neogotische transponiertes Zitat der Hauptfront des von Hauberrissers Kollegen Gabriel von Seidl in den Jahren 1892 bis 1900 in München im Neorenaissance-Neobarock-Stil errichteten Bayerischen Nationalmuseums sein, zu dessen Neubau Hauberrisser im Jahr 1893 ebenfalls Entwürfe geliefert hatte. Darüber hinaus sind auch Architektur-Zitate des in den Jahren 1892 bis 1898 durch den Architekten Gustav Gull in Zürich im Stile eines malerisch-verwinkelten neogotischen Schlosses errichteten Schweizerischen Landesmuseums (Hauptgiebel, Hauptturm) denkbar.
Hauberrissers schier unermüdliche Akribie und sein Variantenreichtum wurden auch vom St. Johanner Stadtbaumeister Wilhelm Franz geschätzt. So schreibt Franz in einem Brief an Bürgermeister Neff vom 26. September 1906:

„Nun stellte sich bald heraus, daß Hauberisser die Arbeit so ernst auffaßte, daß er keine Zeichnung abgehen ließ, ohne selbst jede Einzelheit entworfen und korrigiert zu haben. Die Eigenart des Künstlers, die seinen Werken einen besonderen Wert verleiht, ist mir erst später bekannt geworden. Er vertiefte sich so in den Entwurf, daß er seine ganze Kraft daran setzte.“

#### Kritik an der Gestaltung
Für die Baukunst des 19. Jahrhunderts hat sich der Begriff des „Historismus“ allgemein durchgesetzt. Diese Bezeichnung wurde erstmals durch den Kunsthistoriker Hermann Beenken im Jahre 1938 in die Kunstgeschichte eingeführt. In seinem Aufsatz Der Historismus in der Baukunst ordnete er die Wiederaufnahme historischer Stile in der Neogotik, der Neoromanik, der Neorenaissance und im Neobarock im 19. Jahrhundert in den von ihm geschaffenen Oberbegriff „Historismus“ ein.
Das Vorurteil des Unschöpferischen, nur Nachahmenden gewann gerade in einer Zeit an Gewicht, in der sich die Kunst besonders radikal von allen Bindungen an vorangegangene Stilepochen lösen wollte. Dies erfolgte bereits im ausgehenden 19. Jahrhundert im sogenannten Jugendstil und verstärkte sich noch mehr in der Neuen Sachlichkeit in den 1920er Jahren. Um sich mit ihrem neuen, ganz anderen Stil gegen die alten Vertreter des Historismus an den Technischen Hochschulen behaupten zu können, mussten die jungen Architekten den Stil ihrer Lehrer, den Historismus, grundsätzlich verdammen. Dies kann als Generationenkonflikt gesehen werden, bei dem die Kinder und Enkel gegen die (Gestaltungs-)Welt der Väter und Großväter aufbegehrten, um sich ihre eigene zu erschaffen. Beim Historismus hat diese aufbegehrende Ablehnung bis in die 1970er Jahre und weit darüber hinaus angedauert.
So meinte etwa der deutsch-britische Kunsthistoriker Nikolaus Pevsner noch im Jahr 1965: „Historismus ist die Haltung, in der die Betrachtung und Benutzung der Geschichte wesentlicher ist, als die Entdeckung und Entwicklung neuer Systeme, neuer Formen der eigenen Zeit. (…) Historismus ist die Tendenz, an die Macht der Geschichte in einem solchen Maße zu glauben, daß ursprüngliches Handeln erstickt und durch ein Tun ersetzt wird, das von einem Präzedenzfall einer bestimmten Zeit inspiriert ist.“ Damit setzt er Historismus in abwertender Weise mit Stileklektizismus gleich.
Das Urteil des „Unschöpferischen“ sorgte dafür, dass zahlreiche Gebäude des Historismus, wenn sie denn die Zerstörungen des Ersten Weltkrieges und des Zweiten Weltkrieges überstanden hatten, in der Nachkriegszeit vernachlässigt, „purifiziert“ oder sogar abgerissen wurden.
Die Architekturmotive, die die Fassaden Hauberrisser in St. Johann und München ausmachen und der Bautradition des altdeutschen Rathauses entstammen, begegneten dem zeitgenössischen Betrachter an zahlreichen Rathausfronten des damaligen Kaiserreiches: Rathausturm bzw. Dachreiterturm, giebelgeschmückter Ratssaaltrakt, Erker und/oder Laube. Durch die oftmalige Wiederholung dieser als unentbehrliche Gestaltungselemente aufgefassten Motive entstand ein „Semper-idem-Effekt“, der bereits den Spott mancher Kritiker des späten Historismus provozierte.
So schrieb etwa Hermann Kronsbrück im Jahr 1906 in beißender Ironie in der Zeitschrift „März“ in Bezug auf die gotischen Entwürfe Hauberrissers:

„Die Hauptfronten […] sind schlechtweg Sündenregister […]. Man fragt vergebens nach dem Zweck und der Bedeutung des großen Turmes […]. Man sieht überall eine Fülle an Einzelformen, die alle addiert, nicht verschmolzen sind. […] Eine Kleinigkeit vermisse ich: Ich fände es passend, wenn alle Rathausbeamten vom Ersten Bürgermeister bis letzten Schreiber gotische Kostüme trügen. Damit wäre nicht nur die so oft geforderte Stilreinheit, sondern auch die keineswegs verlangte Maskerade des Ganzen ersichtlich betont.“

### Rathausturm

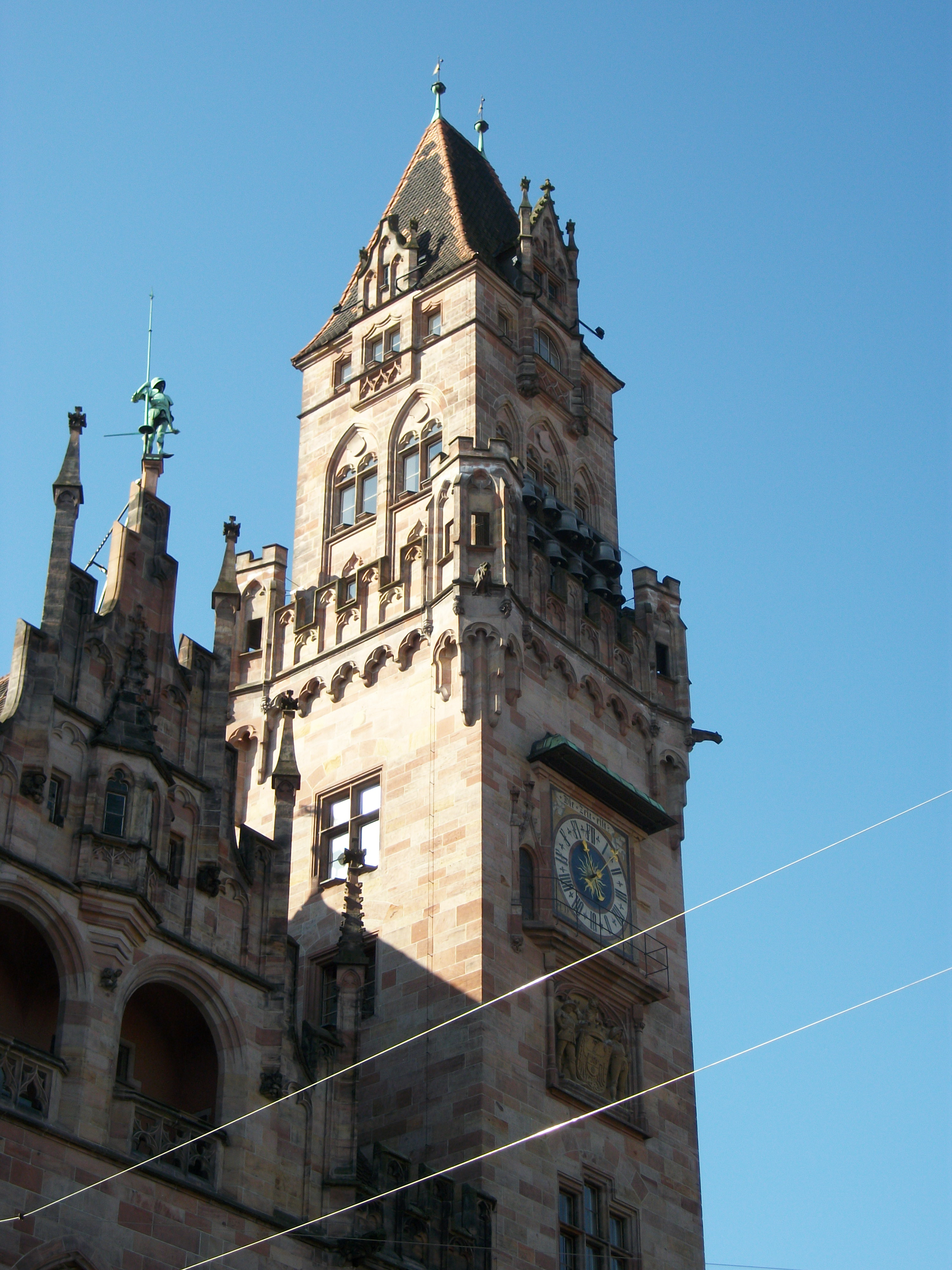
Rathaus St. Johann, Rathausturm
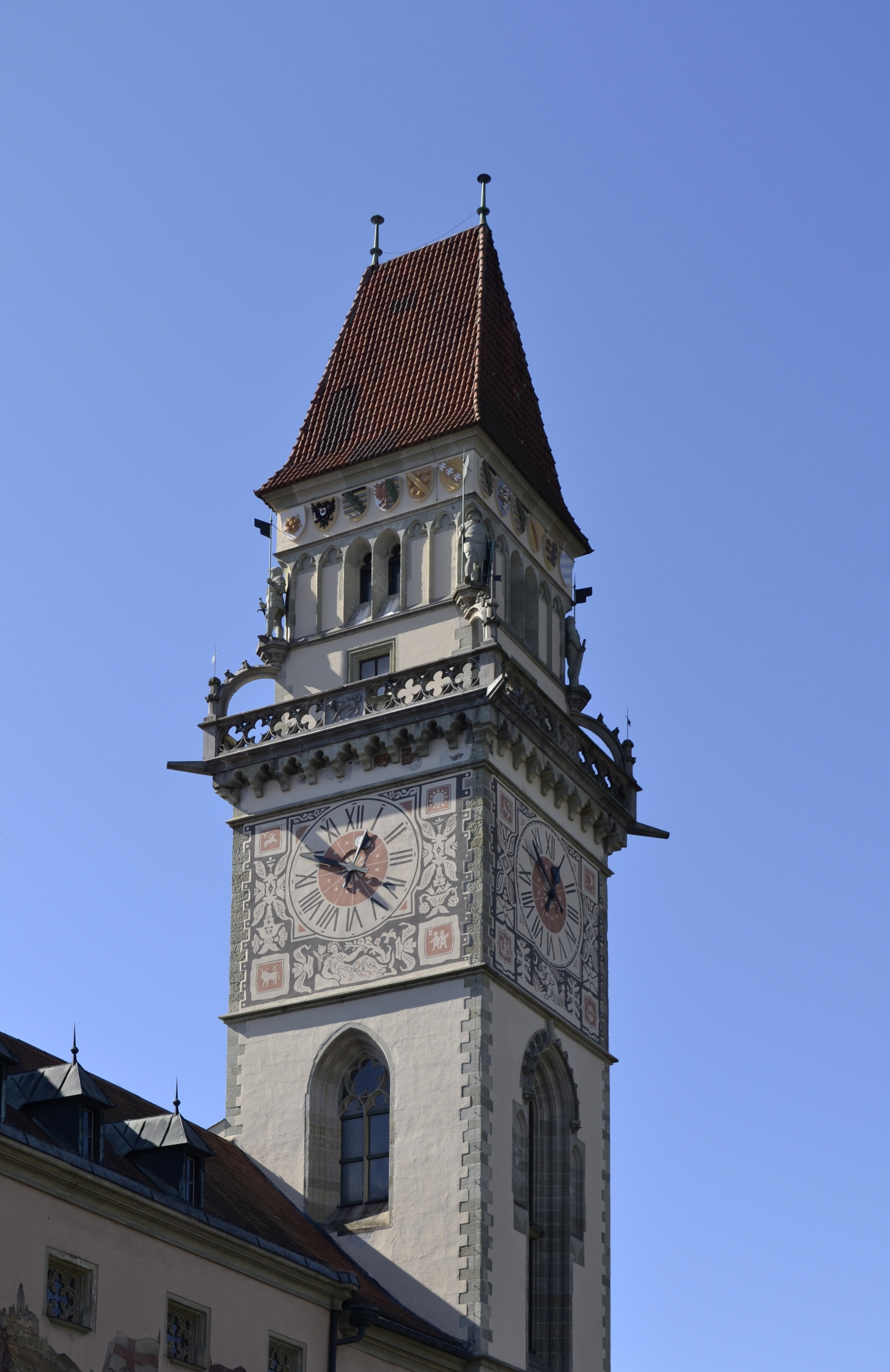
Große Ähnlichkeit im oberen Teil: Turm des Passauer Rathauses
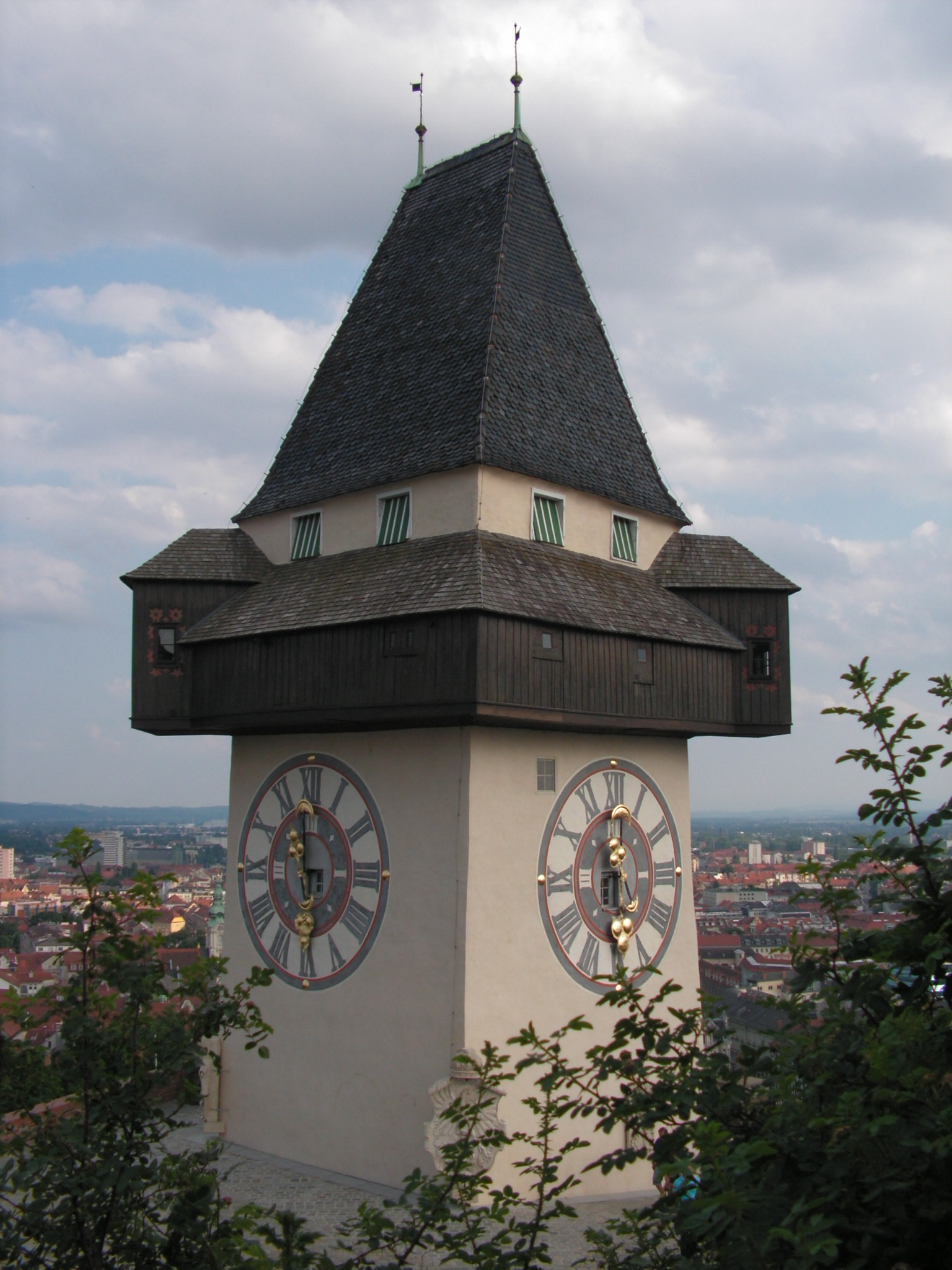
Mögliches Vorbild für die Dachform: Grazer Uhrturm
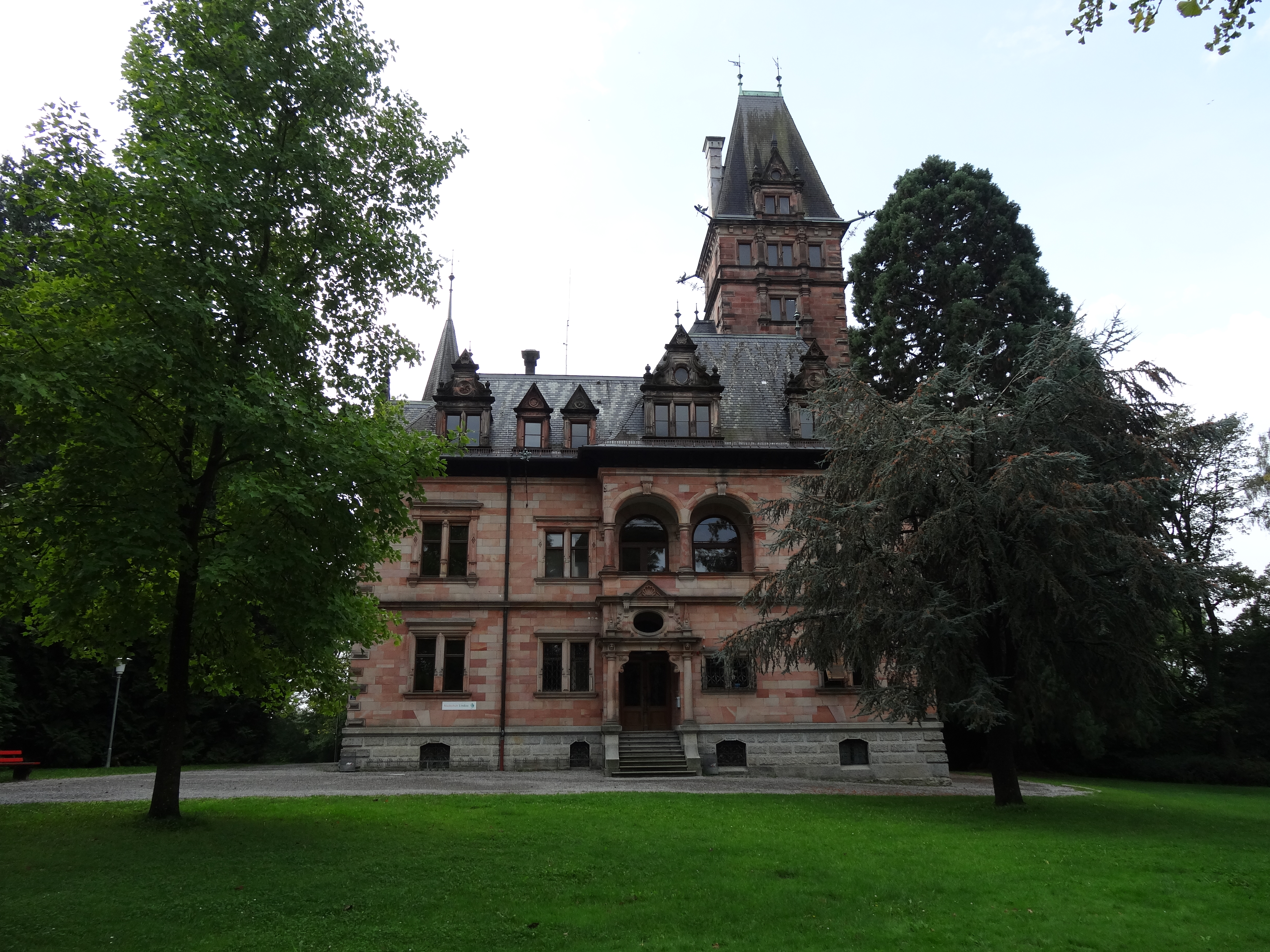
Hauberrissers Schloss Holdereggen, Westseite

Der obere Teil des Turmes hat große Ähnlichkeit mit dem etwa zeitgleich von Heinrich von Schmidt – Sohn von Hauberrissers Lehrer Friedrich von Schmidt – erbauten Turm des Alten Rathauses in Passau. Die Dachform könnte Hauberrisser vom Wahrzeichen seines Geburtsortes Graz, dem Grazer Uhrturm, übernommen haben. Auch der um 1340 erbaute Ulmer Metzgerturm oder der von 1450 bis 1521 erbaute Wehrturm von Perchtoldsdorf bei Wien könnte als Inspirationsquelle Hauberrissers gedient haben. Der untere Teil des St. Johanner Rathausturmes abstrahiert bis zur Galerie den von Hauberrisser gestalteten Turm des Neuen Rathauses in München. Das Motiv des oberen Turmabschlusses des Rathauses St. Johann hatte Hauberrisser bereits in den Jahren 1887 bis 1890 beim Bau von Schloss Holdereggen, einem stattlichen Herrensitz mit Park im Lindauer Stadtteil Aeschach verwendet. Auch hier ließ Hauberrisser wie in St. Johann Pfälzer Buntsandstein als Baumaterial festlegen.

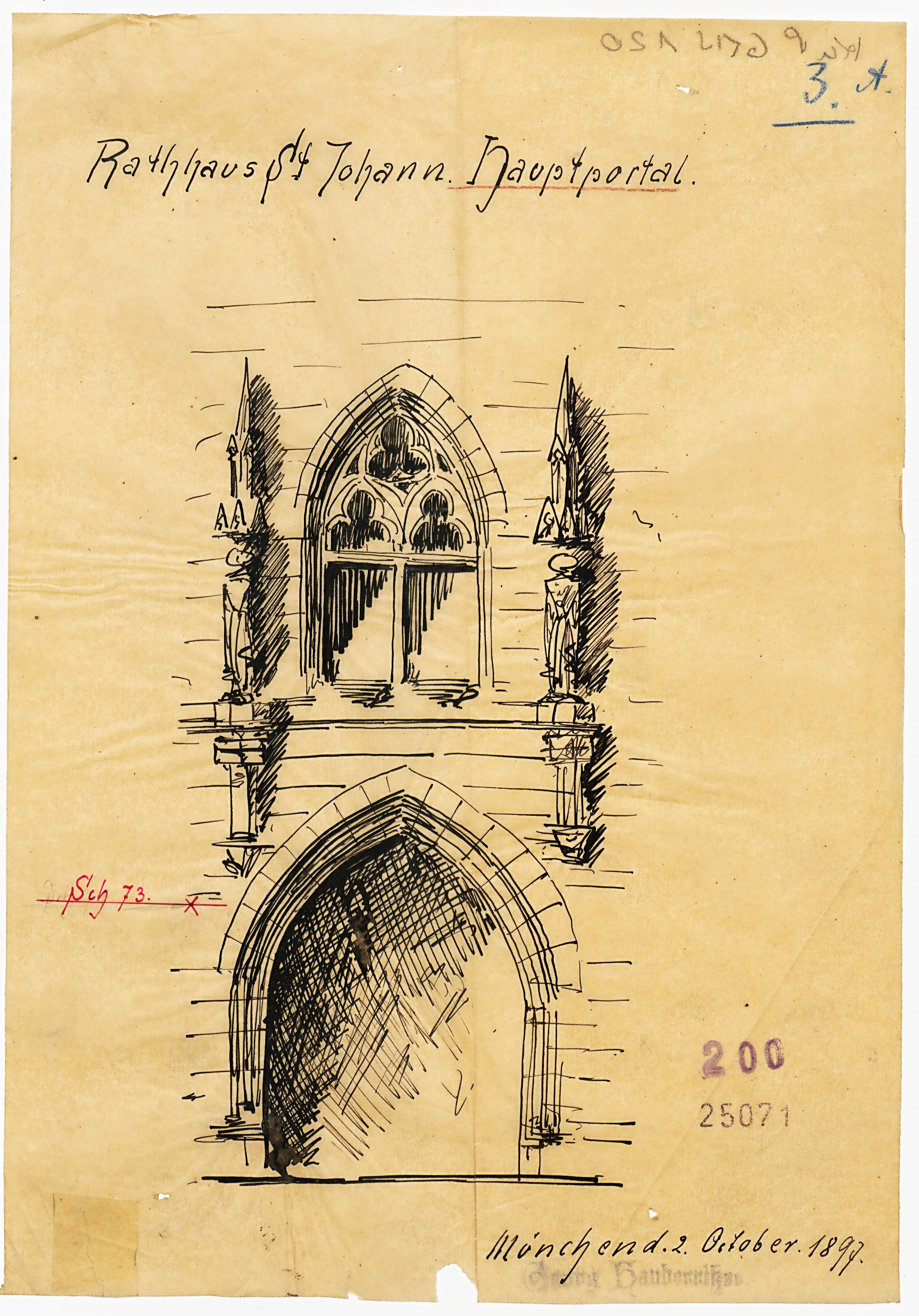
Rathaus St. Johann, Georg von Hauberrissers Entwurf zum Turmportal (1897)

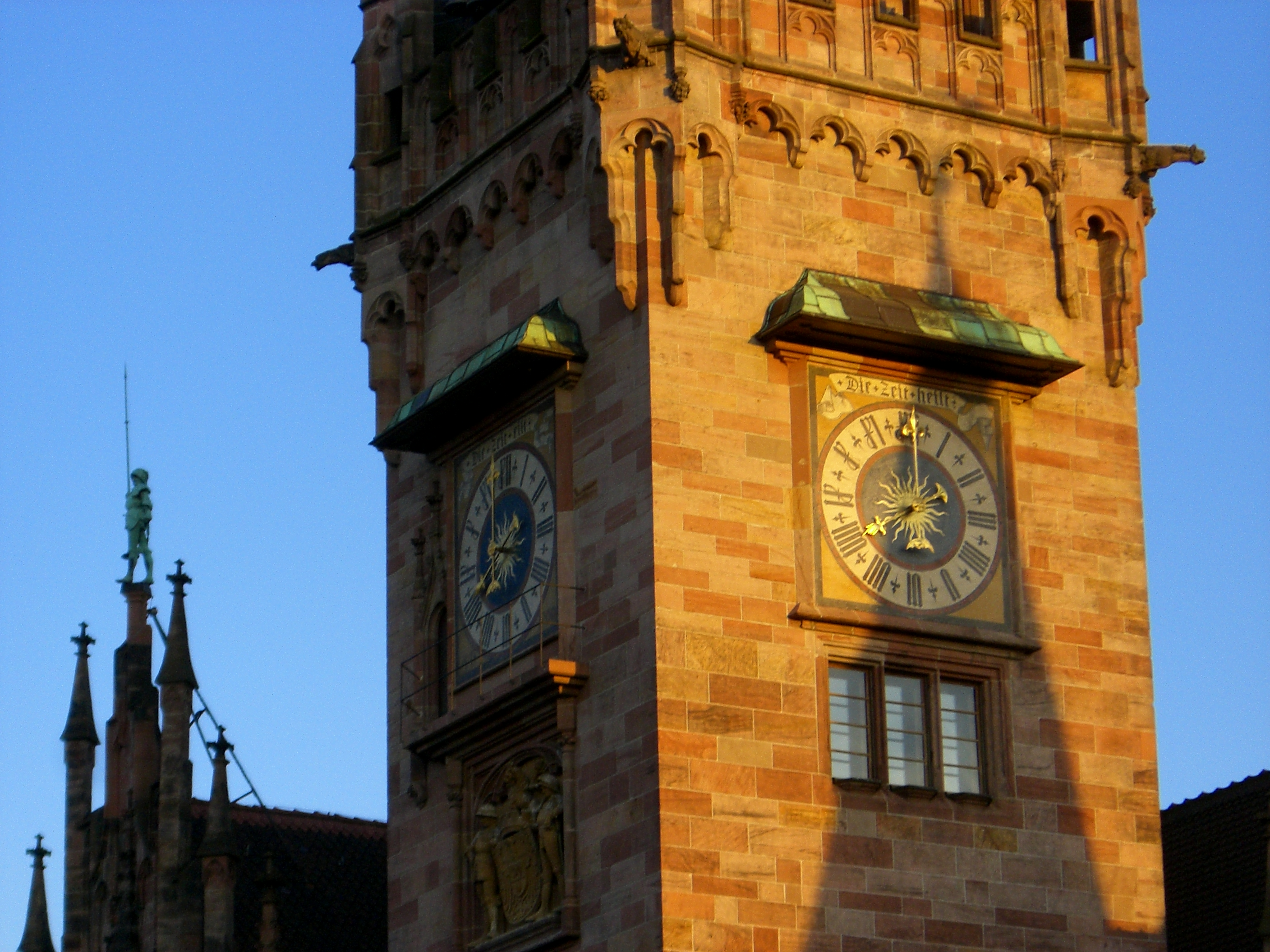
Rathausturm, Turmuhren mit Sinnsprüchen

Der Rathausturm weist in der vierten Geschosshöhe ein Steinrelief auf, das von Anton Kaindl entworfen wurde. Darauf sind unter einem Korbbogenmaßwerk zwei wehrhafte Krieger zu sehen, die den von einem Löwen gekrönten Kaiser-Wappenschild von St. Johann halten. Während der rechte Schildhalter einen spätmittelalterlichen gotischen Ritterharnisch trägt, präsentiert sich der linke Schildhalter mit ebenfalls spätmittelalterlichem Eisenhut als Reisiger.
Über der heraldischen Skulpturengruppe ist in Stiftmosaik eine Turmuhr gestaltet (Durchmesser 2,90 m), deren Spruchbanderole den Betrachter auf die Vergänglichkeit alles Irdischen hinweist: „Die Zeit eilt.“ An der Westseite des Turmes ist das Pendant zur Uhr an der Hauptfassade des Turmes angebracht. Hier lautet der Banderolenspruch versöhnlicher: „Die Zeit heilt.“ Die Turmuhren in München und St. Johann weisen signifikante Gestaltungsparallelen auf.
In 32 Meter Höhe umgibt den Turm eine begehbare zinnen- und ecktürmchengeschmückte Galerie. Nach oben folgen nochmals drei Turmgeschosse und ein giebelgeschmücktes Dachgeschoss.
Von der Turmvorhalle aus führt eine breite gegenläufige Treppe zum Rathausfestsaal. Das Netzgewölbe des Treppenhauses wird von einer einzigen Säule im Raummittelpunkt getragen. Die vier Maßwerkfenster des Treppenhauses wurden nach Kriegszerstörung im Jahr 1951 von Wolfram Huschens (1921–1989) zum Thema „Die vier Elemente Feuer, Wasser, Erde und Luft“ neu gestaltet.

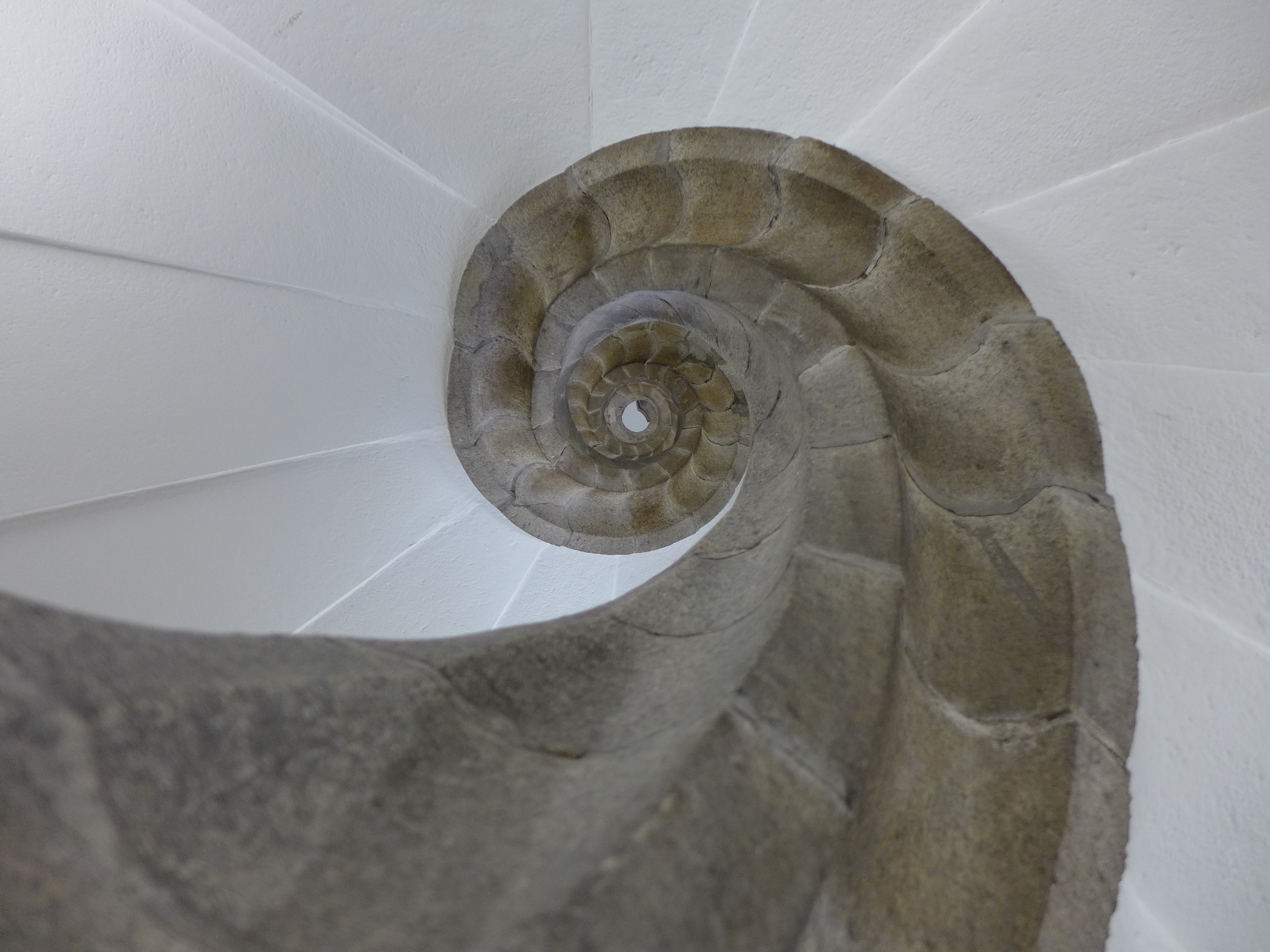
Rathaus St. Johann, Schnecke der Wendeltreppe nach dem Mergentheimer Vorbild

Neben dem großen Treppenhaus gestaltete Hauberrisser noch ein Treppenhaus im Flügel (Flügellänge 14 m) an der Betzenstraße und eine mittelstützenfreie Wendeltreppe direkt neben dem großen Treppenhaus. Hier ließ sich Hauberrisser vielleicht von der berühmten Wendeltreppe des Renaissancebaumeisters Blasius Berwart (1530–1589) im Schloss Mergentheim, dem Sitz der Deutschmeister und der Hochmeister des Deutschen Ordens, inspirieren. Hauberrissers besonderes Interesse galt seit der Zeit seiner Ausbildung der Gotik. Bereits seit seiner Studienzeit hielt er stets für ihn interessante historische Architekturmotive wie Giebel- und Maßwerkformen, Gewölberippen, Kapitelle, Profile, Ornamente, Beschläge sowie sonstige Ausstattungsgegenstände in einem Skizzenbuch fest. Zur persönlichen Fortbildung besuchte er häufig das im Jahr 1867 eröffnete Bayerische Nationalmuseum in der Münchener Maximilianstraße, wo er an gotischen Originalen Detailstudien machte oder die dort archivierte Vorlagensammlung studierte. Darüber hinaus entstanden zahlreiche Skizzen Hauberrissers auf ausgedehnten Studienreisen durch Deutschland (Rheinland und Hannover 1868), Italien (1874), Frankreich (1878 und 1880), Belgien (1894) und die Schweiz (1906) hatte die Treppe zuvor auf einer Reise nach Mergentheim skizziert.
Nach der Sichtung von Steinen aus dreizehn verschiedenen Steinbrüchen als Baumaterial ordnete Hauberrisser rötlichen bzw. gelbrötlichen Bruchmühlbacher und Landstuhler Sandstein an, da die verwendeten Steine feinkörnig und frei von Toneinsprengungen und Sandnestern sein sollten. Die Steine für die Granitstufen der Freitreppe am Turm und der Innentreppen lieferte das Granitwerk Jacob in Marktleuthen im Fichtelgebirge.
Der Rathausturm, der seit dem ausgehenden 14. Jahrhundert in einigen Teilen des deutschen Reiches im Weichbild der Städte neben die Höhendominante der Kirchtürme trat, wird in der Kunstgeschichte teilweise als Reduktion des frühmittelalterlichen Westwerks, das heißt als eine Übertragung eines kaiserlichen Machtsymbols auf den städtischen Bereich gesehen. Rathaustürme visualisierten den mächtigen Freiheits- und Selbstverwaltungsanspruch einer mittelalterlichen Stadt.
Das städtische Rathaus des Mittelalters hatte in der Regel nicht nur die Funktion dem Rat der Stadt als Versammlungsort zu dienen, sondern war auch Ort der Rechtsprechung und des Handels. Dementsprechend hatte es eine spezifisch andere Form als sie für die veränderten Situationen im 19. Jahrhundert notwendig war.
Im Kaiserreich von 1871 besaß allerdings die städtische Selbstverwaltung im Vergleich zu den freien Reichsstädten des Mittelalters keine wirkliche Autonomie mehr. Die Kommunalverwaltung war letztlich nur noch der vollstreckende Arm des Staates.
Rechtsprechung und Handel hatten jetzt eigene Orte. Zum raumbildenden Programm des Rathauses im 19. und frühen 20. Jahrhundert gehörten allgemein Sitzungssäle unterschiedlicher Dimension sowie meist ein Festsaal zur städtischen Repräsentation. Wesentliches Merkmal war jedoch die Vielzahl von Bürozimmern für die notwendig gewordenen einzelnen Ämter. Der unterschiedliche Maßstab der Repräsentationsräume auf der einen Seite und der Bürozimmer auf der anderen Seite war für den Architekten der Zeit hinsichtlich der Grundriss und Fassadengestaltung meist ein nicht unerhebliches Problem.
Darüber hinaus war auch der veränderte Maßstab des durch die Industrialisierung gewachsenen Stadtraumes mit höheren Miet- und Geschäftshäusern und Bauten, die sich über mehrere Parzellen erstreckten, Anlass zu einer neuen Grundform der gründerzeitlichen Rathäuser gegenüber ihren mittelalterlichen bzw. frühneuzeitlichen Vorgängern.

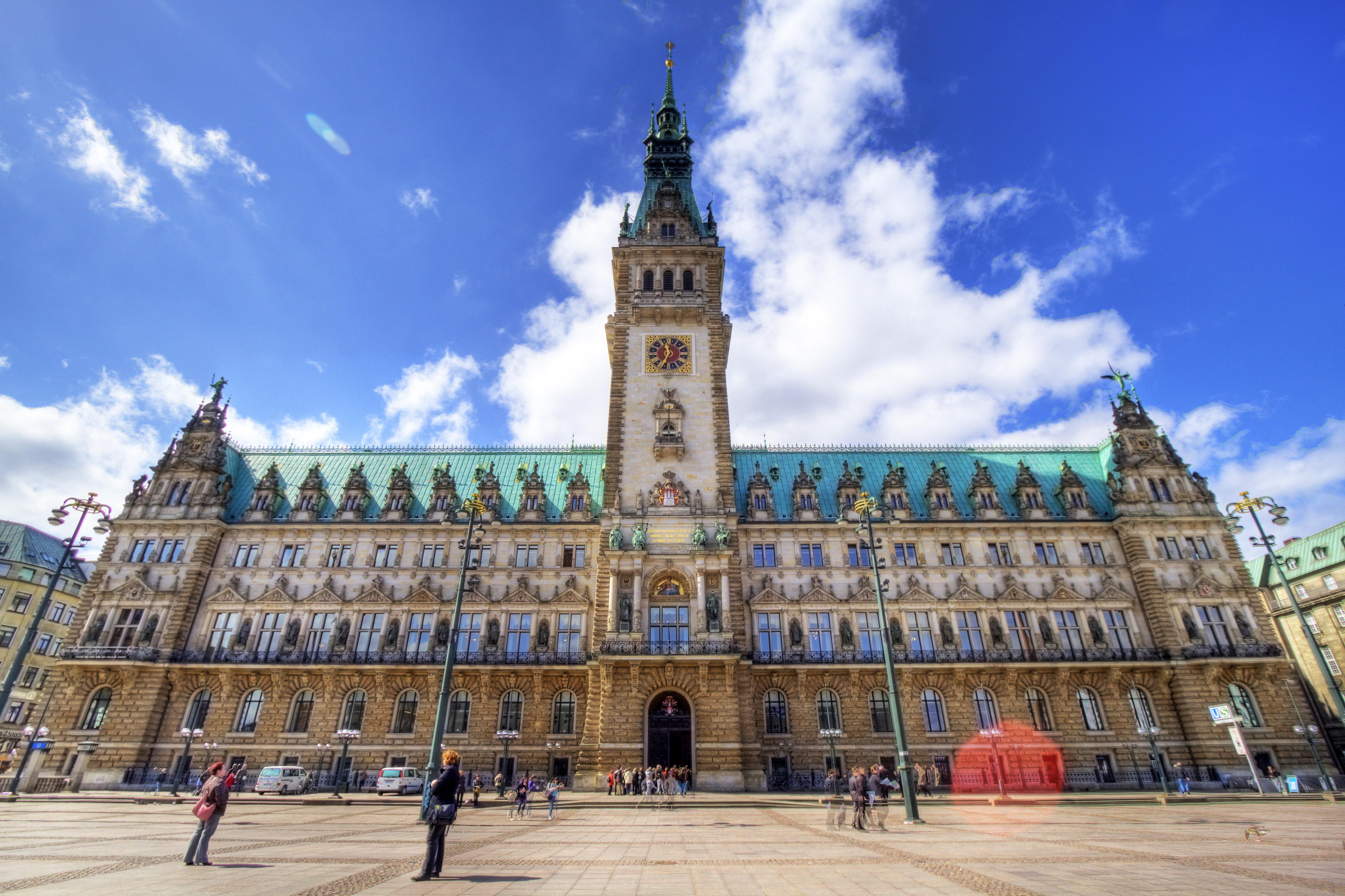
Hamburg Rathaus, Front

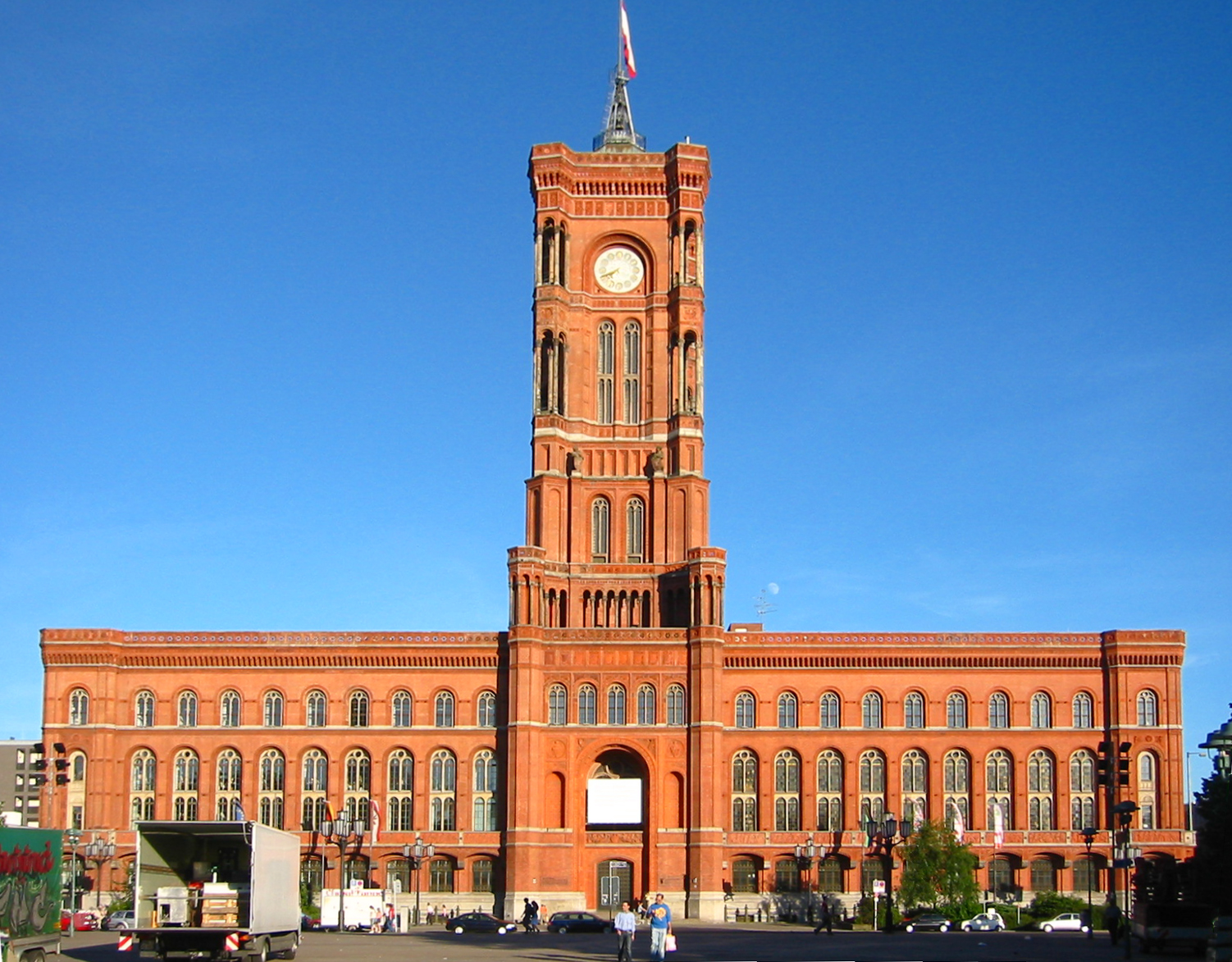
Berlin Rotes Rathaus, Front

Das Rathaus des Historismus entlehnte von seinen Vorbildern meist den ursprünglich funktional begründeten Turm als Herrschaftszeichen und Akzent im sich rasant verändernden Stadtbild. Spätestens seit dem ersten Entwurf zum Neubau des Hamburger Rathauses im Jahr 1854 (Bauzeit 1886–1897) und dem in den Jahren 1860 bis 1871 von Hermann Friedrich Waesemann errichteten Roten Rathauses in Berlin war ein Turm obligatorischer Teil einer historistischen Rathausfassade und befand sich meist in der Mittelachse (vgl. auch Wiener Rathaus).
In Anbetracht der Situationsveränderung im 19. Jahrhundert stellt sich die Frage nach der eigentlichen Bedeutung von Turm, prächtigem Saaltrakt und Erker am historistischen St. Johanner Rathaus.
Das Auseinanderdriften von gewandelten politischen Verhältnissen des neuen deutschen Kaiserreiches und der Übernahme mittelalterlicher Baumotive an neuen Rathäusern wurde auch schon von Hauberrissers Zeitgenossen wahrgenommen und rief in Hauberrissers späterer Schaffensphase kritische Äußerungen hervor.
So werden im Jahre 1903 in der Deutschen Bauzeitung die Architekten Julius Graebner und Rudolf Schilling zitiert, die sich mit dem beginnenden 20. Jahrhundert der sogenannten Reformarchitektur zuwandten:

„[Das] Altertümeln mit Giebeln, Erkern und allen Anhängseln alter Bauten habe auch deshalb keine Bedeutung für ein modernes Rathaus, weil die Bedingungen heute hierfür ganz andere seien als früher. Heute sei ein Rathaus ein Verwaltungs-Gebäude, in dem Gleiche unter Gleichen die Leitung haben. Wem solle also ein Erker werden und wem ein Giebelzimmer? Gewiss soll ein modernes Rathaus seine Stadt repräsentieren, es solle aber auch von der eigenen Kraft sprechen, aus der Zeit für die Zeit. Auch davon solle es reden, dass wir in einer Zeit der Konstruktionskunst leben, in welcher man grosse Gedanken anders ausdrücken könne, als früher.“

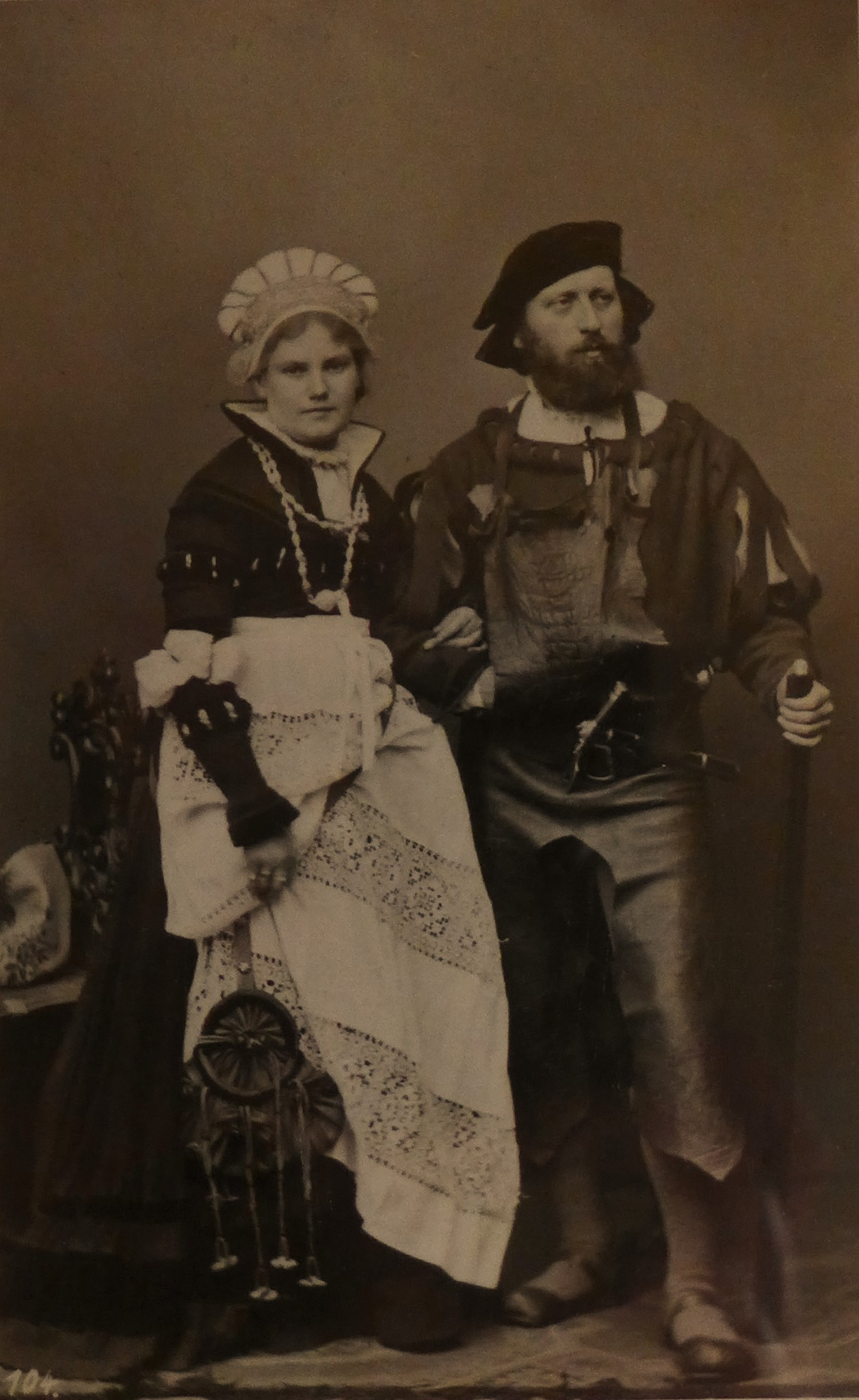
Ehepaar Maria und Georg von Hauberrisser im altdeutschen Kostüm im Jahr 1876 (Sammlung des Stadtmuseums München)

Die Kritik der beiden Architekten galt einer im Rückzug befindlichen Epoche des lustvollen Bezugnehmens auf die Vergangenheit, deren bunte Vielfalt zum Staunen und Wundern sowie zum gelehrten Gespräch eingeladen hatte. In den Künstlerateliers von München und Wien, mit ihrer vom Geist der Romantik inspirierten pittoresken Unordnung von historischen Versatzstücken aus unterschiedlichen Kunstwerken, Kuriositäten und Antiquitäten, wurden für die höhere Gesellschaft rauschende historische Kostümfeste inszeniert. Ebenso dienten historische Umzüge, wie der Wiener Makart-Festzug des Jahres 1879 mit seinen weit über 2000 Teilnehmern und zehntausenden Schaulustigen, der Selbstinszenierung des auf seine wirtschaftlichen Leistungen stolzen Bürgertums. Auch Georg von Hauberrisser nahm gerne an solchen Kostümfesten teil und ließ sich mit seiner Frau Maria (geb. Wessely, 1849–1922) stolz in altdeutschen Kostümen fotografieren.

### Figurenschmuck

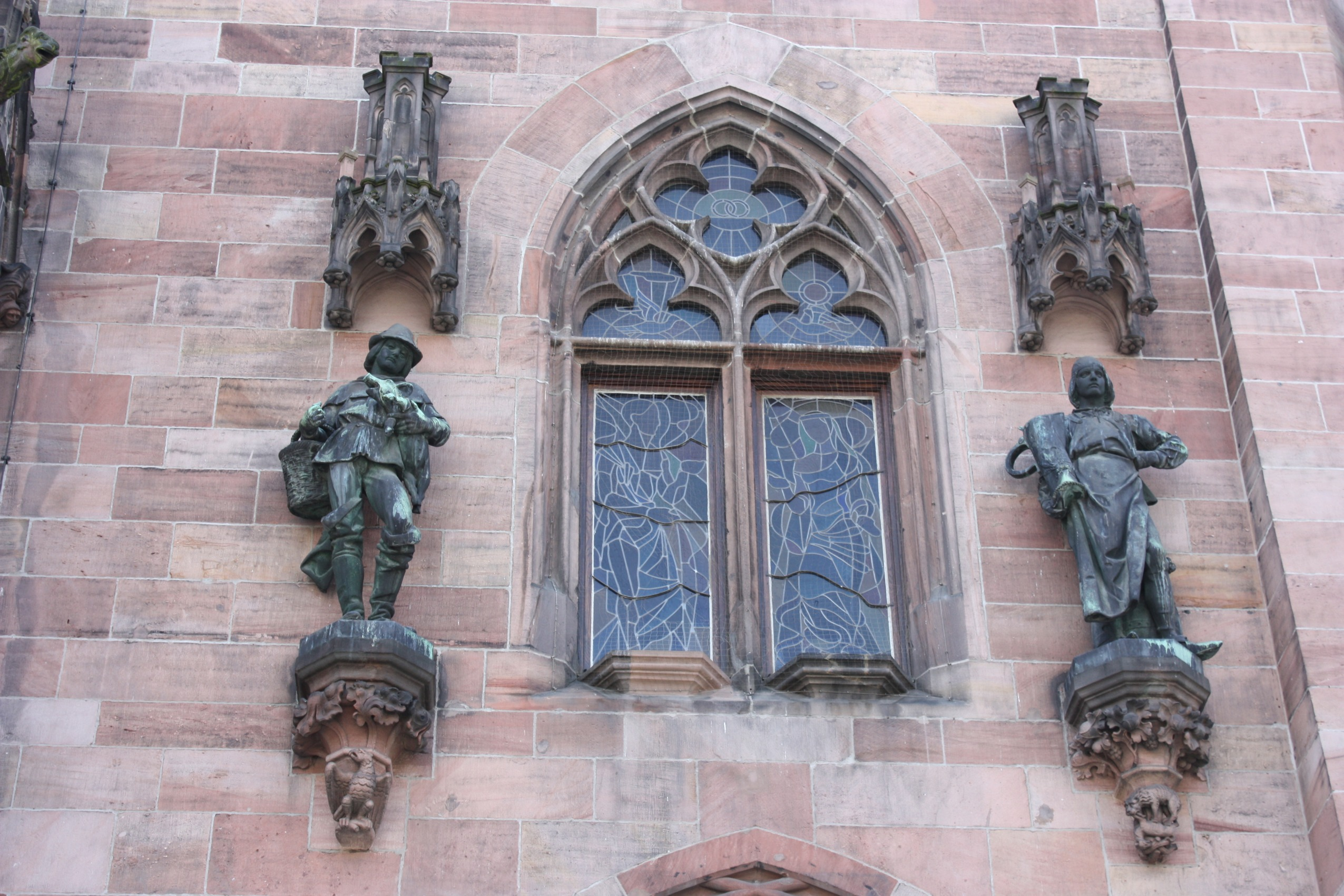
Bauer und Brauer am Rathausturm
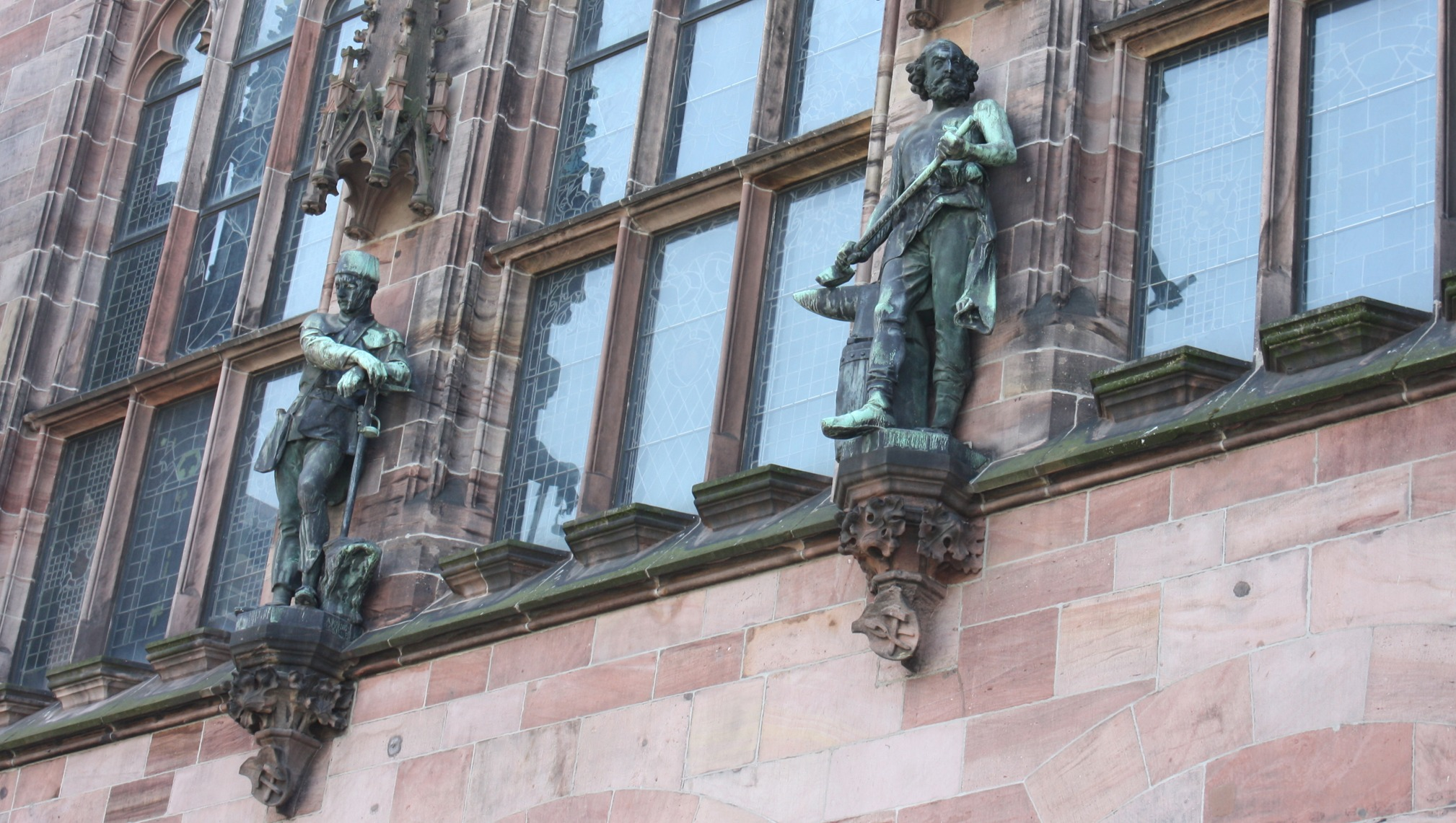
Bergmann und Hüttenarbeiter an der Fassade des Festsaalstraktes

Sowohl der als Hoheitszeichen geplante Turm, der in einem stumpfen Helm mit vier Eckspitzen und Galerie endet, als auch der nach Art mittelalterlicher Tagungs-, Gerichts- und Repräsentationszimmer durch reiche Fenstergestaltung hervorgehobene Saaltrakt sind geschmückt mit kupfergetriebenen Figuren unter hohen Maßwerkbaldachinen, die die alten Handwerksstände St. Johanns darstellen:
- Bergmann gestützt auf Vorschlaghammer,  im Konsolschild: Hammer und Schlägel
- Hüttenarbeiter mit Hammer und Amboss,  im Konsolschild: Hammer und Schmiedezange
- Bauer mit Ferkel und Weidenkorb,  im Konsolschild: Adler
- Brauer mit Bierkanne,  im Konsolschild: Löwe, ein Tier reißend
- Gerber mit Lammfell und Gerbermesser,  im Konsolschild: gekreuzte Messer und Gerberbottich
- Kaufmann mit Geldbörse,  im Konsolschild: ein geflügelter Merkurstab

Während schon zu einem frühen Zeitpunkt feststand, dass die Statuen eines Bergmannes und eines Hüttenarbeiters auf den Konsolen zwischen den beiden Rathausaltanen am Festsaaltrakt aufgestellt werden sollten, war über die Beschaffenheit der übrigen Figuren noch nicht entschieden. Erst am 23. November 1901 erhielt der Münchner Modelleur Anton Kaindl für die übrigen Figuren den Auftrag, sie als Bauer, Gerber, Kaufmann und Brauer in einer Größe von 1,75 m zu gestalten. Nach zähen Verhandlungen entschied sich die Stadtverwaltung die Modelle bei Hygin Kiene in Kupfertreibarbeit gestalten zu lassen, als dieser den Preis je Figur auf 1200 Mark minimiert hatte. Nachdem Hauberrisser am 21. Mai 1902 sein Plazet zur Ausführung gegeben hatte, konnten die Figuren nach St. Johann versendet werden.
Allerdings gab es bei der Aufstellung einige Probleme. Kaindl hatte nicht den geringen Abstand der Figuren zur Rathauswand berücksichtigt und die Statuen auch auf deren Rückseite mit üppigem Faltenwurf gestaltet. Deshalb musste bei der Aufstellung in St. Johann die Figur des Kaufmanns auf der Rückseite eingeschlagen werden. Bei der Figur des Gerbers wurde das Lammfell nach vorne gebogen und der Scherengriff teilweise abgetrennt.
Hinsichtlich der Gestaltung des Hüttenarbeiters fragte Kaindl bei Bürgermeister Neff nach, ob es gestattet sei, ihn mit nacktem Oberkörper darzustellen, ohne dass dies zu einer Erregung öffentlichen Ärgernissen führen könnte. Neff antwortete diplomatisch: „mit teilweise nacktem Oberkörper“.
Die Modellierung der Figur des Bergmanns sorgte für größere Schwierigkeiten, als Geheimrat Hilger, der Leiter der Bergwerksdirektion, im Modell Kaindls einen Erzbergmann und keinen (saarländischen) Steinkohlenbergmann zu sehen glaubte. So wurde das Modell des Bergmanns bis Ende 1903 so umgearbeitet, dass es den Erwartungen in St. Johann und Hauberrissers entsprach. Die endgültige Aufstellung war dann am 14. März 1904. Die Kosten für die Figuren waren zum großen Teil von den jeweiligen Berufssparten übernommen worden.
Durch die lange Verzögerung bei der Herstellung der Kupfertreibfiguren kam es teilweise zu der Nichtübereinstimmung von Figur und Konsolenwappengestaltung. Der Bildhauer Simon Korn hatte die Konsolen bereits angefertigt, als über die Auswahl der Berufsgruppen noch debattiert wurde. Deshalb passen die Wappenschilder der Konsolen nicht zu den Statuen von Bauer und Brauer.
Diese selbstbewusste Darstellung der St. Johanner Einwohnerschaft kann sehr wohl als Machtkampf des Bürgertums im Deutschen Kaiserreich zwischen Reichsgründung 1871 und dem Ende des Ersten Weltkrieges 1918 gedeutet werden.

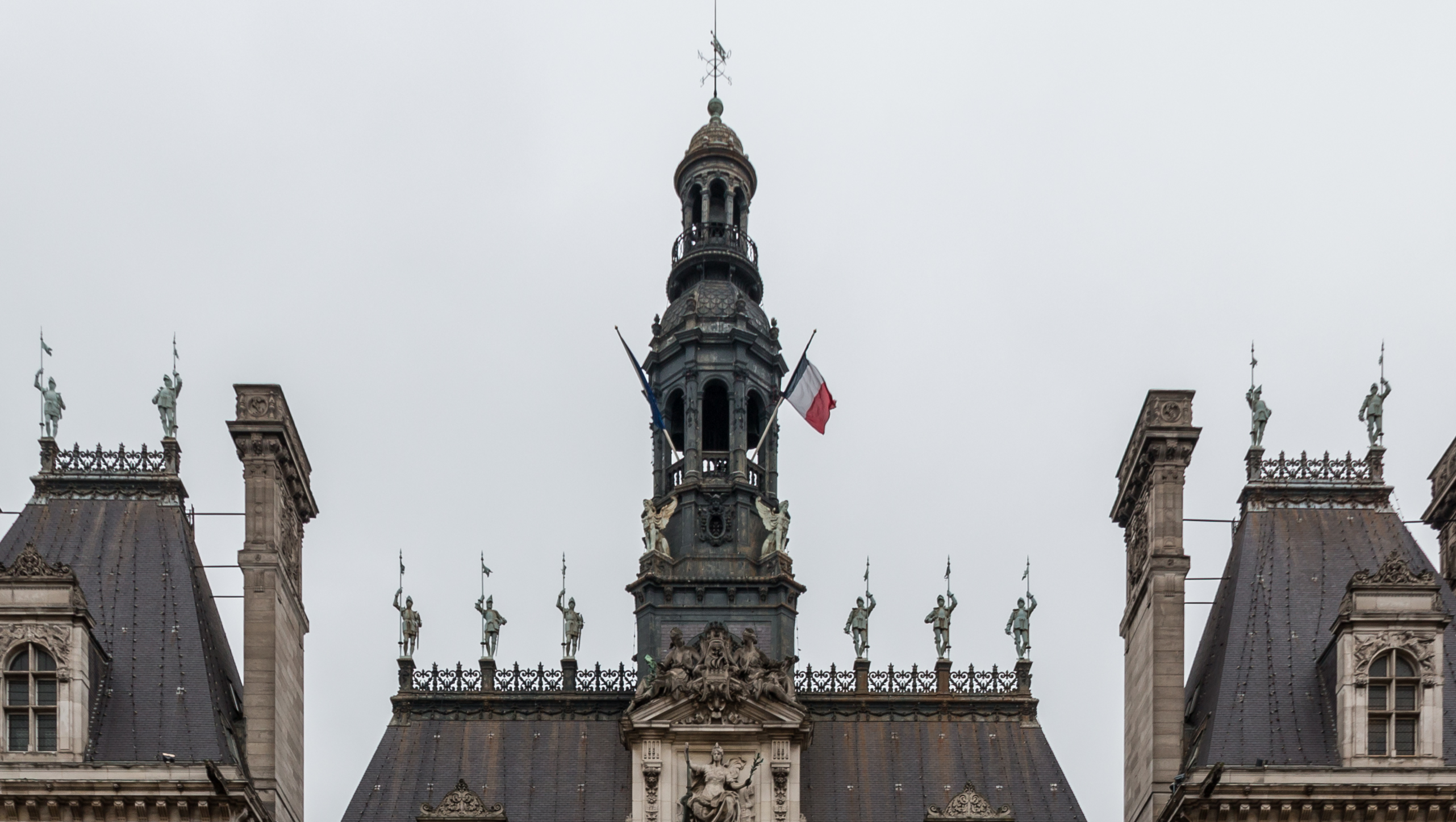
Hôtel de Ville in Paris mit den Rittern auf dem Firstgitter
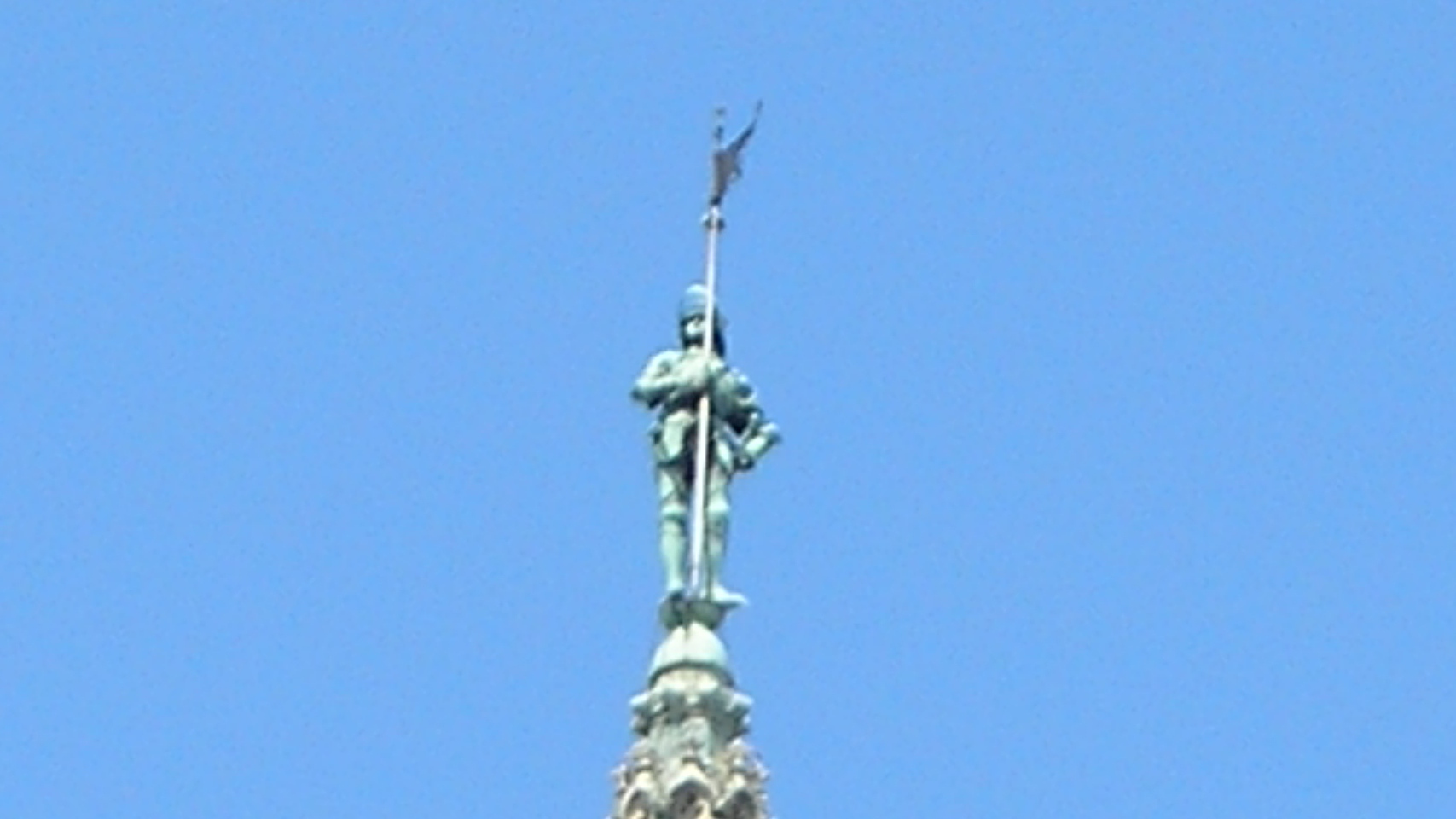
Rathausmann auf dem Wiener Rathaus

Auf der Giebelspitze des Saaltraktes hält ein Ritter in gotischem Plattenpanzer mit Lanze Wacht über die Stadt. Ritterliche Rolandstatuen auf Marktplätzen und geharnischte Ritter auf Rathäusern selbst dienten seit jeher als Visualisierung einer unantastbaren städtischen Freiheit und Selbständigkeit.
Auch das Pariser Rathaus, das an der Wende vom 16. zum 17. Jahrhundert erbaut worden war, zeigte eine Reihe von zehn Rittern auf dem Firstgitter des Mittelbaues. Beim Wiederaufbau des Rathauses nach dem Brand während des Aufstandes der Pariser Kommune von 1871 in den Jahren 1873 bis 1887 wurden die Ritter wieder auf dem Firstgitter aufgesetzt.
Das Rittermotiv des damals vielbeachteten Rekonstruktionsbaus des Pariser Rathauses übernahm auch Hauberrissers Lehrer Friedrich von Schmidt beim Bau des von 1872 bis 1883 errichteten neogotischen Wiener Rathauses: Hier wurde ein Ritter (Rathausmann (Wien)) auf die Spitze des Hauptturmes aufgesetzt. Infolgedessen können die Ritter auf den neuerrichteten Rathäusern von Paris und Wien durchaus als Vorbilder für den Rathaus-Ritter von St. Johann gesehen werden.

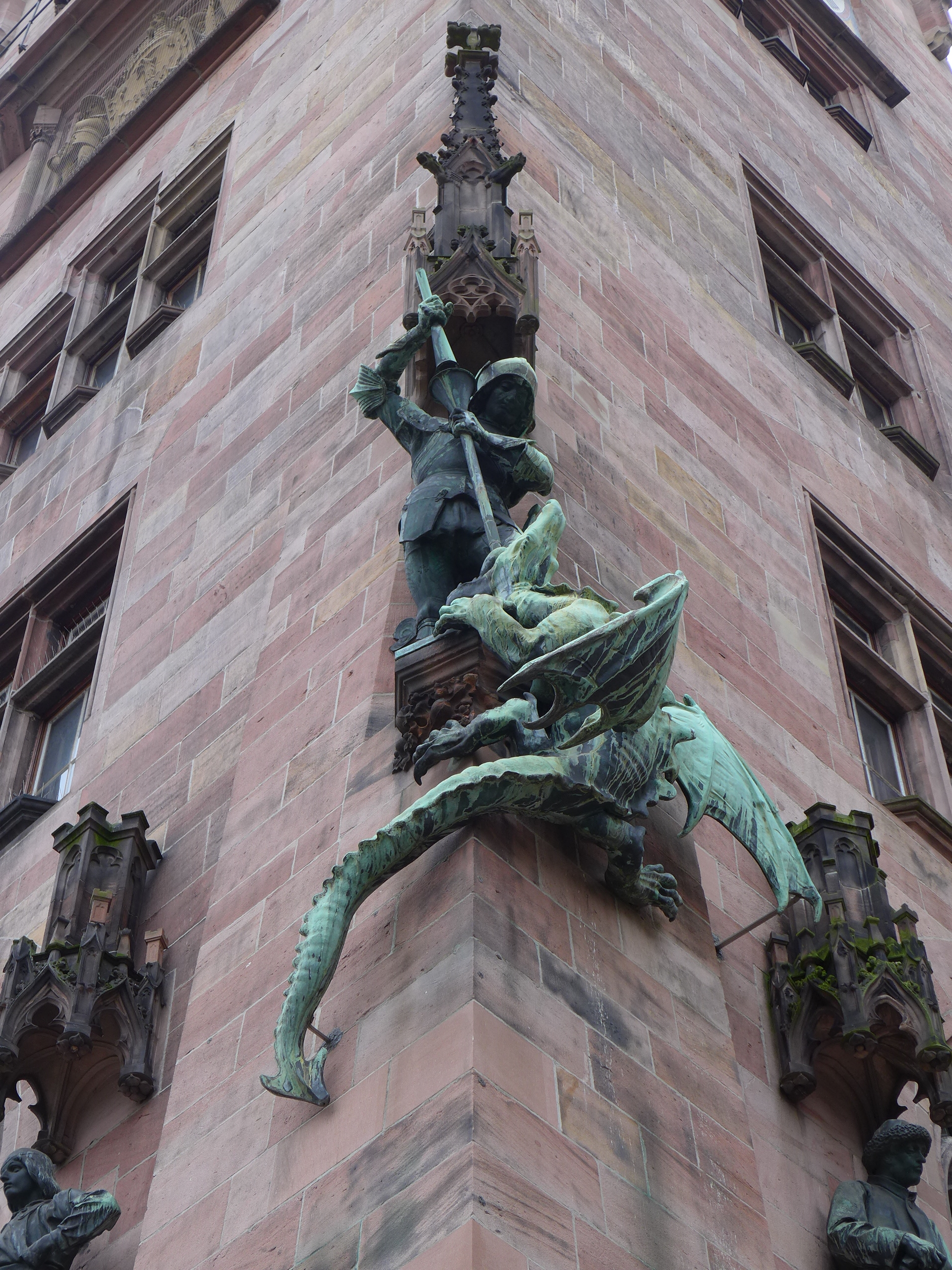
Rathaus St. Johann, Der hl. Georg tötet den Drachen
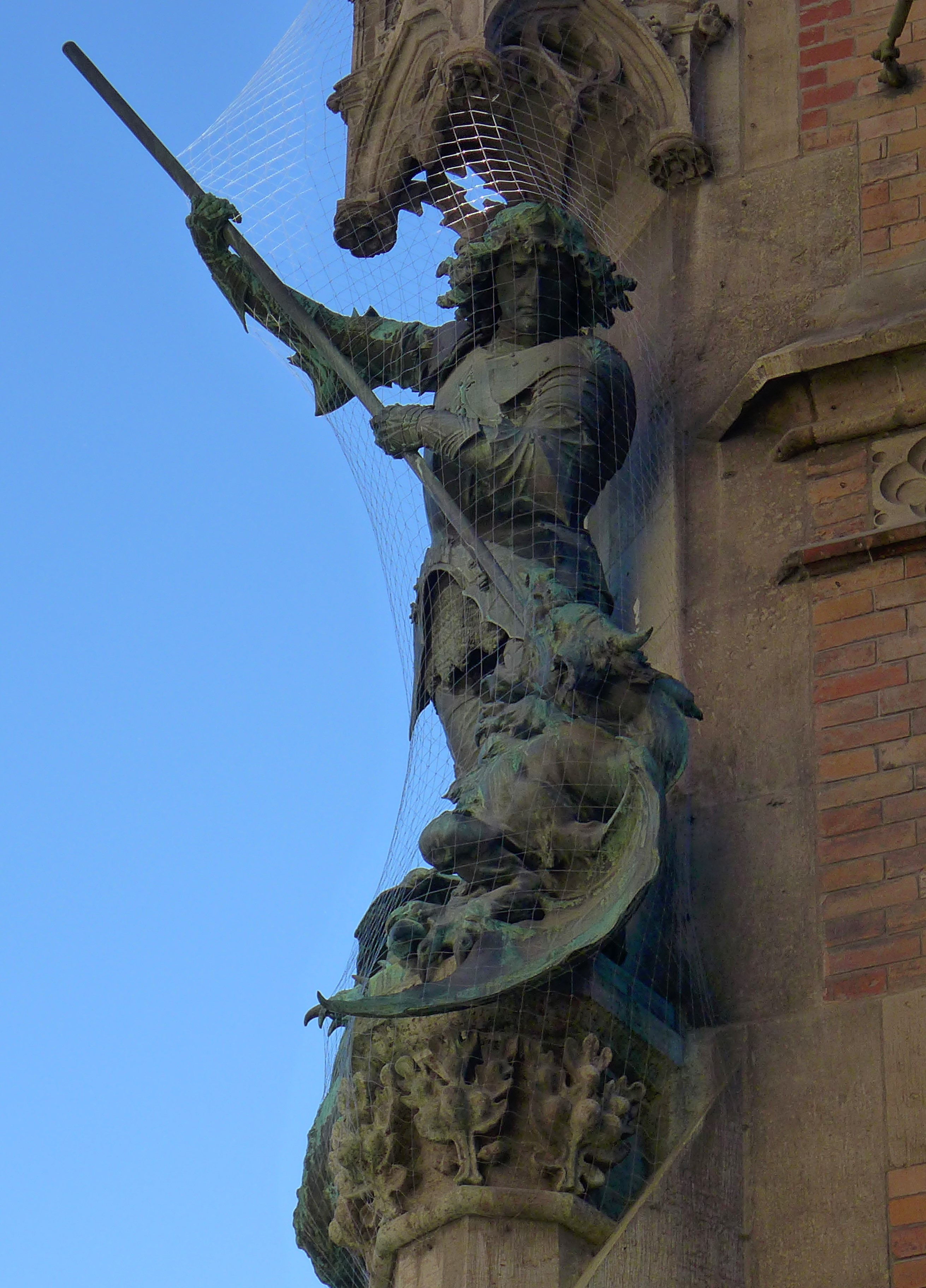
Syrius Eberle: Skulptur „Der Kampf des hl. Georg mit dem Drachen“, Neues Rathaus München, Ecke Marienplatz-Dienerstraße
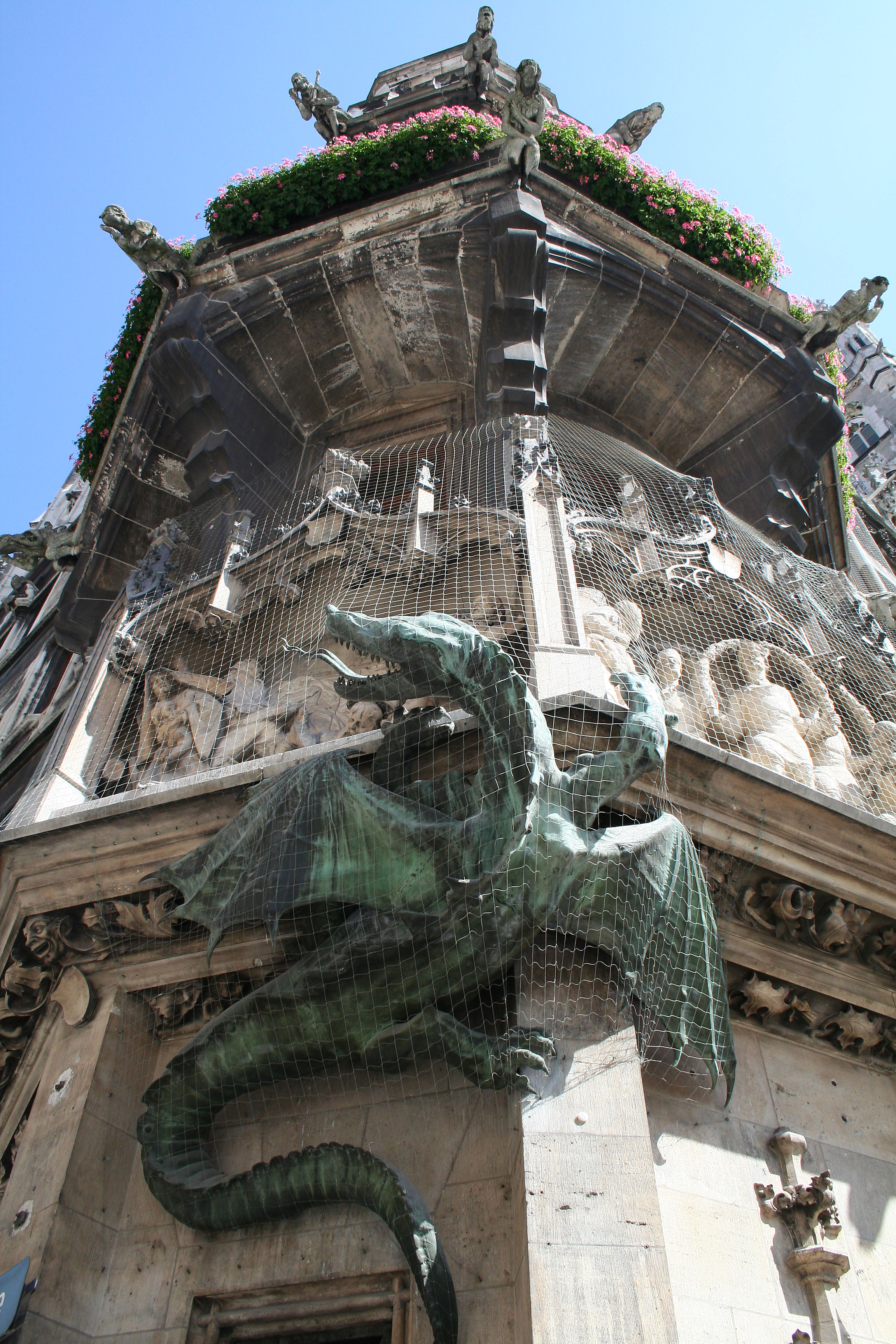
Neues Rathaus München, Wurmeck

An der Kante des St. Johanner Rathausturmes befindet sich als Symbol des Kampfes zwischen Gut und Böse eine 2,30 m hohe Figur des Ritterheiligen St. Georg. Der legendäre Heilige, der darüber hinaus auch Namenspatron des Architekten war, ist in gotischem Plattenpanzer dargestellt, wie er einem sich windenden, geflügelten Drachen mit ruhiger Miene einen Rennspieß in den weit aufgerissenen Rachen stößt. Die nach Westen, nach Frankreich, ausgerichtete Figurengruppe könnte vor dem historischen Hintergrund der Auseinandersetzung zwischen Deutschland und Frankreich im Deutsch-Französischen Krieg 1870/1871 im Zusammenhang mit den diesbezüglichen Gemäldeinhalten der Stirnseite des Rathausfestsaales auch als Hinweis auf die sogenannte „Erbfeindschaft“ zwischen den beiden Nationen gedeutet werden. Die Figur des Drachentöters Georg ist eine maßstabgetreue Kopie des sich im Besitz der Grafen Fugger zu Babenhausen befindlichen Originals. Ursprünglich hatte man geplant, an dieser Stelle eine Figur des Grafen Johann I. von Saarbrücken-Commercy, der St. Johann die Stadtrechte verliehen hatte, aufzustellen. Dieser Plan scheiterte daran, dass man keine geeigneten historischen Vorlagen für eine solche Figur zur Verfügung hatte.
Der Auftrag zur Modellierung der Statue des heiligen Georg wurde am 26. September 1900 an Anton Kaindl und zur Herstellung an den Kupferschmied Hygin Kiene vergeben. Nicht nur mehrere Abänderungswünsche Hauberrissers, sondern auch die Tatsache, dass Bildhauer Kaindl zur Modellanfertigung in ein größeres Atelier hatte umziehen müssen (der Drachenschweif misst alleine ca. 3,50 m), verzögerten die Lieferung der Figurengruppe nach St. Johann. Erst am 10. September 1901 war die Figurengruppe im Festsaal des Rathauses zur öffentlichen Besichtigung aufgestellt. Am 15. September 1901 wurde sie im Beisein des Kupferschmiedes Hygin Kiene montiert.
Der Drache hat an der Südwestecke von Hauberrissers Münchner Rathaus (Ecke Weinstraße/Marienplatz) eine deutliche Parallele im sogenannten Wurmeck. Wie in St. Johann wurde auch in München die Figur durch Anton Kaindl modelliert und von Hygin Kiene in Kupfer getrieben. Darüber hinaus hat die St. Johanner St. Georg-Figurengruppe auch ein Pendant an der östlichen Ecke des Münchner Rathauses (Gestaltung: Syrius Eberle).
Alle Figuren wurden von Anton Kaindl aus München modelliert und von der Münchner Kupferschmiede von Hygin Kiene als Treibarbeit gefertigt. Die übrigen plastischen Steinbildhauerarbeiten (Köpfe, Konsolen, Wasserspeier) fertigte der Münchner Bildhauer Simon Korn. Simon Korn hatte sowohl am alten, als auch am neuen Münchener Rathaus Hauberrissers und in der Folge an der von Hauberrisser entworfenen St. Paulskirche in München nach eigenen Entwürfen und Modellen die Bildhauerarbeiten in Steinausführung gemacht.

### Glockenspiel
Täglich ertönt heute um 15:15 und 19:19 Uhr ein Turmglockenspiel.

#### Erstes Glockenspiel
Bereits bei den Planungen zum Rathausbau war die Anbringung eines Glockenspieles am oder im Rathausturm angedacht worden.
Das erste Glockenspiel mit 19 Bronzeglocken wurde allerdings erst im Jahr 1933 im Vorfeld der für das Jahr 1935 anstehenden Saarabstimmung vom Volksbund für das Deutschtum im Ausland (VDA) gestiftet und sollte ursprünglich am Alten Rathaus am Saarbrücker Schlossplatz, der damaligen Saarbrücker Polizeidirektion, angebracht werden. Dies sollte als massive Provokation der Regierungskommission durch die deutsche Reichsregierung deutbar sein, da sich schräg gegenüber der Amtssitz des Präsidenten der Regierungskommission, Sir Geoffrey George Knox, befand. Doch nachdem die sozialdemokratische Zeitung „Volksstimme“ gemeldet hatte, dass das geplante Glockenspiel das Horst-Wessel-Lied spielen werde und damit nationalsozialistische Propaganda im damals noch vom Völkerbund verwalteten Saargebiet ermöglicht würde, kam dieses Vorhaben durch ein Veto der saarländischen Regierungskommission nicht zustande.
Daraufhin stellte Oberbürgermeister Neikes den Turm des St. Johanner Rathauses für die Installation des Glockenspiels zur Verfügung. Schon am 20. April 1934, also an Hitlers Geburtstag, sollte das von der Wiener Turmuhren- und Glockenspielmanufaktur Emil Schauer angefertigte Glockenspiel spielbereit sein, doch Schwierigkeiten mit der französischen Zollbehörde und auch die aufwändige Anfertigung der Glocken verzögerten den ersten Spieleinsatz bis zum 27. Oktober 1934. Die ersten Lieder, die der Saarbrücker Oberbürgermeister Neikes der Regierungskommission meldete, sollten das Bergmannslied (eigentlich gemeint als das prodeutsche Propagandalied „Deutsch ist die Saar“), das Großglocknerlied (Kärntner Landeshymne), „Wanke nicht, mein Vaterland“ und „Gott erhalte Franz den Kaiser“ (eigentlich gemeint als „Deutschland, Deutschland über alles“) sein.
Schließlich spielte das Glockenspiel ab dem 27. Oktober 1934 täglich um 7:45 Uhr den preußischen Hohenfriedberger Marsch und anschließend „Deutsch ist die Saar“, um 12:15 Uhr „Deutsch ist die Saar“, das Großglocknerlied (gemeint ist die Kärntner Landeshymne „Dort wo Tirol an Salzburg grenzt“), das nationalistisch-antidänische Schleswig-Holstein-Lied „Wanke nicht, mein Vaterland“ (Schleswig-Holstein meerumschlungen) und „Deutschland, Deutschland über alles“ (offiziell „getarnt“ als „Gott erhalte Franz den Kaiser“), und um 19:15 Uhr dieselbe Musikabfolge wie mittags, um täglich musikalische Propaganda zugunsten eines prodeutschen Abstimmungsergebnisses bei der Saarabstimmung am 13. Januar 1935 zu machen. Das Kärntner Heimatlied hatte man bewusst ausgewählt, da das Lied im Jahr 1930 zur Erinnerung an die Kärntner Volksabstimmung von 1920 um eine vierte Strophe aus der Feder von Agnes Millonig erweitert worden war:

„Wo Mannesmut und Frauentreu'
die Heimat sich erstritt aufs neu',
wo man mit Blut die Grenze schrieb
und frei in Not und Tod verblieb;
hell jubelnd klingt's zur Bergeswand:
Das ist mein herrlich Heimatland!“

Die Bronzetafel zum Glockenspiel am Rathaus St. Johann trug folgende Inschrift:

„Die deutschen Abstimmungsgebiete stifteten durch die Hand des VDA das Glockenspiel am Turme dieses deutschen Rathauses im Gedenken an die Gemeinschaft des Kampfes und in bleibender Verpflichtung deutschen Grenzlandgeistes als Zeugnis tapferer Bewährung
Schleswig, Ostpreußen, Westpreußen, Kärnten, Oberschlesien
anlässlich der Saarabstimmung 13. Januar 1935“

Bei der Evakuierung Saarbrückens wurde das Glockenspiel beschädigt und 1941 für Rüstungszwecke eingeschmolzen.

#### Aktuelles Glockenspiel
Erst im Jahr 1998 wurde ein Glockenspiel am Rathausturm wieder in die Diskussion gebracht. Im Folgejahr 1999 jährte sich zum tausendsten Mal die Erstnennung der Burg auf dem Saarbrücker Schlossfelsen in einer Schenkungsurkunde Kaiser Ottos III. Diese Burg wurde in der kaiserlichen Schenkungsurkunde vom 14. April 999 erstmals als Königsburg „castellum Sarabrucca“ erwähnt, die dem Metzer Bischof Adalbero II. geschenkt wurde. König Heinrich IV. hatte in einer Urkunde vom 3. April 1065 die Vergabe der Burg Saarbrücken an den Bischof von Metz, Adalbero III. von Luxemburg bestätigt.
Auf Vorschlag der kulturpolitischen Sprecherin der CDU-Fraktion, Irmgard Schmidt, veranstaltete der Kulturausschuss des Saarbrücker Stadtrates einen Ideenwettbewerb für einen Beitrag des Kulturausschusses zur 1000-Jahr-Feier der Stadt Saarbrücken. Der Vorschlag, am Rathaus ein Glockenspiel zu installieren, trug den Sieg davon. Die Initiative Glockenspiel wurde gegründet und begann Spenden zu sammeln. Parallel dazu erklärte sich die Handwerkskammer des Saarlandes unter ihrem Hauptgeschäftsführer Udo Stein bereit, das neue Glockenspiel zu einem Preis von 150.000 DM zu stiften. So konnten die bereits von Bürgern gespendeten Gelder aus der Initiative für ein Figurenspiel verwendet werden, das das Glockenspiel ergänzt. Die größte Glocke des Carillons wiegt 580 kg, die kleinste 50 kg. Insgesamt ist die Anlage 5,5 Tonnen schwer. Sie wurden von der traditionsreichen französischen Glockengießerei Cornille-Havard in Villedieu-les-Poêles (Département Manche) in der Normandie von April bis Mai 1999 durch Meister Luigi Bergamo in Anwesenheit einer Saarbrücker Delegation gegossen. Die Glockentöne sind auf die der benachbarten Johanneskirche abgestimmt. Die Glockenzier bilden die Wappen der im Saarland vertretenen Handwerke. Die Inschriften nennen die Handwerkskammern Saarbrückens, die der Nachbarstadt Metz, die des Département Manche in der Normandie sowie die der Saarbrücker Partnerstadt Cottbus in Brandenburg. Nach geglücktem Guss wurden die Glocken in der Straßburger Werkstätte André Voegele in einem stählernen Gestell installiert. Das Straßburger Unternehmen montierte die Glocken, die Mechanik und Elektronik sowie die Figuren am 24. Juni 1999 am Saarbrücker Rathausturm. Die Glockenweihe nahmen der evangelische Pfarrer von St. Johann, Jörg Metzinger, und der katholische Regionaldekan Alfred Becker vor, während sich vierzig weiße Tauben als Symbol des Friedens und der europäischen Völkerverständigung in die Luft erhoben. Die erste gespielte Melodie war „Freude, schöner Götterfunken“ aus Ludwig van Beethovens 9. Sinfonie.
Aus ca. 800 Einsendungen saarländischer Bürger wurde durch eine Kommission Anfang August des Jahres 1999 Melodien für das Glockenspiel ausgewählt. Als erstes Lied für den Frühling wählte man „Auf du junger Wandersmann“, als Sommerlied kürte man „Kein schöner Land in dieser Zeit“, als Herbstlied wurde „Bunt sind schon die Wälder“ bestimmt und als Wintermelodie sollte der Kärntner Schneewalzer erklingen. Als Osterlied wurde „Lobe den Herren, den mächtigen König der Ehren“ gewählt, für das Pfingstfest „Geh aus, mein Herz, und suche Freud“, für das Weihnachtsfest „Stille Nacht, heilige Nacht“ und als Silvesterlied „Freude, schöner Götterfunken“.
Die neuen, je nach Jahreszeit wechselnden Lieder des Glockenspiels begleiten seit dem 28. August 1999 drei flächige Figuren aus Edelstahl und Kupfer, die die wirtschaftliche Tradition Saarbrückens verkörpern: aus dem Bergbau ein Hauer, der eine Glocke anschlägt, aus der Stahlindustrie ein sich bewegender Hochofengießer und aus dem Handwerk ein sägender Zimmermann. Die Figuren wurden vom Gersweiler Unternehmen Woll-Meißner zu einem Preis von 60.000 DM gefertigt. Die Figuren sind außerhalb der Glockenspielzeit hinter den Zinnen des Turmumganges vorborgen und werden nur während des Glockenspiels sichtbar hochgefahren. Das Figurenspiel biete noch Platz für eine weitere Figur, die noch gestiftet werden könnte.
Die Figuren bewegen sich aktuell zu jahreszeitlich wechselnden Melodien. Derzeit sind über Computersteuerung etwa 40 Melodien von ca. 45 bis 60 Sekunden Länge programmiert. Seit 1999 existiert auf Honorarbasis offiziell das städtische Amt des „Künstlerischen Leiters des Glockenspiels im Turm des Rathauses der Landeshauptstadt Saarbrücken“. Seit dem Jahr 1999 wird das Amt von Christoph Keller (* 1962) ausgeübt. In einem Zimmer auf halber Turmhöhe werden alle Melodien eingespielt und per Glasfaserkabel zum Glockenspiel gesendet. Christoph Keller ist auch der Komponist des Glockenspiel-Liedes „In dieser Stadt“. Die Stadt Saarbrücken hatte zur Jahrtausendfeier 1999 einen Wettbewerb zur Erlangung einer modernen „Stadt-Hymne“ ausgelobt, den Keller für sich entscheiden konnte.

### Festsaal

Ratssäle Hauberrissers in München und Landshut
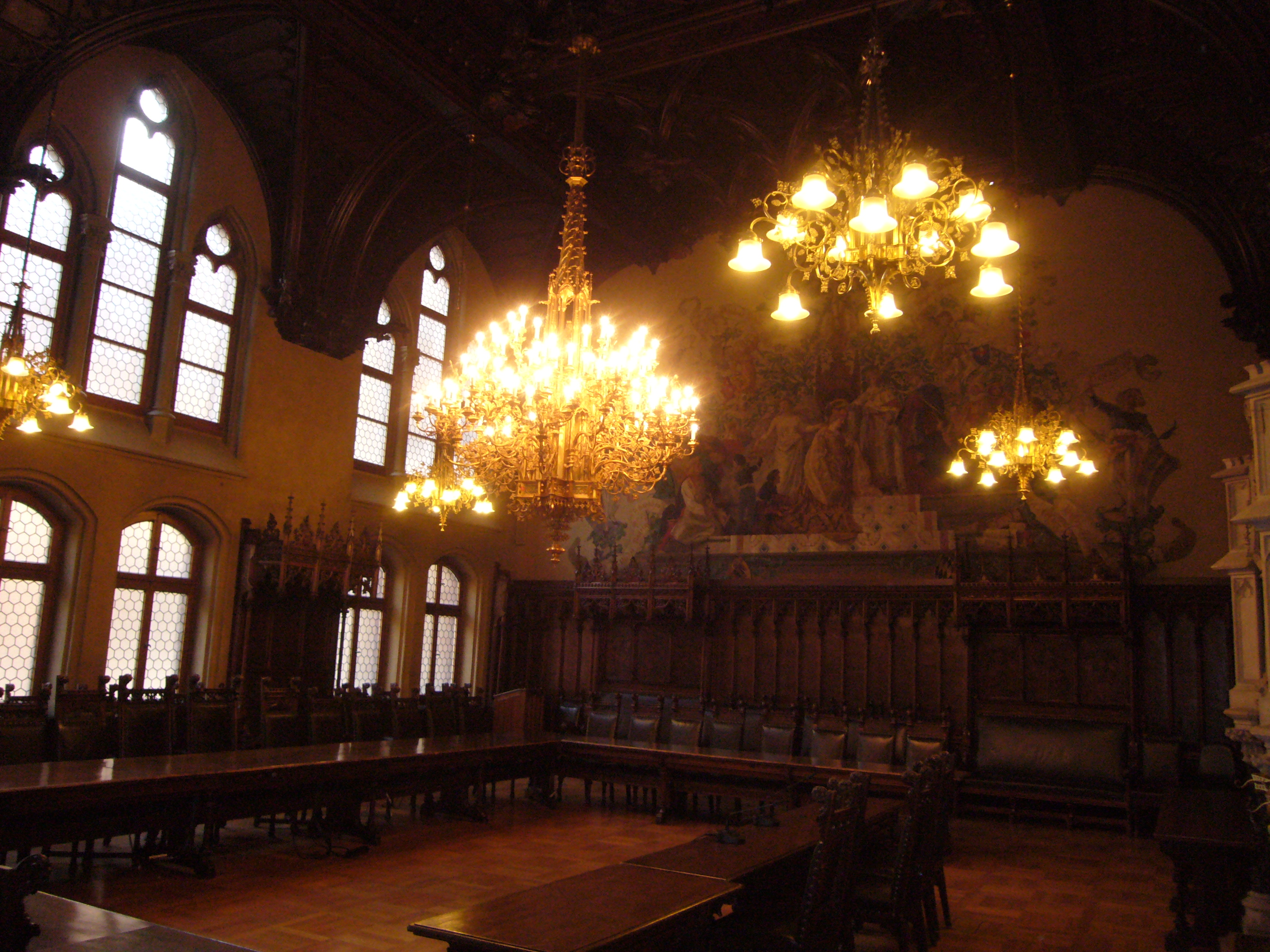
Neues Rathaus München, Kleiner Sitzungssaal
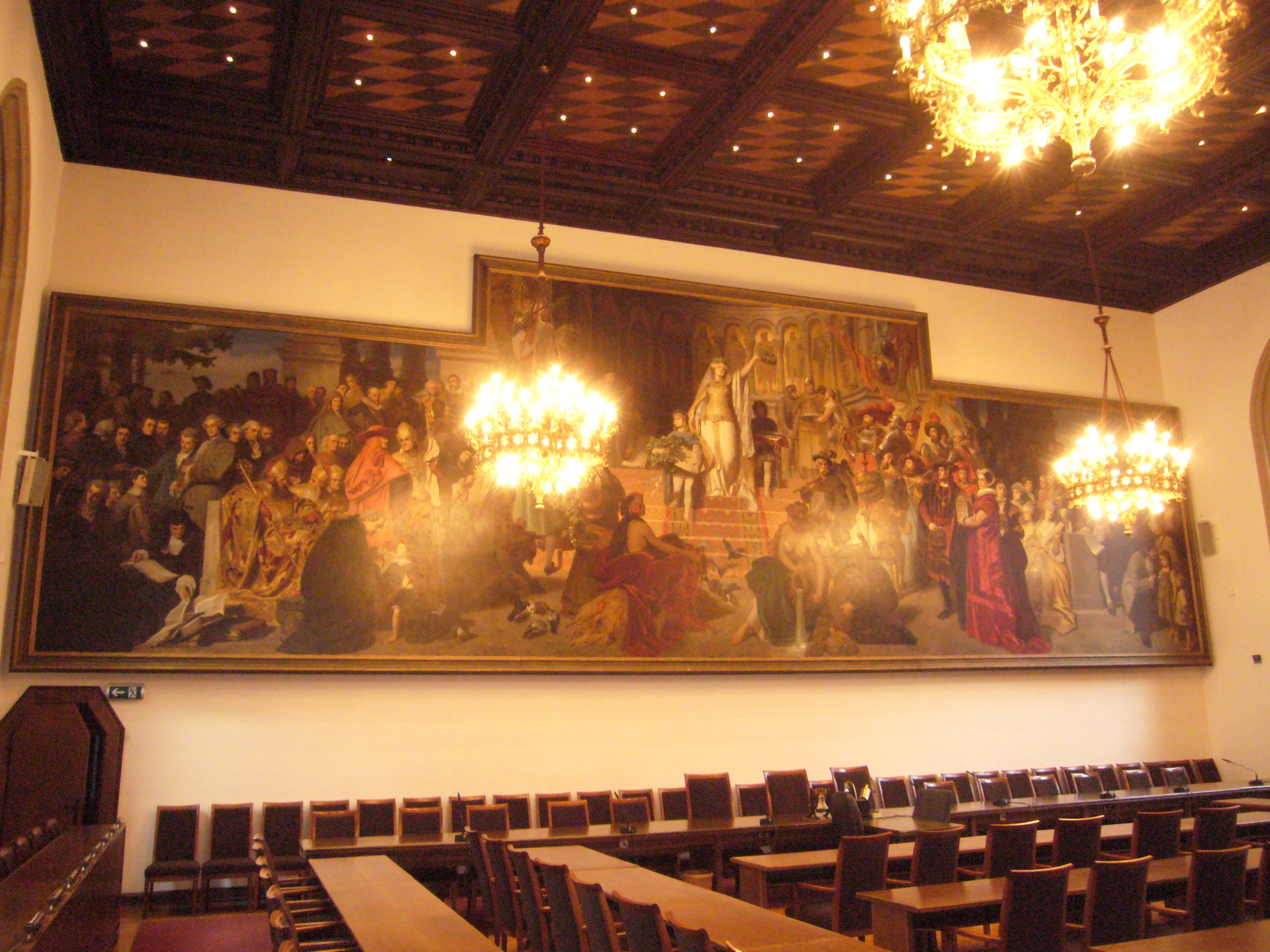
Neues Rathaus München, Großer Sitzungssaal mit moderner Deckenvertäfelung
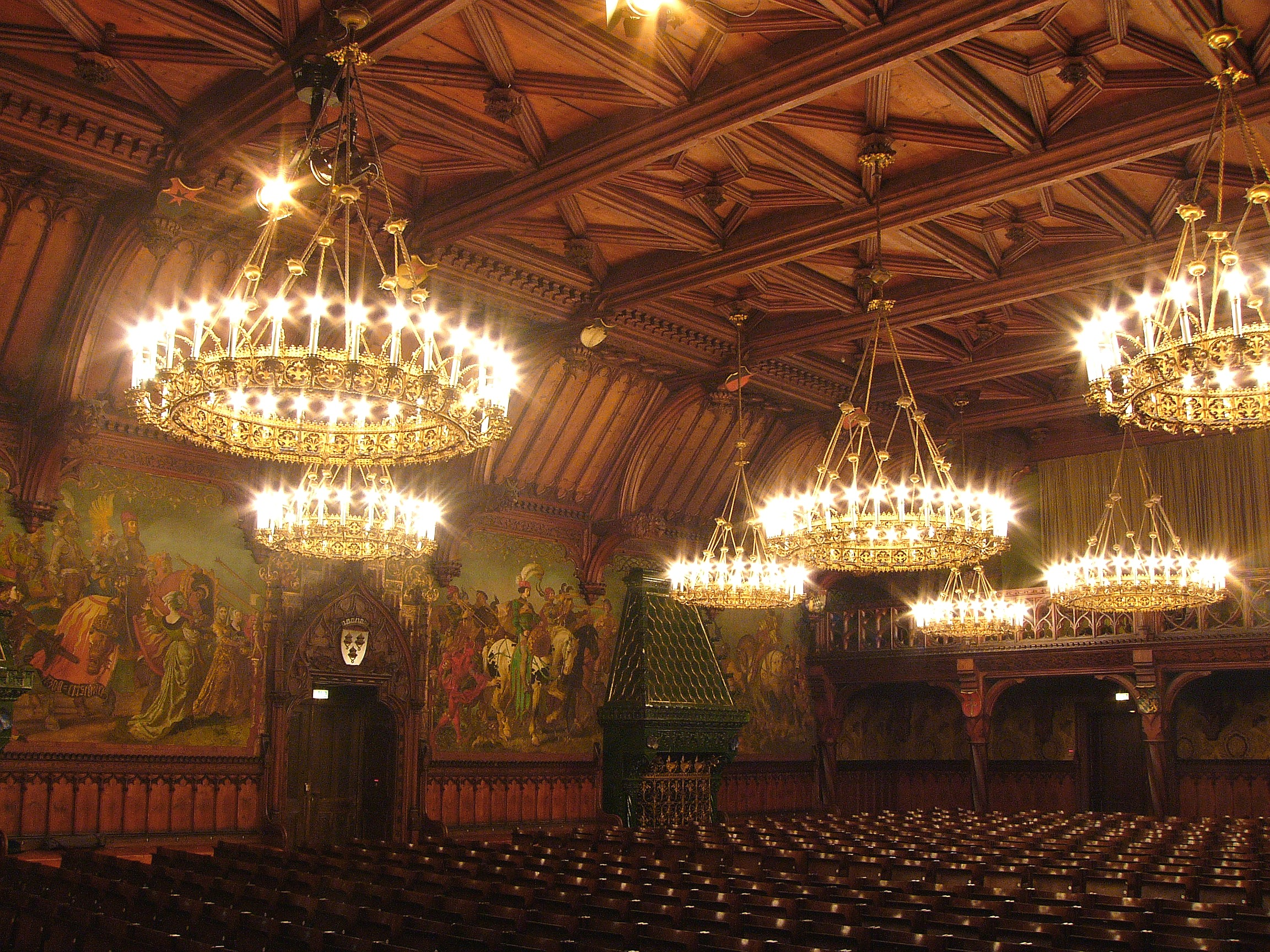
Hauberrissers Rathausprunksaal im Rathaus Landshut
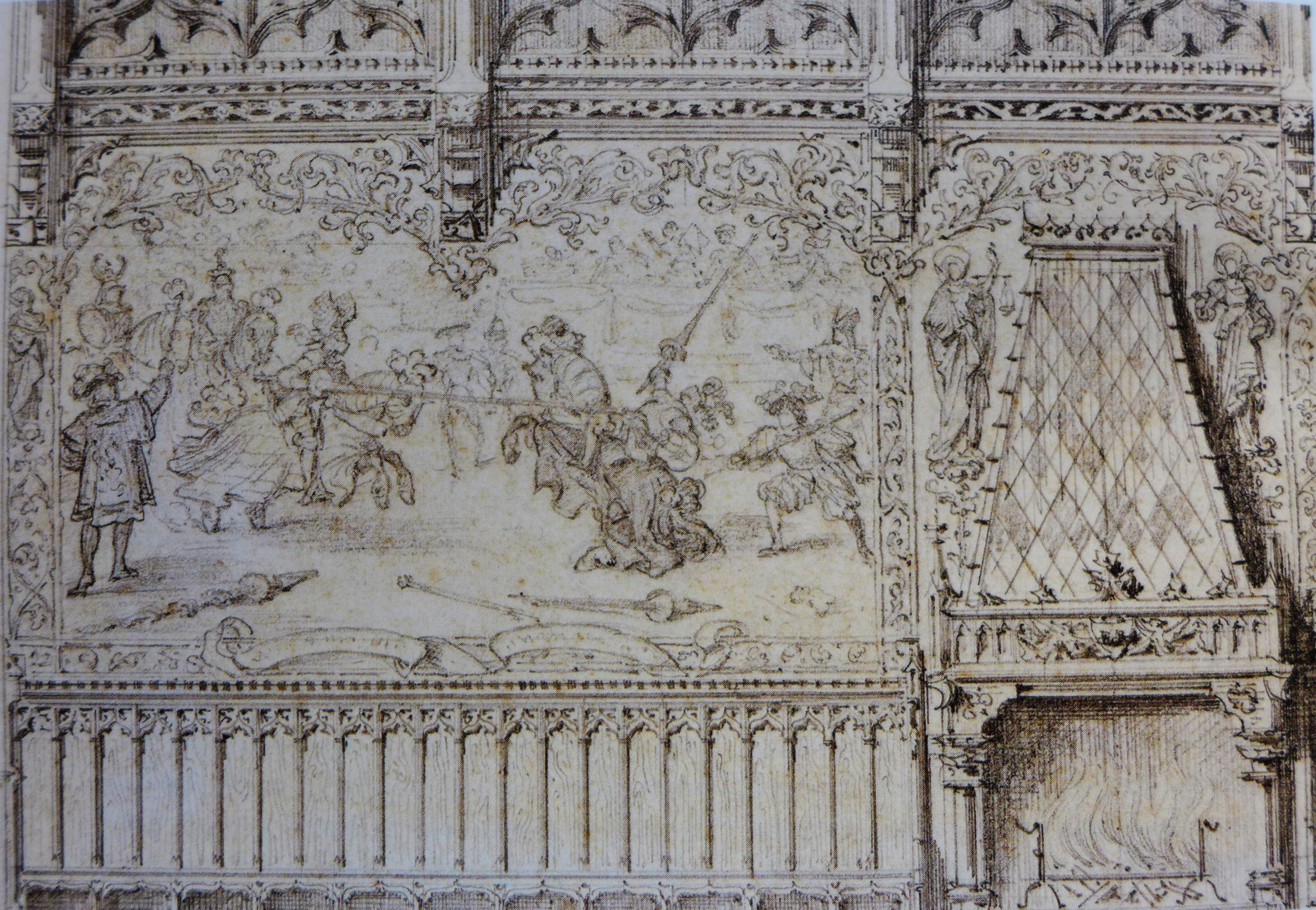
Georg Hauberrisser: Entwurf zur Neugestaltung des Rathausfestsaales in Landshut mit Gemäldeskizzen von August Spieß, 1875
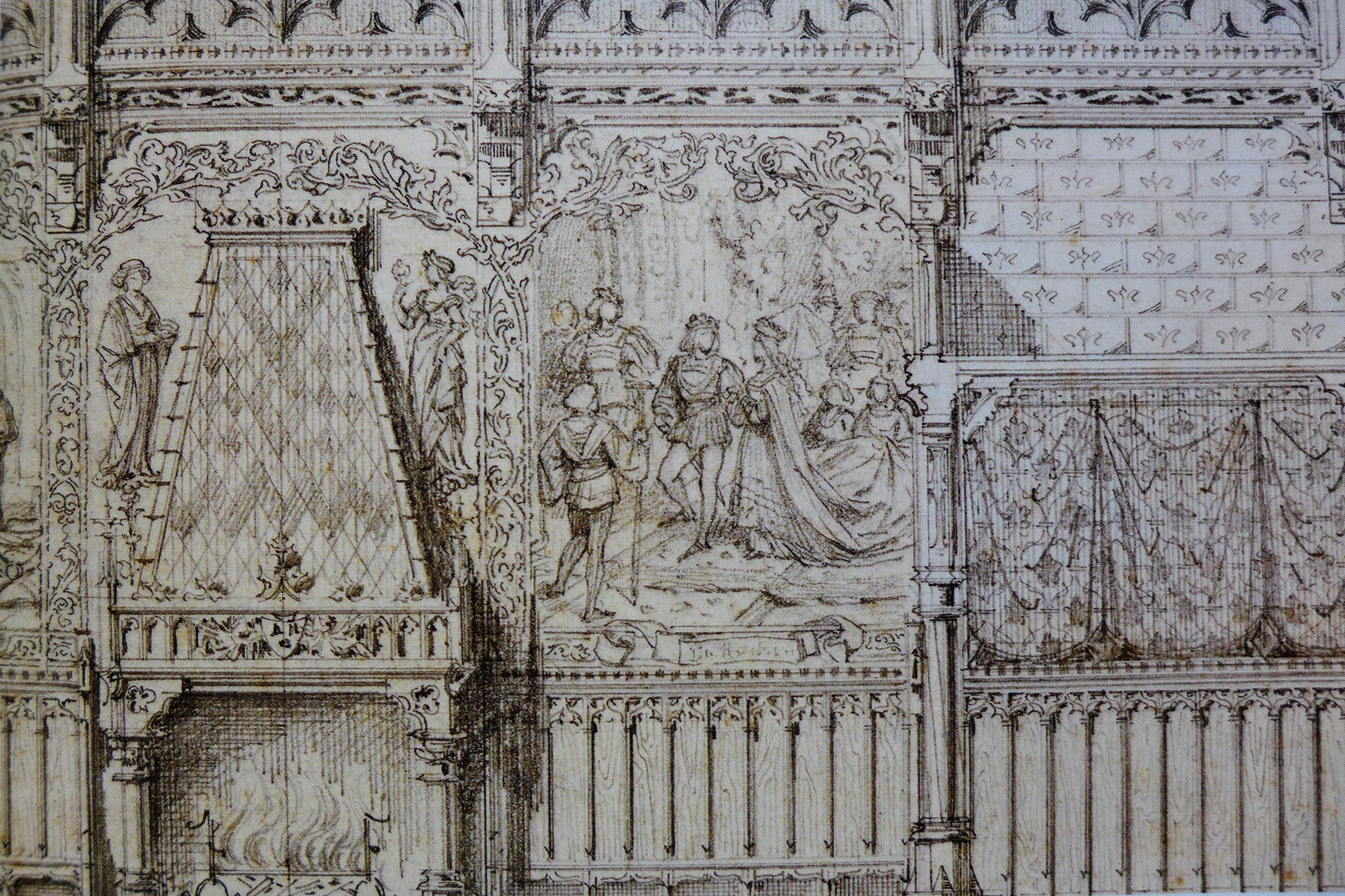
Georg Hauberrisser: Entwurf zur Neugestaltung des Rathausfestsaales in Landshut mit Gemäldeskizzen von August Spieß, 1875

Der reichlich dekorierte Festsaal im Rathaus in St. Johann hat eine Höhe von zwei Stockwerken und wird überwiegend für repräsentative Zwecke genutzt. Jährlich finden dort etwa 1000 Trauungen statt. Das ursprüngliche Trauzimmer für Ziviltrauungen befindet sich hinter der Westwand des Festsaales und ist mit diesem über zwei Portale verbunden. Während die rechte, kleinere Pforte eine Eule, die mit ihren Klauen ein Buch aufschlägt, als Symbol der Weisheit zeigt, ist über dem linken, größeren Portal die geschnitzte Fraktur-Inschrift „Echt und Recht in Rath und That“ zu lesen.
Die Kunstverglasung der Saarbrücker Fenstermanufaktur Frese im alten Trauzimmer stammt aus der Wiederaufbauphase der Nachkriegszeit und thematisiert die Ehe. Neogotische Konsolköpfe, die die Gewölbe tragen, zeigen verheiratete Frauen und Männer in verschiedenen Altersphasen und weisen so mahnend auf die Vergänglichkeit der menschlichen Jugend und die möglicherweise lange Dauer der ehelichen Beziehung hin. Im Trauzimmer hat sich noch Mobiliar der Erbauerzeit erhalten.
Der St. Johanner Festsaal weist deutliche Gestaltungsparallelen zu Hauberrissers Sitzungssaal des Magistrates (Kleiner Sitzungssaal) und dessen Wanddekoration von Wilhelm von Lindenschmit der Jüngere im Münchener Rathaus auf. Während die beiden Münchner Ratssäle allerdings über große Besucheremporen verfügen, musste dies in St. Johann aus Kostengründen unterbleiben. Hauberrisser behalf sich in St. Johann, indem er über dem Gemäldezyklus eine Reihe Binnenfenster einfügte, die, wenn sie geöffnet werden, eine Verbindung zu einer dahinter liegenden Halle herstellen. So konnte man zum Beispiel bei öffentlichen Sitzungen eine größere Besuchermenge an den Verhandlungen des Rates teilhaben lassen. Ähnlich wie in dem von Paul Schultze-Naumburg gestalteten späthistoristischen Festsaal des Schlosses Cecilienhof in Potsdam ermöglichen die Binnenfenster in St. Johann auch eine Nutzung als Orchesterloge.
Eine weitere Gestaltungsparallele zum St. Johanner Ratssaal stellt Hauberrissers Rathausprunksaal im Rathaus von Landshut (Umgestaltung 1876–1882, Thema der Ausmalung: Die Landshuter Hochzeit von 1475, Maler: Rudolf von Seitz, Ludwig von Löfftz, Konrad Weigand, August Spieß) dar. Die Gestaltung des Landshuter Rathausfestsaales hatte Hauberrisser im Jahr 1875 entworfen. Auch hier wurden wie schließlich auch in St. Johann stadtgeschichtliche Themen in historistischer Manier auf Wandgemälden in Szene gesetzt. Ebenso kam die Landshuter Kombination von neogotischer Wandverkleidungen, Prunkkaminen und aufwändiger Holzdecke in St. Johann wieder zur Anwendung.

Rathaus St. Johann, Festsaal – Kamin – Vorhalle – Treppenzugang
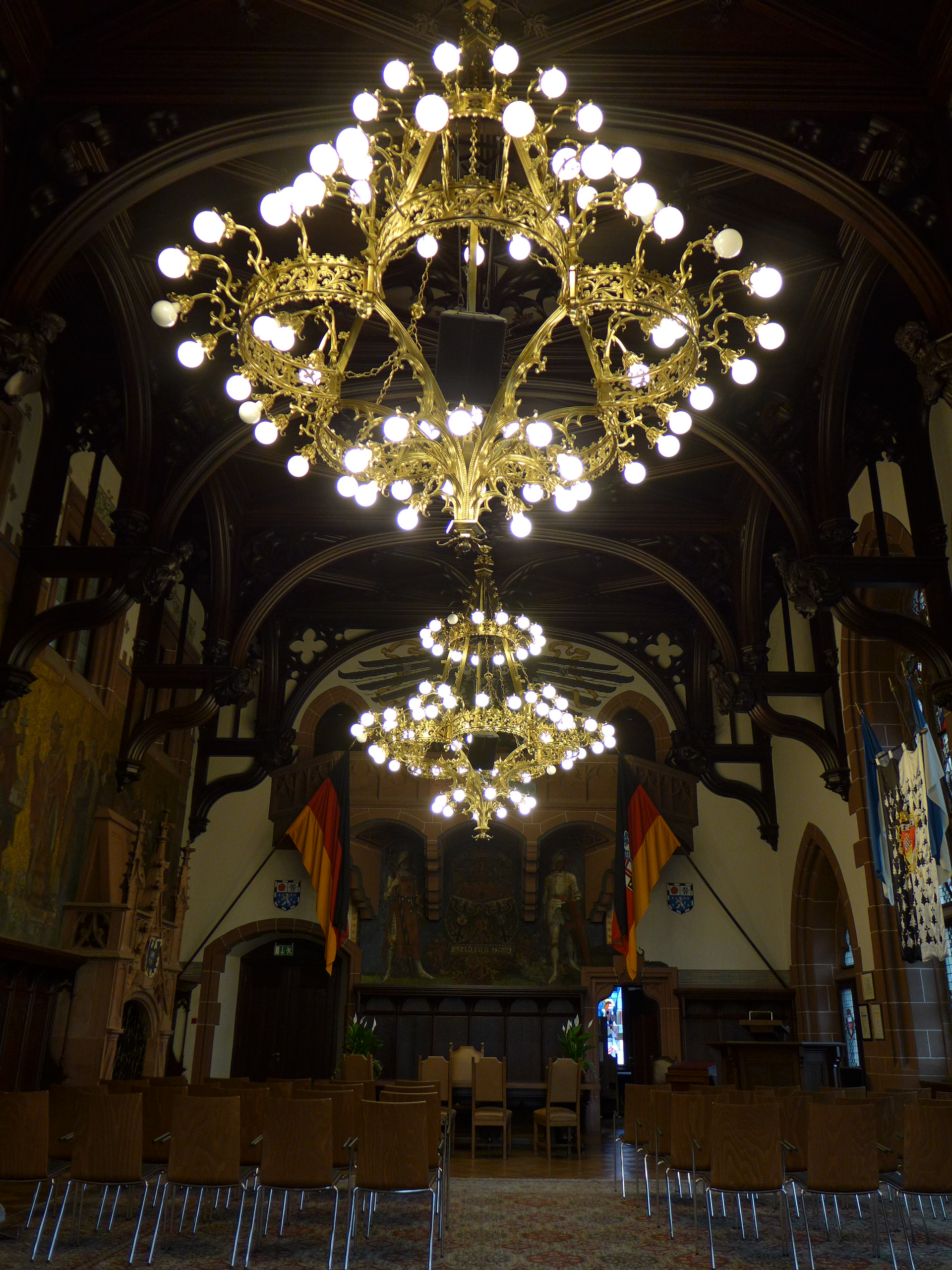
Festsaal, Blickrichtung zum Balkon mit Prunkleuchtern
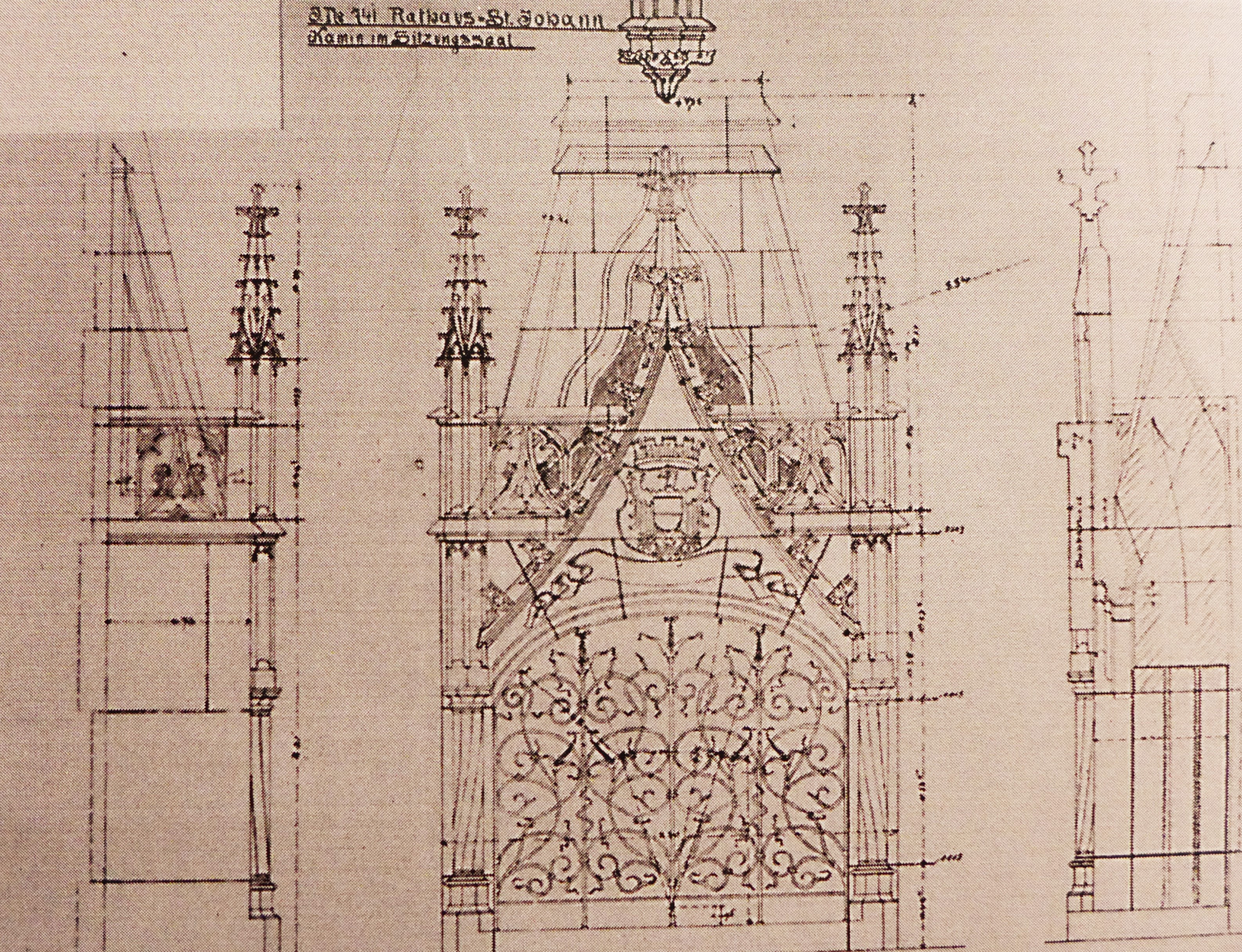
Kamin im Sitzungssaal des Rathauses St. Johann, Entwurf Georg von Hauberrisser, München, 15. Mai 1902 (StA Saarbrücken, Bgm. St. Joh. 371, Blatt 185)
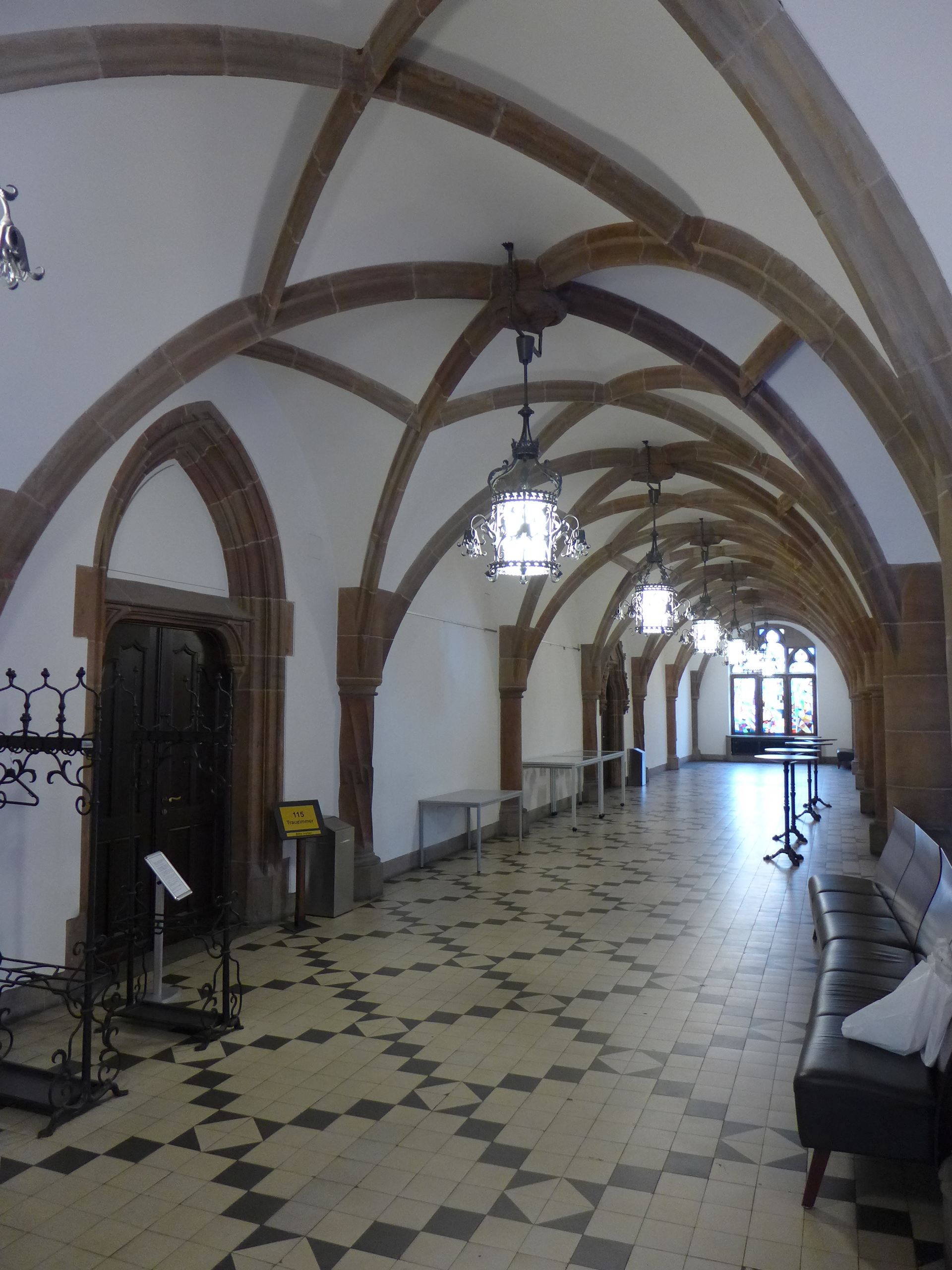
Vorhalle des Festsaales
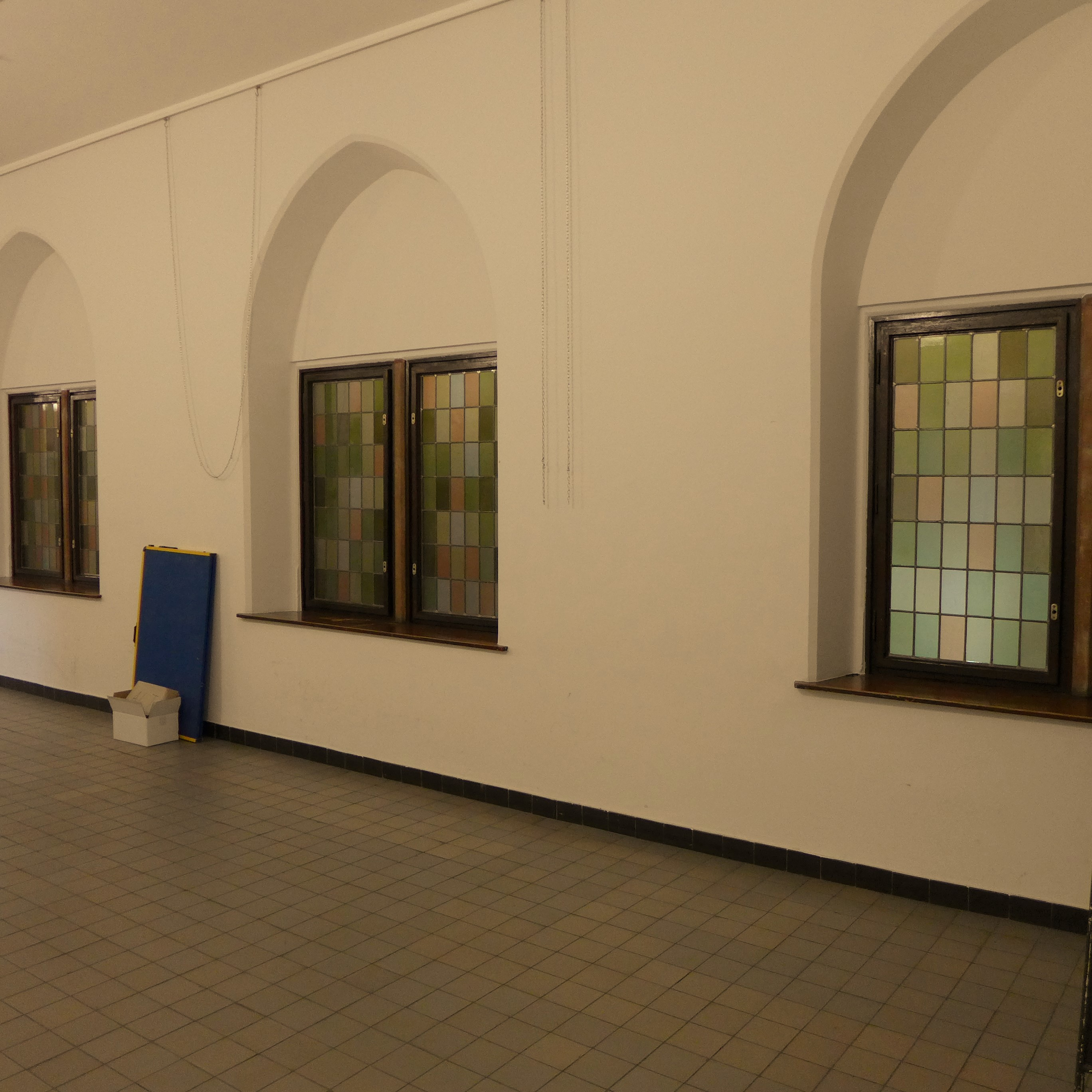
Besucherempore mit Fenstern zum Rathausfestsaal
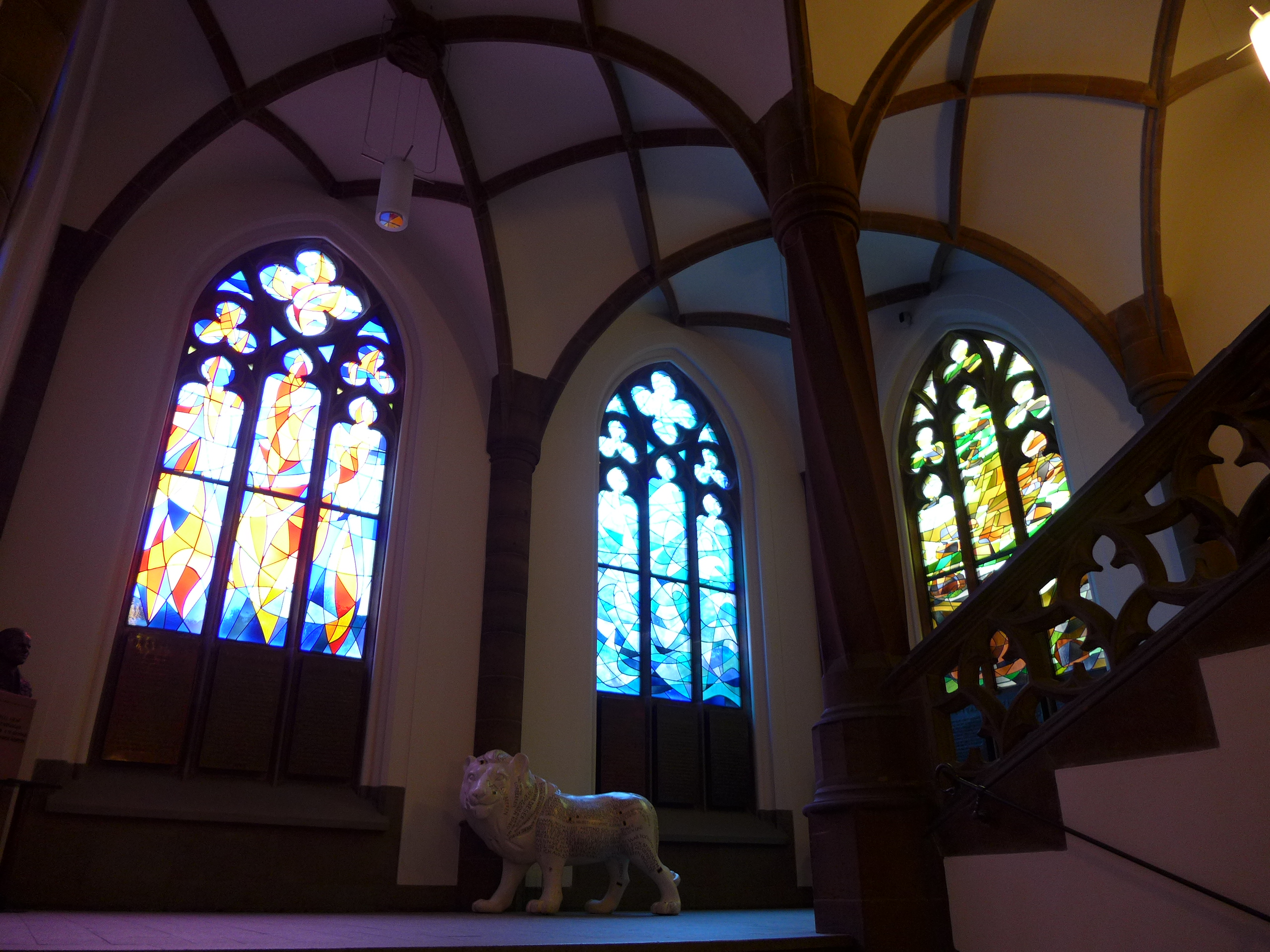
Haupttreppenhaus des Hauberrisserbaues von unten
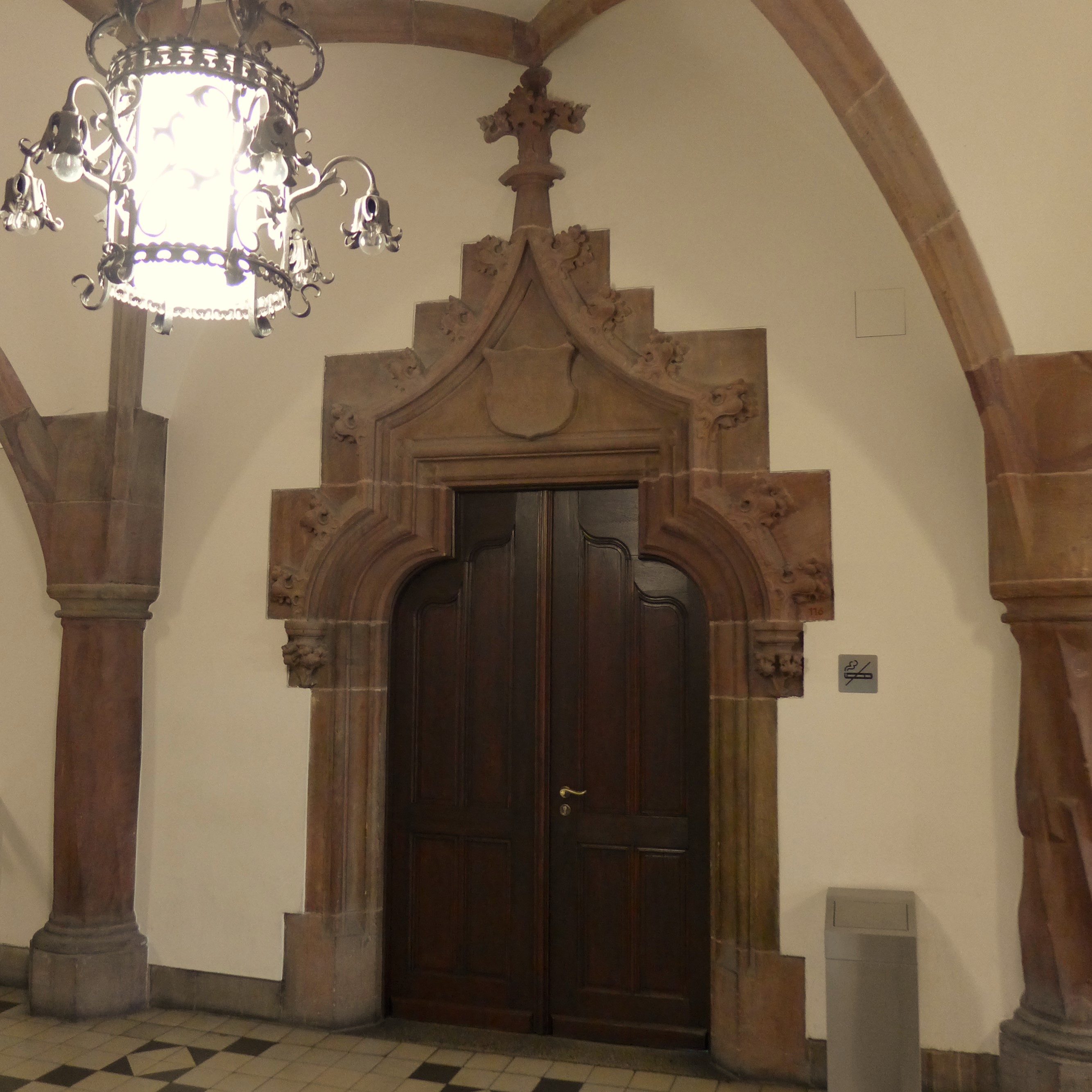
Portal zum Rathausfestsaal
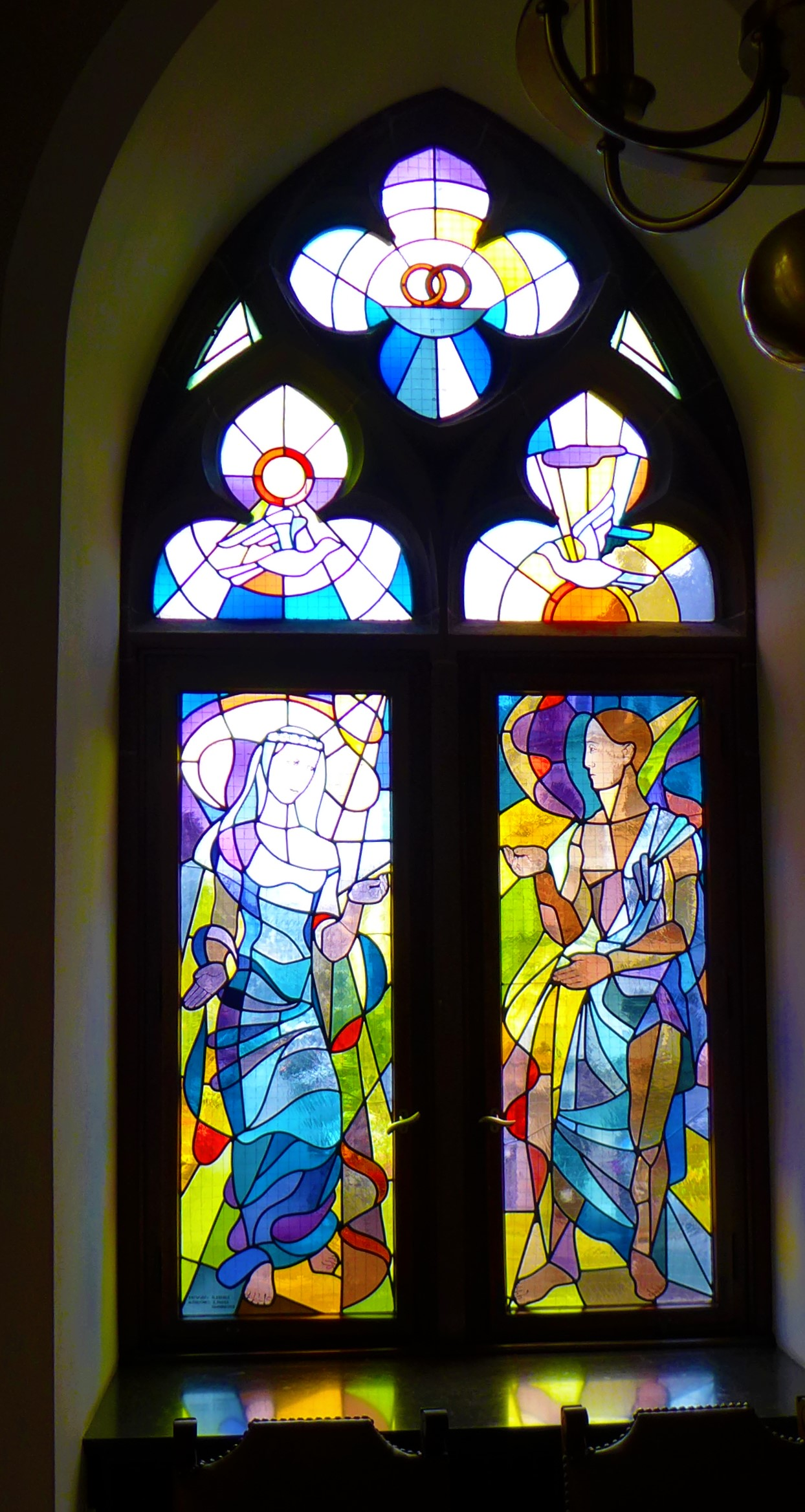
Trauzimmer, Ehefenster
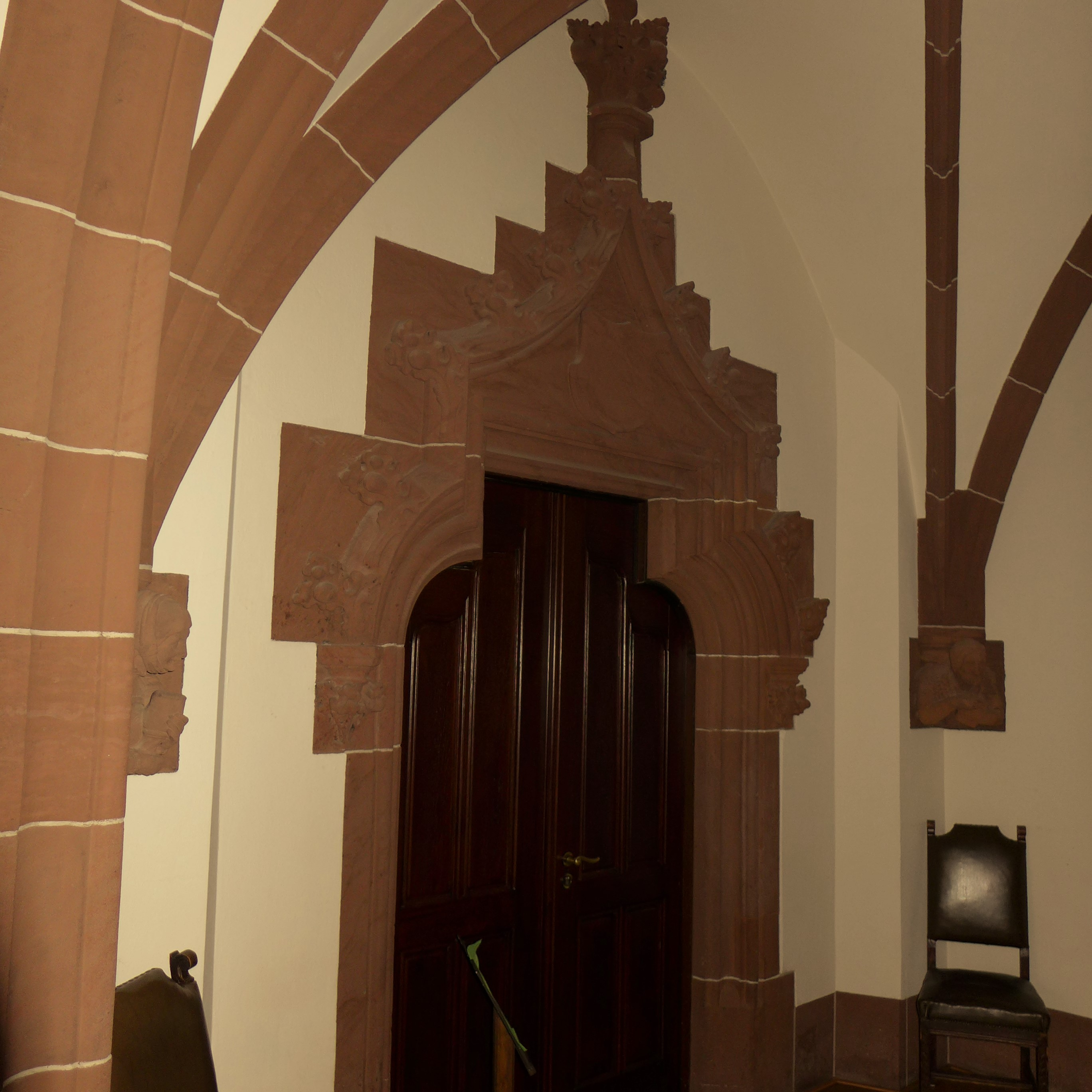
Trauzimmer, Verbindungsportal zum Rathausfestsaal, Konsolköpfe zum Thema Lebensaltersstufen

Im Jahr 1880 wurde in einem eigens dafür errichten saalartigen Anbau des Rathauses von Saarbrücken, des heutigen Alten Rathauses, am Schlossplatz ein Gemäldezyklus des Malers Anton von Werner präsentiert. Dieser Saarbrücker Rathauszyklus stellte den Sturm auf den Spicherer Berg am 6. August 1870, die Ankunft des Königs Wilhelm I. am 9. August 1870 in Saarbrücken, eine Allegorie auf die Einigung der deutschen Stämme (das berühmte „Viktoria“-Gemälde, dessen Motiv als Dauerserienbriefmarke der Reichspost verwendet wurde) und Großporträts von Moltke, Bismarck, Kronprinz Friedrich Wilhelm und Prinz Friedrich Karl dar. Der Anbau wurde als repräsentativer Rats- und Festsaal benutzt.
Diese Rathauserweiterung in Saarbrücken bedeutete nun für die Stadtverwaltung der Schwesterstadt St. Johann einen Motivationsschub, mit einem eigenen, noch prunkvolleren Rathausfestsaal Saarbrücken zu übertreffen und den eigenen Führungsanspruch zu zementieren.
Da die Ausgestaltung des Festsaales bei der Einweihung des Rathauses noch nicht vollendet war, hatte man den Raum zunächst provisorisch ausgestaltet. Die Saaldecke war mit zwei mächtigen Reichsadlern bemalt. Gobelinartige Friese in den Farben rot und Gold schmückten die Wände, die die Wappen von Städten des preußischen Rheinlandes, der bayerischen Pfalz sowie des Reichslandes Elsaß-Lothringen trugen. Die Fenster waren mit künstlichen Bleiruten versehen und mit imitiertem Buntglas dekoriert. Hauptstück des Saales war ein Gemälde von Max Usadel (1880–1950) aus Düsseldorf, das Kaiser Wilhelm II. zeigte. Die Neue Saarbrücker Zeitung schreibt diesbezüglich in ihrer Ausgabe vom 24. Juni 1900 in geradezu euphorisch-hohenzollernergebenem Ton:

„Den vornehmsten Schmuck des Saales bildet jedoch das hinter der Rednertribüne angebrachte, aus der Meisterhand Usadels in Düsseldorf hervorgegangene Kaiserbild. Jeder Zoll ein Herrscher und Held in stolzester Haltung blickt Kaiser Wilhelm II. herab. Pflichtbewusstsein, Mut und Entschlossenheit, jene Tugenden, welche Deutschland und die Welt an ihm respektieren, liest der Beschauer aus den ernsten Zügen des Monarchen, und läßt ihn unwillkürlich aussprechen, daß er sich so und nicht anders seinen Kaiser vorgestellt habe.“

#### Wandgemälde

##### Gemäldewettbewerb

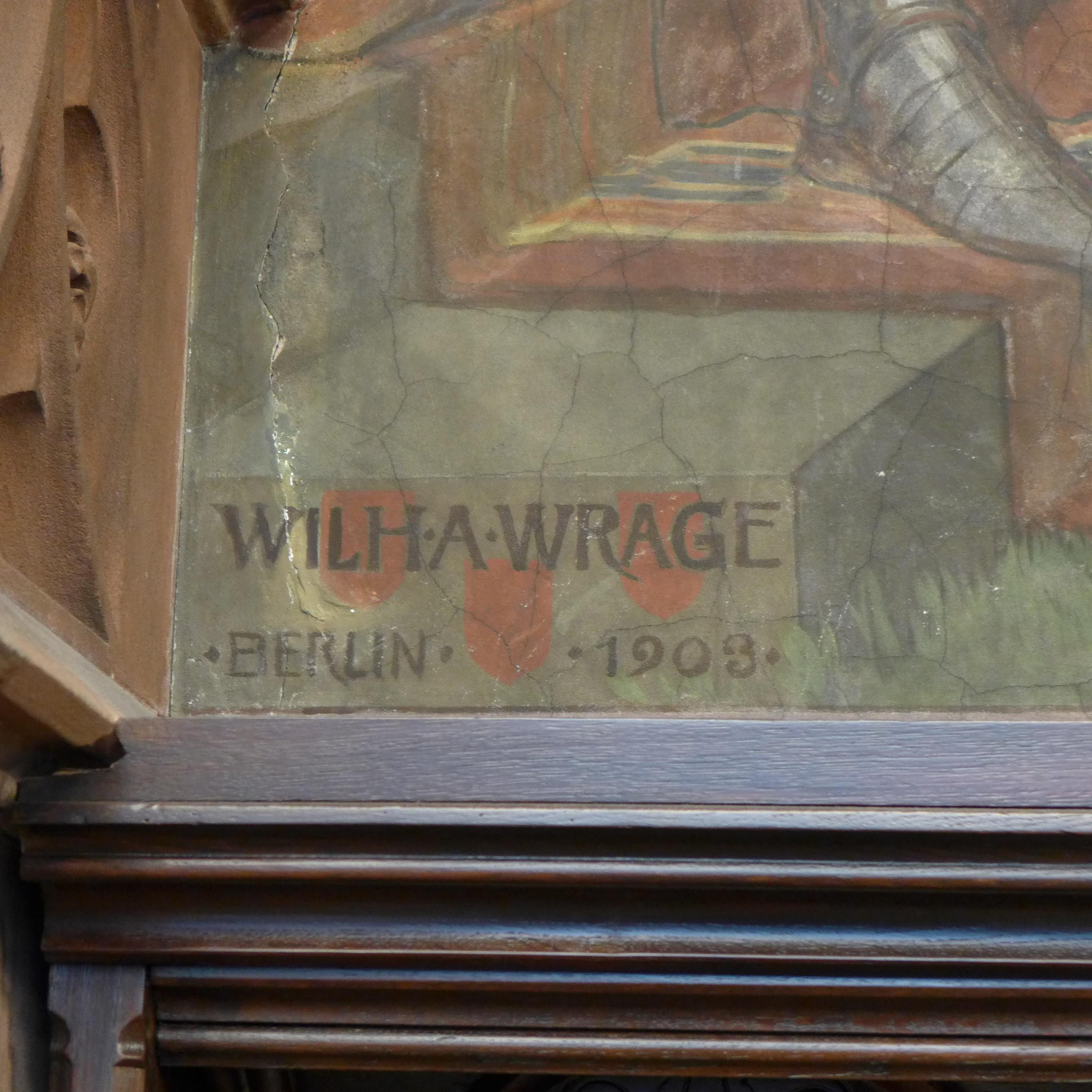
Rathaus St. Johann, Festsaal, Wandgemälde, Signatur von Wrage mit den drei Malerwappenschilden

Am 6. April 1899 fragte Bürgermeister Neff beim preußischen Ministerium der geistlichen, Unterrichts- und Medizinalangelegenheiten in Berlin an, ob die Möglichkeit bestünde, dass der preußische Kunstfonds finanzielle Mittel zur Verfügung stellen könnte, um den St. Johanner Rathausfestsaal auszuschmücken. In der Rückantwort des Ministeriums vom 14. Juni 1899 bejahte man die Anfrage Neffs prinzipiell, machte allerdings mehrere Auflagen zur Bedingung:
1. Hälftige Kostenübernahme durch den preußischen Kunstfonds, wenn die Stadt St. Johann die andere Hälfte und die anfallenden Nebenkosten übernimmt.
2. Es gilt das Gutachterverfahren der Landeskunstkommission des Königreichs Preußen.
3. Es müssen drei Preise ausgeschrieben werden: (1. Preis: 3000 Mark, 2. Preis: 2000 Mark, 3. Preis: 1000 Mark). Die Kosten teilen sich Stadt und Ministerium hälftig.
4. Beim Wettbewerb muss die Stadt drei kunstsachverständige Vertreter für das Preisrichterkollegium benennen.
5. Das Ministerium erhält Fotografien des Festsaales für die Ausschreibungsunterlagen.

Die Stadtverordneten und Bürgermeister Neff erklärten sich mit den Bedingungen des Ministeriums einverstanden und so wurde durch das Ministerium am 3. Januar 1900 ein Wettbewerb zur Ausmalung des St. Johanner Rathausfestsaal ausgeschrieben. Alleinige Maßgabe an die Künstler war, dass die Malereien sich der Architektur des Saales anzupassen hätten. Zum Wettbewerb zugelassen waren nur preußische Künstler oder deutsche Künstler, die ihren Wohnsitz im Königreich Preußen hatten.
Am 3. Mai teilte die Stadt St. Johann dem Ministerium die Vertreter der Stadt im Preisrichterkollegium mit: Stadtbaumeister Franz, Stadtbeauftragter Knoblauch und Architekt Hauberrisser. Zum ausgeschriebenen Wettbewerb wurden insgesamt 16 Entwürfe eingesandt. Die Preisvergabe durch die königlich-preußische Landeskunstkommission erfolgte am 12. Juni 1900.
Die Preise wurden folgendermaßen vergeben:
- 1. Preis: Wilhelm August Wrage aus Berlin (mit der Auflage geringfügiger Entwurfsabänderungen)
- 2. Preis: Oscar Wichtendahl aus Hannover
- 3. Preis: Hans Koberstein (1864–1945) aus Berlin, Sohn von Karl August Koberstein

Als Honorar für den Wettbewerbssieger Wrage setzte das Ministerium am 12. Juli 1900 33.000 Mark für die Ausmalung des St. Johanner Rathaussaales fest.
Der preußische Historienmaler Wilhelm August Wrage, Bruder des Landschaftsmalers und Grafikers Hinrich Wrage, hatte den 1. Preis noch in seinem Abschlussjahr errungen. Von 1898 bis 1900 hatte er an der Kgl. Hochschule für die Bildenden Künste in Berlin studiert und dort die silberne Medaille erhalten. Die Ausmalung des Ratsaales in St. Johann gilt als sein Hauptwerk.
Als Wrage mit der Ausmalung des Rathaussaales begann, stellte sich heraus, dass seine Entwurfszeichnungen nicht mit den Wandmaßen des Saales übereinstimmten. Hauberrisser hatte dem Maler falsche Maße übermittelt. Somit musste Wrage die Entwürfe nochmals abändern. Daraufhin kürzte die Stadtverwaltung St. Johann Hauberrissers kurz zuvor eingegangene Honorarforderung von 2000 Mark auf 1000 Mark.
Ende Oktober 1903 hatte Wrage die Gemälde in St. Johann fertiggestellt und am 5. November 1903 bewertete der für die Abnahme der Arbeit durch das preußische Kultusministerium beauftragte Berliner Historienmaler Waldemar Friedrich Wrages Werk mit dem Prädikat „Gut“. Nach einer Prüfung der Unterlagen bestätigte das Kultusministerium am 7. Dezember 1903 das Gutachten Friedrichs.
Die Intentionen des königlich-preußischen Kultusministerium hinsichtlich der staatlichen Förderung von Kunst am St. Johanner Rathausbau wird überaus deutlich in einer am 18. Dezember 1901 gehaltenen Rede Kaiser Wilhelms II.:

„Die Kunst soll mithelfen, erzieherisch auf das Volk einzuwirken, sie soll auch den unteren Ständen nach harter Mühe und Arbeit die Möglichkeit geben, sich an den Idealen wieder aufzurichten. Uns, dem deutschen Volke, sind die großen Ideale zu dauernden Gütern geworden, während sie anderen Völkern mehr oder weniger verloren gegangen sind. Es bleibt nur das deutsche Volk übrig, das an erster Stelle berufen ist, diese großen Ideen zu hüten, zu pflegen, fortzusetzen, und zu diesen Idealen gehört, daß wir den arbeitenden, sich abmühenden Klassen die Möglichkeit geben, sich an dem Schönen zu erheben und sich aus ihren sonstigen Gedankenkreisen heraus- und emporzuarbeiten.
Wenn nun die Kunst, wie es jetzt vielfach geschieht, weiter nichts tut, als das Elend noch scheußlicher hinzustellen, wie es schon ist, dann versündigt sie sich damit am deutschen Volke. Die Pflege der Ideale ist zugleich die größte Kulturarbeit, und wenn wir hierin den anderen Völkern ein Muster sein und bleiben wollen, so muß das ganze Volk daran mitarbeiten, und soll die Kultur ihre Aufgabe voll erfüllen, dann muß sie bis in die untersten Schichten des Volkes hindurchgedrungen sein. Das kann sie nur, wenn die Kunst die Hand dazu bietet, wenn sie erhebt, statt daß sie in den Rinnstein niedersteigt.“

Die Sichtbarmachung des auftrumpfenden Machtanspruches des Bürgertums in Architektur, Bildhauerei und Malerei und die darin enthaltene Betonung einer heilen Welt der sozialen Harmonie entsprang der Sehnsucht nach einem Wunschland altdeutscher Bürgerherrlichkeit. Im Rathausbau in St. Johann und anderswo im Deutschen Reich glorifizierte sich das Stadtbürgertum selbst als patriotischer Träger der nationalen Kultur mit dem Ziel der Selbstlegitimation in Vergangenheit und Gegenwart. Diese bürgerliche Sehnsucht, die stets mit einer latenten Angst vor sozialem Umsturz verbunden war, und ihr Sichtbarwerden im historisierenden Gestalten kann vielleicht mit den Worten des Philosophen Theodor W. Adorno (1903–1969) gedeutet werden: „was subjektiv Wunschtraum war, ist objektiv Angsttraum.“
Nach Beschädigungen im Zweiten Weltkrieg wurden die Gemälde Wrages notdürftig repariert.

Flagge des Saarstaates (1947–1956)

Auf Befehl der französischen Besatzungsmacht wurden alle preußischen Adler mit weißer Farbe übermalt bzw. mit saarländischen Fahnen (Wappen des Saarlandes 1948–1956) verhängt. Im Jahr 1973 (17. April – 12. Juli) führte der Kunstmaler Nikolaus Josef Schmitt (1918–1996) aus Nennig am Geschichtsfries Restaurierungsarbeiten aus.

##### Gemäldeinhalte
Inhalte der Seccomalereien an der Längswand des Ratssaales (ca. 18 m auf 3,5 m) sind die Weihe der Johanneskapelle in St. Johann durch den Bischof Arnulf von Metz (582?–640) und die Verleihung von Stadtrechten an die Bürger des Fischerdorfes St. Johann im Jahr 1321. Da die Ersterwähnung Saarbrückens bereits im Jahre 999 erfolgt war, versuchte man in der Schwesterstadt St. Johann den Beginn der Stadtgeschichte möglichst ins frühe Mittelalter (Weihe der Johanneskapelle durch Arnulf von Metz) zu legen, um so historiographisch mit Saarbrücken konkurrieren zu können. Im Gemälde wurde somit auch die Stadterhebung Saarbrückens 1321, die sich auf beide Saarstädte (Saarbrücken und St. Johann) bezog, exklusiv auf St. Johann begrenzt dargestellt. Statt eines naturalistisch gestalteten Szenenhintergrundes hat der Künstler Wilhelm Wrage einen mittelalterlich-historisierenden Goldgrund ausgeführt, der der dargestellten Szenerie eine ikonenhaft-kostbare Anmutung verleiht, die Gemälde flächiger erscheinen lässt und die Saalwand optisch nicht aufreißt. Die Ornamentierung des Goldgrundes zeigt gotische Adler im Blütenrapport. Die waagerechte Linienführung der Ornamente soll den Eindruck eines gewebten Bildteppiches erwecken.

###### Bildinhalte des Gemäldeteiles der Kapellenweihe im 7. Jahrhundert

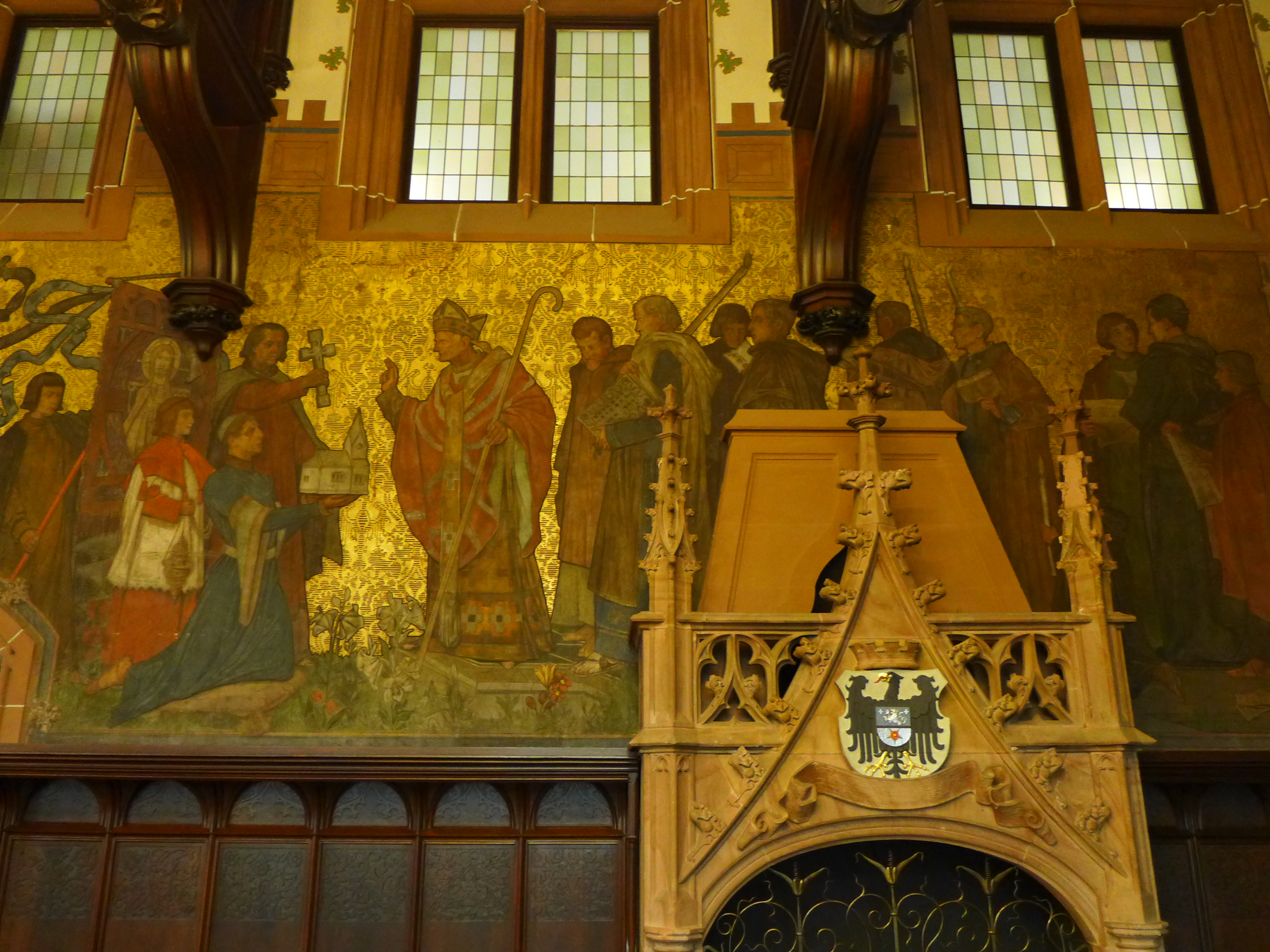
Festsaal, Gemäldeausschnitt „Die Weihe der St. Johanner Kapelle“

Zentrum der Figurenanordnung ist der mit einem prächtigen Ornat bekleidete Bischof Arnulf von Metz, Stammvater und Hausheiliger der Karolinger. Auf einem steinernen Podest stehend, hält der Geistliche in seiner Linken einen schlichten Bischofsstab und weiht mit seiner Rechten im Segensgestus die Kapelle Johannes des Täufers, deren Modell von einem auf einem Kissen knienden Mann in blauem Gewand mit Trompetenärmeln empor gehalten wird. Unterhalb des romanisierenden Kapellenmodells mit Rhombenhelm und halbrunder Apsis entsprießen dem Rasenstück am unteren Gemälderand weiße, jugendstilhaft stilisierte Lilien und weitere Blumen, die symbolisch als Hinweis auf die Prosperität des jungen Ortes gedeutet werden können.
Der das Kapellenmodell tragende Mann wird von einem weihrauchfassschwenkenden jungen Ministranten im weißen Spitzenchorhemd mit rotem Untergewand, einem Bannerträger mit romanisierender Christusdarstellung in einer Mandorla sowie einem Kustos begleitet, der dem Metzer Bischof ein schlichtes romanisches Altarkruzifix entgegenhält, das in seiner äußeren Form an das Reichskreuz erinnert. Die (blut-)rote Farbe des Ministranten-Untergewandes und der zugehörigen troddelgeschmückten Pelerine geben Hinweis auf den liturgischen Hintergrund: Das Gedächtnis an das Martyrium des Kapellenpatrons Johannes des Täufers.
Obwohl Arnulf von Metz in der katholischen Kirche als Heiliger verehrt wird (Schutzpatron der Bierbrauer und Müller), wird er im damals weitgehend protestantisch bestimmten St. Johann bewusst ohne Heiligennimbus dargestellt. Sein Klerikerornat, eine niedrige Mitra, eine gotische Kasel mit bischöflichem Pallium in Y-Form und ein kreuzgeschmückter Talar, ist dominiert von den Farben rot, weiß und gold, den Wappenfarben des Bistums Metz (Symbole der Metzer Bistumspatrone: silbernes Richtschwert des heiligen Paulus und zwei goldene Steine der Steinigung des heiligen Stephanus auf rotem Grund).
Die Legende besagt, Arnulf habe im Jahr 629 seinem Bischofsamt entsagt und sich in die sogenannte Heidenkapelle am Halberg zurückgezogen, wo bereits sein angeblicher Vater, der heilige Arnual, als Einsiedler gelebt habe. Von dort aus habe er die Erbauung der Johannes dem Täufer gewidmeten Kapelle im Fischerdorf St. Johann initiiert. Vom Titelheiligen dieser Kapelle habe dann das Fischerdorf den Ortsnamen St. Johann übernommen.
Hinter Bischof Arnulf entnimmt ein Chronist seiner Mappe eine Urkunde, um sie vom Bischof zur Dokumentation des historischen Vorgangs unterschreiben zu lassen. Lange Stabkerzen, Notenblätter und Gebetbücher tragende Laienbrüder und Schüler in langen Gewändern und Radmänteln, die ebenfalls wie der Bischof auf einem Steinpodest stehen oder knien, untermalen mit ihrem feierlichen Gesang die bischöfliche Weihehandlung.

###### Bildinhalte des Gemäldeteiles der Stadterhebung von 1322

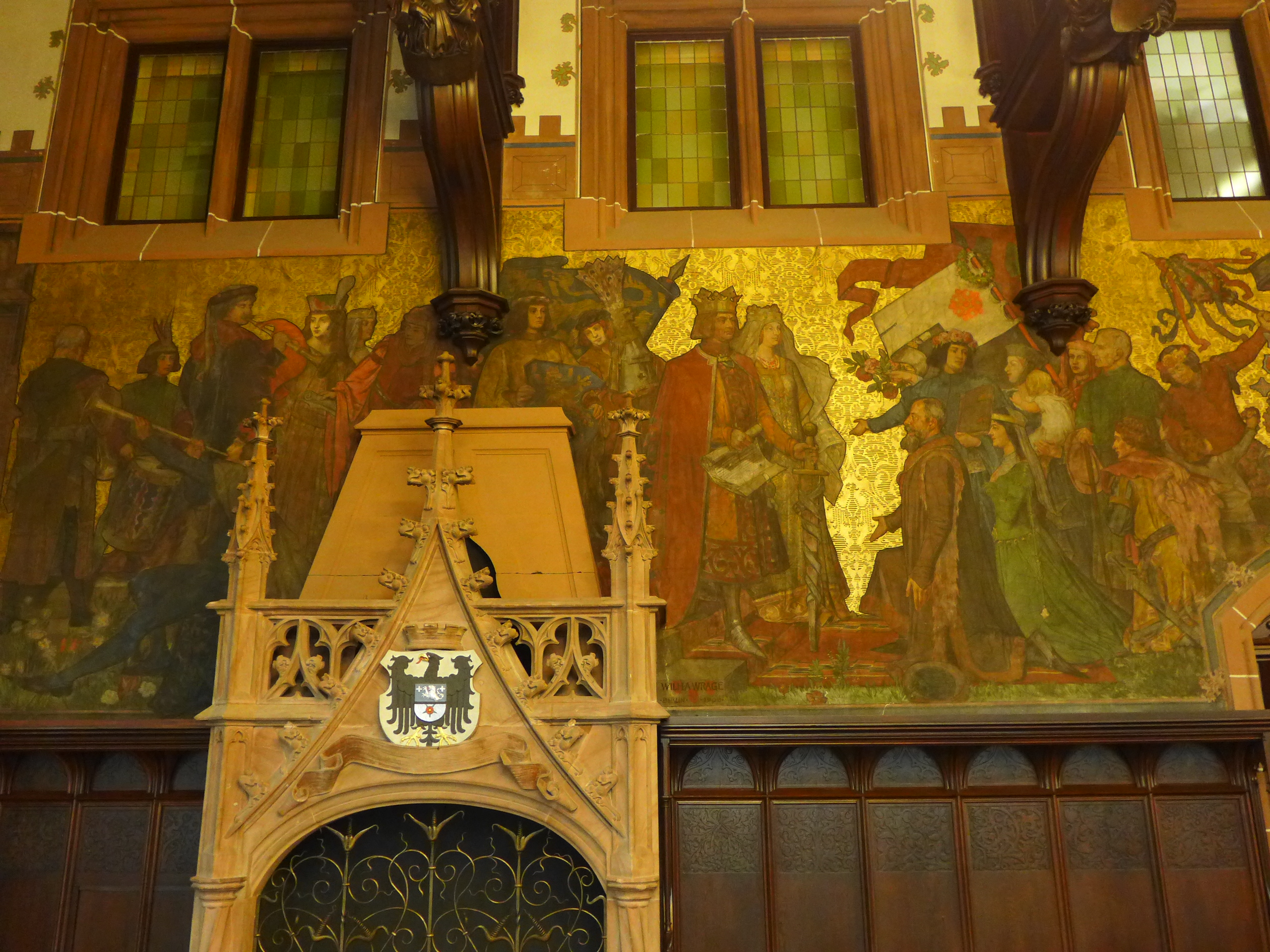
Festsaal, Gemäldeausschnitt „Die Übergabe des Freiheitsbriefes“

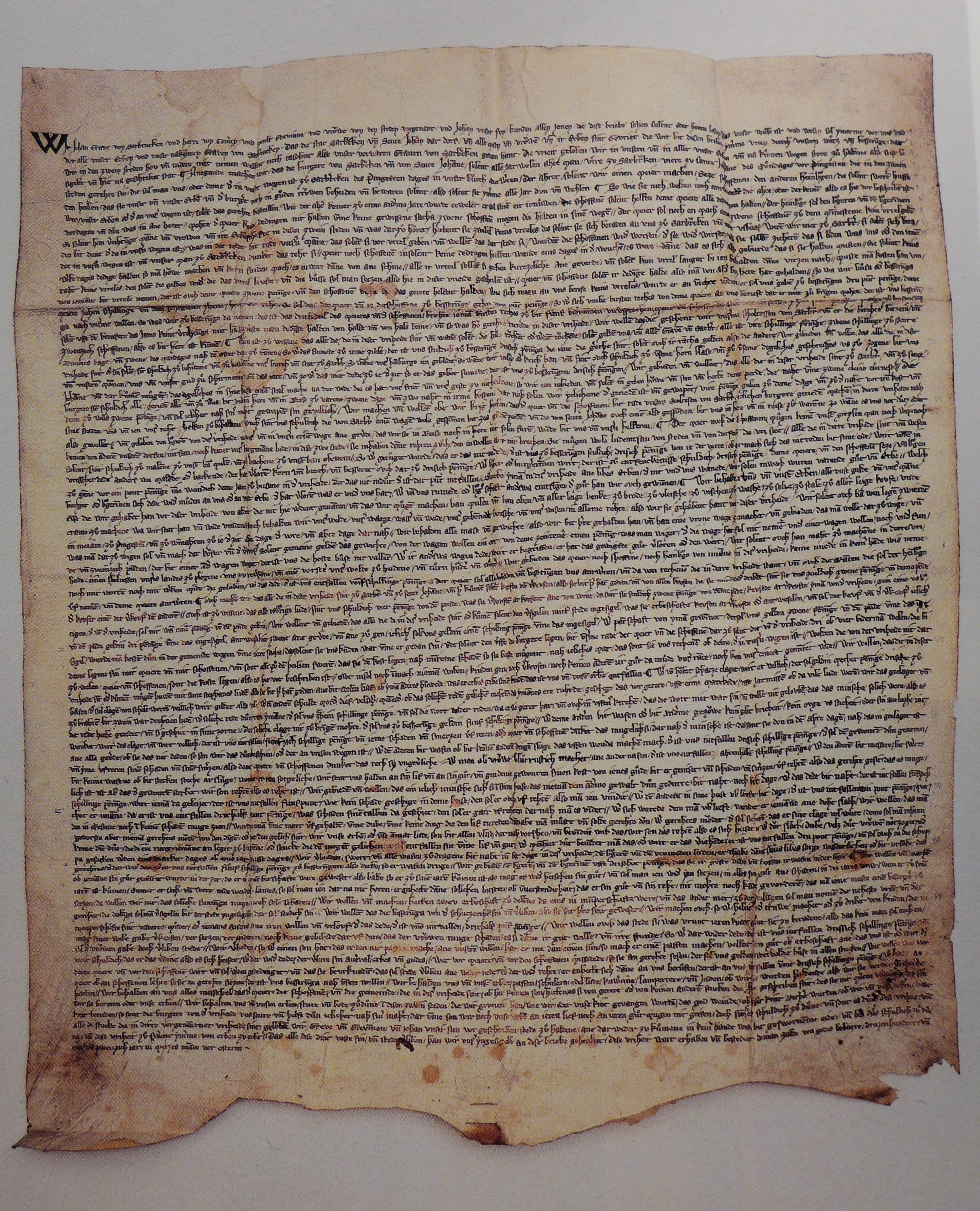
Freiheitsbrief des Grafen Johann I. von Saarbrücken-Commercy für Saarbrücken und St. Johann aus dem März 1322, Pergamentblatt, 57,5 cm × 68 cm (Stadtarchiv Saarbrücken)

Graf Johann I. von Saarbrücken, mit alter, blattgezinkter Grafenkrone, mächtigem Schwert und in prächtigem Herrschaftsmantel dargestellt, übergibt, in Begleitung seiner ersten Ehefrau Mathilde von Apremont, eine teppichbelegte Treppe herunterschreitend, dem vor ihm knienden bärtigen Meier von St. Johann im Jahr 1322 die Stadtrechte und den Freiheitsbrief.
Neben dem die Urkunde entgegennehmenden St. Johanner Meier in Amtstracht, der seine Kopfbedeckung zur Ehrbezeugung des Grafen auf den Rasen gelegt hat, kniet dessen Frau in grüner mittelalterlicher Robe. Ein blaugewandeter, rosenbekränzter Jüngling presst mit der Linken eine lederne Urkundenmappe an seine Brust, während sich seine Rechte der gräflichen Urkunde entgegenreckt. Paukenschläge und Trompetensignale spätmittelalterlich gekleideter Musikanten geben währenddessen den Vollzug des amtlichen Aktes bekannt.
In der den Meier umgebenden Volksmenge sind folgende Personen erkennbar: ein Dorfältester, ein junger Kriegsmann, Scholaren, Fahnenträger und eine Mutter mit Gebändehaube und einem kleinen Kind auf dem Arm, die der Gräfin Mathilde von Apremont ehrerbietig einen Rosenstrauß entgegenhält. Der kleine Sohn des Grafen, Johann von Commercy († vor 1344), bittet einen rosenbekränzten Jüngling mit einem bändergeschmückten Rosenstrauß am Stab (Rose als Symbol der Gemeinde St. Johann) darum, emporgehoben zu werden, um das feierliche Geschehen besser überblicken zu können.
Der Freiheitsbrief war im Namen von Graf Johann, seiner Frau Mathilde sowie beider Sohn Johann verkündet worden: „Wir Johan grave von Sarbrucken und herre von Comercy und Metild gravinne und vrouve von den steden vorgenannt und Johann unser son kunden allen jenen, die dise briebe sehen sulent oder horen lesen, das unser wille ist und wesen sol ymerme vor uns und vor alle unser erben und nakumen graven von Sarbrucken, das die stat Saarbrucken und Sente Johan dat dorf und alle man und vouwen und ir erben sind gevriet, die wir bit disen briben ymerme vrien durch unsern nutz und besserunge, das wir in den zwein steden hou und nidere niet nemen wellent noch insolent, alse unser vorvaren graven von Sarbrucken gedan hant.“
Sprachgeschichtlich interessant ist, dass St. Johann in der Urkunde noch „dat“ Dorf genannt wird. Dies, sofern die Urkunde wirklich vor Ort von einem Einheimischen formuliert wurde, ist der historische Beleg, dass St. Johann zu dieser Zeit noch im moselfränkischen Sprachraum lag und dass sich die heutige „dat-das-Grenze“ zuungunsten des „dat“ saarabwärts geschoben hat. Heute liegt St. Johann ganz im rheinfränkischen Sprachraum und man würde „das Dorf“ bzw. mundartlich angepasst „(e)s Dorf“ sagen.
Im Hintergrund des Grafen weht ein Banner mit dem Saarbrücker Löwen. Jugendliche Schildknappen in höfischer Gewandung und schräg gewickelten Stirnbändern tragen Wappenschild und Turnierhelm (Topfhelm mit Löwenhelmzier und Pfauenfedern) des Grafen. Den Schluss des gräflichen Zuges bilden höfisch gekleidete Edeldamen und eine bunte Musikantentruppe, die von einem sich herunterbeugenden Jüngling, der in modischer Manier Chaperon und weite Trompetenärmel trägt, eine Papierrolle mit Spielweisen erhält. Über der Bürgergruppe weht ein weißes Banner mit der roten St. Johanner Rose, die von einem rotgewandeter Jüngling mit Chaperon auf dem Kopf geschwenkt wird. Zur Feier des Tages ist die St. Johanner Standartenstange mit einem blütengarnierten Buchskränzchen behängt. Darüber flattert eine rote Standarte im Wind.
Im Gegensatz zur Züchtungsgeschichte der Rose und zur Darstellung der Rose im St. Johanner Wappen als ungefüllte, fünfblättrige Blüte stellt Wilhelm Wrage in künstlerischer Freiheit die Rosen im Gemälde als stark gefüllte Zentifolienrosen dar, die allerdings erst durch Züchtung Ende des 16. Jahrhunderts aufkamen. Ebenso erstaunt der vom Maler inszenierte üppige Rosenschmuck, wo doch die historische Szene im März 1322 spielt und üblicherweise Rosen vor Ort frühestens im Mai/Juni erste Blüten bilden.

Wappen der Grafen von Saarbrücken

Die malerische Inszenierung profiliert die mittelalterliche Ordnung als Sehnsuchtsort einer anderen, vorzugsweise heilen, prunkend-sinnlichen Gegenwelt. Nicht das „finstere“, sondern ein farbiges Mittelalter wird dem Betrachter vor Augen geführt. Als politischer Hintergrund der Konzeptionierung des Gemäldes muss die im Jahr 1871 vollzogene deutsche Reichseinigung mitgedacht werden. Die Zustimmung zu Kaisertum und Reichsidee und die Verbundenheit mit der Geschichte und Gegenwart der Saarheimat waren für die Auftraggeber weder in der Vergangenheit noch in ihrer Lebenszeit widersprüchlich. Mit der im Rathausfestsaal dargestellten Harmonie zwischen Feudalherr und bürgerlichen Untertanen konnte dem Betrachter des Gemäldes ein Musterbeispiel der mittelalterlich-feudalherrschaftlichen Eintracht vorgeführt werden, wie sie sich in den Augen der Auftraggeber durch die deutsche Reichseinigung „von oben“ hinsichtlich der verfassungsrechtlichen Reichsgründung am 1. Januar 1871 sowie der Kaiserproklamation am 18. Januar 1871 im Spiegelsaal von Versailles und dem damit vollzogenen monarchischen Staatsaufbau in modifiziert-modernisierter Form historisch wiederholte. Die im Mittelalter begründete regionale Adelsherrschaft der Grafschaft Saarbrücken schien den Zeitgenossen rechtshistorisch weitergeführt durch die preußische Monarchie und das damit verbundene deutsche Kaisertum.

###### Wappenmalerei

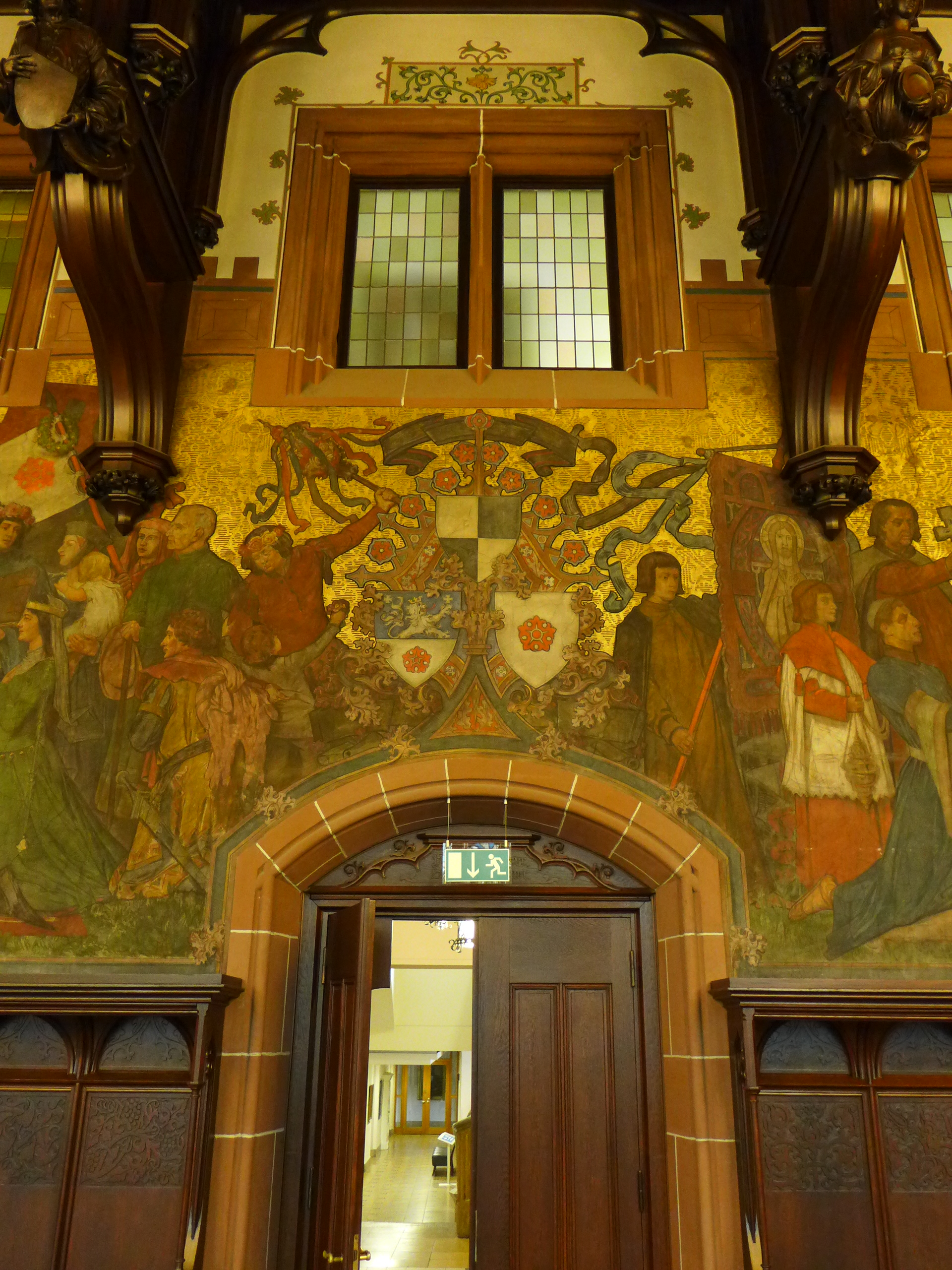
Festsaal, Gemäldeausschnitt Wappenschilde
Die geschnitzte Inschrift der Tür lautet: „Fest steh’n immer, still steh’n nimmer.“

Die beiden historischen Szenen der Kapellenweihe und der Stadtrechtsverleihung werden getrennt von drei Wappenschilden in Rosenornamenten:
Oben: Das Wappen der seit 1871 kaiserlichen Herrscherdynastie der Hohenzollern – das Stammwappen der Hohenzollern zeigt einen von Silber und Schwarz gevierteilten Schild („Zollernvierung“) –, da St. Johann seit 1815 durch Beschlüsse des Wiener Kongresses zu Preußen bzw. zur preußischen Provinz Großherzogtum Niederrhein, die später in der Rheinprovinz aufging, gehörte.
Unten links: Ein geteilter Wappenschild (Wappenschild der Schöffen von Saarbrücken und St. Johann von 1462) oben mit einem goldgekrönten, goldbewehrten und rotgezungtem silbernen Löwen in Blau, bestreut von silbernen Kreuzen (Wappen der Grafen von Saarbrücken-Commercy) und unten einer roten Rose in silbernem Feld (Wappenrose von St. Johann).
Der Freiheitsbrief des Grafen Johann I. von Saarbrücken aus dem Jahre 1321 beinhaltete auch das Gebot, dass

„alle die, di in diser vriheide sind oder kumen, solent dun versigelen mitter stede ingesigel, was sie erbeschafte keufen ar verkeufen oder antweselen.“

Allerdings wurde in diesem Freiheitsbrief nicht bestimmt, welches Aussehen dieses verliehene Siegel denn habe. Es darf vermutet werden, dass das verliehene Siegel Ähnlichkeit oder Übereinstimmung hatte mit demjenigen Siegel, das Graf Johann III. von Nassau-Saarbrücken, der Sohn Elisabeths von Lothringen, am 6. März des Jahres 1462 den Schöffen der Stadt St. Johann verlieh („Sigillum Scabinorum opidi Sarabrucken et Sancti Johanis“).
Dieses Wappen war bis zum Ausbruch der Französischen Revolution an der Saar im Jahr 1793 in Gebrauch. Am 22. Dezember 1817 wurde das Schöffenwappen aufgrund der königlichen Kabinettsorder des preußischen Königs Friedrich Wilhelm III. wieder eingeführt und war bis zur Trennung der Städte Saarbrücken und St. Johann durch allerhöchste Kabinettsorder König Friedrich Wilhelms IV. von Preußen vom 3./15. Mai 1859 in Gebrauch.
Unten rechts: Eine rote Rose mit goldenem Samenkapseln und grünen Kelchblättern (Rose von St. Johann) in weißem bzw. silbernem Feld. Nach der Trennung der Städte Saarbrücken und St. Johann durch König Friedrich Wilhelm IV. von Preußen in der Städteordnung der Rheinprovinz vom 3./15. Mai 1859 führte die Stadt St. Johann bis zum 19. Juni 1876 dieses Wappen.
Das Wandgemälde wird durch das Festsaalportal in zwei Hälften geteilt. Etwa jeweils in der Mitte der beiden Gemäldehälften befinden sich die schrägen Abzüge zweier fial- und maßwerkgeschmückter neogotischer Prunkkamine mit Wappenschild (schwarzer preußischer Adler mit Brustschild darauf oben Löwe, unten rote Rose).
Anlässlich der Einweihung des Winterbergdenkmals am 9. August 1874 zur Erinnerung an die Schlacht bei Spichern vom 6. August 1870 hatte der Trierer Regierungspräsident Arthur von Wolff den versammelten Gästen mitgeteilt, dass König Wilhelm I. von Preußen, seit 1871 Deutscher Kaiser, durch allerhöchste Kabinettsorder vom 29. Juli 1874 genehmigt hatte,

„dass die Städte Saarbrücken und St. Johann zur Erinnerung ihrer patriotischen und opferwilligen Haltung während des letzten Krieges fortan in ihrem Wappen die preußischen Farben führen dürfen.“

Für St. Johann wurden daraufhin vom preußischen Heroldsamt zwei Alternativvorschläge erarbeitet:
1. das Stadtwappen von St. Johann (Schöffenwappen von 1462) mit schwarz-silbern gestücktem Bord oder
2. den preußischen Adler mit dem St. Johanner Schöffenwappen von 1462 als Brustschild.

Am 19. Juni 1876 setzte sich die Stadtverordnetenversammlung von Saarbrücken über das Alternativangebot hinweg und entschied sich in einem Gesuch an Wilhelm I. gleich für beide Wappenalternativen. Das Gesuch wurde von Kaiser Wilhelm I. in seiner Personalunionsfunktion als preußischer König durch Kabinettsorder vom 20. November 1876 positiv beschieden. Dabei wurde das Wappen mit einer städtischen Mauerkrone mit drei Türmen versehen und die den Löwen umgebenden Fußspitzkleeblattkreuze gegen vier kleine Tatzenkreuze, die jeweils dem preußischen Eisernen Kreuz ähneln, ersetzt.
Diese beiden Wappen wurden von der Stadt St. Johann bis zur Bildung der Großstadt Saarbrücken im Jahr 1909 geführt.

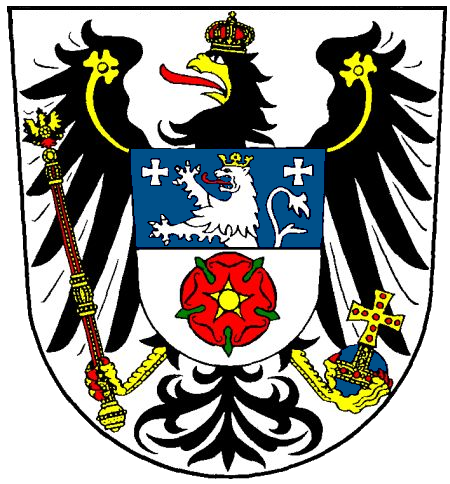
Wappen St. Johann (Saar)

###### Gemälde an der Westwand

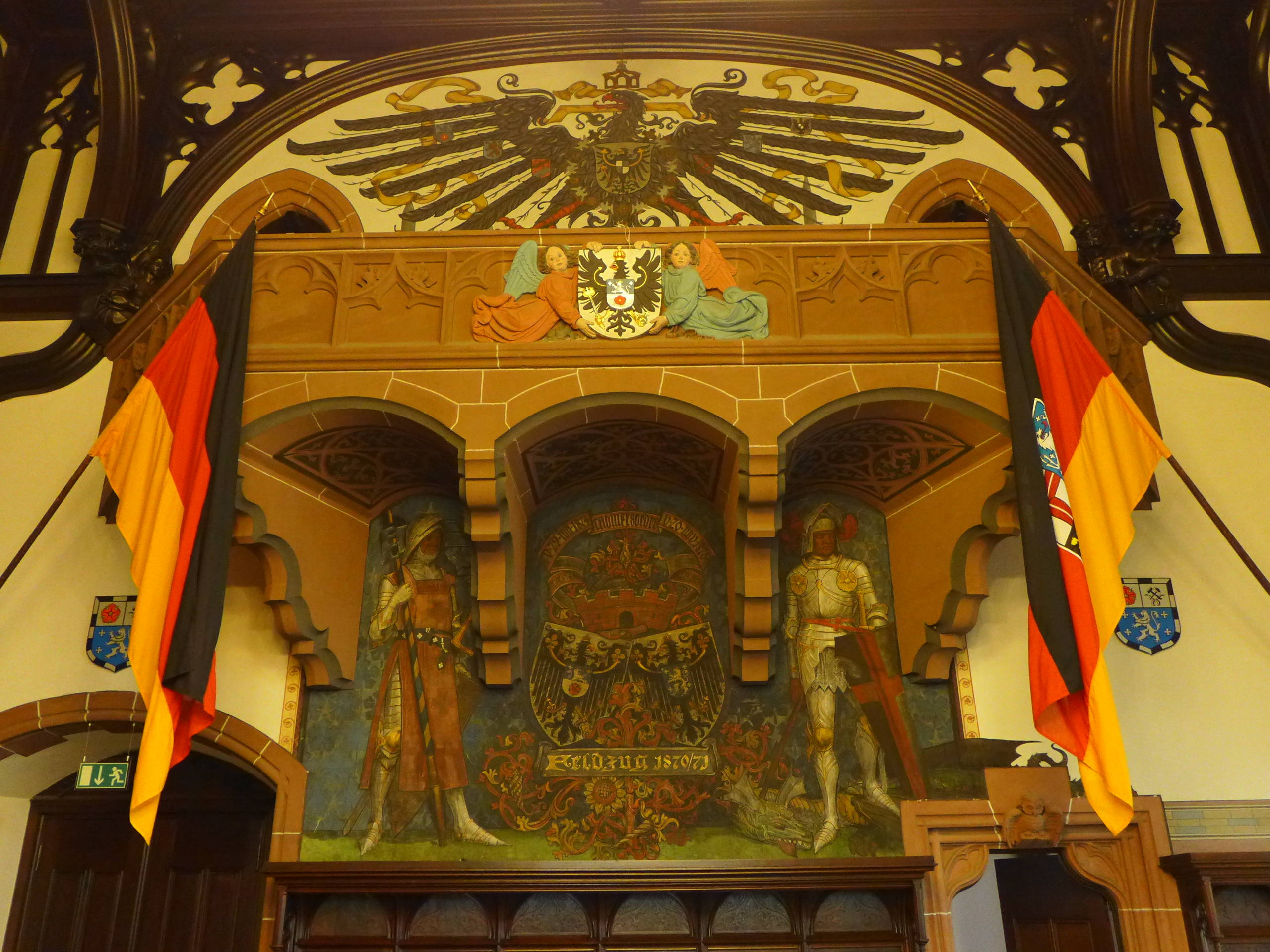
Festsaal, Balkon mit Reichsadler und Rittern

An der Westwand stellte Wrage über dem Saalbalkon den gekrönten, schwarz gefiederten und rot bewehrten Reichsadler mit dem Brustschild des preußischen Adlers dar. Der Brustschild ist von der Ordenskette des preußischen Ordens „vom Schwarzen Adler“ umgeben, wobei im Gemälde die schwarzen Adler der Kette zur Kontrastierung gegenüber dem schwarzen Gefieder des Reichsadlers heller dargestellt sind. Über dem Kopf des Reichsadlers schwebt eine fiktive Krone, die an die historische Reichskrone erinnerte, sich von dieser aber durch einen zusätzlichen Bügel sowie einige Details unterscheidet. Im Gemälde fehlen der Kaiserkrone darüber hinaus der Juwelenbesatz.
Die weitgespannten, von weißen Bändern umflatterten Flügel tragen v.l.n.r (vom Betrachter aus gesehen) das Wappen St. Johanns, einen Wappenschild mit goldenem Löwen auf blauem Grund (Nassauer Löwe), das Kombinationswappen von Ober- und Unterelsass, das Wappen von Lothringen, einen Wappenschild mit einem silbernen Löwen auf blauem Grund (Saarbrücker Löwe) sowie den Wappenschild des Königreichs Preußen. Der Reichsadler mit den Wappen war in der Nachkriegszeit weiß übertüncht worden und wurde erst bei der Restaurierung des Saales wieder angebracht.
Unter den Schwingen des Reichsadlers malte Wilhelm August Wrage die Silhouette der Stadt St. Johann mit den Türmen der Johanneskirche und des Rathauses sowie der Kuppel der Post. Auf der Balkonbrüstung des Festsaales halten schwebende, kindlich gestaltete Engel einen Adlerschild mit löwen- und rosengeschmücktem Brustschild (Wappen von St. Johann).
Unterhalb des Saalbalkons brachte Wrage zwei geharnischte Ritter an, die die Wappenschilde von St. Johann und Saarbrücken mit einer Schriftbanderole (Inschrift: „Feldzug 1870/71“) flankieren: Während der linke Ritter wachsam nach möglichen Feinden schaut („Wacht an der Saar“), blickt der rechte von einem erlegten Drachen (Symbol des Sieges 1870/71 über Frankreich) zu seinen Füßen auf. Dies sollte nach Aussage des Künstlers als Auszeichnung für die prodeutsche Haltung der Saarstädte im Deutsch-Französischen Krieg von 1870/71 verstanden werden.
Beide Ritter tragen spätmittelalterliche Rüstungen. Die Visiere sind geöffnet. Der linke Ritter hält eine Standarte, ein Schwert und einen langen Schild, den er allerdings hinter sich hält, sodass das Wappen verborgen bleibt. Über seinem Harnisch trägt er einen gegürteten Waffenrock in rötlichen Tönen mit Kreuzornamenten. Der Harnisch des rechten Ritters weist reiche Goldornamente auf. An den Achseln sind goldene Schutzstücke, sogenannte Schwebescheiben, in Form von Rosen angebracht. Den Helm schmücken rotgefärbte Straußenfedern. Der Ritter hält in seiner Rechten einen Lanzenstab, dessen Ende noch im Körper des erlegten Drachen steckt. Wie sein Nachbar hat er ein Schwert mit langer Klinge an seinem Gürtel befestigt. Der lange gotische Dreieckschild in Manesse-Form zeigt auf silbernem Grund ein rotes Kreuz, das als Hinweis auf den Kreuzritterorden der Johanniter gedeutet werden kann. Beide Ritter stehen auf einem grünen Rastenstück vor blau ornamentiertem Rosenblüten-Hintergrund.
Zwischen den beiden Rittern sprosst eine kräftige Akanthus-Pflanze, die Prosperität und Wehrhaftigkeit des neuen Reiches symbolisieren soll. Zwischen ihren Zweigen trägt sie die Wappenschilde von St. Johann und Saarbrücken, die durch eine gemeinsame Mauerkrone (mit Zinnen, Tor und Schießscharten) verbunden sind. Unterhalb der Wappenschilde befindet sich eine Banderole mit der Inschrift „Feldzug 1870/71“. Oberhalb der Wappenschilde ist eine dreiteilige Banderole platziert. Der Mittelteil der Banderole trägt die Inschrift „Cabinetsordre“. Der linke Teil nennt (in Abkürzung) das Datum „vom 29. Juli 1874“, der rechte Teil das Datum „vom 20. November 1876“. Das linke Datum verweist auf die Ordre von König Wilhelm I., die den Saarstädten St. Johann und Saarbrücken die preußischen Farben verlieh, das rechte Datum verweist auf die Annahme der beiden neuen St. Johanner Alternativwappen durch Wilhelm I.
Die Balkongewölbe sind gotisch ornamentiert, wobei das mittlere Ornament ein abstrahiertes preußisches Eisernes Kreuz bildet.

Wappen der Stadt Saarbrücken

Jeweils links und rechts der äußeren Balkonkragsteine befinden sich die nicht bauzeitlichen Wappen der heutigen Großstadt Saarbrücken, allerdings ohne den dazugehörigen schwarzen königlich-preußischen Adler mit den preußischen Königsinsignien auf dem Kopf (Krone) und in den Klauen (Szepter und Reichsapfel): „Innerhalb eines von Schwarz und Silber gestückten Schildbordes unter gespaltenem silbernem Schildhaupt – darin rechts eine rote Rose mit goldenem Samen und grünen Kelchblättern, links schräggekreuzt ein schwarzer Schlägel und ein schwarzes Eisen, unter den Stielenden eine gestürzte schwarze Zange – in Blau ein goldbekrönter, goldbewehrter und rotbezungter silberner Löwe, bewinkelt von vier silbernen Tatzenkreuzen (Farben: Blau-Weiß).“
Die Großstadt Saarbrücken, die 1909 durch Vereinigung der Städte Saarbrücken, St. Johann und Malstatt-Burbach mit Zustimmung Kaiser Wilhelms II. und der beiden Häuser des preußischen Landtages vom 29. März 1909 entstanden war, erhielt dieses im Entwurf durch Kaiser Wilhelm II. persönlich abgeänderte Wappen am 21. Juni 1911, wobei das Wappen als Brustschild des insigniengeschmückten preußischen Adlers abgebildet war. Es wurde auch als Kaiserwappen bezeichnet.
Die Wappensymbole wurden aus den Wappen der drei früher selbständigen Städte übernommen: Die Rose entstammt dem Wappen von St. Johann, Schlägel, Eisen und Zange entstammen dem Wappen von Malstatt-Burbach (per allerhöchste Kabinettsorder Kaiser Wilhelms I. vom 10. Juli 1874 mit Wirkung vom 3. Juni 1875 zur Stadt erhoben, Wappenverleihung durch Kaiser Wilhelm II. am 4. Oktober 1897 nach städtischem Gesuch vom 16. März 1892) und der Löwe entstammt dem alten Saarbrücker Wappen. Der Wappenschild der nun vereinigten Saarstädte ist umgeben von einem schwarz-weißen Band, den Farben Preußens.
Dieses Wappen wurde durch den saarländischen Innenminister Alfred Wilhelm am 3. November 1976 mit Wirkung vom 20. November 1976, dem 100. Jahrestag der Verleihung des preußischen heraldischen Adlers bzw. der preußischen Farben schwarz-weiß durch Kabinettsorder Kaiser Wilhelms I. an die damaligen Städte St. Johann und Saarbrücken, bestätigt.

#### Glasmalereien
Die Glasmalereien des Festsaales schuf der Frankfurter Künstler und Architekt Alexander Linnemann, der unter anderem auch für die Glasgemälde im Leipziger Reichsgerichtsgebäude (1895) und die Innengestaltung des Frankfurter Kaiserdoms St. Bartholomäus verantwortlich zeichnete. Die Glasgemälde waren ein Geschenk des Straßburger Kaufmanns Carl Lamarche an die Stadt St. Johann. Lamarche stiftete „zum Andenken an seine Eltern“, die in St. Johann ein Handelshaus betrieben hatten, am 10. Februar 1902 von Paris aus für das rundbogige Maßwerkfenster 3000 Mark, für die Ständefenster je 1000 Mark und 1.142 Mark für Fenster in den Oberlichtern und den Fluren.
Die Fassadenfenster zeigen in reichem Ornamentwerk einen adeligen Ritter (Wehrstand) im linken Fenster, einen Bauern (Nährstand) im mittleren Fenster und einen Kleriker (Lehrstand) im rechten Fenster analog der mittelalterlichen Ständeordnung.
Die verwendeten Farben silber, blau, rot, grün und gold greifen die Wappenfarben des alten St. Johanner Stadtwappens und die der Grafschaft Saarbrücken auf.

##### Ritterfenster

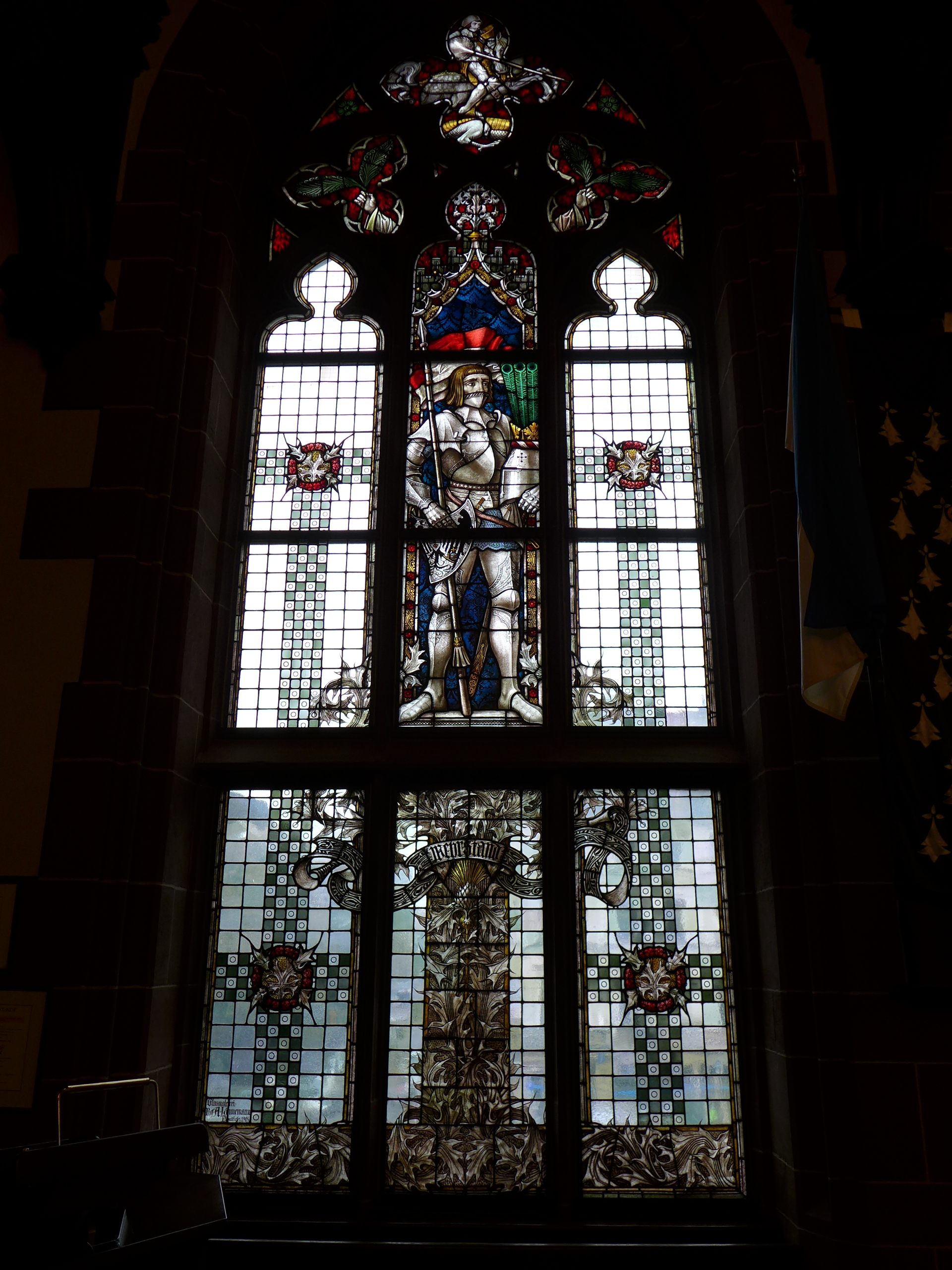
Festsaal, Glasgemälde Wehrstand

Der vor einem gotisch ornamentierten blauen Hintergrund stehende Ritter in Plattenpanzerrüstung hat seinen Topfhelm abgenommen und trägt ihn in seiner Linken. Die Helmzier besteht aus grünlichen Pfauenfedern über einem rot-weiß verschlungenen Stoffwulst und einer goldenen Blätterkrone. An seinem Gürtel hängt nach hinten ein Schwert herab. In seiner Rechten hält er eine Lanze mit wehendem rot-weißen Banner sowie einen Schild mit dem Wappen von St. Johann, gehalten vom preußischen Adler. Eine Leiste aus Rosengerank rahmt den Ritter ein und bildet oberhalb der Figur einen Giebel, über dem sich Zinnen erheben. Die flankierenden Fensterbahnen weisen grün-weiße Schachbrettbänder auf, die mit vier Kränzen aus Rosenblüten, dem Wappen St. Johanns, geschmückt sind. Aus den Blütenkränzen wachsen Distelblätter. In üppigen Distelranken flattert unterhalb des Ritters eine Banderole mit der Inschrift Wehrstand, geschmückt von einer Distelblüte. Über dem Ritter erscheint im Maßwerk der reitende heilige Georg mit dem Drachen als Symbol des Sieges des Guten über das Böse. Zur Ehrenbezeugung des heiligen Georg werden von zwei Händen vor rot ornamentiertem Hintergrund grüne Palmzweige emporgehalten. Hier greifen die Farben rot-weiß-grün wieder die Wappenfarben St. Johanns auf.

##### Klerikerfenster

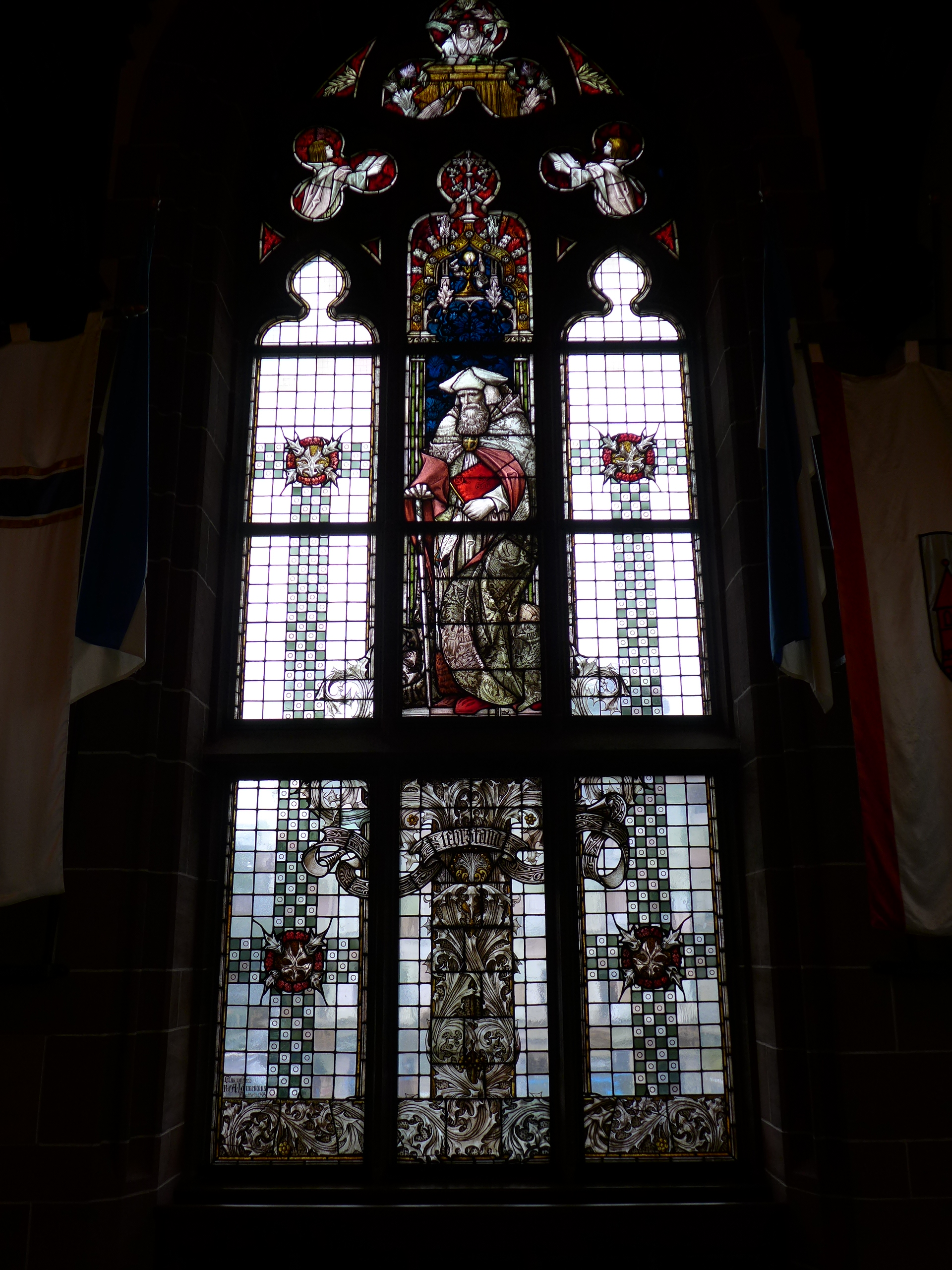
Festsaal, Glasgemälde Lehrstand

Der wie der Ritter vor einem gotisch ornamentierten blauen Hintergrund positionierte Kleriker trägt als Kopfbedeckung ein auskragendes Barett. Sein weißes, bodenlanges Gewand ist am unteren Rand pelzverbrämt. An seinem Gürtel hängt an Lederschnüren ein Tintenfass sowie eine Schreibfeder. Sein langer weißer Bart, der gramgebeugte Gesichtsausdruck und der Gehstock, auf den sich seine Rechte stützt, weisen auf ein höheres Alter hin. Unter seinem mit üppigen gotischen Grisaille-Ornamenten und Schriftbändern verzierten rotgefütterten Pluviale zieht der Magister ein in rotes Ornamentleder eingebundenes Evangeliar hervor. Eine Agraffe mit Kreuzmotiv hält den Mantel über seinen Schultern zusammen. Die flankierenden Fensterbahnen weisen wie bei der Darstellung des Ritters grün-weiße Schachbrettbänder auf, die mit vier Kränzen aus Rosenblüten, dem Wappen St. Johanns, geschmückt sind. Aus den Blütenkränzen wachsen ebenfalls Distelblätter. Die von Distelranken eingefasste Banderole unterhalb des Klerikers zeigt in gotischen Lettern die Inschrift Lehrstand, geschmückt von den sprießenden Staubblättern einer Granatapfelblüte. Oberhalb des Klerikers erhebt sich ein spätgotischer Giebel aus Rosengerank, der auf grünen Pfeilerpaaren ruht. Im Giebelfeld erscheint ein goldener Leuchter mit einer brennenden Kerze als Symbol der wissenschaftlichen Erkenntnis, umgeben von einer Schriftbanderole mit dem Wort Erkenntnis. Spätgotisch sich krümmende Fialen schließen die Fensterbahn ab. Über dem Kleriker sind im Maßwerk vor rotem Hintergrund ein schreibender mittelalterlicher Magister am Pult und zwei Schüler dargestellt, die ihm ihre schriftlichen Arbeiten zur Korrektur entgegenhalten. Ein Rutenbündel hängt zur Bestrafung von ungenügenden Leistungen am Pult. Ornamentale Lorbeer- und Distelzweige stehen symbolisch für Mühe und Preis der wissenschaftlichen Erkenntnis. Auch hier greifen die Farben rot-weiß-grün wieder die Wappenfarben St. Johanns auf.

##### Bauernfenster

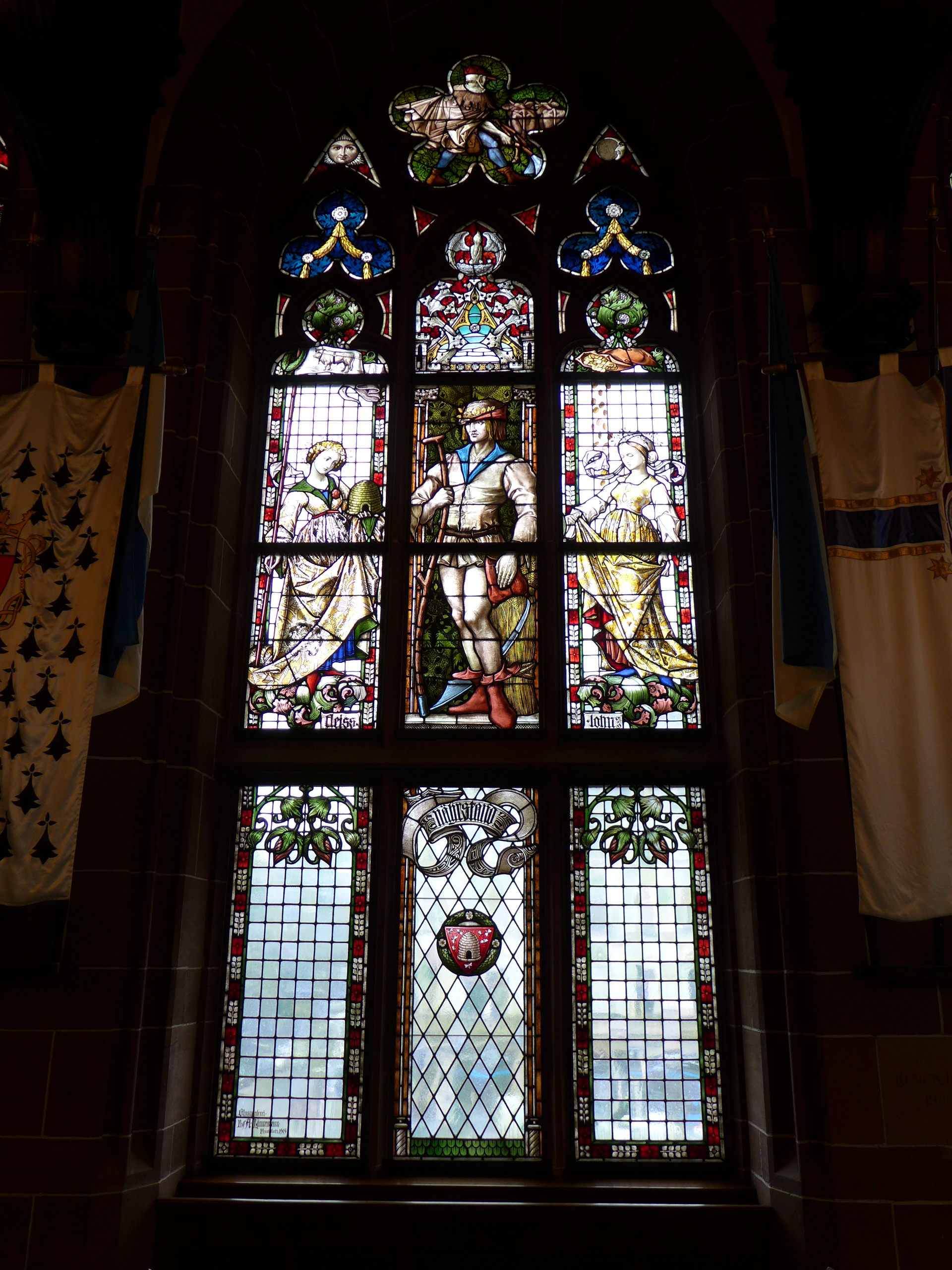
Festsaal, Glasgemälde Nährstand

Am aufwändigsten der drei zum Rathausplatz zeigenden Fenster ist das mittlere gestaltet. Es zeigt in der mittleren Bahn einen Bauern vor grün ornamentiertem Hintergrund. Der Bauer trägt wendegenähte, kurze braune Lederstiefel, spätmittelalterliche, eng anliegende Hosen, eine Schecke, die mit Nesteln in Bord-à-Bord-Manier geschlossen ist, sowie einen gotischen Spitzhut, der mit goldenen Blättern geschmückt ist. Der blaue Kragenumschlag der Schecke gibt den Blick auf ein weißes Leinenhemd frei. Die geäderte Linke des Bauern greift kraftvoll zu einer Ledertasche, die er an seinem Gürtelband befestigt hat. Seine Rechte hält eine Sense. Eine neben den Beinen des Bauern aufgestellte Korngarbe deutet darauf hin, dass dieser seine Erntearbeit erfolgreich abgeschlossen hat. Ein gotisches Rahmenwerk trägt einen Giebel aus Blättern, in denen ein seine Jungen fütternder Pelikan als Symbol der hingebenden Fürsorge dargestellt ist. Darunter wird vor bewölktem blauen Himmelshorizont eine zentrale weiße Rosenblüte sichtbar. Unterhalb des Bauern flattert eine Banderole mit der Inschrift Nährstand. In den benachbarten Fensterbahnen schmücken geschlossene Ackerwindenblüten die Inschrift. Darunter erscheint in transparenter Rautenverlasung ein grüner Buchsbaumkranz, der von drei weißen Rosen geschmückt ist. Innerhalb des Kranzes ist ein roter Wappenschild positioniert, der einen Bienenkorb mit fliegenden Bienen als Symbol des Fleißes zeigt.
In der Spitze des Fensters, die als Fünfpass gestaltet ist, erscheint in Rückenansicht vor intensiv grünem Blätterwerk ein pflügender Bauer mit zwei Ochsen. Sein wehender Radmantel deutet Dynamik an. Darüber trägt er eine braune Gugel mit kunstvollem, eichenblattartigem Zattelkranz am Saum. Unter seinem gotischen Filzhut wird eine leinerne Bundhaube sichtbar. Eine lederne Gürteltasche, blaue Hosen und gotische Lederstiefel ergänzen seine Tracht.
Der Bauer ist von zwei Frauengestalten flankiert. Beide Assistenzfiguren stehen in einem Rahmen aus rot-weißem Rosengerank. In der linken Fensterbahn erscheint als Allegorie des Fleißes eine blütenbekränzte, jugendliche Frauengestalt. Über einem blauen Untergewand trägt sie ein goldornamentiertes, grün gefüttertes, spätmittelalterliches Kleid mit tiefem Ausschnitt, der von einem grünen Umlegekragen optisch eingefasst wird. Zum Schmuck hat sie an der linken Brust, der Herzseite, eine rote Rose als Symbol der liebenden Hingabe angeheftet. Ihre Rechte hält eine Standarte mit einem weißen Banner, auf dem ein wohlgenährter Ochse als Symbol der Kraft zu sehen ist. Ihre Linke hebt einen Bienenkorb als Symbol des Fleißes empor. Unterhalb ihrer roten gotischen Schnabelschuhe auf grünem Blattwerk erscheint in einer Banderole das Wort Fleiss in gotischen Lettern. Im Dreipass über der allegorischen Figur hat der Künstler vor blauem Ornamenthintergrund drei weiße Rosen dargestellt, die durch goldene Blattgirlanden verbunden sind. Ein strahlendes Sonnengesicht vor rotem Hintergrund schließt als Symbol des Tages die Fensterbahn in der Spitze ab.
In der rechten Fensterbahn erkennt der Betrachter eine weitere allegorische Assistenzfigur. Die Frau im ebenfalls golden ornamentierten, rot gefütterten Gewand schürzt ihren Rock, sodass ihr rosafarbenes Untergewand sichtbar wird. Unterhalb ihrer blauen Schnabelschuhe auf grünem Blattwerk erscheint in einer Banderole das Wort „Lohn“ in gotischen Lettern. Den Oberkörper der Frau bedeckt ein eng anliegendes Mieder, sodass man die weit geschnittenen Ärmel ihres weißen Leinenhemdes erkennen kann. Während der Blütenkranz der linken Assistenzfigur (Fleiß) auf ein jugendliches und unverheiratetes Mädchen schließen lässt, hat der Künstler die Allegorie des Lohnes durch eine weiße Haube mit flatternden Leinenbändern als verheiratete Frau dargestellt. Aus einem ledernen Sack oberhalb der Figur in der Maßwerkspitze regnen Goldtaler in ihren geschürzten Rock. Wiederum hat der Künstler im Dreipass über der allegorischen Figur vor blauem Ornamenthintergrund drei weiße Rosen dargestellt, die durch goldene Blattgirlanden verbunden sind. Ein Mondgesicht vor rotem Hintergrund schließt als Symbol der Nacht die Fensterbahn in der Spitze ab. Die Botschaft an den Betrachter wird deutlich: Die am Tag vollbrachte Arbeit wird am Ende des Tages reichen Lohn zur Folge haben.
Die prominente Darstellung des Bauern mit weiblichen Assistenzfiguren im mittleren Fenster kann als Zeichen des Selbstbehauptungswillens des Bürgerstandes, der geschichtlich aus dem Bauernstand hervorging, als Träger des St. Johanner Rathausneubaues gegenüber Adel und Kirche gedeutet werden.
Zwischen den Maßwerkfenstern hängen die Banner der Saarbrücker Partnerstädte (Cottbus in der Niederlausitz, Tblissi in Georgien, Nantes in der Bretagne) jeweils umgeben von den blau-weißen Saarbrücker Bannern.

##### Bürgertumsfenster

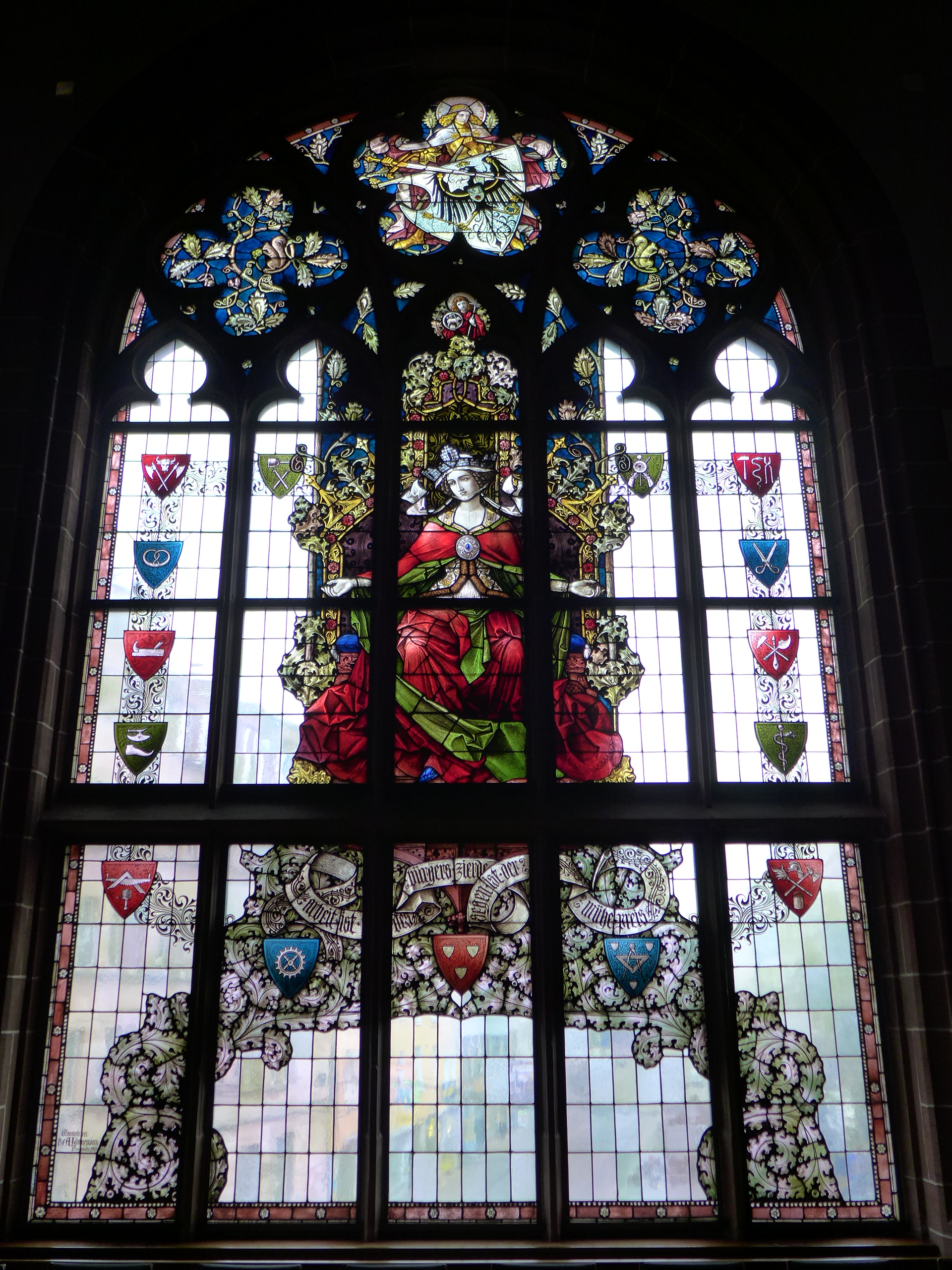
Festsaal, Glasgemälde Allegorie der Stadt St. Johann mit Zunftwappen ortsansässiger Gewerbe

Als Symbol des Bürgertums entwarf Linnemann für das große rundbogige Maßwerkfenster zur Kaltenbachstraße eine gekrönte, auf einem prächtigen rosen- und distelrankengeschmückten Thron mit blauem Polsterkissen sitzende allegorische Frauenfigur des St. Johanner Bürgerfleißes (Industria/St. Johann), die von 15 Zunftwappen umgeben ist. Die Frauengestalt trägt ein weißes Kleid mit goldenen Ornamenten. Die Säume des Kleidoberteiles sind pelzverbrämt, der Ausschnitt ist mit Perlen verziert. Der weite rote Umhang der Figur ist grün gefüttert und wird auf der Brust von einer silbernen, reich ziselierten Rundagraffe mit blauem Schmuckstein im Zentrum zusammengehalten. Während die Mantelfarben die Wappenfarben der roten St. Johanner Rose mit den grünen Kelchblättern aufgreifen, bezieht sich die Farbkombination blau-silber-gold auf das Wappen der Grafschaft Saarbrücken. Die Figur trägt eine gotische Flechtfrisur unter einer weißen Leinenhaube mit seitlich flatternden Bändern, darüber eine Mauerkrone mit Zinnen. Ihr Blick scheint sich den an der Saalseite dargestellten gesellschaftlichen Ständen zuzuwenden. Sie breitet ihre Arme weit aus und präsentiert damit die sie umgebenden Zunftwappen.
Im Uhrzeigersinn werden folgende Berufsstände dargestellt: Schützen, Schmiede, Schneider, Glaser, Ärzte, Feuerwehr, Baumeister, Maler, Eisenindustrie, Zimmerleute, Schuhmacher, Schreiner, Bäcker, Schlachter, Steinbildhauer.
Über dem Thron der allegorischen Frauenfigur erscheint die Darstellung des Stadtpatrons von St. Johann, der heilige Johannes der Täufer mit Heiligenschein, Kreuzstab und dem Agnus-Dei-Symbol in der Hand (Lamm Gottes). Die Worte der Spruchbanderole zu den Füßen der Frauenfigur sind dem Gedicht Das Lied von der Glocke von Friedrich Schiller aus dem Jahr 1799 entnommen und lauten: „Arbeit ist des Bürgers Zierde, Segen ist der Mühe Preis.“
Oberhalb der allegorischen Frauenfigur befindet sich im obersten Fünfpass eine Darstellung des Erzengels Michael mit Schwert und dem Adlerwappenschild St. Johanns. In den beiden seitlichen Fünfpässen sind futtersammelnde Eichhörnchen in Eichenblattornamenten als Allegorie des Fleißes und der Nachhaltigkeit dargestellt. Das Fenster ist jeweils links und rechts mit aufrecht schreitenden Löwen, Bänderornamenten, Wappen (Bergbau, Industrie, Handel, Schifffahrt) und Blattranken an den Wänden umgeben.

Fenstervergleich Rathaus St. Johann – Altes Rathaus München
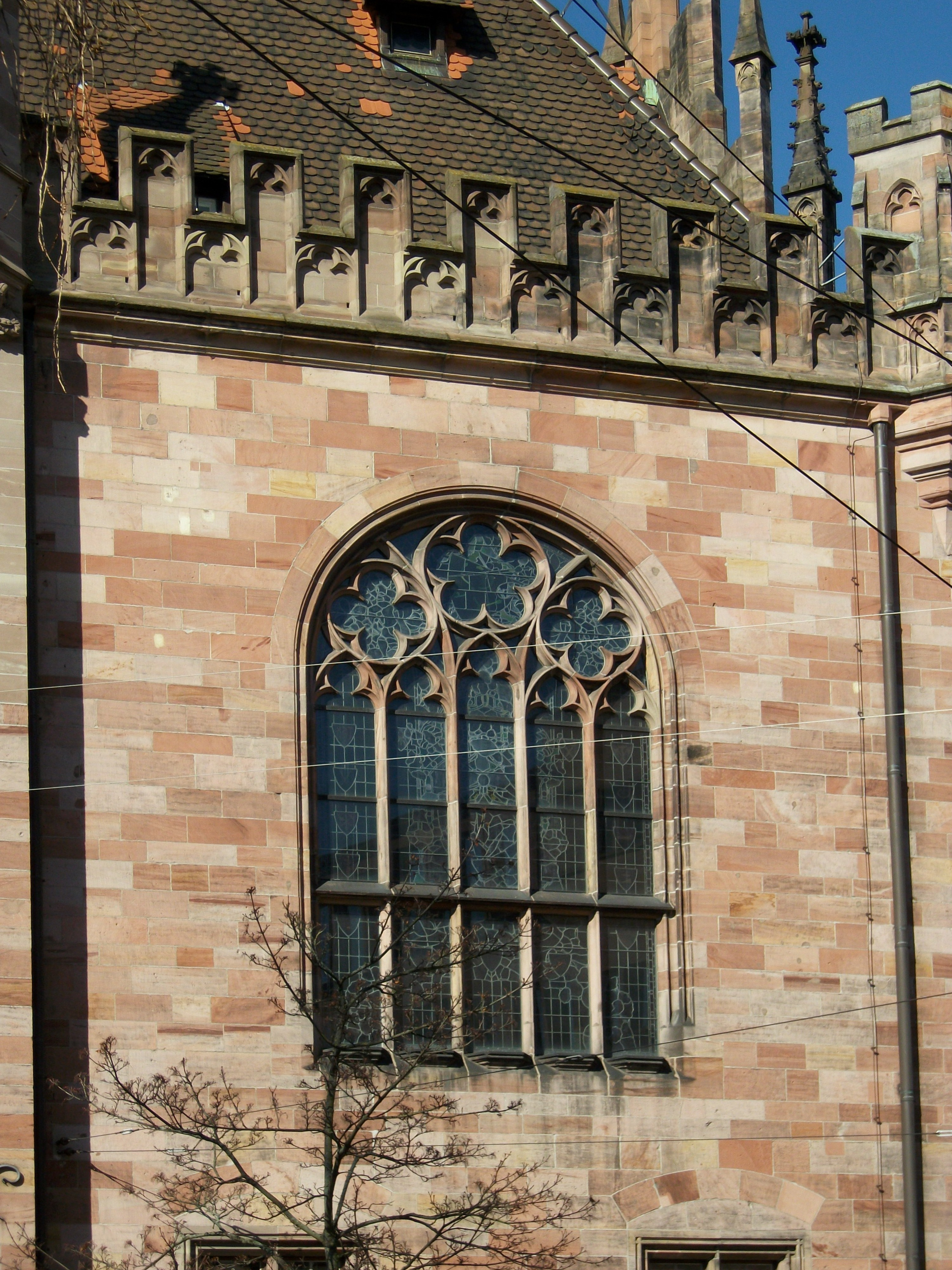
Rundbogiges Maßwerkfenster des St. Johanner Ratssaales
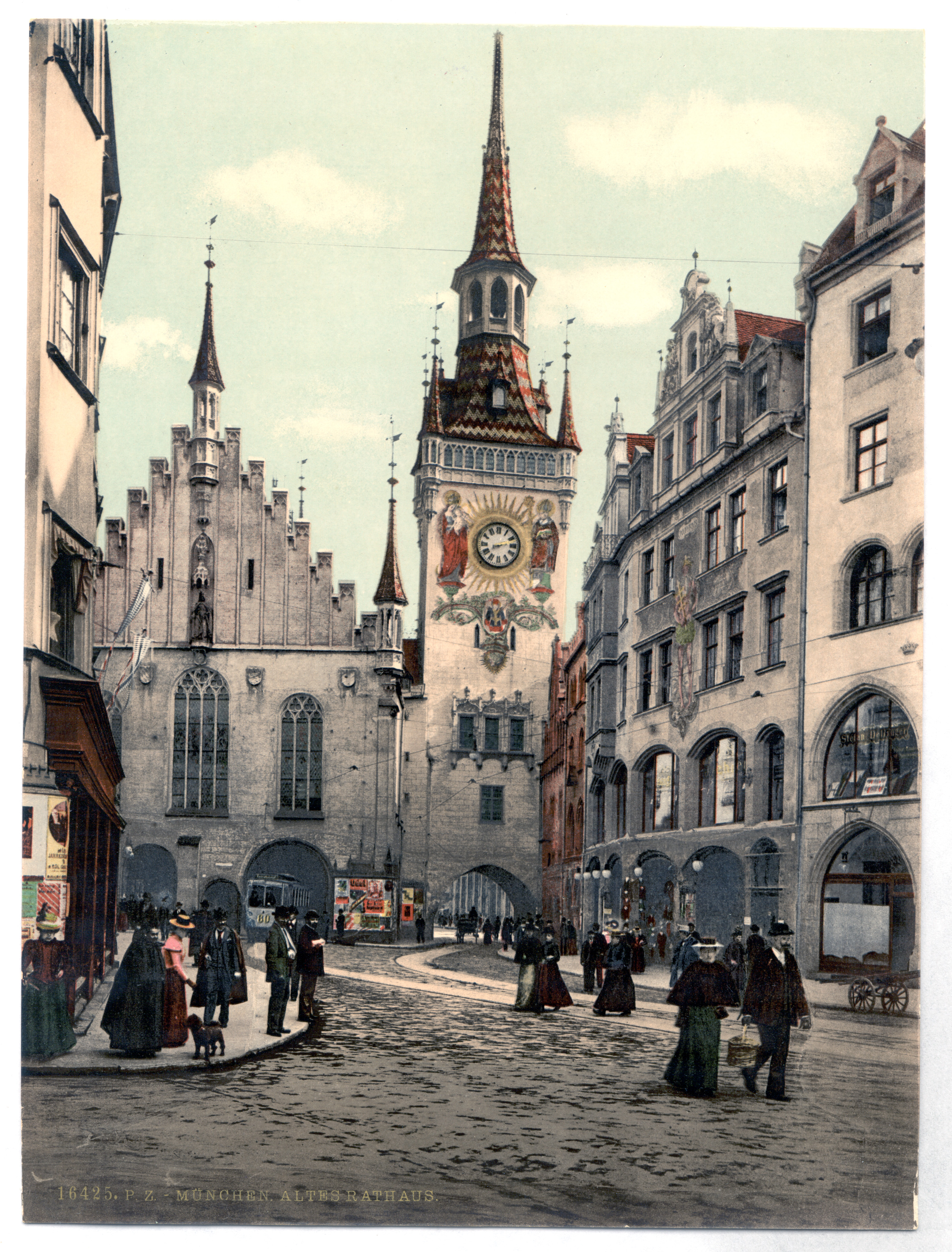
Rundbogige Maßwerkfenster des Alten Münchner Rathauses im späten 19. Jahrhundert, Blick vom Marienplatz Richtung Tal

Das große rundbogige Maßwerkfenster zur Kaltenbachstraße hatte Hauberrisser nach dem Vorbild der rundbogigen Fenster des Ratssaales im Alten Münchner Rathaus (1470–1480 von Jörg von Halsbach erbaut) gestaltet, die heute nach Kriegszerstörung allerdings kein Maßwerk mehr aufweisen.
Die Glasmalereien überstanden die Bombenangriffe des Zweiten Weltkriegs, weil sie ausgebaut und in Rockenhausen in der Pfalz verwahrt worden waren. Erst im Jahr 1950 wurden sie wieder in den Maßwerkfenstern des Festsaales eingebaut.

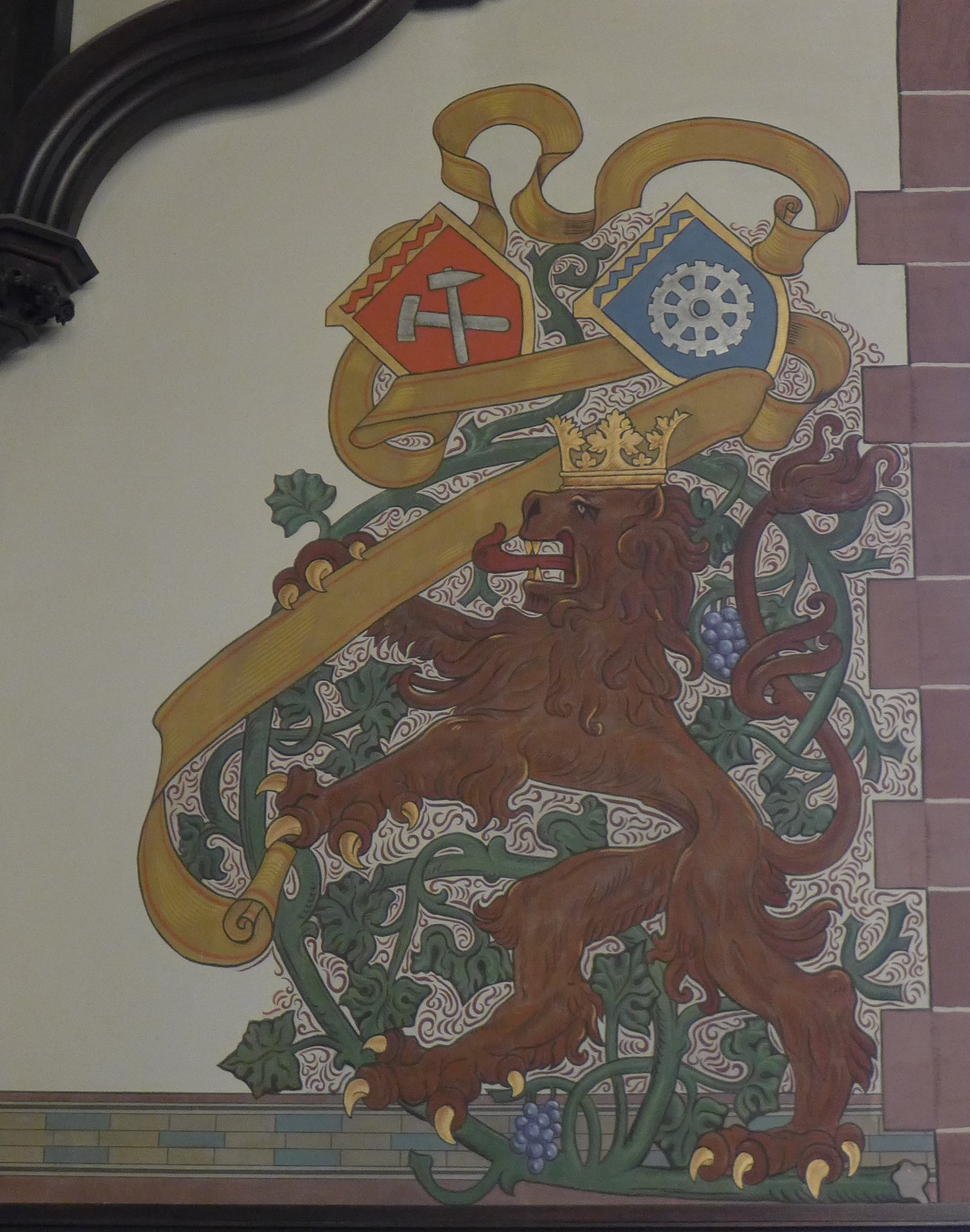
Rathaus St. Johann; Festsaal; Wandmalerei; Schreitende, gekrönte Löwen mit den Wappen der Bergleute und Maschinenbauer
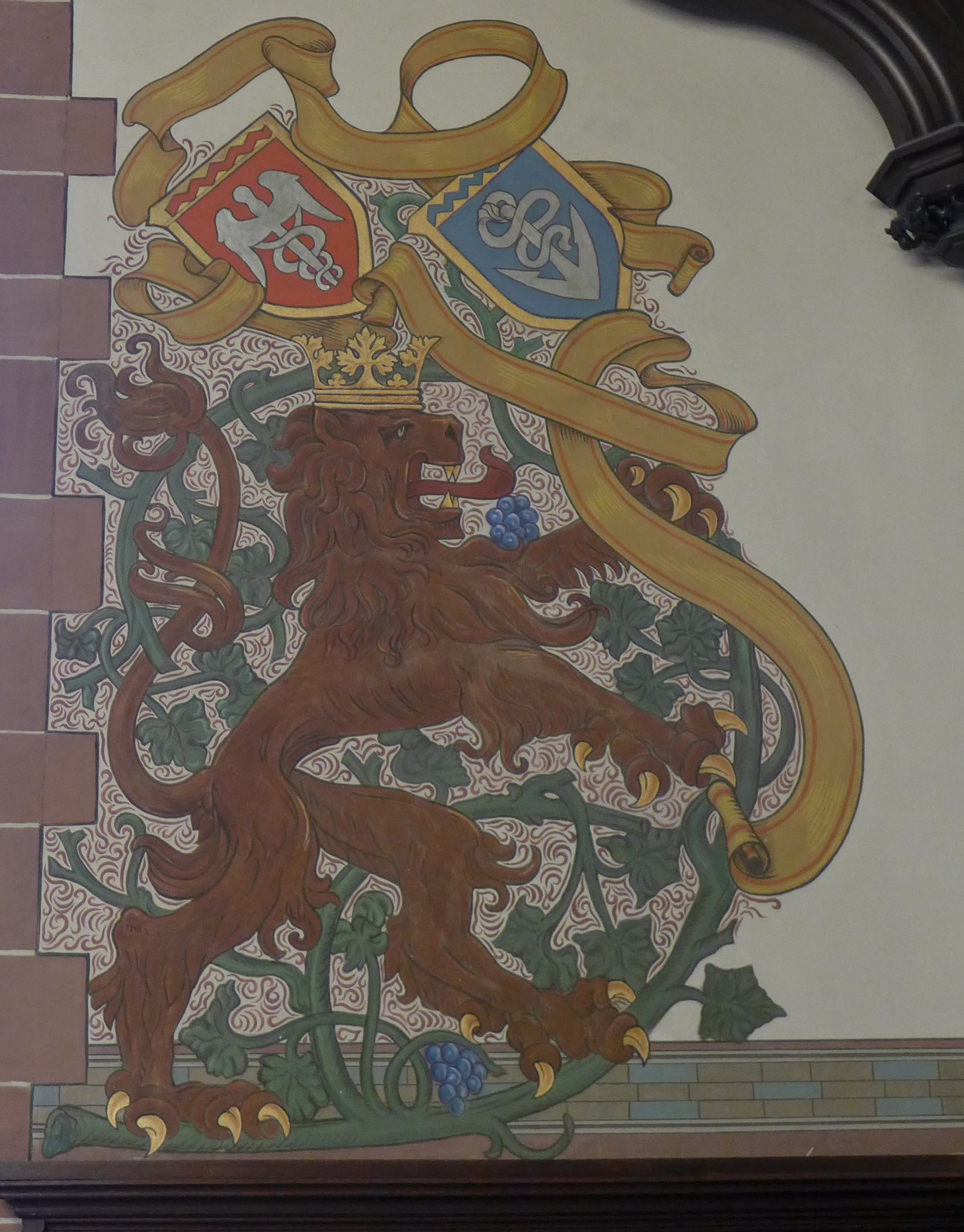
Rathaus St. Johann; Festsaal; Wandmalerei; Schreitende, gekrönte Löwen mit den Wappen der Kaufleute und der Schiffer

Das Bürgertumsfenster wird flankiert von Wandmalereien mit schreitenden Löwen mit goldenen Blattkronen in reichen Ornamenten und Traubenranken sowie vier Zunftwappen (v. l. n. r.: Bergbau, Maschinenbau, Handel, Schiffer). Diese Wandgemälde wurden in der Nachkriegszeit übertüncht und in der Restaurierungsphase der 1980er Jahre wiederhergestellt.

#### Saaldecke

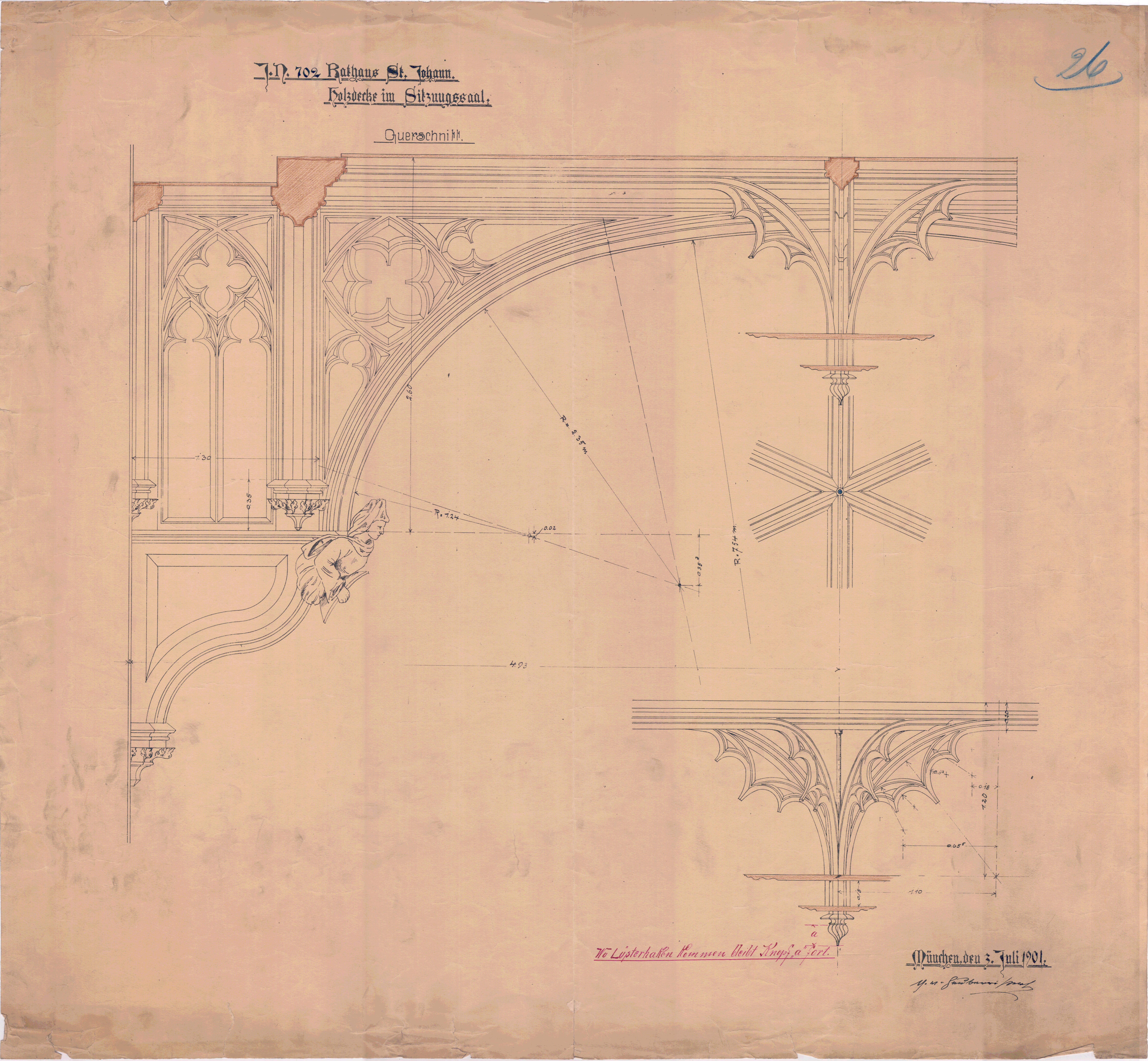
Georg von Hauberrissers Entwurf zu den Trägern der Holzdecke des Sitzungssaales (1901)
Georg von Hauberrissers Entwurf zur Deckengestaltung des Sitzungssaales (1901)
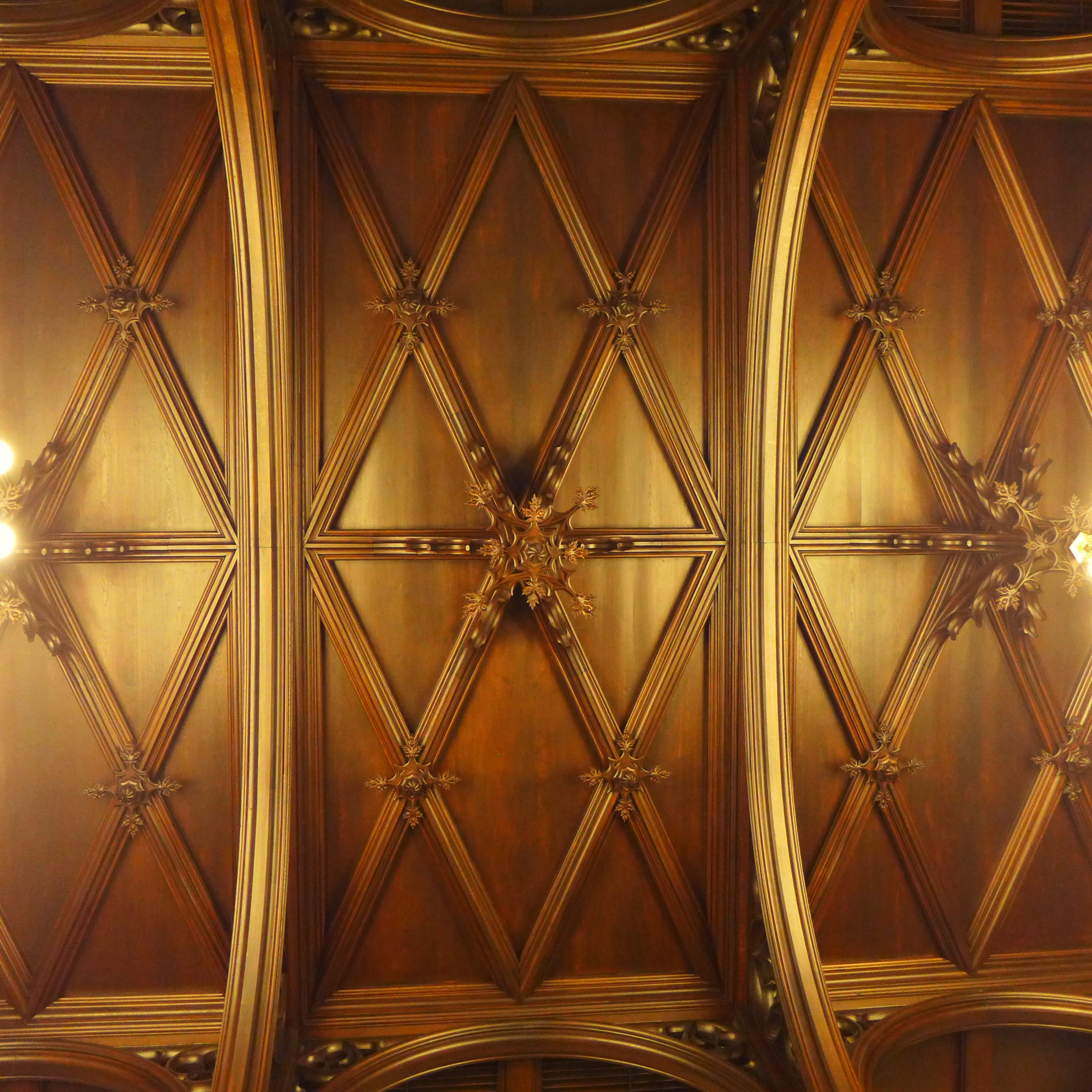
Saaldecke des Festsaales
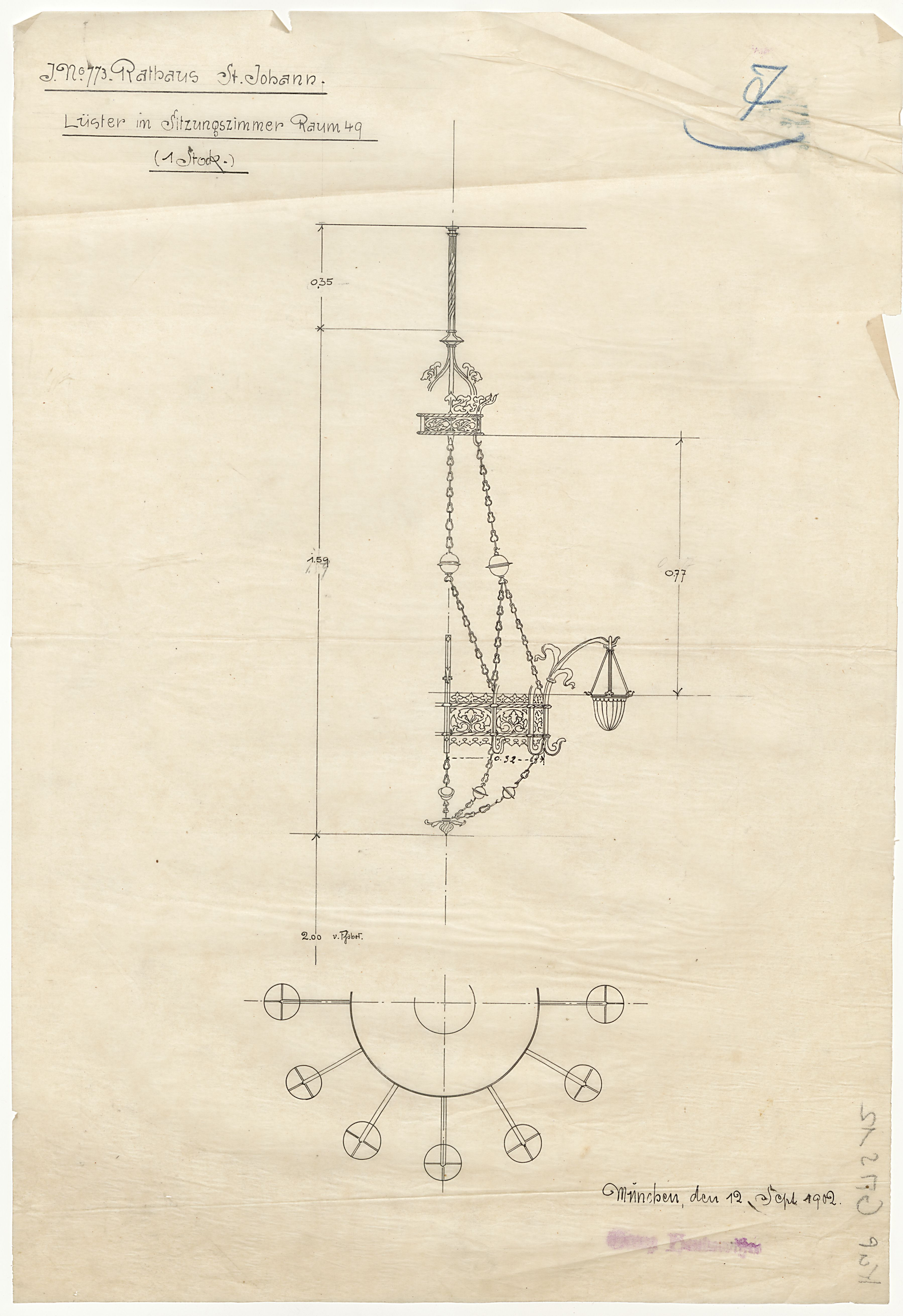
Georg von Hauberrissers Entwurf zu Deckenleuchtern (1902)

Die neogotische Holzdecke des Festsaales mit reichen Schnitzereien und Drechselarbeiten, die sich mit sechs profilierten Bogenelementen quer über den Raum wölbt, fertigte nach Hauberrissers Entwurf das Münchner Unternehmen Till (Kosten 30.000 Mark). Die Konstruktion des offenen, stützenfreien Dachstuhls in Form eines Hammerbalken-Gewölbes über rechteckigem Grundriss orientiert sich an spätmittelalterlichen Raumdecken wie etwa die der Westminster Hall innerhalb des Palace of Westminster in London oder die der Halle von Christ Church in Oxford. Die zwölf alternierend weiblichen und männlichen Schildhalterfiguren aus Lindenholz sowie hölzerne Konsolen entwarf der Münchner Bildhauer Simon Korn (Kosten: 5.412 Mark). Bei der zeitlich früheren Gestaltung der Decke des Rathausfestsaales in Landshut hatte Hauberrisser statt der Schildhalterfiguren in St. Johann historische Wappen bedeutender Stadtgeschlechter und darunter Dämonenfratzen in der Art gotischer Wasserspeier angebracht.

Rathausfestsaal St. Johann, Schildhalterfiguren
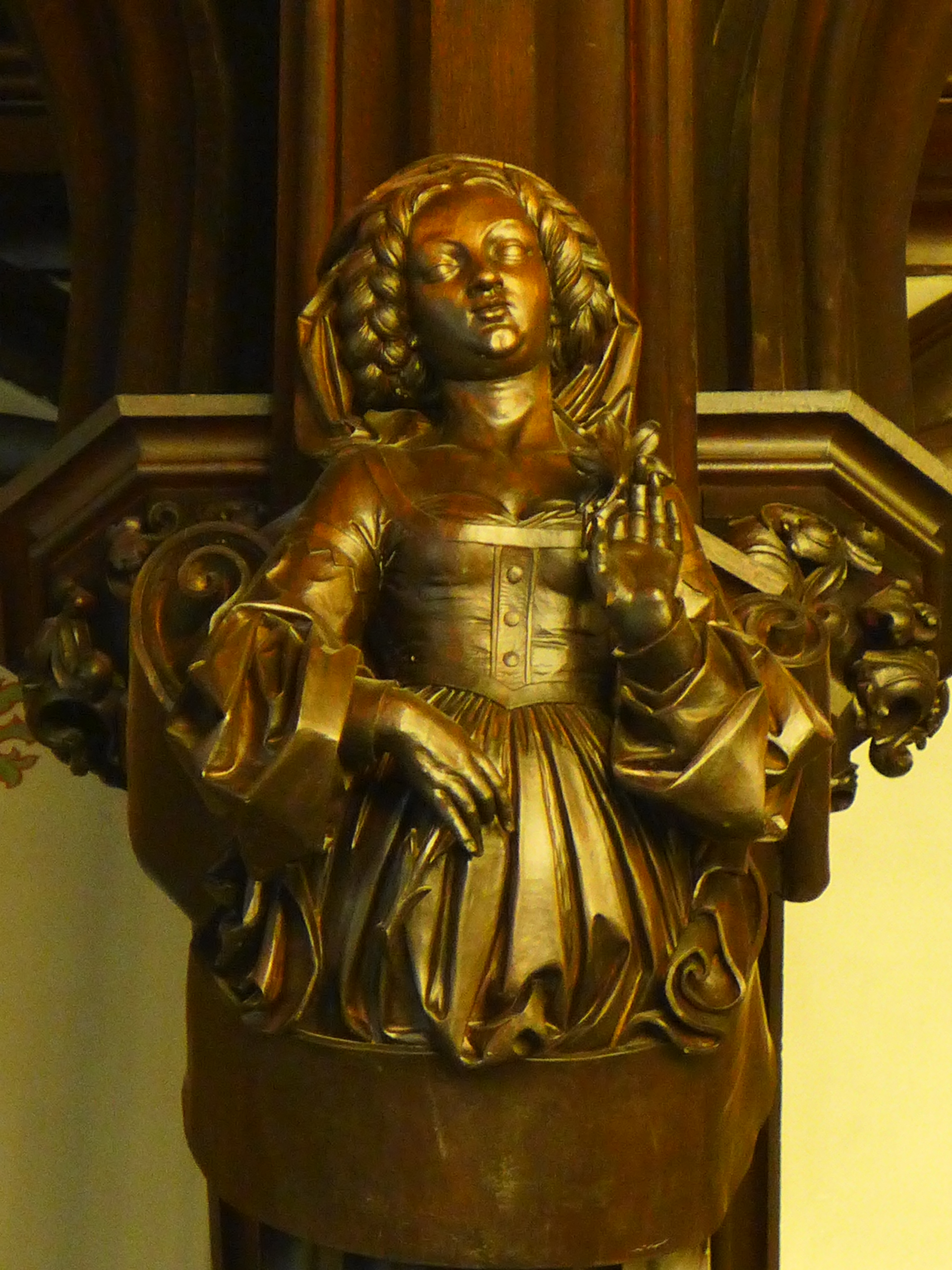
Jungfrau
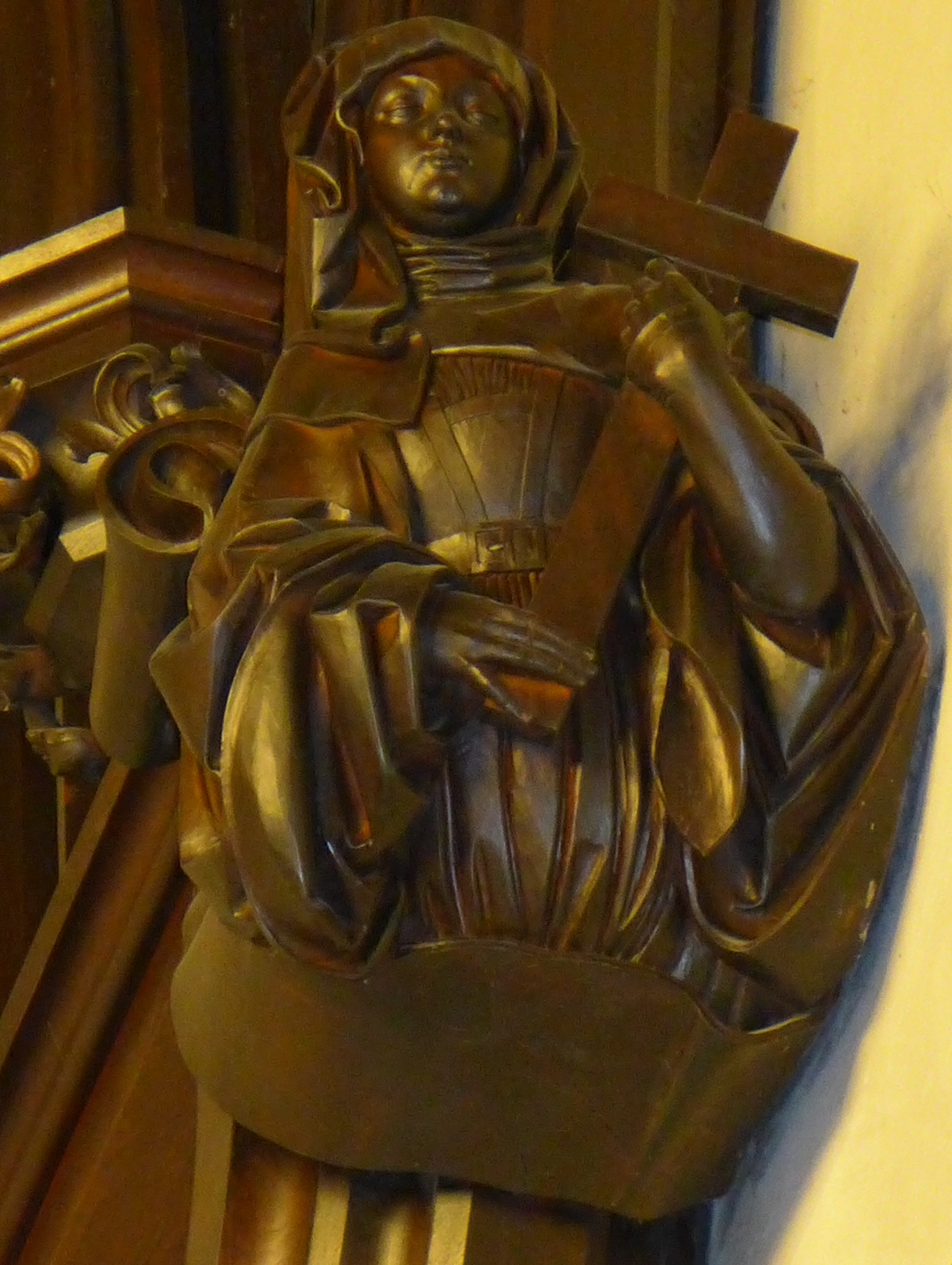
Religion
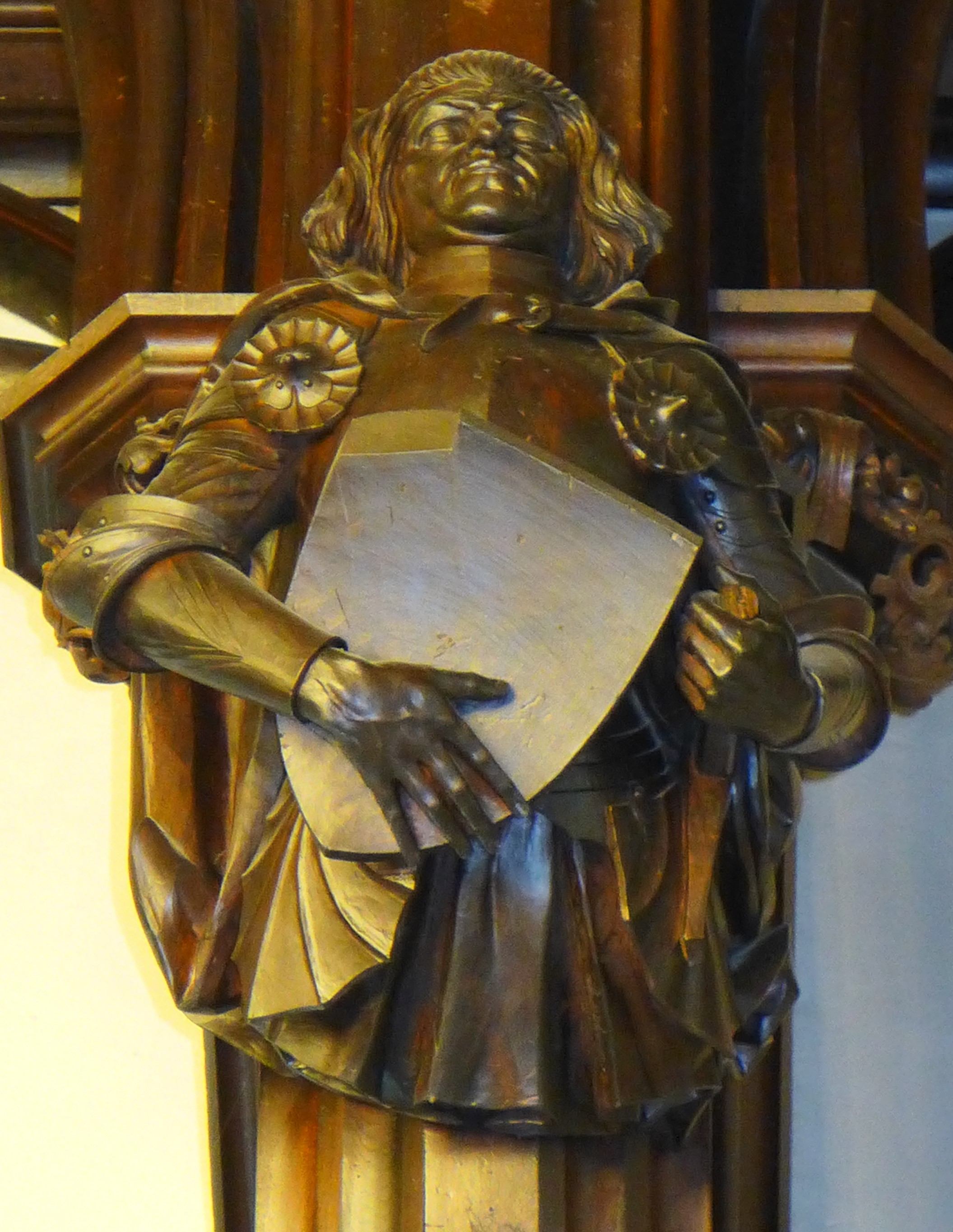
Wehrhaftigkeit
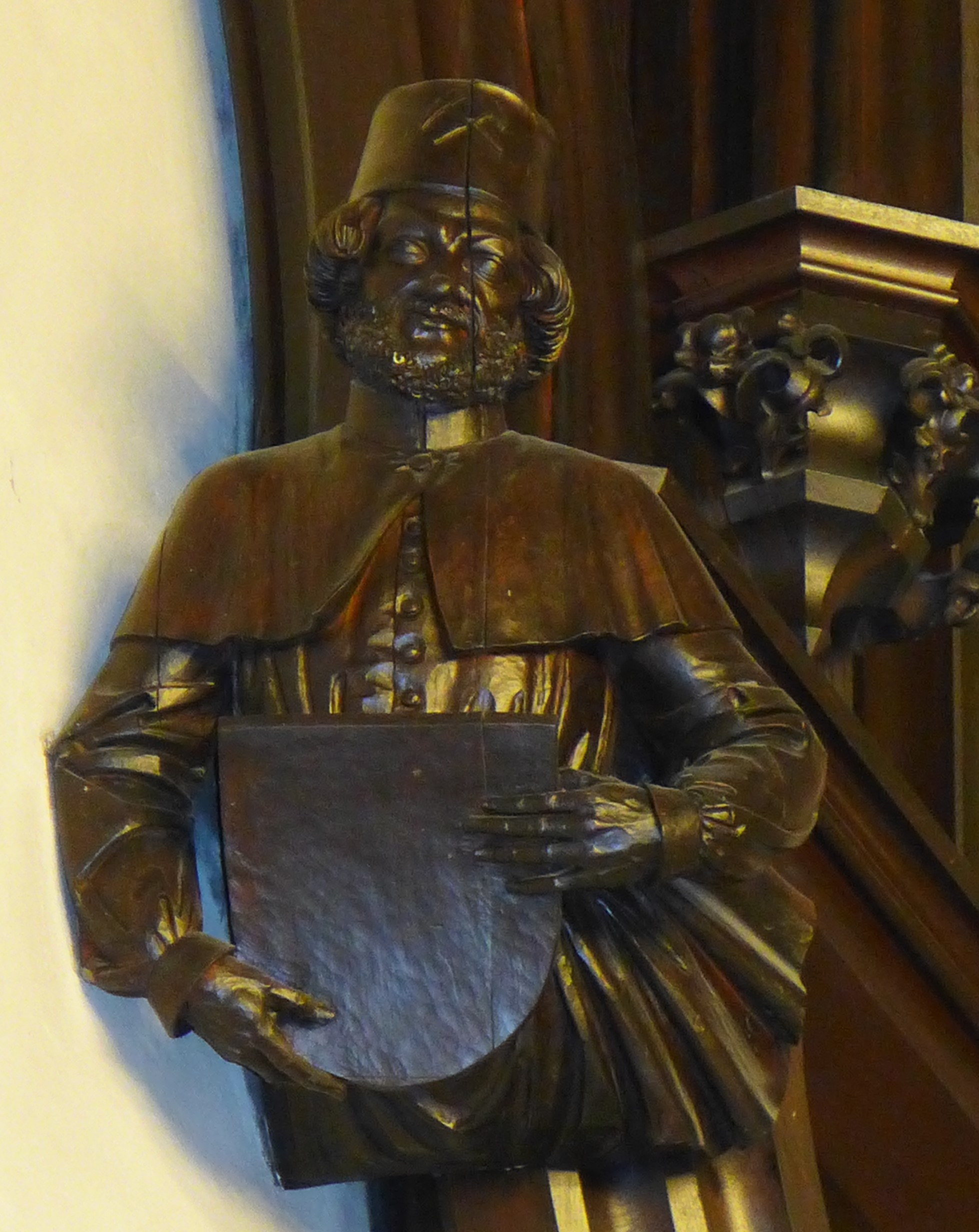
Bergmann
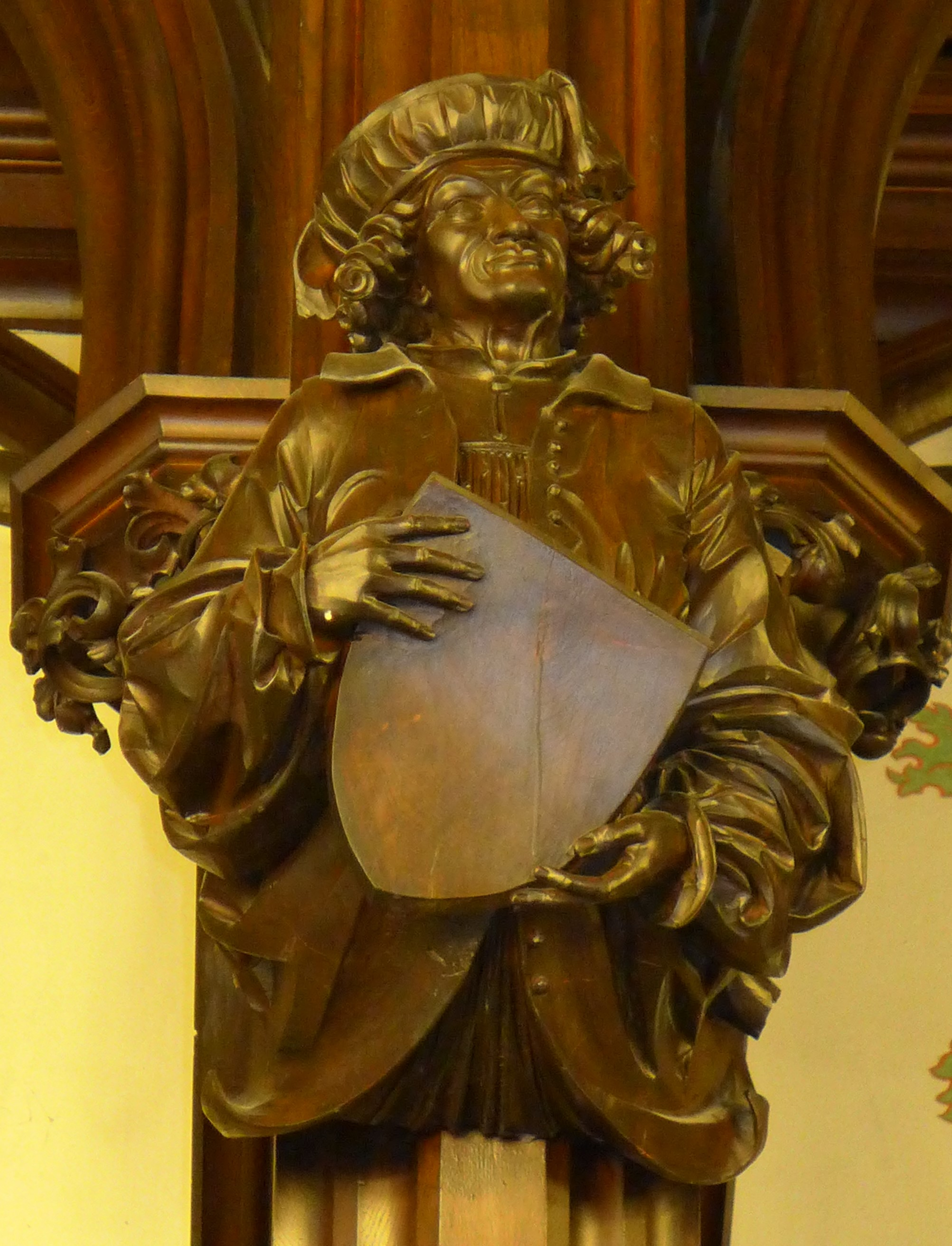
Kaufmann
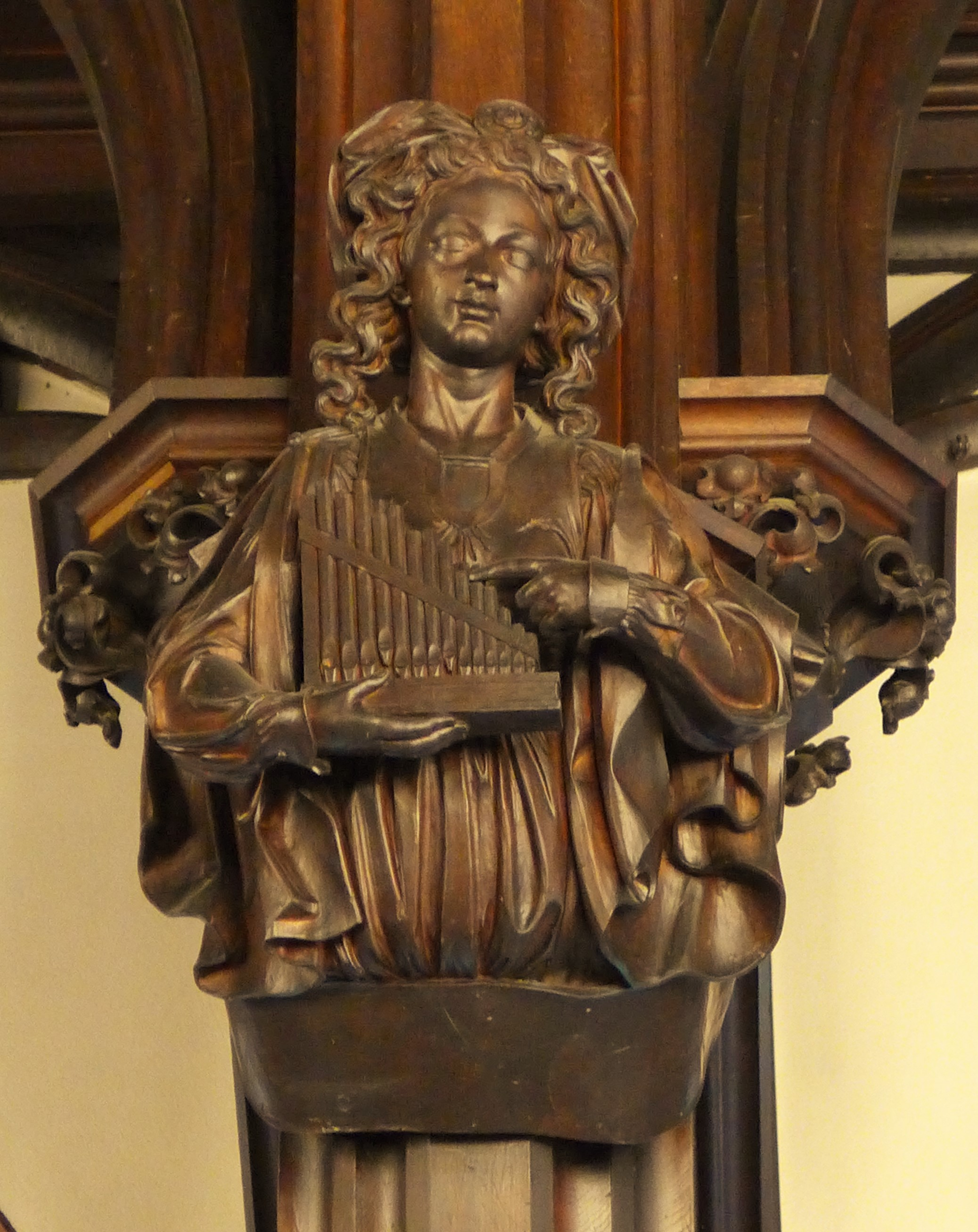
Musik
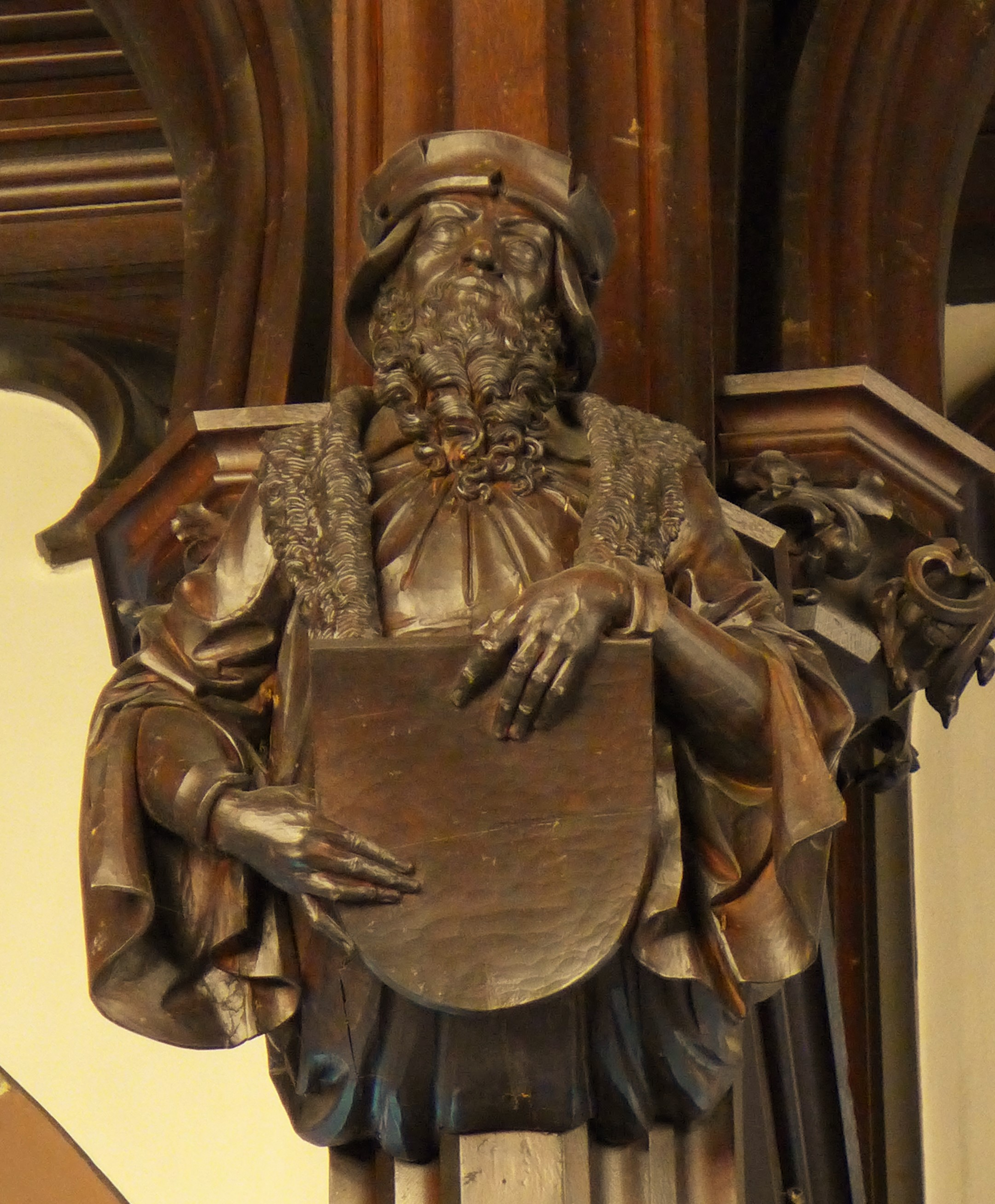
Bildung
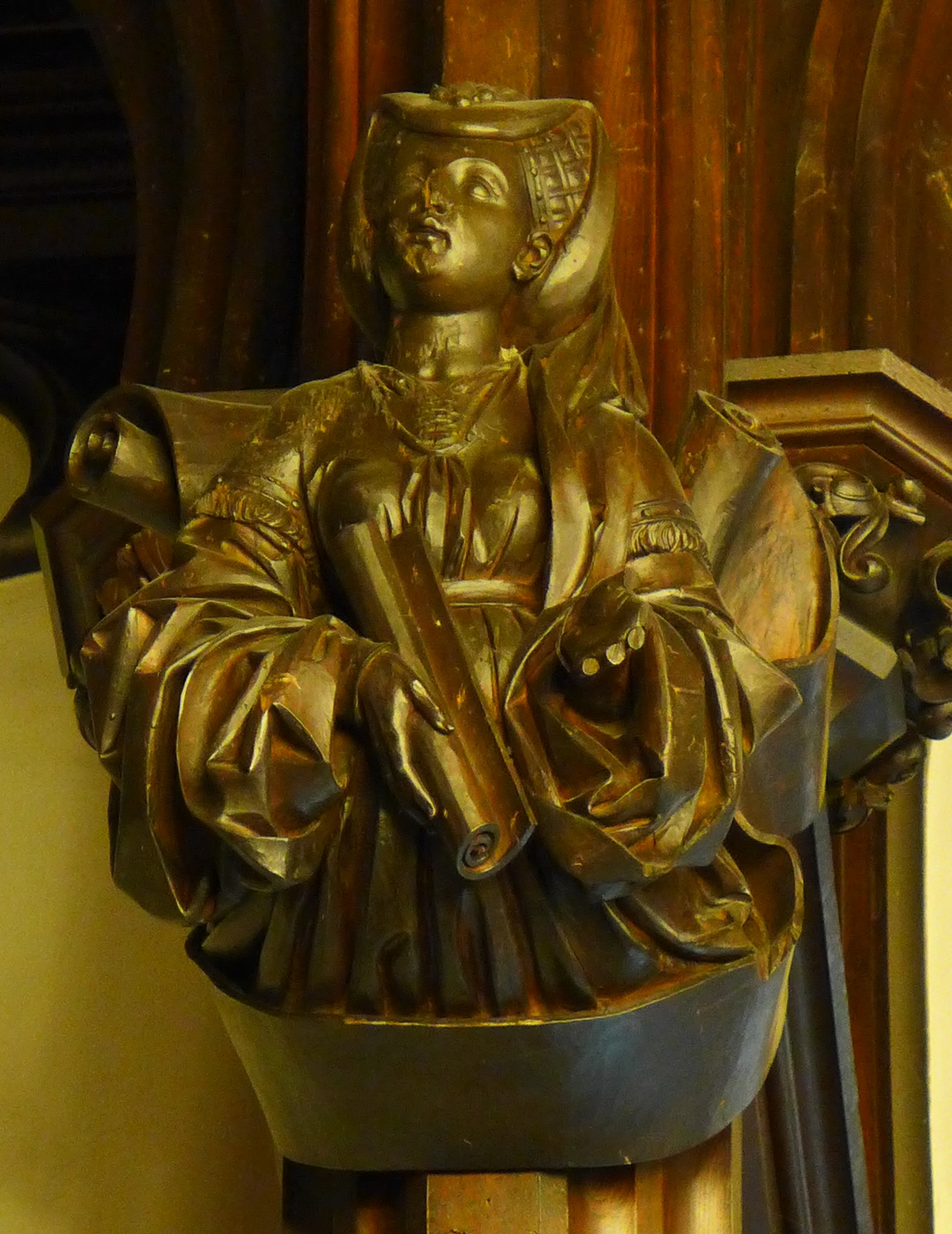
Verwaltung
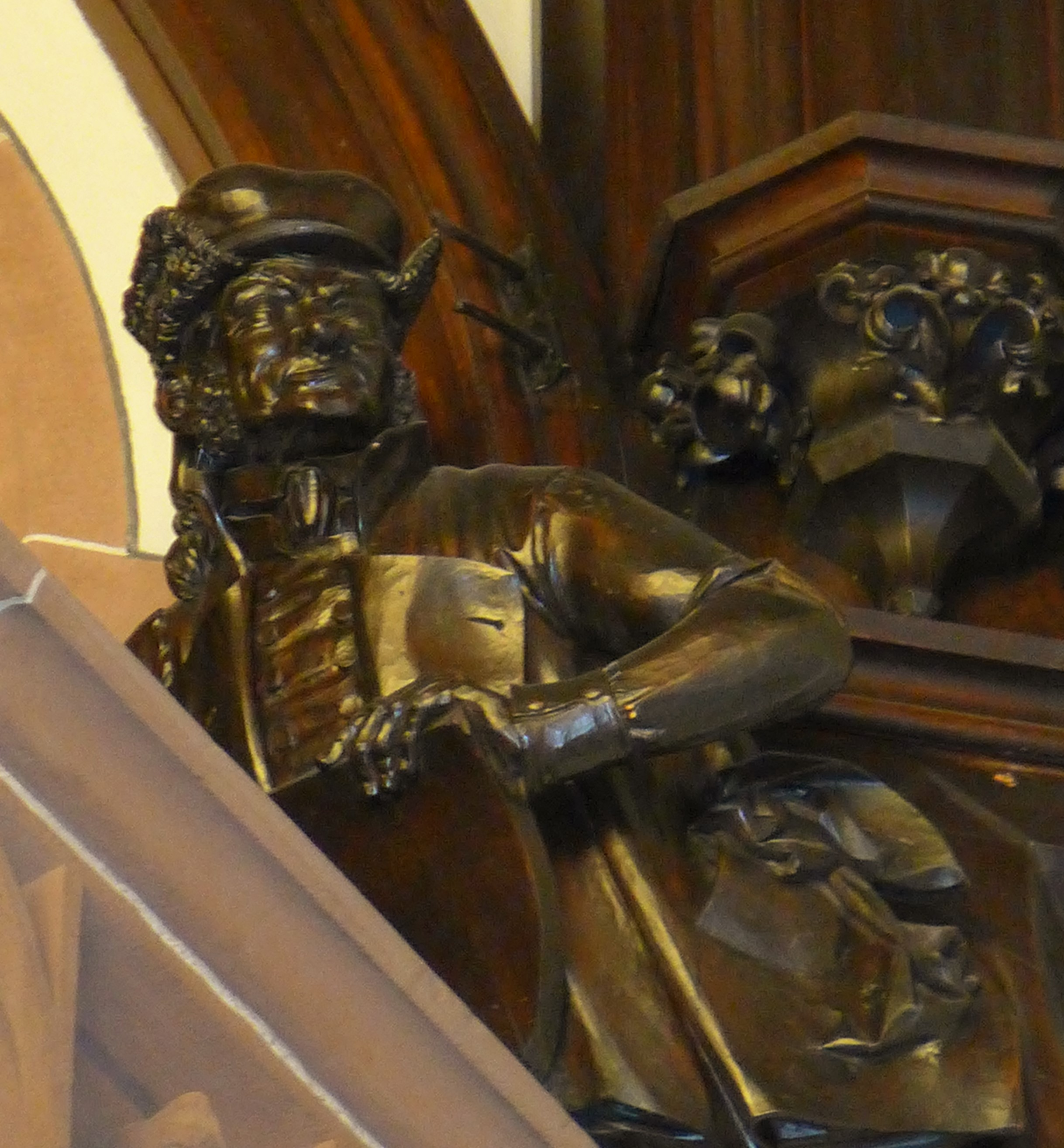
Postwesen
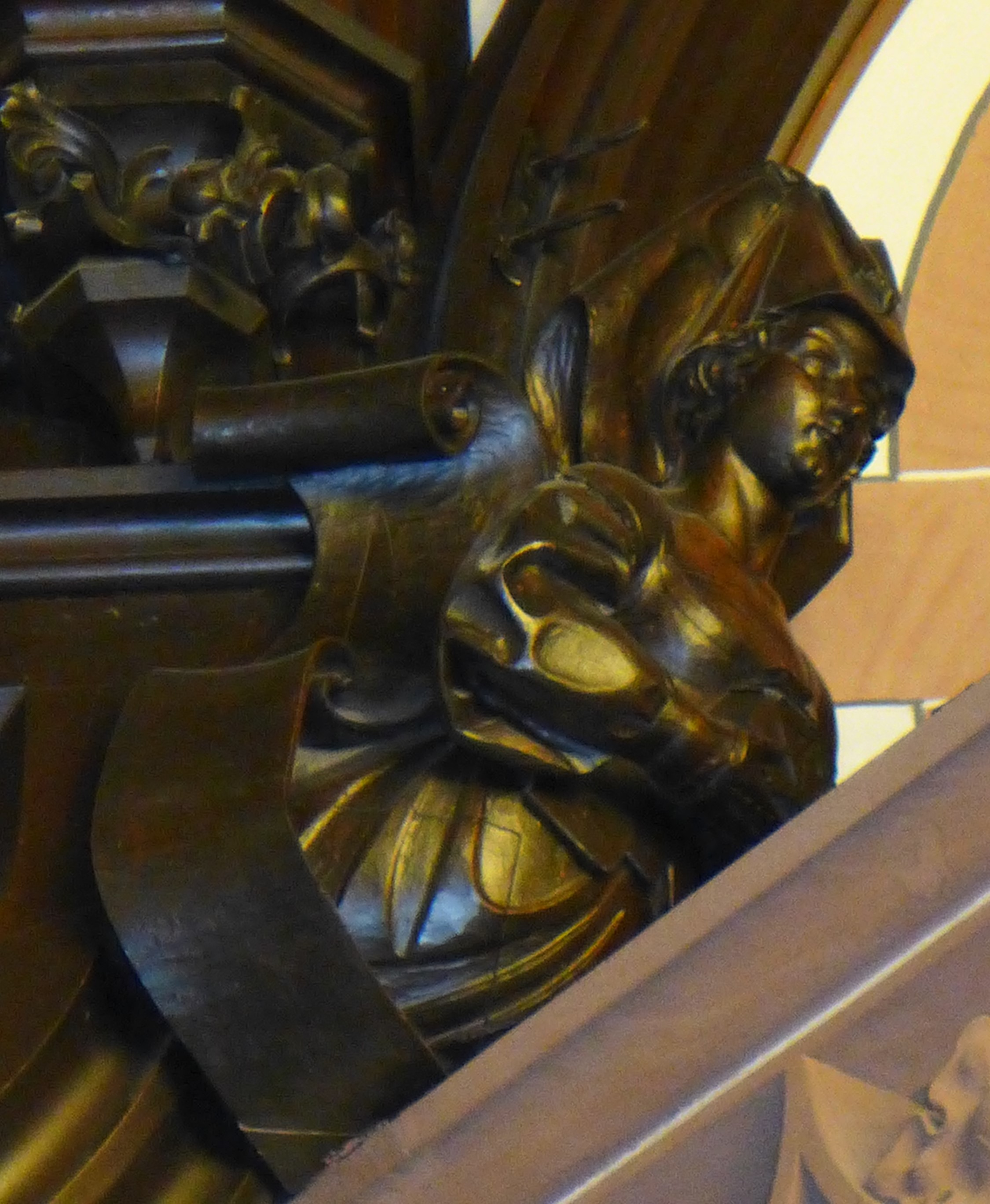
Haushalt
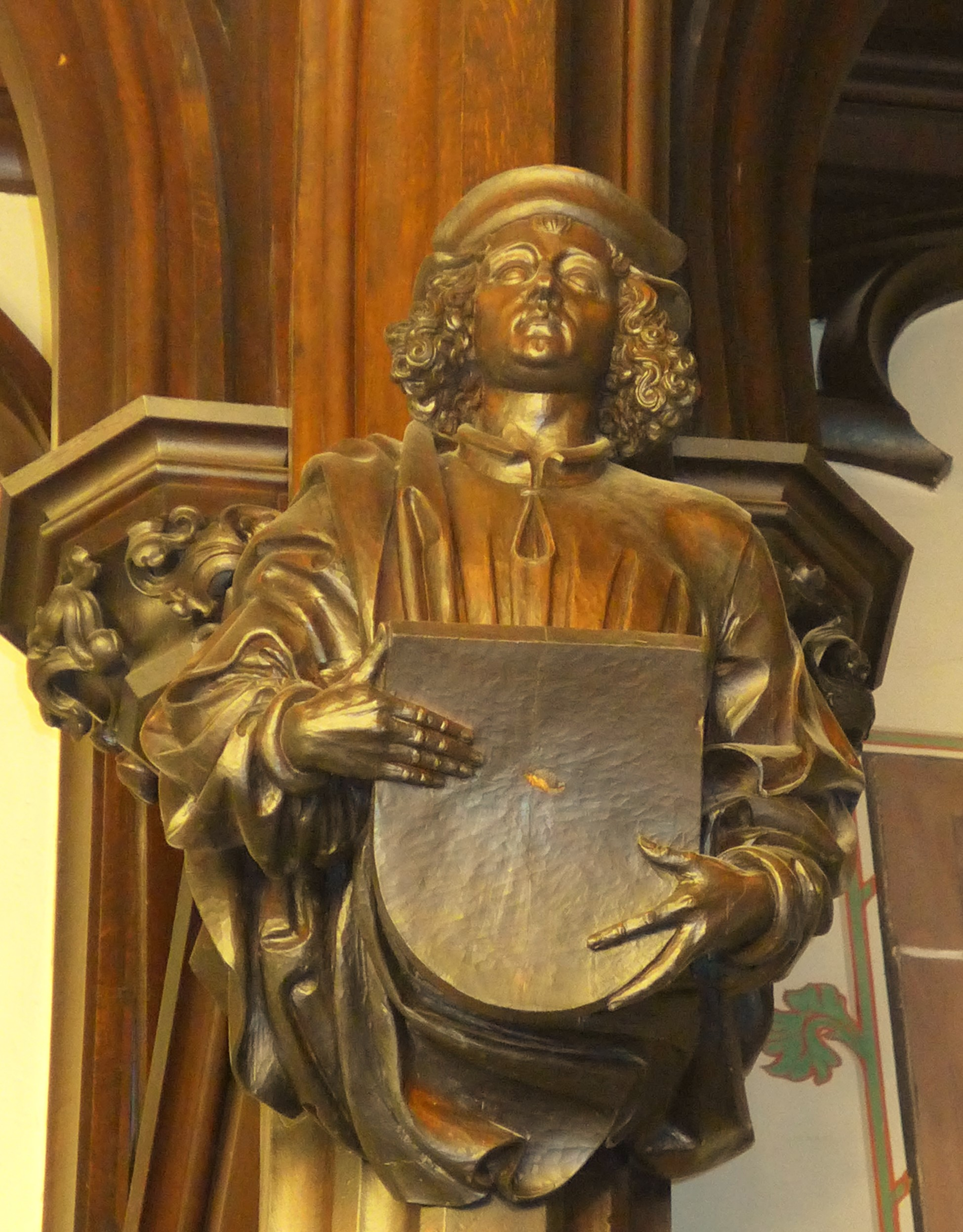
Jüngling
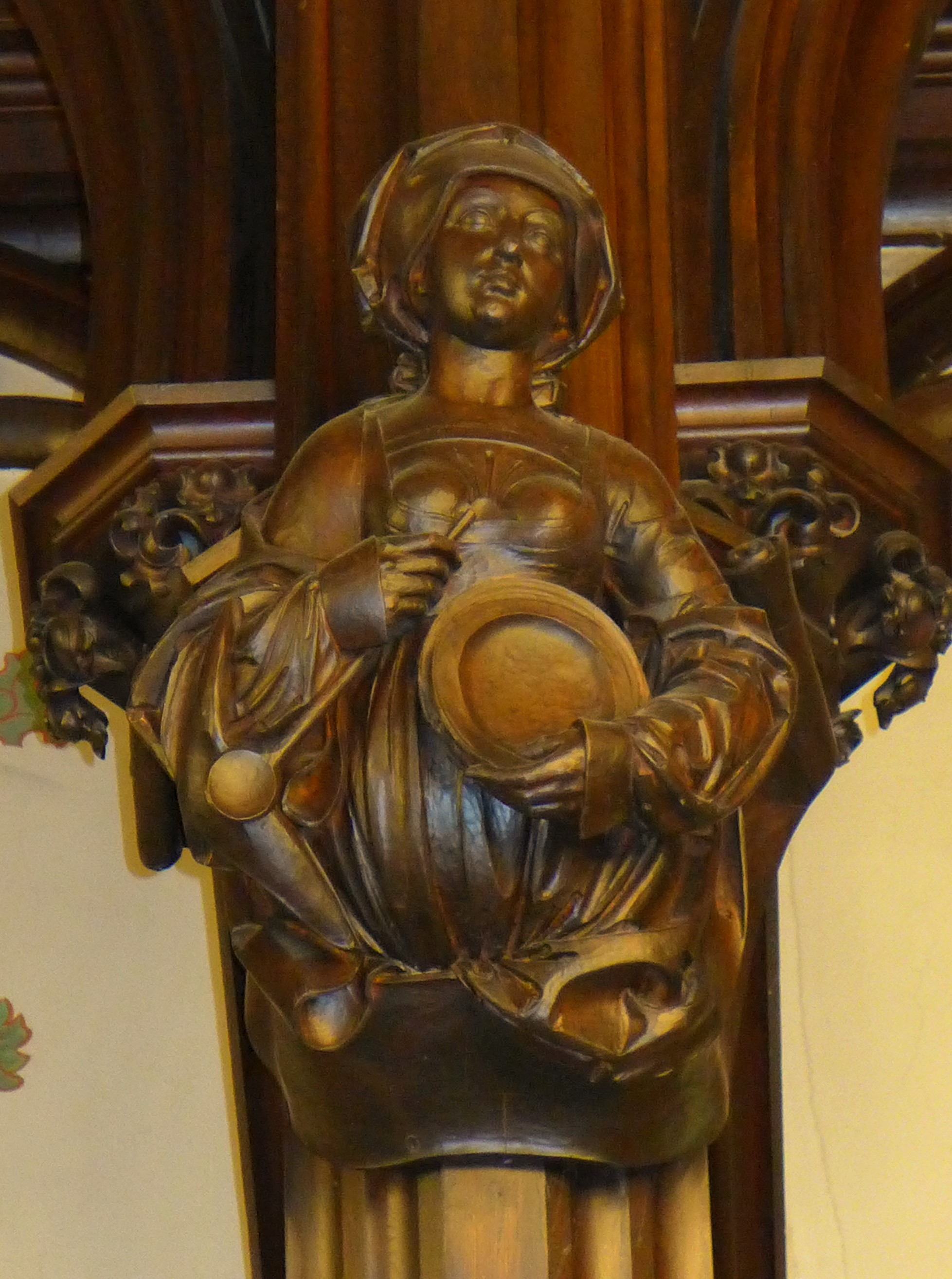
Fürsorge

Über die Vergabe der Schreinerarbeiten nach München kam es zu einem Eklat unter der St. Johanner Handwerkerschaft. So hatte dar St. Johanner Unternehmer Daniel Müller ein mit dem Unternehmen Till preisgleiches Angebot abgegeben. Außerdem verwahrte sie sich gegen angebliche Behauptungen im Stadtrat, kein einheimisches Unternehmen könne eine Qualität liefern, die der der Münchner Betriebe entspräche. Daraufhin gab der Stadtrat zur Beschwichtigung der erhitzten Gemüter bekannt, dass man die Aufträge nach München vergeben habe, damit Hauberrisser sie dort besser überwachen könne.

#### Raumausstattung

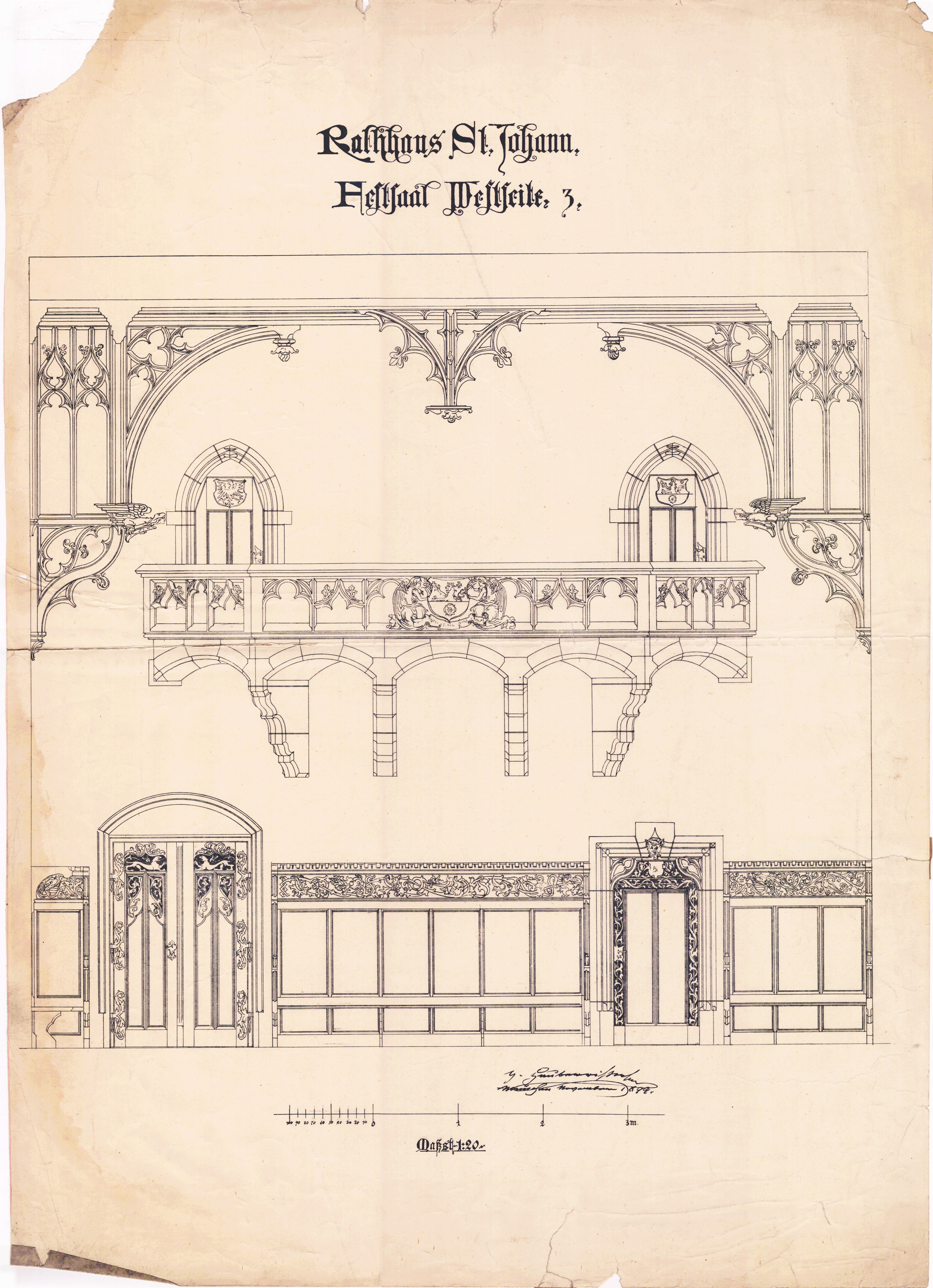
Georg von Hauberrissers Entwurf der Wandgestaltung des Festsaales, Westseite (1899)
Georg von Hauberrissers Entwurf der Wandgestaltung des Festsaales, Nordseite (1899)
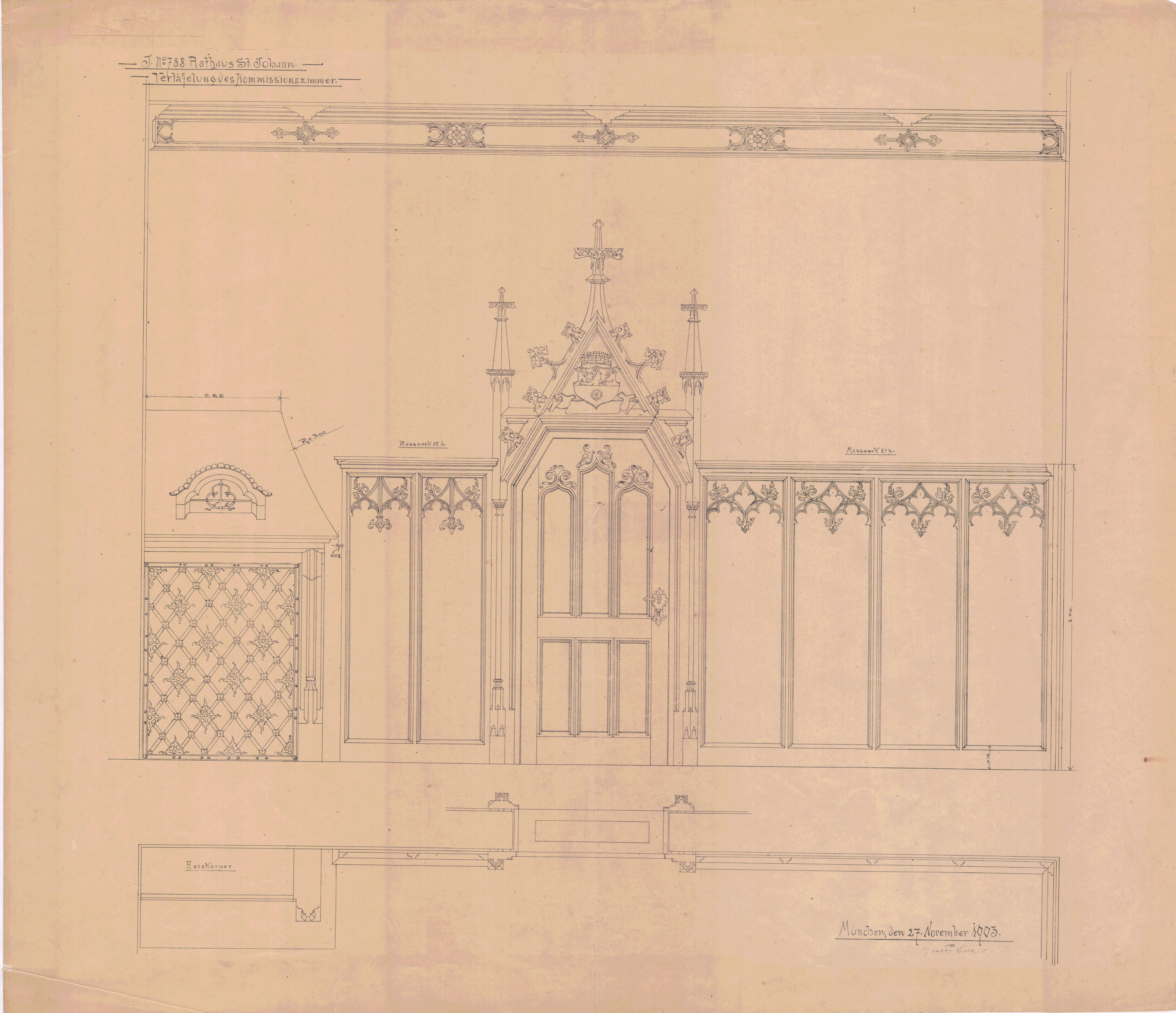
Georg von Hauberrissers Entwurf zur Vertäfelung des Kommissionszimmers (1903)
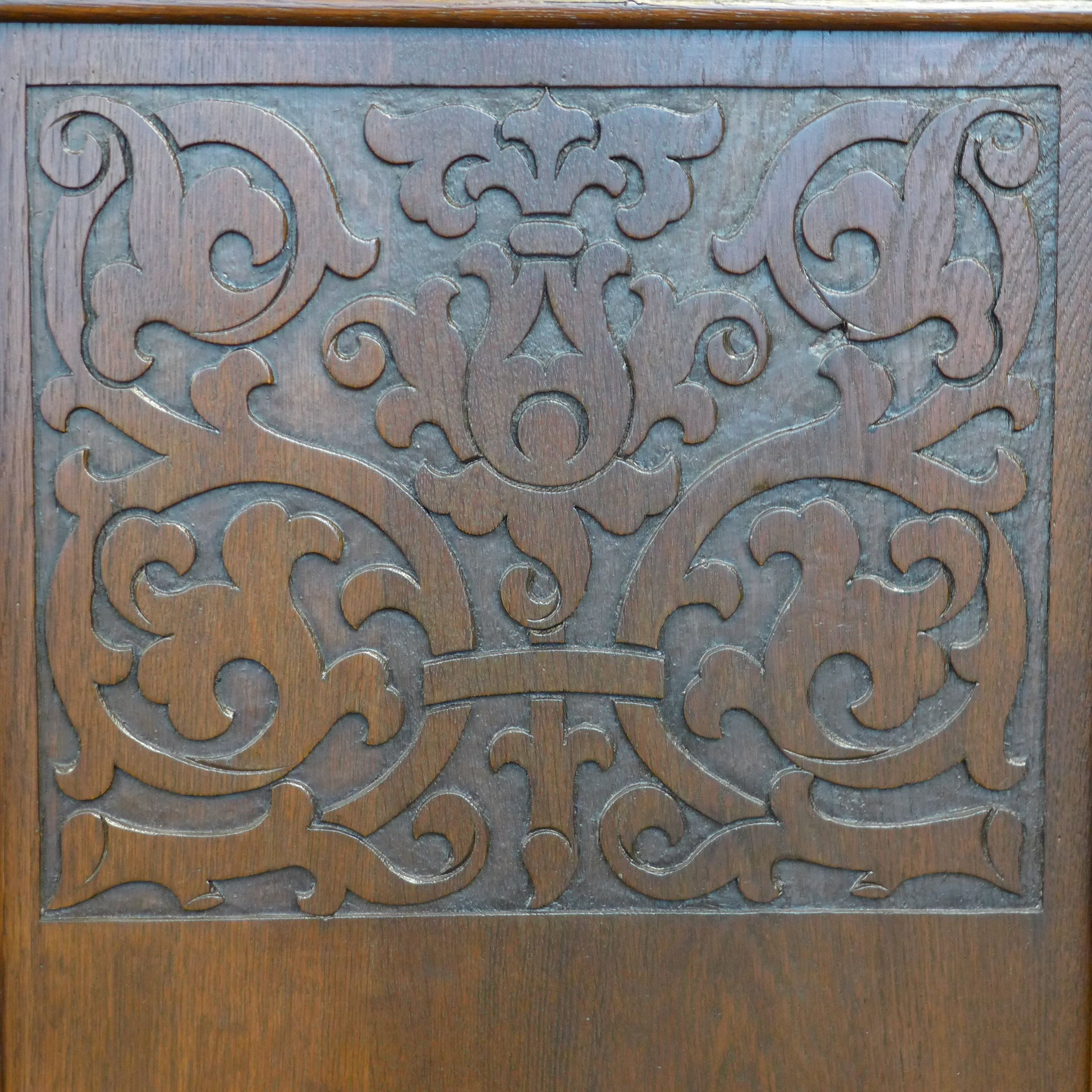
Flachschnittdekor der Wandvertäfelung im Rathausfestsaal
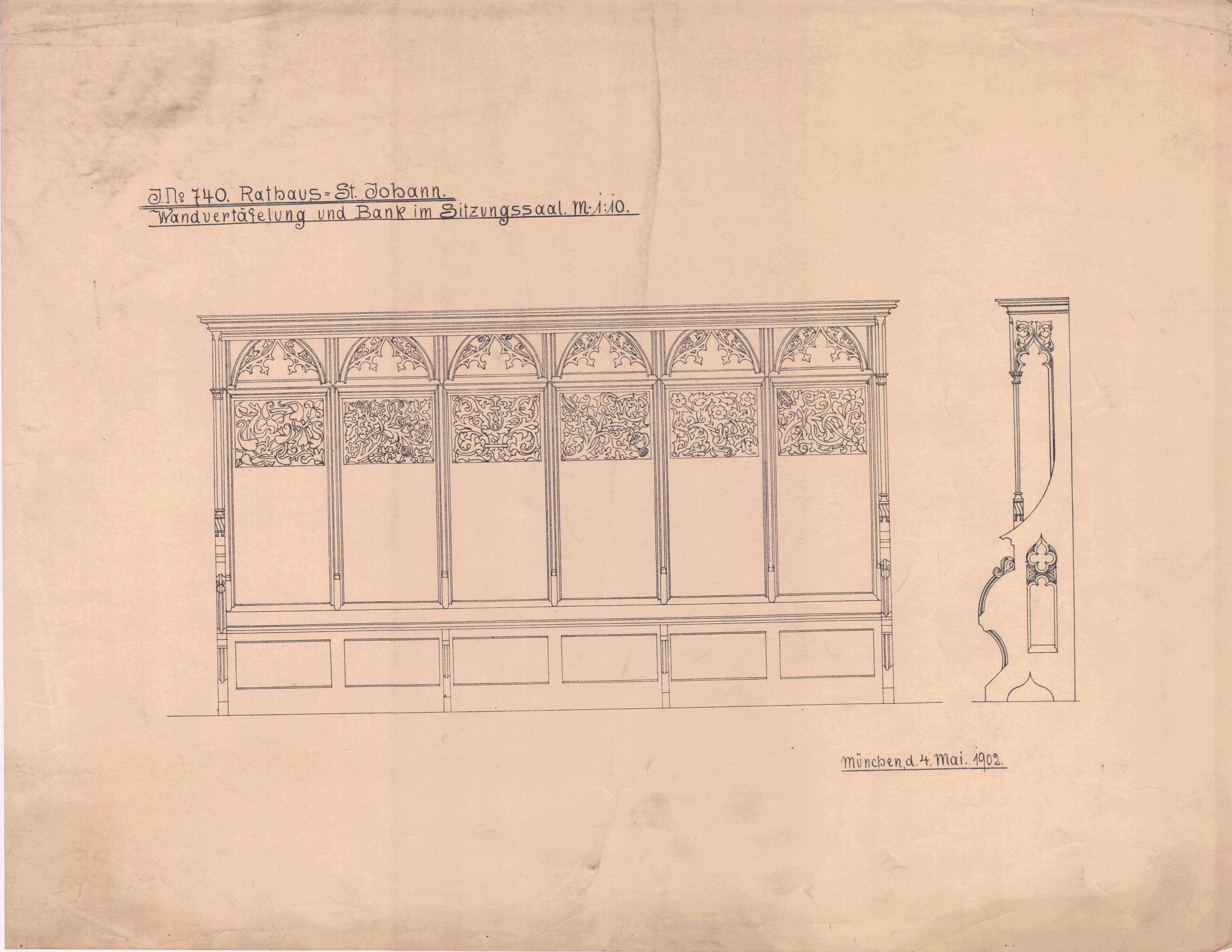
Georg von Hauberrissers Entwurf zur Vertäfelung des Sitzungssaales (1902)

Die aus Holz gearbeiteten Türen weisen geschnitzte Sinnsprüche auf (über der Trauzimmertür: Echt und recht in Rath und That. / über der Haupteingangstür: Fest steh’n immer – still steh’n nimmer.) Von der Decke herab hängen zwei große neogotische, altgoldfarben getönte Bronzelüster, die mit Blüten und Blättern aus getriebenem Messing verziert sind. Hergestellt wurden die Lüster im Gusswerk in Mainz (Kosten: 19.597,61 Mark). Die Vertäfelungen in neospätgotischer Manier weisen Flachschnittdekore in vegetabilen Formen auf.

### Ratskeller

Ratskeller
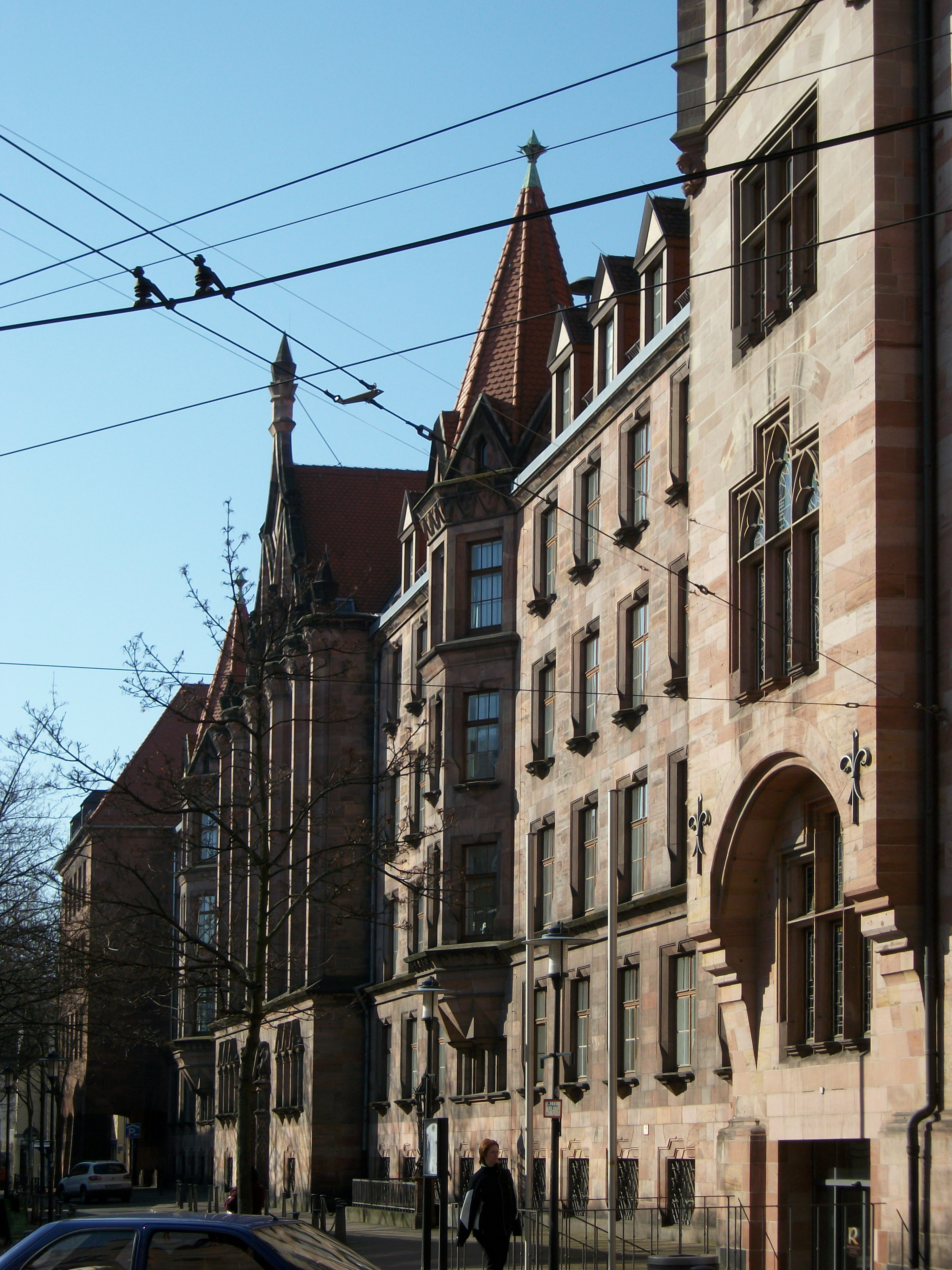
Eingang zum Ratskeller (rechts)
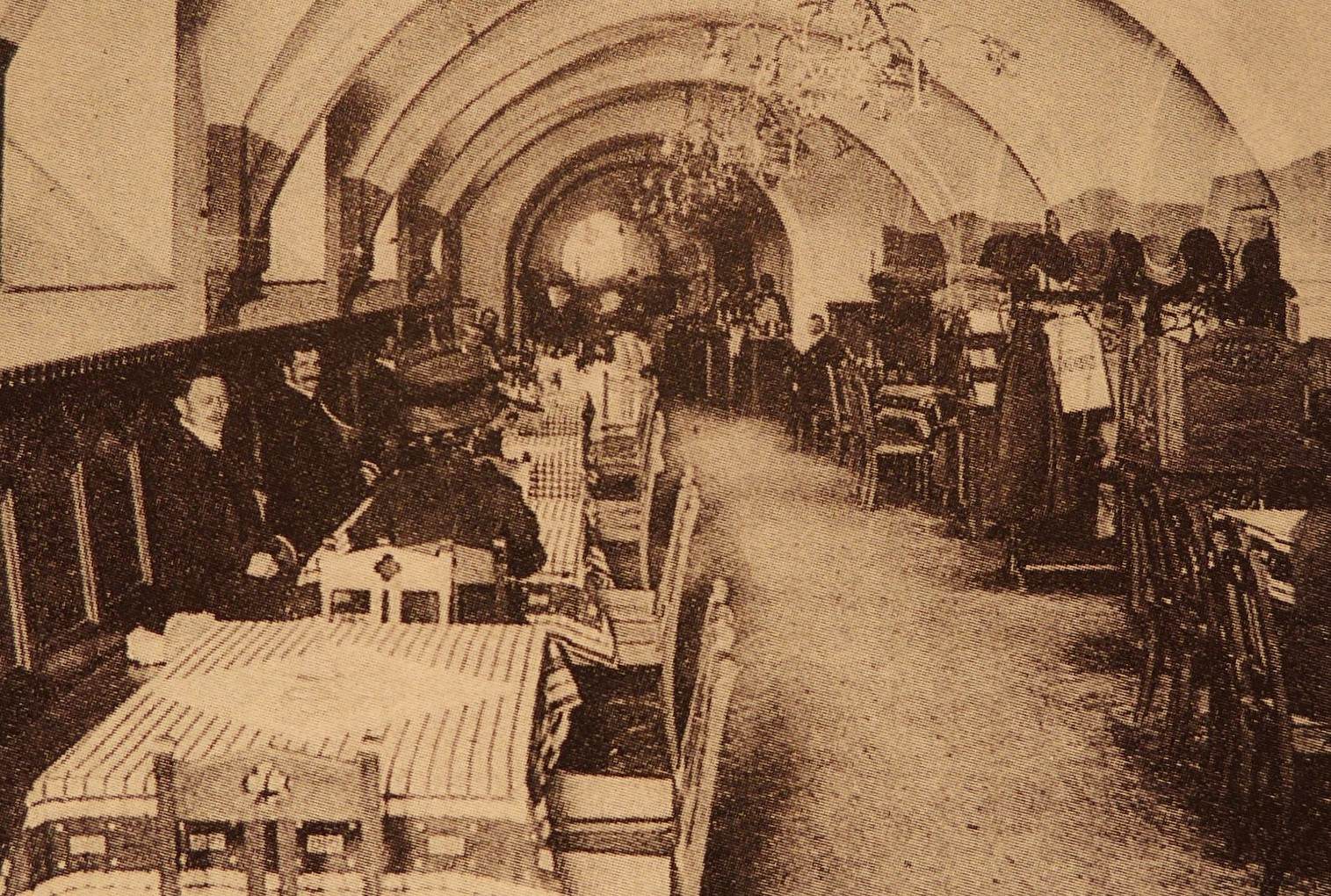
Ratskeller kurz nach der Eröffnung
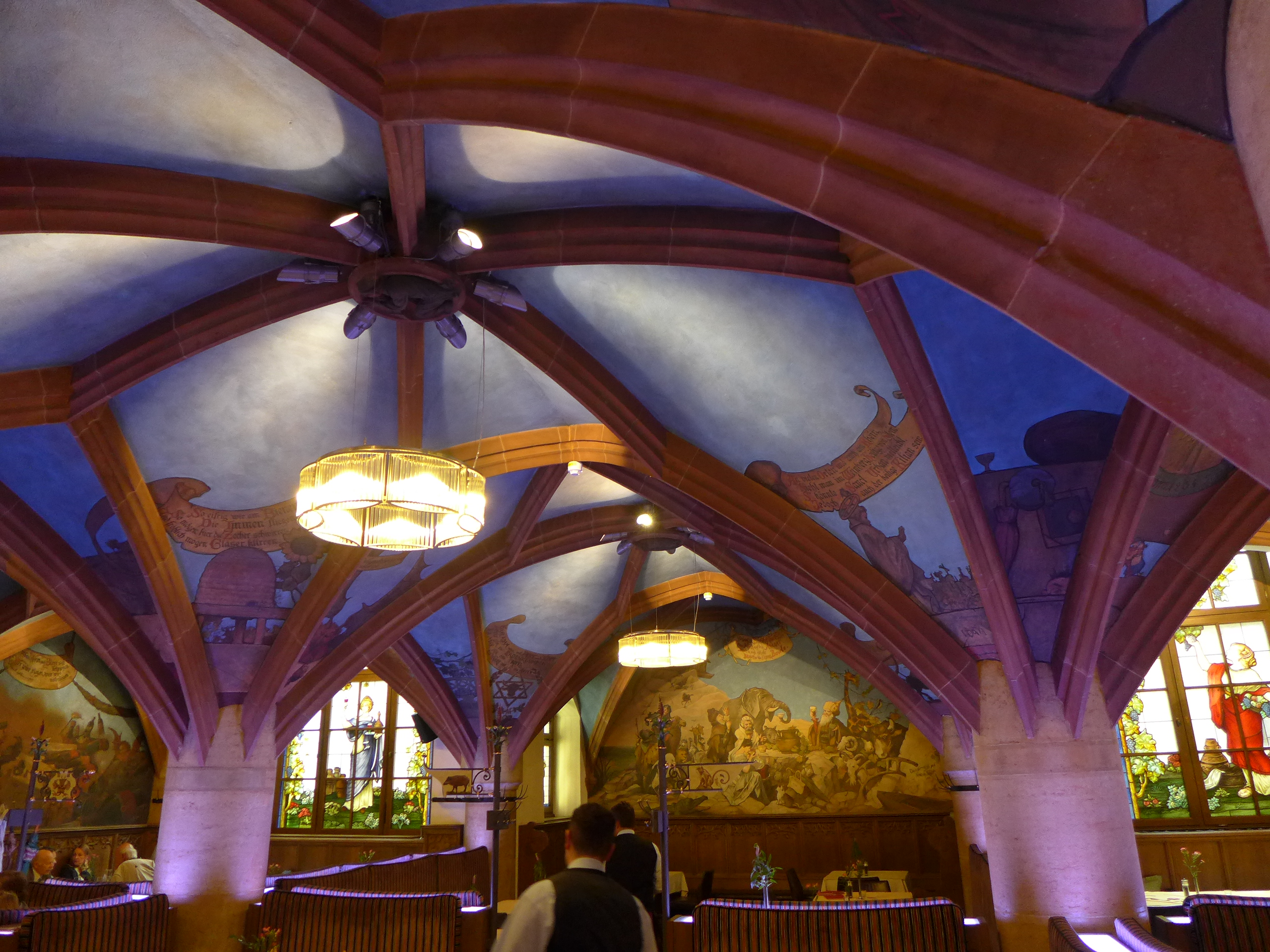
Ratskeller Neues Rathaus (München); Gewölbemalerei, die ursprünglich von Heinrich Schlitt für den Ratskeller des Rathauses St. Johann entworfen worden war
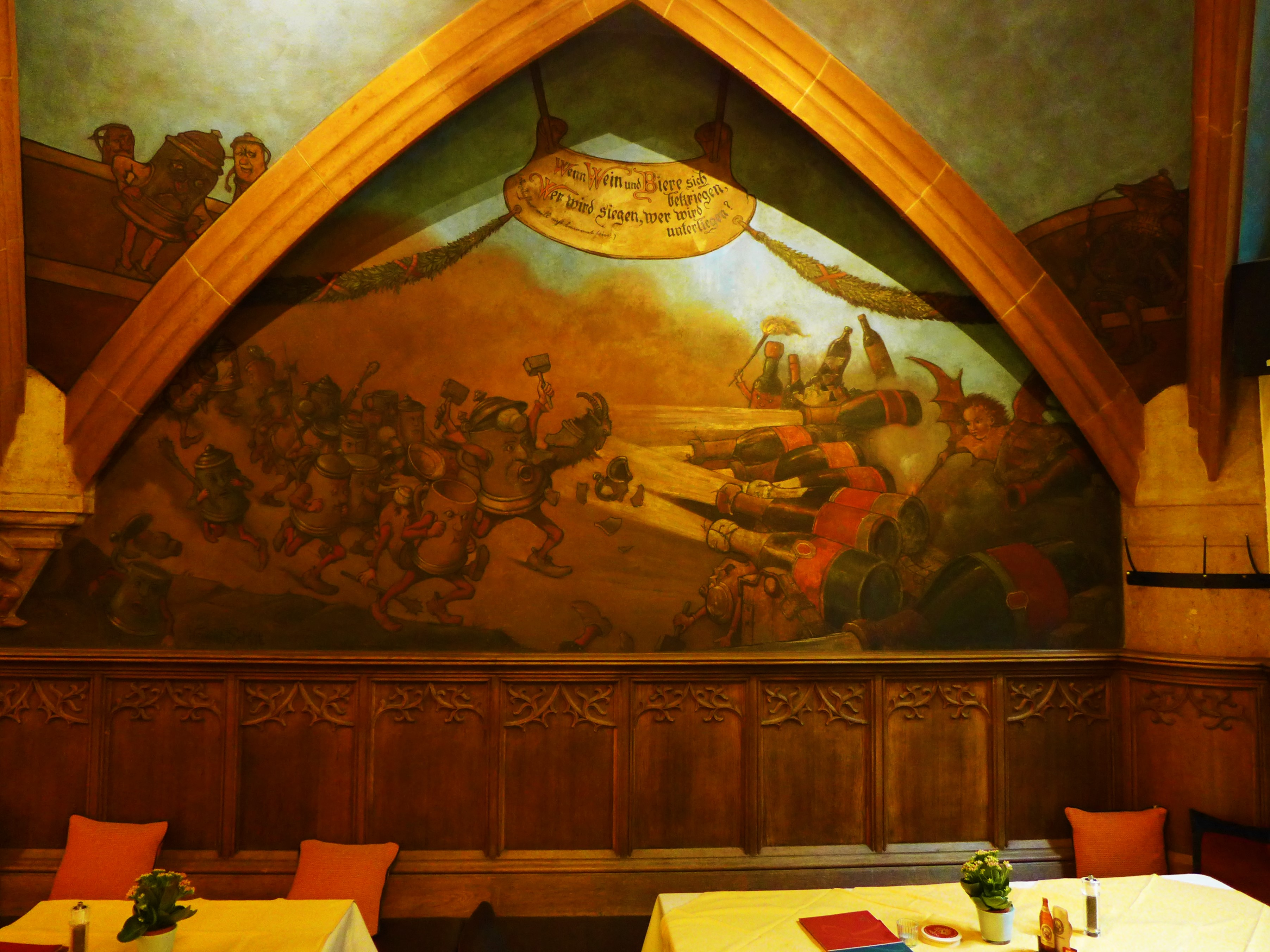
Wandmalerei im Münchener Ratskeller Wenn Wein und Biere sich bekriegen… von Heinrich Schlitt
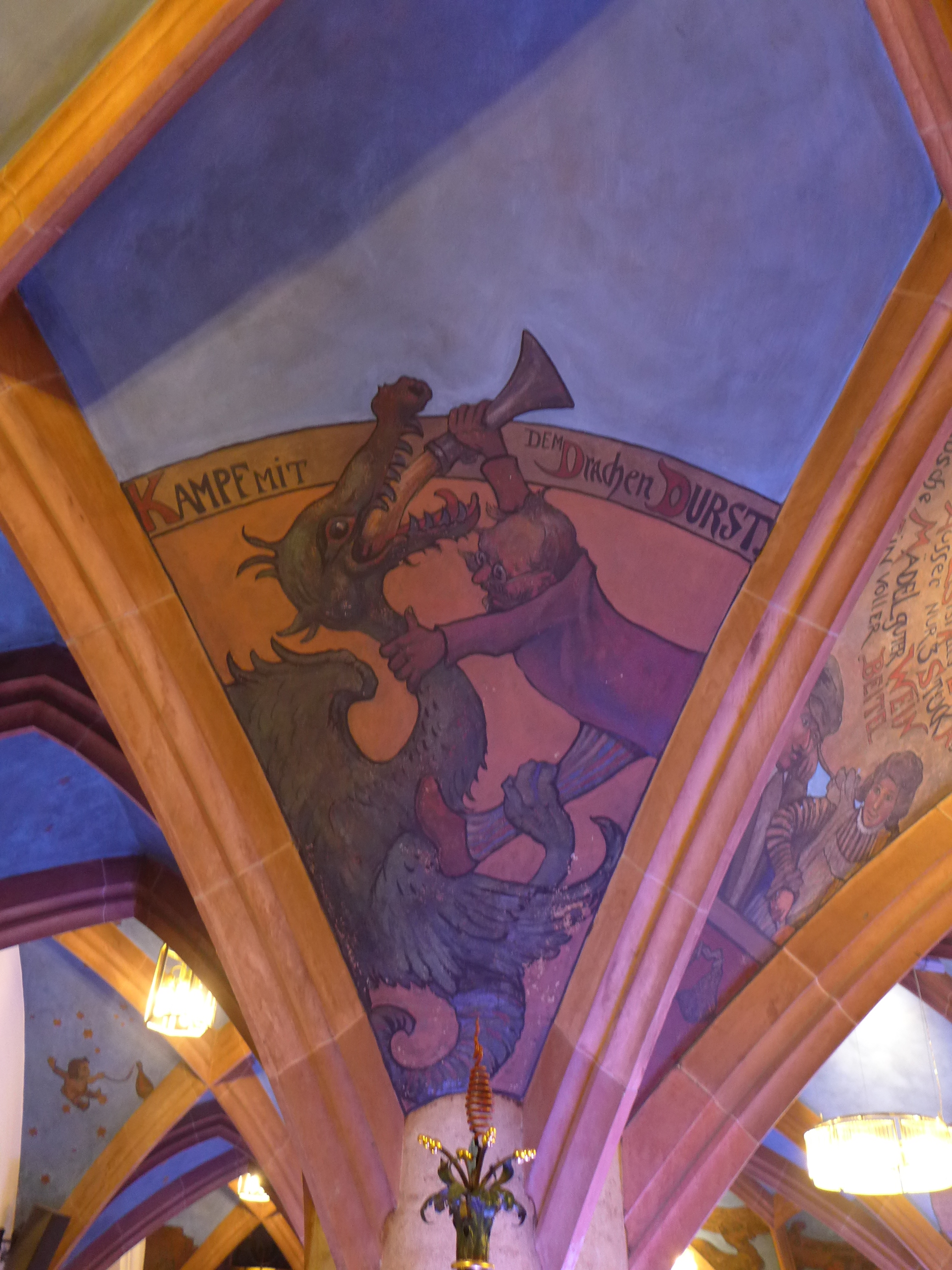
Ratskeller Neues Rathaus (München); Detail der Gewölbemalerei von Heinrich Schlitt

Bei den Einweihungsfeierlichkeiten befand sich der Ratskeller noch im Rohbau. Um ihn verpachten zu können, wurden bereits im Dezember 1899 in der Presse Ausschreibungsannoncen geschaltet. Da sich kein potentieller Pächter bei der Stadtverwaltung meldete, annoncierte man im Januar 1900 ein zweites Mal. Auch zum Zeitpunkt der Einweihung, dem Johannistag 1900, war es noch immer nicht zu einer Verpachtung gekommen. In dieser Situation begann man den Innenausbau des Ratskellers erst im Jahr 1907. Eine erste provisorische gastronomische Nutzung hatte allerdings schon am 27. Januar 1905, dem Geburtstag Wilhelms II. stattgefunden.

#### Dekorative Ausgestaltung

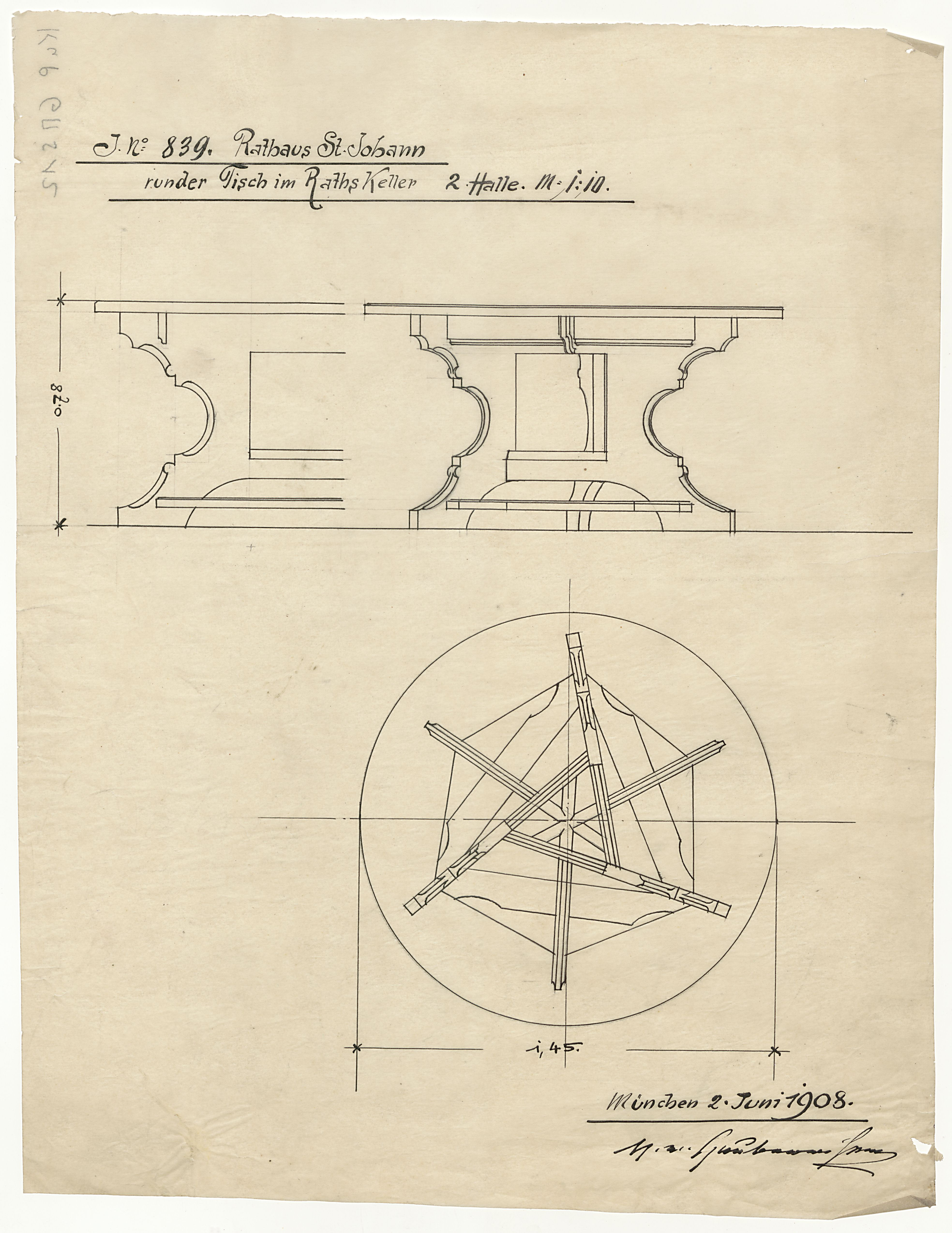
Georg von Hauberrissers Entwurf zu einem Tisch im Ratskeller (1908)

Georg von Hauberrissers Entwurf zur Vertäfelung des Ratskellers (1908)

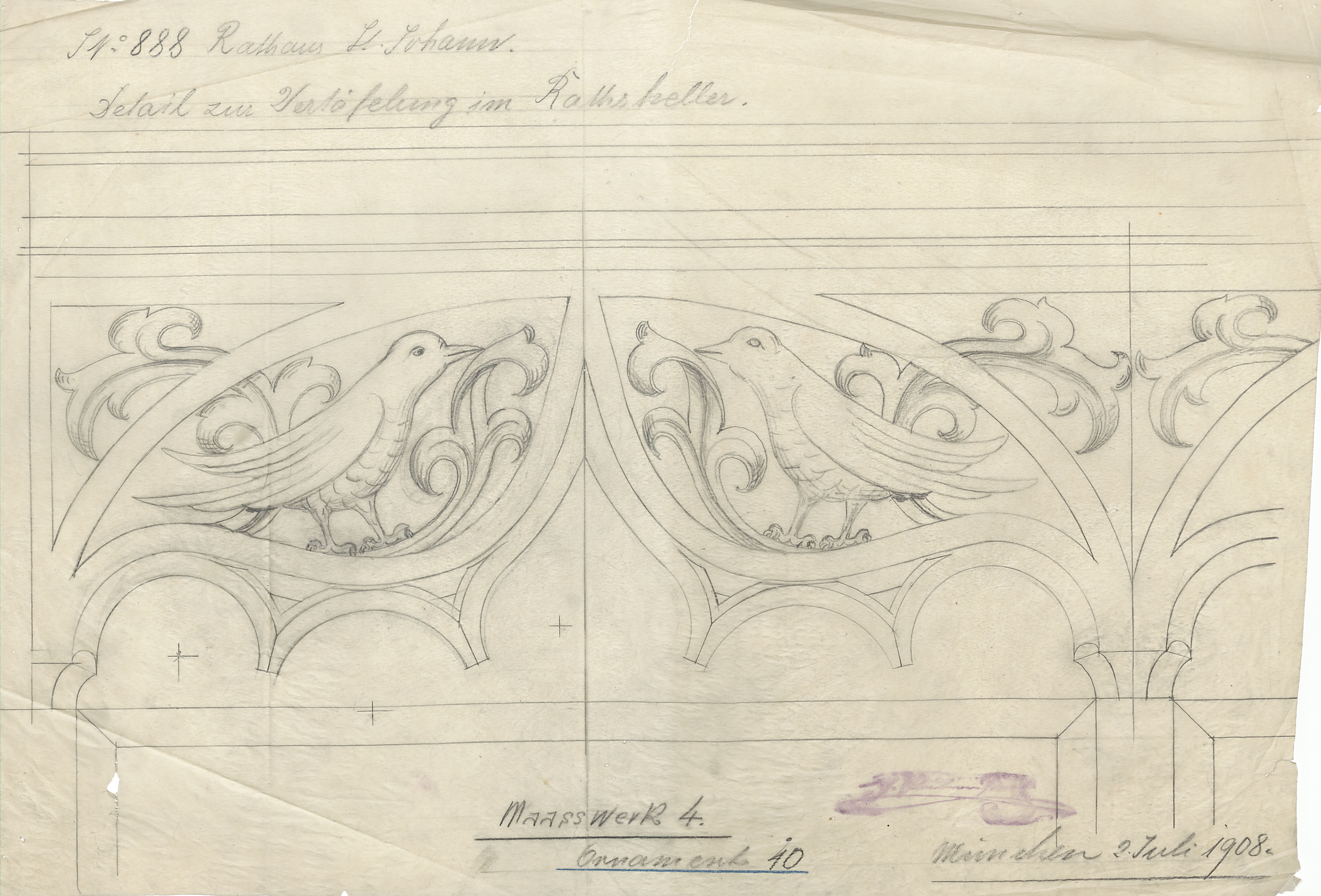
Detailentwurf zur Vertäfelung des Ratskellers (1908)

Zunächst war zur malerischen Ausgestaltung des Ratskellers der aus Hagenau im Elsass stammende Maler Theodor Feilenbach ins Gespräch gebracht worden. Doch die Stadtverordnetenversammlung vertagte im Mai 1900 die Ausgestaltung auf unbestimmte Zeit.
Dann empfahl Hauberrisser für die Ausmalung des Ratskellers den Münchner Kunstmaler Heinrich Schlitt, der auch später in Hauberrissers Münchner Rathaus den Ratskeller ausmalte. Thema der geplanten Ausmalung war „Der Kampf des Bieres gegen den Wein“. Heinrich Schlitt war bereits ein im Saargebiet bekannter Künstler. Er hat unter anderem Anfang des 20. Jahrhunderts Keramiken für Villeroy & Boch entworfen. Noch heute sind die von ihm für das Mettlacher Keramikunternehmen entworfenen Bierseidel gesuchte Sammlerobjekte auf dem Kunstmarkt. Schlitt hatte auch in Zusammenarbeit mit Kollegen ab dem Jahr 1890 im Ratskeller des ebenfalls von Georg von Hauberrisser entworfenen Neuen Rathaus in Wiesbaden den „Bierkeller“ ausgemalt. Die humoristischen Fresken wurden – obwohl seit den 1930er Jahren unter Denkmalschutz stehend – im Jahr 1987 aus „Kostengründen“ zerstört.
Nach Streitigkeiten zwischen der Stadtverwaltung St. Johann und Schlitt um die Höhe der Bezahlung der Ausmalung forderte Schlitt seine St. Johanner Skizzen zurück und malte nach den St. Johanner Skizzen ab dem Jahr 1905 den Münchener Ratskeller aus (Thema: „Wenn Wein und Biere sich bekriegen – Wer wird siegen, wer wird unterliegen?“).
Die Stadt St. Johann schrieb nun am 20. Februar 1908 einen begrenzten Wettbewerb zur dekorativen Ausgestaltung des Ratskellers aus. Angefragt wurden die renommierten Künstler Paul Haustein, Hugo Eberhardt, Richard Riemerschmid und der St. Johanner Diplom-Ingenieur Jäckel. Bedingung der Stadt war, dass sich alle Künstler an der Kunstepoche der Spätgotik zu orientieren hätten. Haustein, Eberhardt und Riemerschmid lehnten eine Beteiligung ab, da sie sich dem Stil der Spätgotik nicht unterwerfen wollten und sie erachteten auch die Entlohnung als zu gering an. Jäckels Entwurf wurde nicht berücksichtigt.
Somit wandte sich die Stadtverwaltung im Jahr 1908 an den Erbauer des Rathauses, Georg von Hauberrisser, um ein Gestaltungskonzept zu erarbeiten. Hauberrisser erklärte sich letztlich gegen ein Entgelt von 4.851 Mark bereit, den Auftrag (Gestaltung der Vertäfelungen, Möbel, Beleuchtungskörper und Heizkörperverkleidungen) zu übernehmen. Man beschränkte sich jedoch auf reine Ornamentmalerei ohne figürliche Ausschmückungen. Auch hier gab es zwischen Hauberrisser und der Stadtverwaltung immense Meinungsverschiedenheiten um die Bezahlung.
Die Glasmalereigestaltung besorgten ab dem Jahr 1908 Alexander Linnemann aus Frankfurt am Main (Fenster in der Großen Halle und in der Ratsstube), der bereits die Fenster des Ratssaales gestaltet hatte, und Anton Freese aus St. Johann (Fenster mit Ornamenten und Spruchbändern in der Bierhalle). Die 13 Ratskellerfenster mit humoristischen Darstellungen aus der Lokalgeschichte schuf insbesondere der Sohn von Alexander Linnemann, Rudolf Linnemann. Unterlagen hierzu befinden sich im Linnemann-Archiv. Heute sind nur noch die historischen Linnemannschen Fenster von der Erstverglasung erhalten.
Im Rathaushof wurde ein unterirdischer Bierkeller angelegt. Die Kücheneinrichtung lieferte der Saarbrücker Herdhersteller C. Koch im März 1909. Nach Beendigung der Arbeiten konnte der Ratskeller im April 1909 an den Gastronomen Franz Gräfe verpachtet werden. Die Eröffnung erfolgte in der Osternacht des 10. April 1909. Gräfe hatte zur Eröffnung eine ganze Wagenladung Schankbier aus den Mathäser Bräubierhallen in München, dem damals größten Bierausschank der Welt, kommen lassen.
Für die Ausgestaltung der Räume hatte Hauberrisser 235 Zeichnungen und das Stadtbauamt für die Funktionsräume 144 Zeichnungen erstellt. Insgesamt beliefen sich die Kosten auf 112.879,99 Mark.
Durch den Erweiterungsbau des Rathauses von Stadtbaumeister Ammer wurde der Ratskeller in den 1920er Jahren im Trakt Kaltenbachstraße wesentlich erweitert. Neben neuen Lager- und Kühlräumen erhielt er eine weitere Ratsstube und ein großes Weinrestaurant. Zur besseren Erschließung kam auch ein neuer Ratskellereingang in der Kaltenbachstraße hinzu. Die Einrichtung und Gestaltung der Innenräume geschah analog zu den expressionistischen Stilelemente und Schmuckformen der Außenfassade. Die Eröffnung des neuen Ratsweinkellers fand am 24. Juni 1925 statt.
Nach den Zerstörungen im Zweiten Weltkrieg wurde der Ratskeller als Kantine für die französische Besatzungsmacht genutzt. Beim Hochwasser der Saar zur Jahreswende 1947/1948 wurde der Ratskeller bis zu den Gewölben überflutet und die Einrichtungen Hauberrissers nahezu vollständig zerstört. Eine Hochwassermarke an der Rathausecke zur Kaltenbachstraße weist noch heute auf die Naturkatastrophe hin.
Die Einrichtung der Arkade in der Betzenstraße erforderte die Zuschüttung des bisherigen Ratskellereinganges. Der Saarbrücker Stadtbaudirektor Peter Paul Seeberger gestaltete daraufhin die Räume des Ratskellers ab dem Jahr 1961 vollständig neu. Aus der ehemaligen Ratsstube wurde der heutige Haupteingang, aus dem ehemaligen Haupteingang in der Betzenstraße wurde ein Nebeneingang in der neuen Rathausarkade, die ehemalige Weinstube in der Kaltenbachstraße wurde zur Küche umfunktioniert. Der neugestaltete Ratskeller wurde am 27. April 1963 eröffnet und bot bis zu 400 Gästen Platz. Die Umbaukosten beliefen sich auf 1.270.000 DM. Ein Teil des Ratskellers wurde zur Stadtkantine. Die Vorhalle wurde mit einem Sgraffito von Max Mertz geschmückt, das den Gott Bacchus darstellt.
Den Raum Saar (70–125 Plätze) schmückte Mertz mit einem Schmiedegitter, das Lukullus darstellte. Die erhaltenen Linnemannschen Fenster zeigen:
- Einen betrunkenen Ehemann, der einen vogelzeigenden Affen geschultert hat, wird von seiner wütenden Gattin mit einem Besenstiel erwartet.
- Verkehr einst: Ein Gastwirt verabschiedet eine vor seiner Schenke abfahrende Postkutsche
- Verkehr jetzt: Ein gründerzeitliches Ehepaar, ein Junge im Matrosenanzug, ein Luftballonverkäufer und ein Polizist bestaunen ein über dem Weichbild von St. Johann und Saarbrücken kreisendes Luftschiff
- Polizei einst: Ein gemütvoller Büttel der alten St. Johanner Stadtwache, bewaffnet mit einer Pike, sorgt für Ruhe und Ordnung auf einem Platz auf dem Passanten dahinschlendern.
- Polizei jetzt: Die kaiserliche Polizei versieht ihren Dienst. Linnemann karikiert hier in humorvoller Weise das Kaiserreich als Polizeistaat. Hinter jeder einzelnen Laterne sind mehrere grimmig dreinblickende Gendarmen postiert, obwohl nur ein kleiner Hund über die Straße trottet.
- Die Gegner der Städtvereinigung: Unter einer umrankten Laube sitzen, voneinander abgewandt, drei sauertöpfisch blickende Gegner der Städtevereinigung bei einem Glas Wein vor der Kulisse der Kirchen von St. Johann, Saarbrücken und Malstatt-Burbach. Ihre altertümelnde Kleidung der Zeit um 1850 soll ihre verstockte Rückwärtsgewandheit verdeutlichen.
- Die Befürworter der Städtevereinigung: Drei Herren mit Melonenhut in der damals modernen Kleidung der Zeit um 1900 stehen vor einem Wegweiser mit den Städtenamen von St. Johann, Saarbrücken und Malstatt-Burbach. Ein grünender junger Baum vor der Darstellung des St. Johanner Rathauses steht symbolisch für die Hoffnung auf Prosperität der zukünftig vereinigten Großstadt Saarbrücken. Vom Turm des Rathauses wehen die Stadtfarben weiß-blau und die Reichsflagge Schwarz-Weiß-Rot[176]

Darüber hinaus wurden folgende Räume gestaltet:
- Raum Pfalz (24–60 Plätze): Traubenmotive in den Buntglasfenstern des Blieskasteler Künstlers Hans Dahlem
- Raum Elsass-Lothringen (140–120 Plätze): Buntglasfenster Der Fuchs mit den Trauben von György Lehoczky und Motive aus dem Elsass und aus Maursmünster von Hans Dahlem
- Turmzimmer (8–12 Plätze)
- Raum Mosel (24–60 Plätze): Buntglasfenster mit der Porta Nigra, dem Trierer Dom und dem römischen Neumagener Weinschiff von Hans Dahlem
- Ratsstube (12–124 Plätze): Buntglasfenster mit Saarbrücker Motiven von Hans Dahlem
- Luxemburger Stube (4–8 Plätze)
- Hauberrisser-Stube (8–14 Plätze)

Dem Wunsch Hauberrissers entsprechend wurde in keinem Raum eine Uhr angebracht. Hauberrisser hatte am 25. April 1909 der Stadtverwaltung auf die Frage, an welcher Stelle des St. Johanner Ratskellers eine Uhr angebracht werden solle, entgegnet:
„Es ist nicht zweckmäßig, eine Uhr im Ratskeller anzubringen. Die Gäste sollen nicht auf die Zeit aufmerksam gemacht werden.“
Der Ratskeller ist heute ein Speiselokal mit Cocktail-Bar. Auch finden dort Veranstaltungen statt. Das Kleine Theater im Gewölbekeller bietet eine Spielstätte für Figurentheater, Kammerspiel und kleine Konzerte.

### Rathausbrunnen

#### Telemachbrunnen

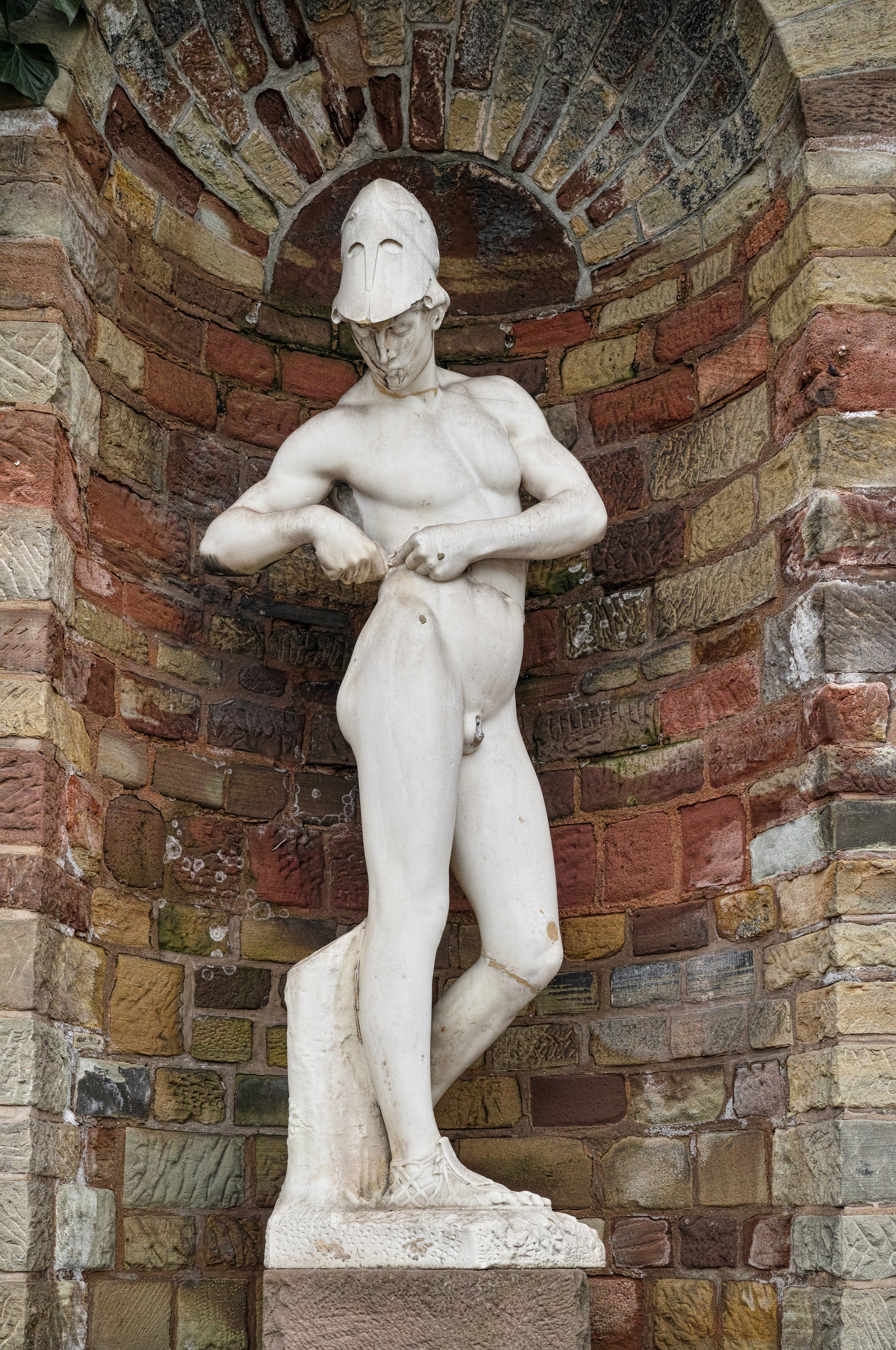
Figur des Telemachos an ihrem heutigen Standort am Fuße der Trillertreppe

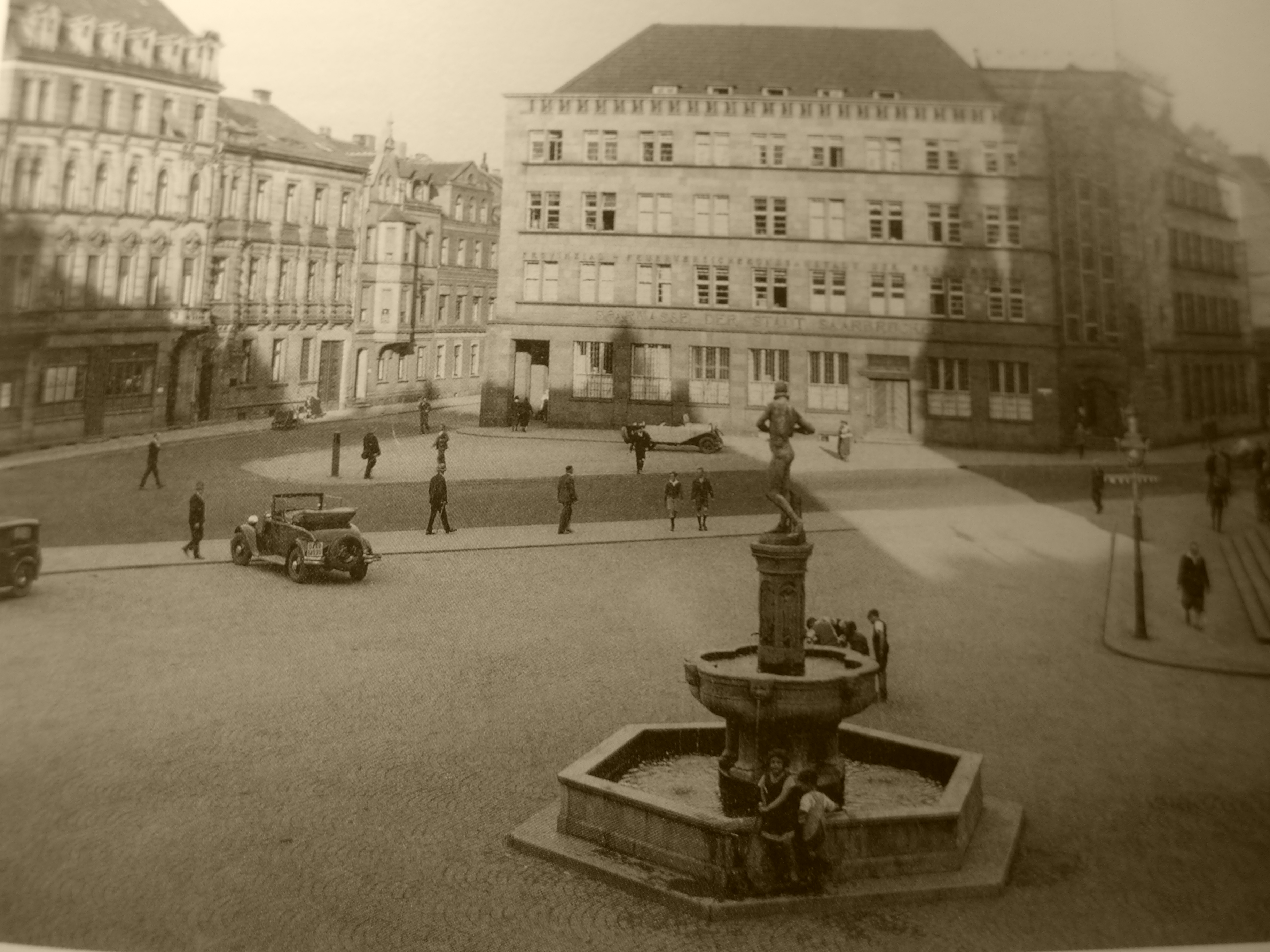
Rathausplatz St. Johann, Telemachbrunnen mit Blick zur Stadtsparkasse mit geschiefertem Walmdach im Vorkriegszustand

Vor dem Westflügel des Rathauses stellte man im Jahr 1902 einen Rathausbrunnen auf, der von dem früheren städtischen Beigeordneten Emil Haldy für 20.000 Mark gestiftet wurde. Der Brunnenstock, aus dem das Wasser durch sechs Ausläufe in ein rundes und dann durch die Mundöffnungen von sechs Masken in ein sechseckiges Brunnenbecken floss, war mit Frauengestalten dekoriert.
An der Spitze des Rathausbrunnens befand sich eine Marmorstatue des sich mit einem Schwert gürtenden Telemachos, dem Sohn des Odysseus und der Penelope. Angeblich soll die Initiative zur Aufstellung der Telemachos-Figur von der deutschen Kaiserin Auguste Viktoria ausgegangen sein, die Bürgermeister Neff diesbezüglich beriet, als er nach einem geeigneten Objekt zur Ausschmückung des neuen Rathausplatzes suchte. Die Statue, die in der Öffentlichkeit aufgrund ihrer Nacktheit für erhebliche Entrüstung sorgte, war das Werk des Bildhauers Ludwig Cauer, der an prominenten Werken der damaligen Zeit mitgearbeitet hatte (z. B. Kaiser-Wilhelm-Nationaldenkmal, Berliner Siegesallee, Bismarck-Nationaldenkmal vor dem Reichstagsgebäude). Die Telemachos-Figur hatte Cauer bereits im Jahr 1890 als Standfigur ohne Bezug zum Brunnen geschaffen. So wirkte die an die griechische Klassik angelehnte Marmorfigur ohne direkten Bezug zum Brunnenbecken und zum Rathaus, die beide mittelalterlichem Geist verpflichtet sind. Ebenso kam Kritik auf, warum nicht eine Justitia-Figur oder eine Statue des Saarbrücker Grafen Johann I. auf dem Sockel aufgestellt worden war, denn Telemachos stünde in keinerlei Beziehung zur Stadtgeschichte.
Die St. Johann-Saarbrücker Volkszeitung, das offizielle Presseorgan der Zentrumspartei an der Saar, meinte in ihrer Ausgabe vom 4. Juni 1902:

„Der neue Rathhausbrunnen resp. die nackte Figur desselben, wurde am gestrigen Tage in allen Schichten der Bevölkerung sehr mißbilligend besprochen. Die überwiegende Mehrzahl der Beschauer hatte nur Worte der Entrüstung über dieses „moderne Kunstwerk“. Wie dem Einsender dieser Zeilen von glaubwürdiger Seite mitgetheilt wurde, war ein Herr Zeuge einer Unterhaltung, welche Kinder bei der Beschauung dieser Figur führten. Dieselbe hier im Wortlaut wiederzugeben, ist nicht möglich. Anrathen möchten wir jedoch allen Eltern, dafür Sorge zu tragen, daß ihre Kinder möglichst von jetzt ab dem Rathhausplatze ferne bleiben, bis dieses moderne Kunstwerk in dieser Darstellung wieder von der Bildfläche verschwunden ist. Daß dasselbe unter allen Umständen entfernt werden muß, dürfte wohl von keinem Menschen in Frage gestellt werden.“

Einen Tag später äußerte sich dieselbe Zeitung:

„Der Rathhausbrunnen bildet zur Zeit das Tagesgespräch hierselbst. Wohl selten ist von Seiten des Publikums ein öffentliches Denkmal absprechender beurtheilt worden, wie die auf diesem Brunnen angebrachte Figur. Der gewöhnliche Laienverstand begreift nicht, wie bei den zahllosen Ideen, die sich gerade bei einem Brunnen in allen möglichen Ausführungen verwirklichen lassen, zu einer in ärgernißerregender Weise dargestellten nackten Person gegriffen werden mußte. Die Behörde macht sehr richtig mit Strenge darauf aufmerksam, daß die in der Saar Badenden mit Badehosen bekleidet sein müssen und hier wird auf offenem Markte, unmittelbar von dem Rathhause und in allernächster Nähe der Johanniskirche ein Kerl in adamitischem Kostüm aufgestellt, der außer einem Helm keine Spur von Kleidungsstücken aufweist. Auf die Gefahr hin, daß die „Kunst“ darunter leidet, wird nichts Anderes übrig bleiben, als der abscheulichen Figur eine Badehose anzuziehen, bis sie von ihrem Standorte entfernt wird.“

Die katholische Geistlichkeit des Dekanates Saarbrücken richtete ein erbostes Protestschreiben hinsichtlich der nackten Figur an das Königliche Landratsamt, in dem sie meinte:

„In St. Johann hat auf dem Brunnen des Marktplatzes eine vollständig unbekleidete männliche Figur Aufstellung gefunden, die das christliche Sittengesetz in allergröbster Weise verletzt. Wir wollen nicht leugnen, daß es einem gewiegten Kunstkenner gelingen kann, mit Ueberwindung des sittlichen Abscheus vor der ekelhaften Nacktheit nur die Kunst in dieser Figur zu bewundern. Für die große Menge des Volkes aber ist diese Statue ein schweres Aergernis. Der gewöhnliche Mann sieht in derselben einen von der Obrigkeit öffentlich ausgestellten Freibrief für alle unsittlichen Schaustellungen. Den Frauen und Jungfrauen steigt die Schamesröte auf die Stirne, wenn sie gezwungen sind, an dieser abscheulichen nackten Figur vorbeizugehen und dabei noch die unflätigen Bemerkungen schamloser Männer hören zu müssen. Und für unsere Kinder ist diese Figur geradezu der Mord ihrer Unschuld. – Berufen, das Volk zur Sittlichkeit zu erziehen, drängt es uns, unsere tiefste Entrüstung über die Aufstellung dieses aller Sittlichkeit Hohn sprechenden Bildwerkes Ausdruck zu geben. Wir bitten Ew. Hochwohlgeboren (gemeint ist der Landrat!), veranlassen zu wollen, daß die wie zur Verächtlichmachung des Gebotes Gottes auf öffentlichem Platze aufgestellte Figur von dieser Stelle entfernt werde.“

Infolge der Beschwerden gegen die nackte Telemach-Figur, das in einem Protestaufruf als das „unkeusche Schandmal St. Johanns“ bezeichnet wurde, und für dessen Abbruch 414 St. Johanner Frauen eine Petition unterzeichnet hatten, musste eine Sondersitzung des Stadtrates einberufen werden. In der erhitzten Debatte verteidigte Bürgermeister Neff vehement die Statue und erreichte schließlich, dass sich in einer Abstimmung eine Mehrheit der Versammelten mit 16 gegen 2 Stimmen für die Beibehaltung der Brunnenfigur entschied.
Im Jahr 1936 wurde der Telemachbrunnen auf dem Vorplatz des Rathauses offiziell wegen „begrenzter Platzverhältnisse“ im Hinblick auf NSDAP-Aufmärsche entfernt. Die im Bauschutt des Ratskellers nach dem Krieg wiederentdeckte Marmorstatue des Telemachos wurde dann zunächst im Saarbrücker Schlossgarten wieder aufgestellt. Heute steht sie in einer Mauernische in der Vorstadtstraße.

#### Phönixbrunnen

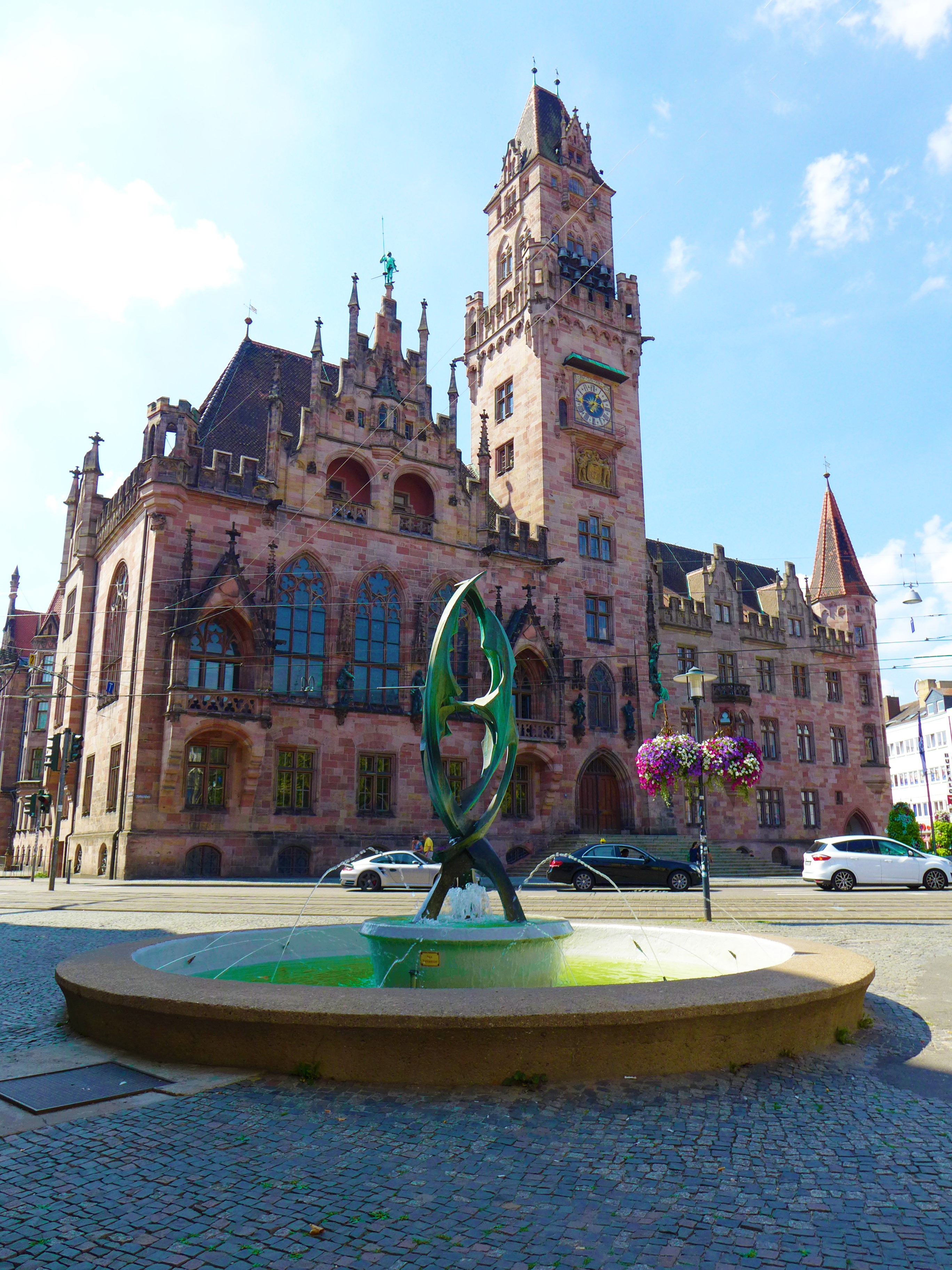
Phönixbrunnen zum Gedenken an die Städtevereinigung von 1909

Seit den Jahren 1959 bis 1960 befindet sich vor dem Rathaus ein Brunnen mit einer Brunnenplastik aus Metall. Die Brunnenschale stammt von Hans Ulrich, die Bronzeplastik von Max Mertz. Der Brunnen von Max Mertz wurde im Jahr 1959 anlässlich des 50-jährigen Großstadtjubiläums von der Stadtsparkasse Saarbrücken gestiftet. Innerhalb des niedrigen, runden Wasserbeckens erhebt sich die hochovale Bronzeplastik gleich einem „aufsteigenden Phönix“, so der Künstler seinerzeit. Drei Pfeiler ragen aus der inneren Brunnenschale und vereinigen sich im unteren Viertel der Plastik. Von hier aus erheben sie sich knospenartig zur Form einer Mandorla, die im Inneren flammende Verbindungsstege in der Art spätgotischer Maßwerke schlägt. Die flammend-gotisierende Form nimmt so in moderner Formensprache Bezug zu den Architekturformen des neospätgotischen Rathauses Hauberrissers. Das Dreier-Motiv der Skulptur kann als Zusammenschluss der drei ehemals selbständigen Städte (Alt-)Saarbrücken, St. Johann an der Saar und Malstatt-Burbach im Jahr 1909 gedeutet werden. Gegossen wurde die Brunnenskulptur von der Malstatter Rot- und Gelbgießerei Martin Luck. Die von den Brunnenwänden schräg aufsteigenden Wasserstrahlen trafen sich ursprünglich im Zentrum der Mandorla, um dann ins innere Brunnenbecken zu fallen. Von hier ergossen sie sich in das große Becken, aus dem sich mittelgroße Quellsprudel-Fontänen erhoben, die nächtlich beleuchtet wurden. Die Wasserspiele waren längere Zeit außer Funktion und sprudeln heute nur noch schwach.

#### Fisch-Brunnen

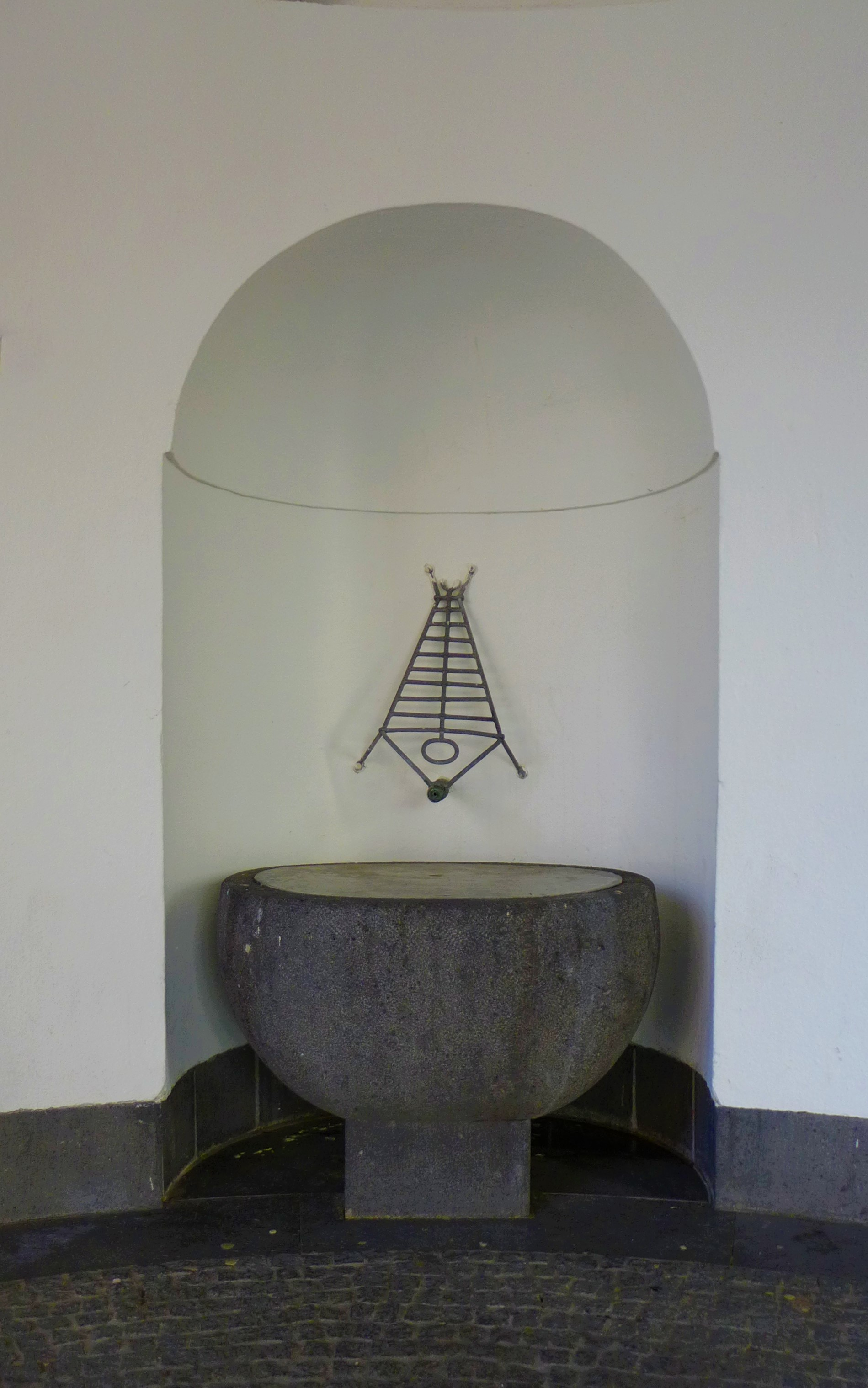
Paul Schneider: Fischbrunnen in der Rathausarkade

Der Saarbrücker Künstler Paul Schneider schuf im Jahr 1964 für die neue Rathausarkade in der Betzenstraße einen Wandnischenbrunnen aus Basaltlava und Metall. Oberhalb des aus der Wand herausragenden Wasserlaufes ist aus dünnen Metallstäben ein stilisierter Fisch angesetzt, aus dessen Maul sich das Wasser in den kelchartigen Brunnentrog ergießt. Paul Schneider bezog sich nach eigenen Aussagen mit dem Fischmotiv auf das frühchristliche ICHTHYS-Motiv.

#### Granitbrunnen

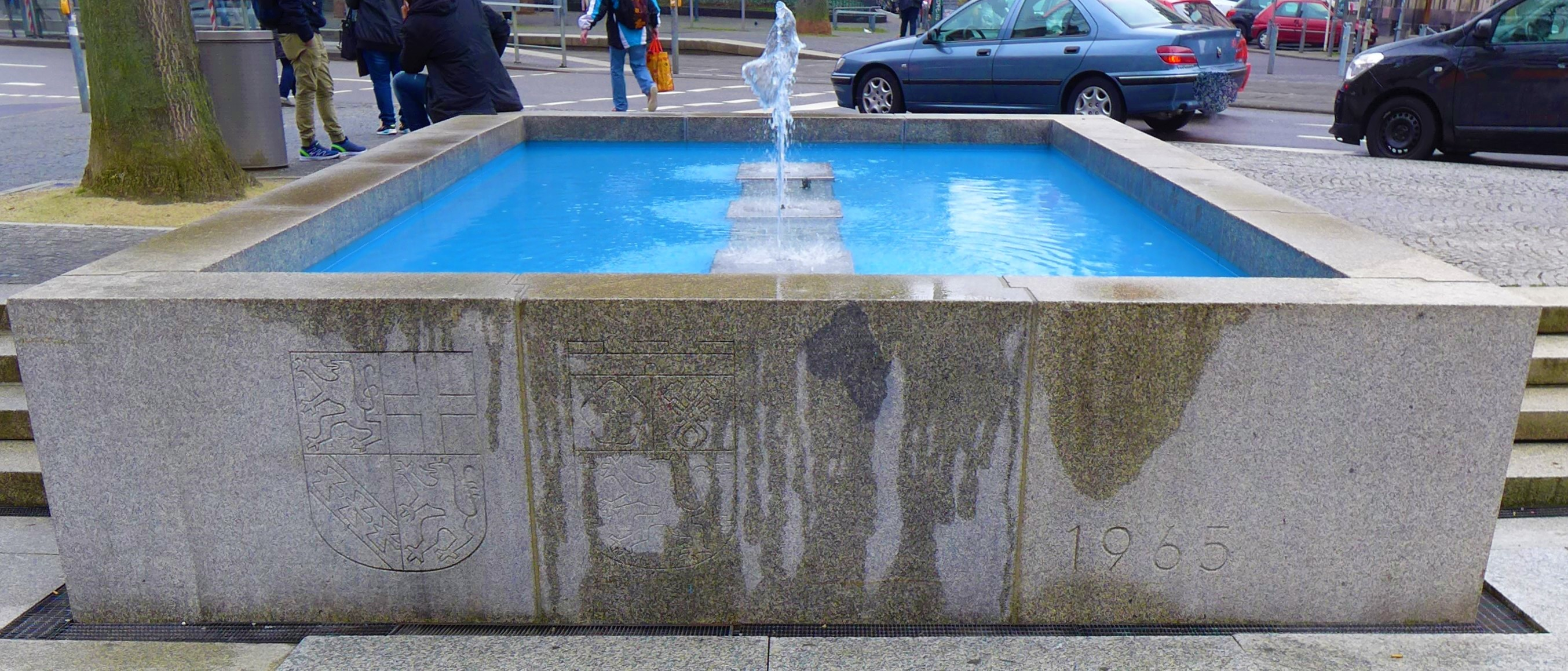
Peter Paul Seeberger: Granitbrunnen vor dem Rathaus Saarbrücken

Ein rechteckiges Brunnenbecken aus Granitquadern (4,20 × 6,70 m; Höhe: 0,40 bis 1 m) wurde im Jahr 1965 (Inschrift des Beckens) vor dem Rathaus (Ecke Großherzog-Friedrich-Straße/Betzenstraße) gebaut. Das Brunnenbecken zeigt auf der dem Rathaus zugewandten Seite das Wappen des Saarlandes und das der heutigen Stadt Saarbrücken mit stilisierter Mauerkrone. Das Brunnenbecken wurde anlässlich des Einbaues der Rathausarkade in der Betzenstraße und des Einbaues eines neuen Einganges zum alten Ratskeller errichtet. Die Baumaßnahme hatte der Stadtrat im Jahr 1962 beschlossen. Die Neugestaltung des Rathausvorplatzes unter Leitung des damaligen Stadtbaudirektors Peter Paul Seeberger war notwendig geworden, weil man das Straßenniveau angehoben hatte, den Sockel des Rathauses mit den Fenstern des Ratskellers aber nicht zuschütten wollte. Dabei wurde der unmittelbare Vorplatz des Rathauses niveaumäßig von den umgebenden Straßen unterschieden, um Autos von der Rathausfreitreppe fernzuhalten. Das Brunnenbecken, aus dem sich drei Quellsprudel-Fontänen als Symbol für die Städtevereinigung von (Alt-)Saarbrücken, St. Johann an der Saar und Malstatt-Burbach erheben, vermittelt zusammen mit einer Baumanpflanzung und Blumen-Obelisken gestalterisch zwischen beiden Niveaus.

### Kunstinstallationen

#### Ehrenmale

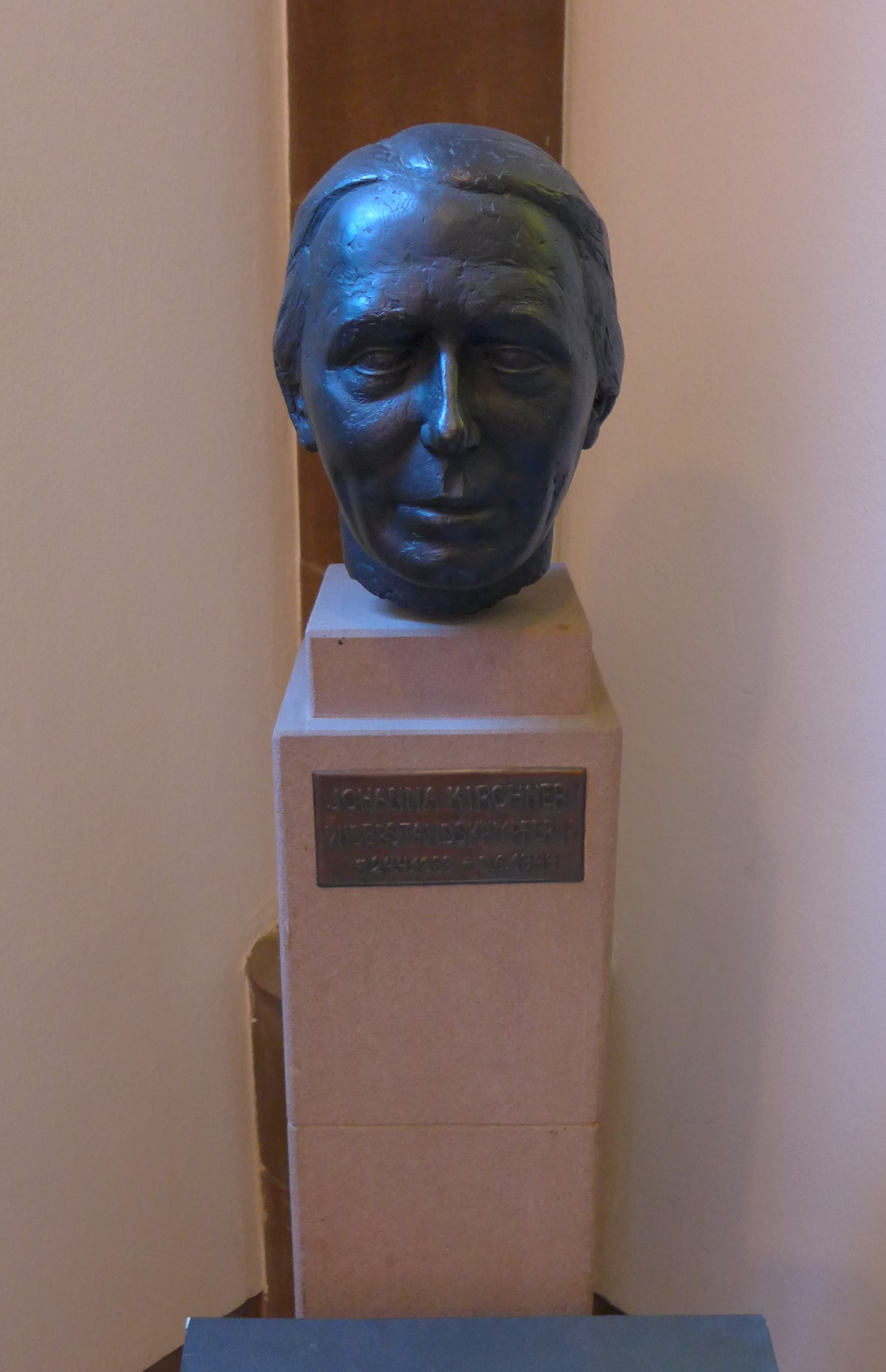
Büste von Johanna Kirchner
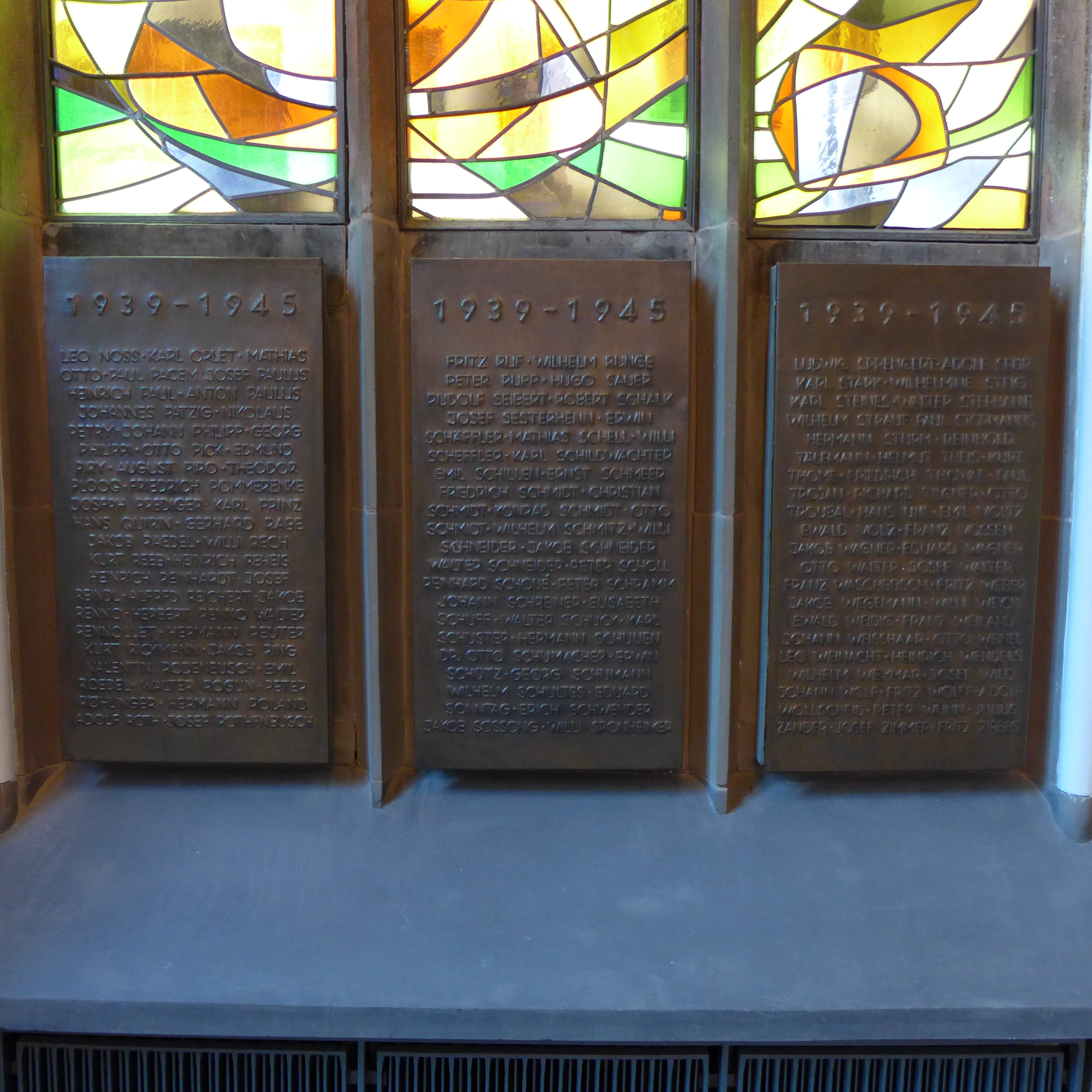
Gefallenentafel im Haupttreppenhaus
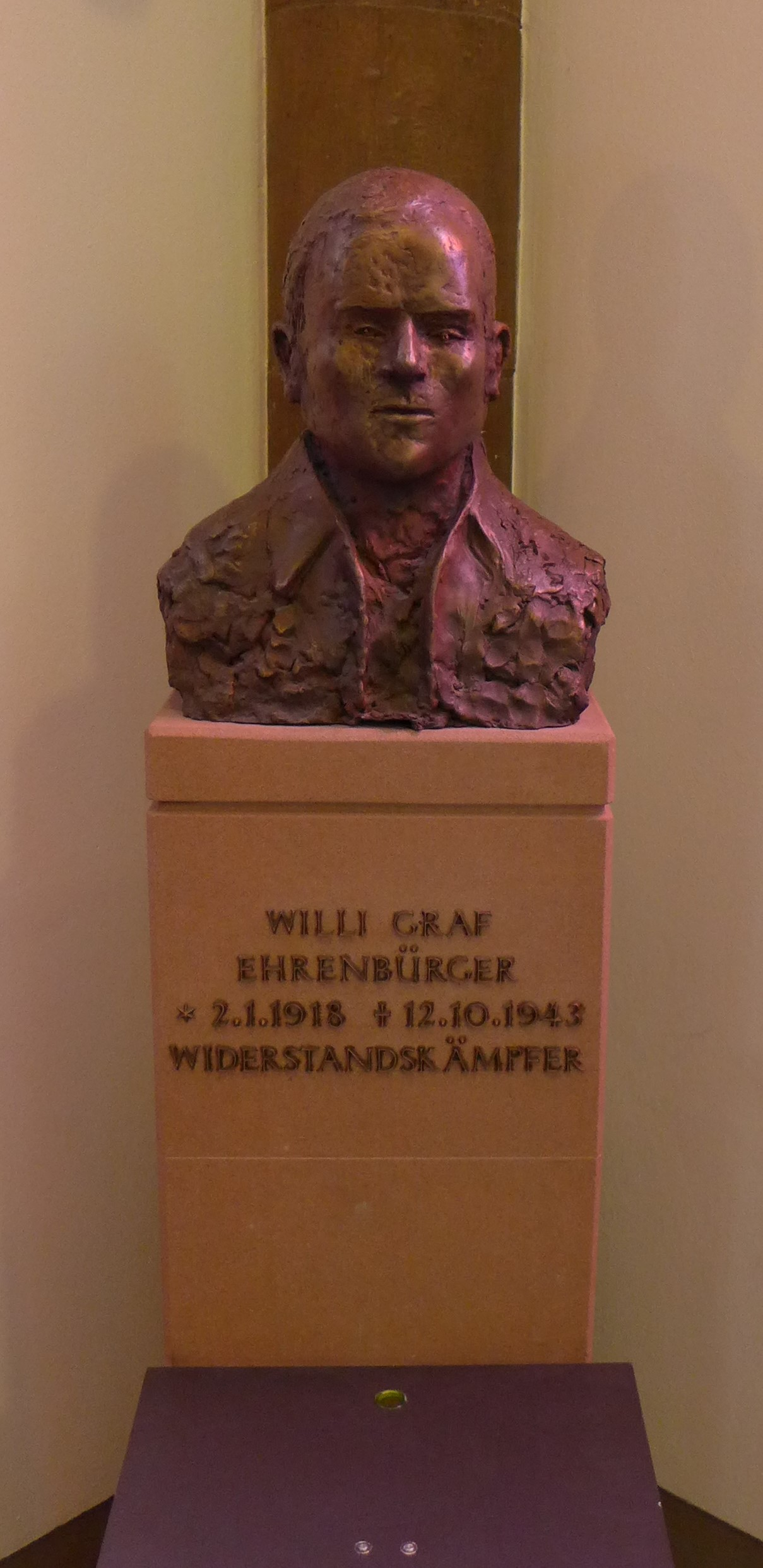
Büste von Willi Graf
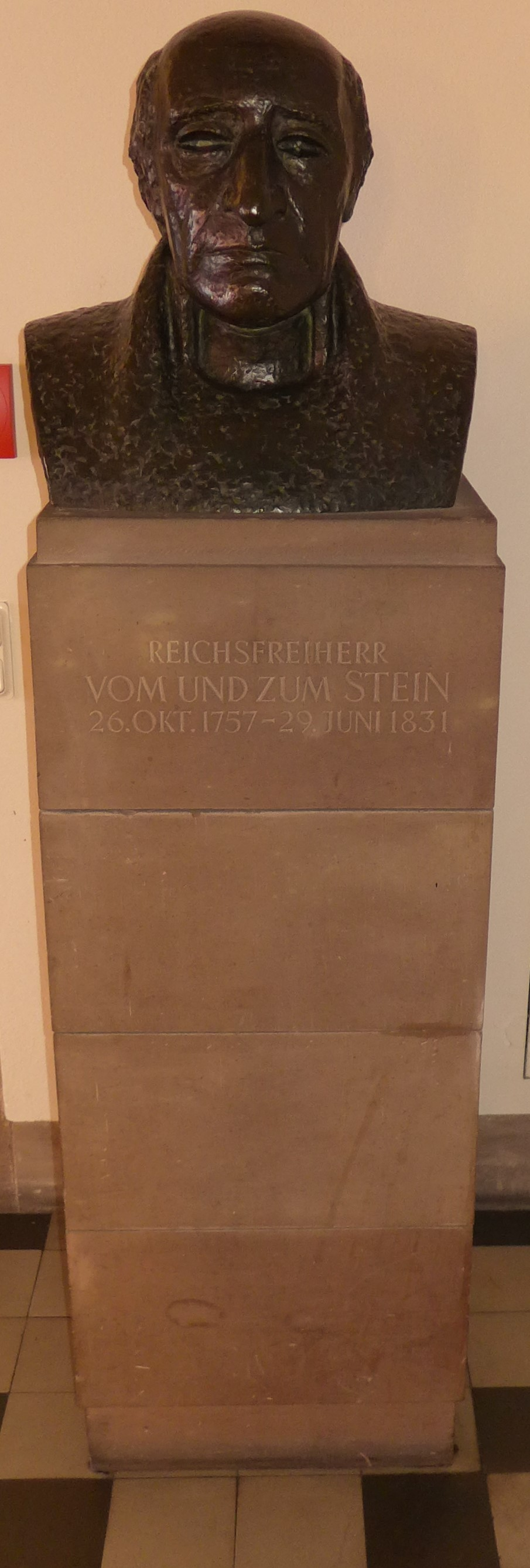
Büste von Heinrich Friedrich Karl vom und zum Stein
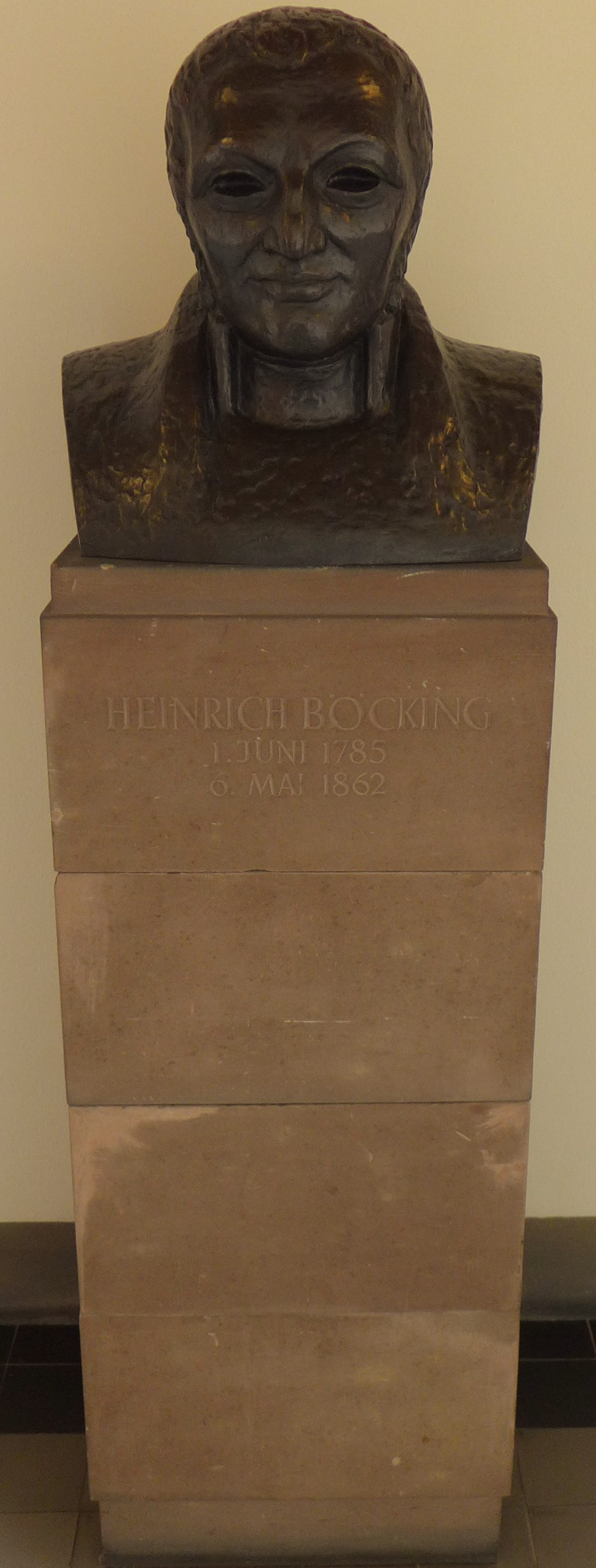
Büste von Heinrich Böcking

Über die Räumlichkeiten des Rathauses verteilt, befinden sich zahlreiche Ehrenmale für Bürger der Stadt, die sich um das Gemeinwesen in besonderem Maße verdient gemacht haben. Bürgermeister und Ehrenbürger sind in Gemälden, Gedenktafeln oder Büsten verewigt. Darüber hinaus erinnern Gedenktafeln an die vielen Toten der Stadt in den Weltkriegen des 20. Jahrhunderts.

#### Respecta-Skulptur
Im Jahr 1994 gestaltete die Züricher Künstlerin Barbara Caveng (* 1963) neben dem rechteckigen Rathausbrunnen eine vier Meter hohe Skulptur mit dem Titel „Respecta“. Die Skulptur war von der Künstlerin als eine große, beleibte Frauengestalt mit riesigem Gesäß, erhobenem Mittelfinger, einer Waschmaschine mit blutroten Textilien im Bauch und einem Madonnenkopf mit Lichterkrone gestaltet worden. In der Öffentlichkeit wurde über die Respecta-Figur so erbittert gestritten, dass die Leserbrief-Seiten der Saarbrücker Zeitung voll waren. Es gab hitzige Podiums-Diskussionen und sogar die überregionale Presse berichtete. Die Skulptur wurde wieder entfernt.

## Historische Ereignisse

### Besuch des Hauses Baden
Am 20. Juli 1902, zum 50. Jahresjubiläum des Tages, an dem der damalige badische Prinz-Regent und spätere badische Großherzog Friedrich I. durch den preußischen König Friedrich Wilhelm IV. zum Chef des Rheinischen Ulanen-Regimentes Nr. 7 ernannt worden war (20. Juli 1852), wurde im Rathaus St. Johann eine große Feierlichkeit veranstaltet.
Dem Regiment blieb Großherzog Friedrich I., der am 18. Januar 1871 vor den versammelten Fürsten im Spiegelsaal von Versailles den preußischen König Wilhelm I. als deutschen Kaiser proklamiert hatte, zeitlebens sehr verbunden. Es wurde später offiziell ihm zu Ehren in Ulanen-Regiment „Großherzog Friedrich von Baden“ (Rheinisches) Nr. 7 umbenannt. Das 1734 gegründete Regiment war ein preußisches Kavallerie-Regiment mit Garnisonen in Bonn, Saarlouis und St. Johann/Saarbrücken. Das Bezirkskommando ließ sich am Landwehrplatz in St. Johann nieder. Die vorrangig militärische und erst in zweiter Linie geographische Entscheidung für den Standort des Bahnhofs St. Johann auf dem rechten Saarufer hatte den Rang von St. Johann bereits wesentlich erhöht. Der künftige Standort des Bezirkskommandos wurde für die Zukunft der beiden Städte als so zentral eingeschätzt, dass die Bürgermeister der rivalisierenden Städte Saarbrücken und St. Johann, Neff und Feldmann, am 22. Oktober 1894 persönlich zu den Waffen gegriffen und sich duelliert hatten.
In Folge einer Erkrankung war Großherzog Friedrich bei den Feierlichkeiten im Rathaus St. Johann am 20. Juli 1902 durch den Erbgroßherzog Friedrich II. vertreten worden. Am 29. September holte dann Großherzog Friedrich I. persönlich im Rathaus St. Johann unter großem Gepränge seinen Besuch nach und ehrte sein Regiment.

### Besuch Kaiser Wilhelms II.
Kurz nach der Fertigstellung des Rathausfestsaales besuchten am 14. Mai 1904 Kaiser Wilhelm II. und Kaiserin Auguste Viktoria, die zur Einweihung des Kaiser-Wilhelm-Denkmals des Bildhauers und Rietschel-Schülers Adolf von Donndorf auf der Alten Brücke eigens von Metz aus angereist waren, das St. Johanner Rathaus.
Der Besuch des deutschen Kaiserpaares war von den beiden Städten Saarbrücken und St. Johann unter immensem Aufwand vorbereitet worden. Allein während des Kaiserzuges vom Bahnhof zum Rathaus, der von Mitgliedern des 7. Dragoner- und Ulanenregimentes begleitet wurde, standen 10.000 Bergknappen Spalier. Im Rathausfestsaal ließ sich das Kaiserpaar die Wandmalereien Wilhelm Wrages erklären, nahm einen Ehrenpokal mit Saarwein entgegen und trug sich in das Goldene Buch der Stadt St. Johann ein, bevor das Denkmal Kaiser Wilhelms I. unter Gesang von 600 Sängern und patriotischen Reden feierlich enthüllt wurde.
St. Johanner Kaiserpokal
Der Kaiserpokal der Stadt St. Johann aus dem Jahr 1904 besteht aus vergoldetem Silber und orientiert sich gestalterisch an Ratssilber-Stücken der Spätgotik bzw. der Frührenaissance, wie etwa solchen aus dem Ratssilberschatz der Stadt Lüneburg. Der Pokal mit Metalltreibarbeiten im Stil eines historischen Buckelpokals wird von gekrönten preußischen Adlern auf rosengeschmückten Podesten getragen und von getriebenem Weinlaub und Weinranken geschmückt. In gotischem Schild befindet sich auf der Kuppa das Kaiserwappen St. Johanns in Emailarbeit, gekrönt von einem Zinnenkranz und umgeben von einem Lorbeerkranz. Der Deckel ist von einem Saarbergmann mit Spitzhacke bekrönt. Der Pokal befindet sich heute im Saarlandmuseum.

### Gründung der Debeka
Das Unternehmen Debeka wurde am 2. Juli 1905 als Krankenunterstützungskasse für die Gemeindebeamten der Rheinprovinz im Ratssaal des Rathauses St. Johann gegründet. Eine am 20. Juni 2017 enthüllte Gedenktafel im Haupteingangsbereich des Rathauses erinnert an das Ereignis.

### Ende des Ersten Weltkrieges

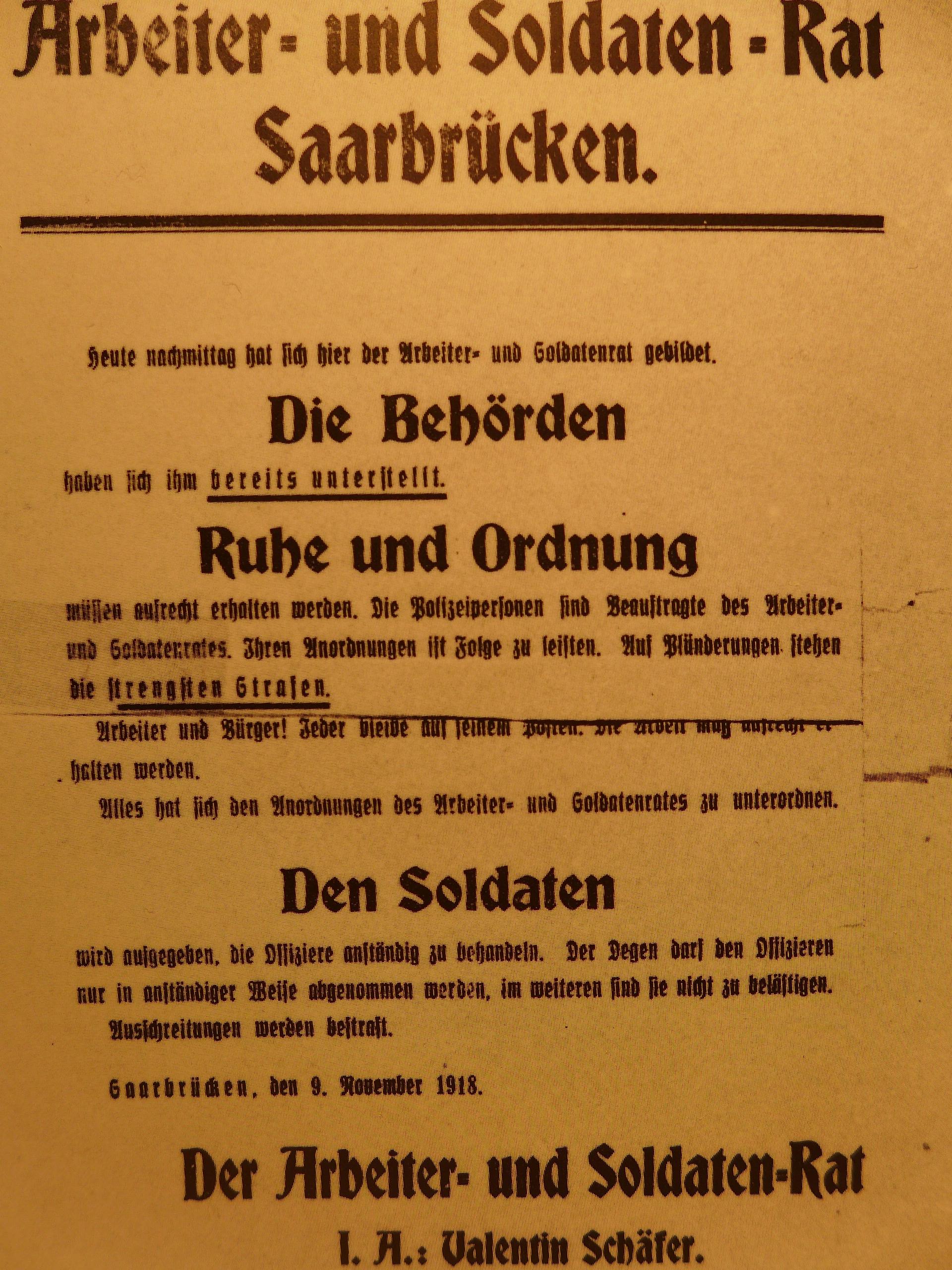
Bekanntmachung des Arbeiter- und Soldatenrates vom 9. November 1918 zur Machtübernahme im Rathaus St. Johann und den übrigen Behörden

Am 9. November 1918 bildete sich in Saarbrücken infolge des verlorenen Ersten Weltkrieges ein Arbeiter- und Soldatenrat, der im Rathaus St. Johann die Macht übernahm. Am 22. November 1918 marschierten französische Truppen unter General Léon Grégoire in Saarbrücken ein. Am 24. November verfügte Grégoire nach Verhandlungen mit Oberbürgermeister Emil Mangold, Landrat Carl von Halfern, Beamten und vier Vertretern des Arbeiterrates die Auflösung des Arbeiter- und Soldatenrates und beendete damit dessen Oberhoheit im Rathaus.

### Anschluss an das Deutsche Reich

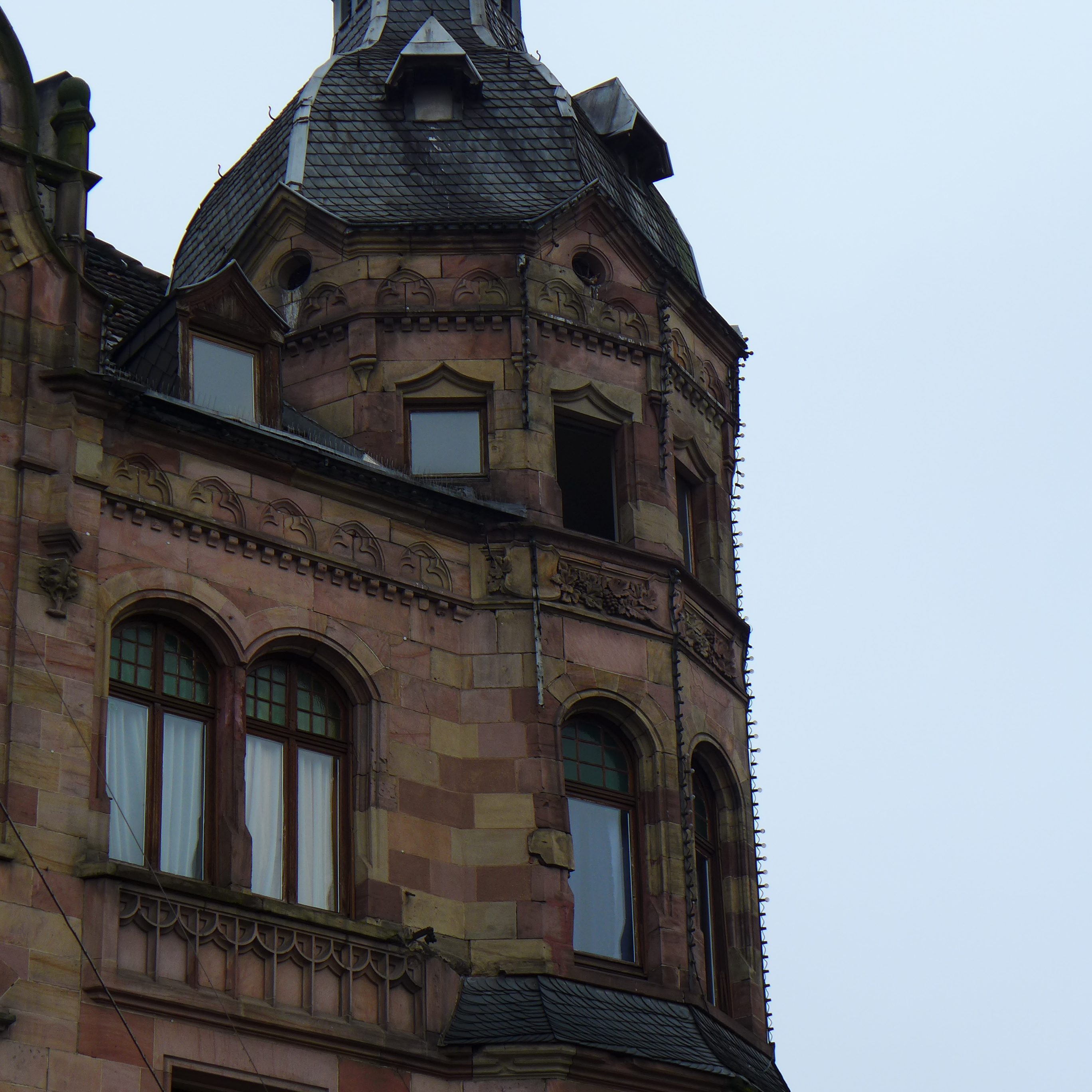
Saarbrücken-St. Johann, Erkerturm Ecke Betzenstraße / Stephanstraße / Großherzog-Friedrich-Straße, Reste der Glühbirnenleisten zur Festbeleuchtung anlässlich der Angliederungsfeier des Saargebietes an das Deutsche Reich am 1. März 1935

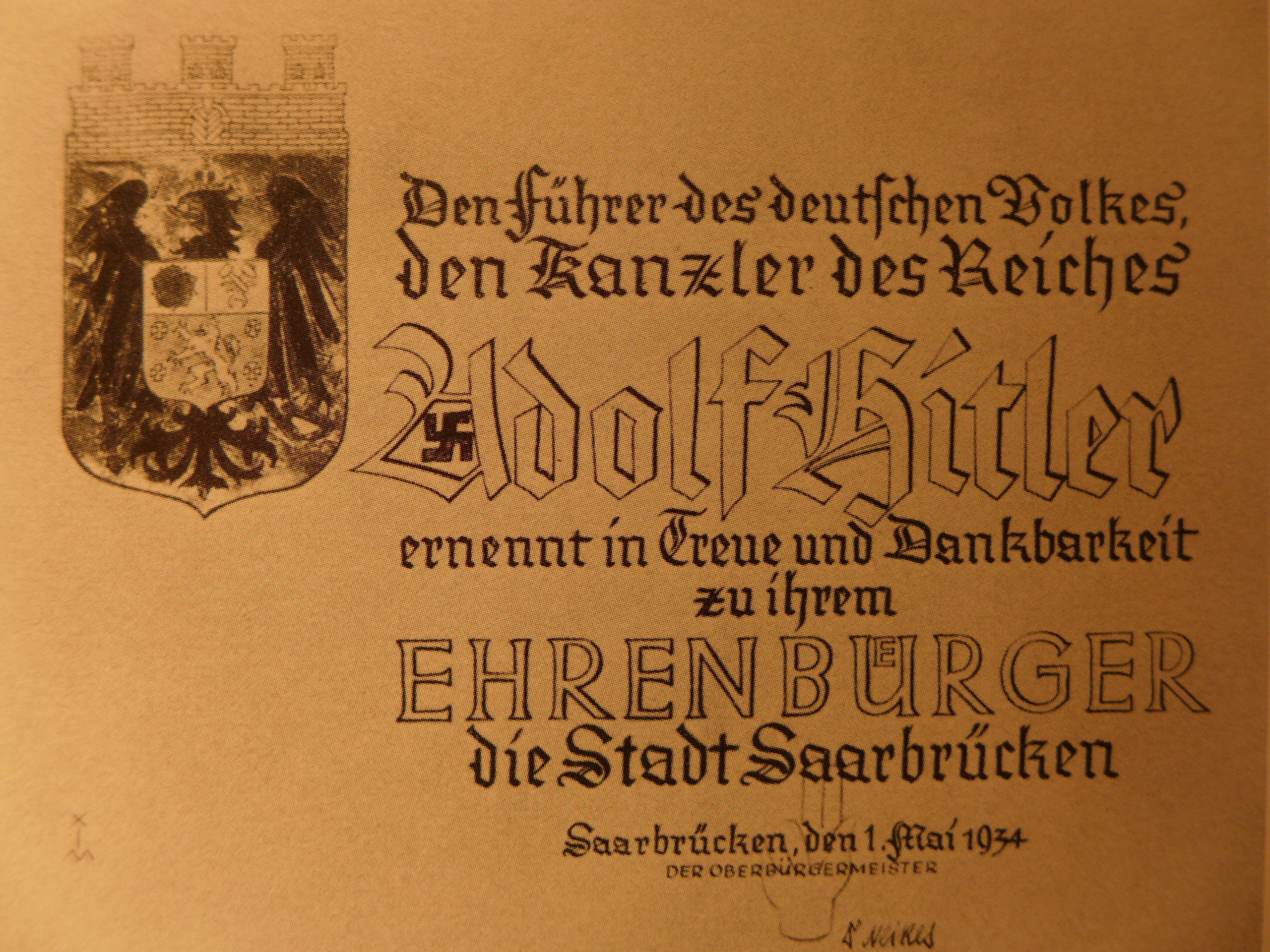
Verleihung der Ehrenbürgerschaft an Adolf Hitler am 1. Mai 1934

Bei der Saarabstimmung am 13. Januar 1935 stimmten 90,73 Prozent der Wähler für eine Vereinigung mit Deutschland, 8,87 Prozent für den Status quo und 0,4 Prozent der Wähler für eine Vereinigung des Saargebietes mit Frankreich.
Am 1. März 1935 wurde daraufhin im Festsaal des Rathauses anlässlich der erneuten Vereinigung des Saargebietes mit dem Deutschen Reich NS-Gauleiter Josef Bürckel durch Reichsinnenminister Wilhelm Frick in Anwesenheit von Propagandaminister Joseph Goebbels, weiterer Kabinettsmitglieder, zahlreicher NS-Parteifunktionäre und der Bischöfe von Trier (Franz Rudolf Bornewasser) und Speyer (Ludwig Sebastian) in sein neues Amt als Reichskommissar für das Saargebiet eingeführt. Nachdem Adolf Hitler, dem bereits am 1. Mai 1934 durch Oberbürgermeister Neikes die Ehrenbürgerschaft der Stadt Saarbrücken verliehen worden war (Aufstellung einer Hitlerbüste auf dem Rathausbalkon), vor dem Rathaus einen Vorbeimarsch von NS-Parteiformationen abgenommen hatte, trug er sich in das „Goldene Buch der Stadt Saarbrücken“ ein. Danach empfing er im Rathausfestsaal „alte Saarkämpfer“ und verkündete der Bevölkerung vom Rathausbalkon offiziell den Anschluss des Saarlandes an das Deutsche Reich unter nicht enden wollenden Heil-Rufen der anwesenden Massen. Der Rathausplatz wurde im Folgenden in „Platz der Deutschen Front“ (Deutsche Front) umbenannt. Zuvor trug der Platz den Namen Johanniskirchplatz, danach Kaiser-Wilhelm-Platz, erst nach 1945 erhielt der Platz die bis heute gültige Bezeichnung Rathausplatz.
Aus Anlass der Wiedereingliederung des Saargebietes ins Deutsche Reich hatte man die Konturen des Rathauses St. Johann bis zur obersten Turmspitze aufwändig mit Glühbirnenleisten ausgestattet, um das Gebäude nächtens imposant in Szene setzen zu können. Eine erste, allerdings noch bescheidenere Festbeleuchtung dieser Art, die nur die Konturen der Zinnen nachzeichnete, hatte es bereits zur Jahrtausendfeier der Rheinlande im Jahr 1925, einer prodeutschen Propagandaveranstaltung, gegeben. Auch die übrige Platzbebauung des Rathausplatzes wurde mit diesen Glühbirnenleisten ausgestattet. Am Eckturm des dem Rathaus gegenüber liegenden Häuserensembles Ecke Betzenstraße/Stephanstraße/Großherzog-Friedrich-Straße haben sich sowohl Leisten, als auch zahlreiche Glühbirnen vom März 1935 noch erhalten.

### Ende des Zweiten Weltkrieges und US-Besatzung
Am 21. März 1945 eroberten US-Truppen von zwei Seiten die Festung Saarbrücken. In Saarbrücken wurden nur noch etwa 7.000 Einwohner gezählt (von ca. 130.000 vor dem Krieg). Der NS-Oberbürgermeister von Saarbrücken und Forbach Fritz Schwitzgebel hatte das Rathaus auf der Flucht vor den US-Truppen bereits verlassen, wurde aber am 13. Juli 1945 verhaftet, interniert, am 22. Oktober 1948 im Spruchkammerverfahren in die Gruppe I („Hauptschuldige“) eingestuft und zu vier Jahren Haft verurteilt. Am 14. April 1949 wurde er mit der Auflage, das Saarprotektorat zu verlassen, vorzeitig aus dem Internierungslager Theley entlassen.
US-Oberst Louis G. Kelly übernahm als Stadtkommandant das durch Kriegseinwirkung stark beschädigte Rathaus St. Johann und ließ über dem Turmportal das US-Sternenbanner aufziehen. Bereits am 22. März veranstaltete Kelly im durch die Evakuierung nahezu entvölkerten Saarbrücken eine Bürgerversammlung, bei der etwa 50 Saarbrücker die neuen städtischen Beigeordneten Heinrich Detjen und Richard Neu wählten. Am 24. März 1945 ernannte die amerikanische Militärverwaltung Heinrich Wahlster zum Oberbürgermeister im Rathaus St. Johann. Am selben Tag wurde im St. Johanner Rathaus ein Polizeiamt gebildet.
Am 30. März 1945 trat im Rathaus die von den US-Besatzungstruppen eingesetzte Stadtverwaltung zu ihrer ersten Sitzung zusammen. Am 15. August 1945 verzichtete Wahlster auf das Amt des Saarbrücker Stadtoberhauptes. Daraufhin setzten die US-Besatzungstruppen am 15. August 1945 bis zum September 1946 (d. h. bis zur ersten Kommunalwahl) Emil Heim kommissarisch zum Oberbürgermeisters von Saarbrücken ein. Nach der ersten Nachkriegskommunalwahl wurde Franz Singer von 1946 bis 1949 ehrenamtlicher Bürgermeister im Rathaus St. Johann.

### Französische Besatzung
Da die drei Besatzungsmächte Sowjetunion, Großbritannien und die Vereinigten Staaten von Amerika auf der Konferenz von Jalta im Februar 1945 auch Frankreich eine eigene Besatzungszone in Deutschland zugestanden hatten, lösten gemäß der Berliner Erklärung vom 5. Juni 1945 französische Truppen im linksrheinischen Reichsgebiet die amerikanischen Truppen ab und übernahmen dort die militärische Kontrolle. Infolgedessen lösten am 29. Juli 1945 die Franzosen als neue Besatzungsmacht die Amerikaner im Saarland ab. Die französische Besatzungsmacht nahm im Rathaus St. Johann ihren Amtssitz. Französischer Militärgouverneur für den Bereich des Saargebiets wurde zunächst General Morlière.
Am 30. August 1945 löste Colonel Gilbert Grandval General Morlière im Rathaus St. Johann ab und wurde zum neuen Militärgouverneur des Saarlandes ernannt. Damit stand er als Délégué Supérieur an der Spitze der französischen Militärregierung an der Saar (französische Bezeichnungen: Gouvernement Militaire de la Sarre und Délégué Supérieur de la Sarre).
Am 4. Oktober 1945 empfing der französische Gouverneur Grandval das provisorische französische Staatsoberhaupt General Charles de Gaulle, Kriegsminister André Diethelm, General Jean de Lattre de Tassigny und General Marie-Pierre Kœnig anlässlich eines „Staatsbesuches“ im Rathaus St. Johann. In einer Rede versicherte Charles de Gaulle den Saarländern, beim Wiederaufbau zu helfen.
Am 15. September 1946 wurden im Rathaus St. Johann erste demokratische Kommunalwahlen veranstaltet. Bei einer landesweiten Wahlbeteiligung von 93,8 % erhielt die CVP 52,4 % der Stimmen, die SPS 25,5 %, die KPS 9,1 %, Freie Listen 13 %.

### Gründung des Saarstaates

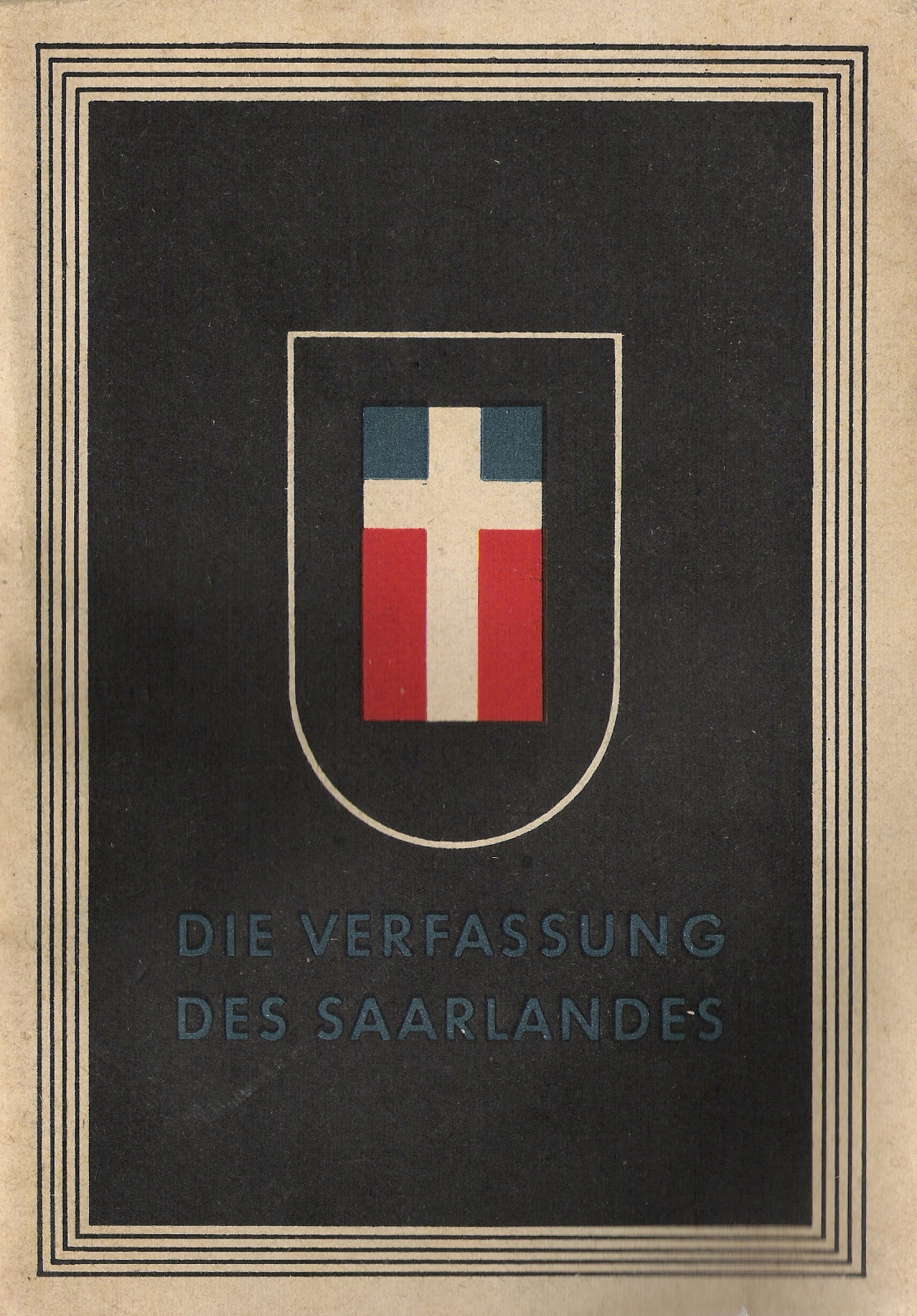
Verfassung des Saarlandes

Am 27. Mai 1947 eröffnete die saarländische Regierungskommission ihre Arbeit mit einer feierlichen Sitzung im Rathausfestsaal. Dabei hatte man optisch alle Preußenadler im Raum überdeckt. In 22 Sitzungen wurde ein Verfassungsentwurf erarbeitet, der am 25. September 1947 vollendet wurde. Am 5. Oktober 1947 wurden 50 Abgeordnete als Mitglieder der Gesetzgebenden Versammlung des Saarlandes gewählt.
Am 15. Dezember 1947 wurde im Rathausfestsaal die Verfassung des Saarlandes von der Gesetzgebenden Versammlung in Saarbrücken verabschiedet und der erste verfassungsmäßige Landtag des Saarlandes konstituiert.

## Stadtoberhäupter im Rathaus
- 1888–1909: Paul Alfred Neff
- 1909–1919: Emil Mangold
- 1919–1920: August Carl Klein (kommissarisch)
- 1921–1935: Hans Neikes
- 1935–1937: Ernst Dürrfeld, NSDAP (am 2. September 1937 suspendiert und zum 31. Dezember des Jahres in den Ruhestand zwangsversetzt)
- 1937–1945: Fritz Schwitzgebel, NSDAP
- 1945: Heinrich Wahlster
- 1945–1946: Emil Peter Heim (Bürgermeister)
- 1946–1949: Franz Maria Singer, Zentrum, später CVP (Bürgermeister)
- 1949: Heinrich Barth (Bürgermeister)
- 1949–1956: Peter Zimmer, SPS (Bürgermeister)
- 1956–1957: Johann Ecken (Beigeordneter)
- 1957–1976: Fritz Schuster, DPS, ab 1970 CDU
- 1976–1985: Oskar Lafontaine, SPD
- 1985–1991: Hans-Jürgen Koebnick, SPD
- 1991–2004: Hajo Hoffmann, SPD (ab August 2002 suspendiert)
- 2002–2004: Kajo Breuer, Grüne (kommissarischer Leiter der Stadtverwaltung)
- 2004–2019: Charlotte Britz, SPD
- seit 2019: Uwe Conradt, CDU

## Kommunalverfassungen im Rathaus

### Königreich Preußen

Preußen Ausdehnung nach dem Wiener Kongress

Wappen des Königreiches Preußen bis 1918

Auf dem Wiener Kongress 1815 gewann Preußen beträchtliche Gebiete westlich des Rheines hinzu, die es mit früherem westlichen Staatsgebiet zusammenfasste. St. Johann als Teil des neu hinzugewonnenen Gebietes behielt dabei die Kommunalverfassung aus der französischen Zeit bei. Eine erste Modifikation dieser Verfassung brachte das Jahr 1845, als das neue Wahlrecht zur Stadtverordnetenversammlung eingeführt wurde.
Mit der Einführung der Rheinischen Städteordnung des Jahres 1856 begann eine modernere kommunalen Selbstverwaltung im Rheinland. Grundlage für die juristische Ausgestaltung der Rheinischen Städteordnung waren die Preußischen Städteordnungen von 1808 und 1831. St. Johann bekam die Städteordnung zeitgleich mit der Nachbarstadt Saarbrücken am 3. Mai 1859 verliehen.
Die neue Städteordnung brachte zwar Modernisierungen, doch wurde die altständische Gesellschaftsordnung beibehalten und das aktive Wahlrecht an Grundbesitz gebunden. Die Stadtverordnetenversammlung wählte den Bürgermeister. In Städten mit mehr als 10.000 Einwohnern, wie in St. Johann, musste der Bürgermeister vom preußischen König bestätigt werden.
Der Bürgermeister vertrat die Stadt nach außen und war oberster Vorgesetzter der Stadtverwaltung. Die Stadtverordnetenversammlung diente zur Beratung, Kontrolle und Unterstützung des Bürgermeisters. In St. Johann bestand die Stadtverordnetenversammlung aus 18 Mitgliedern, zuzüglich des Bürgermeisters, der den Vorsitz im Gremium hatte. Der Bürgermeister war verantwortlich für standesamtliche Angelegenheiten, Passausgaben und Einwohnermeldewesen. Der Staat übergab allmählich den Städten das Recht, kommunale Aufgaben selbständig zu regeln. Dazu gehörten:
- Einführung, Veränderung und Aufhebung von städtischen Verordnungen, Steuerordnungen, Gebührenordnungen und Beitragsordnungen
- Verfertigung der kommunalen Haushaltspläne
- Bewilligung von Geldern
- Verwaltung und Verwendung von Gemeindevermögen
- Aufnahme von Darlehen und Anleihen
- Verkauf, Belastung, Vermietung oder Verpachtung von städtischen Grundstücken und Immobilien
- Veränderungen des Stadtgebietes
- Verleihung des Ehrenbürgerrechtes
- Einrichtung von Planungsausschüssen zur Bewältigung städtischer Aufgaben

Das aktive und passive Wahlrecht zur Stadtverordnetenversammlung hatten nur Männer über 24 Jahren. Darüber hinaus war das Stimmrecht nach dem Dreiklassen- oder Zensuswahlrecht geregelt. Das Dreiklassenwahlrecht teilte die Bürger hinsichtlich der Höhe ihrer Steuerleistung in drei Klassen ein. Jede dieser Abteilungen wählte eine bestimmte Zahl der Stadtverordnungen.
Die höchste Klasse bildete die Gruppe der vermögendsten St. Johanner Bürger, die ca. ein Drittel der gesamten Steuermenge innerhalb des Stadtgebietes zahlten. Diese Gruppe der St. Johanner Bürger wählte ein ganzes Drittel der Stadtverordnetenversammlung (zuerst 6, später 8 Stadtverordnete). Um 1900 umfasste diese höchste und reichste Steuergruppe zwischen 8 und 80 Männern.
In die 2. Abteilung wurden die Wähler eingeteilt, die unter den verbleibenden Wahlberechtigten die größte Steuerleistung erbrachten, bis wieder ein Drittel des Gesamtaufkommens erreicht war. Die übrigen Wähler bildeten die 3. Abteilung.
Zur Unterstützung des Bürgermeisters fungierten in St. Johann drei Beigeordnete.
Um 1900 war im Rathaus St. Johann nur ein Beigeordneter fest besoldet: Stadtbaumeister Wilhelm Franz. An Ämtern gab es: Standesamt, Registratur, Stadtbuchhalterei, Stadtkasse, Steuerbüro, Stadtbauamt und Vermessungsamt.
Ohne Berücksichtigung der Polizisten waren um 1900 im Rathaus St. Johann ca. 20 Mitarbeiter hauptamtlich beschäftigt. Stadtbaumeister Wilhelm Franz war dabei der einzige mit einem akademischen Abschluss.

### Völkerbundszeit
Nach der Abtrennung des Saargebietes vom Deutschen Reich durch den Versailler Vertrag blieb die alte Rheinischen Städteordnung von 1856 weiter gültig.

Wappen des Saargebietes 1920–1935

Flagge des Saargebietes 1920–1935

Allerdings mit der Veränderung, dass die Wahlen nun nach der Maßgabe der Weimarer Reichsverfassung allgemein, gleich, und geheim sein mussten. Somit konnten nun auch Frauen wählen und gewählt werden. Die erste Frau, die in die Stadtverordnetenversammlung im Rathaus St. Johann einzog, war Agnes Kaiser (SPD).

### Zeit des Nationalsozialismus
Mit dem Anschluss des Saargebietes an das Deutsche Reich am 1. März 1935 wurde das Territorium nicht wieder an Preußen und Bayern zurückgegliedert, sondern der Reichsführung unmittelbar unterstellt. Im Juli 1935 kam es zur Einführung der Deutschen Gemeindeordnung. Demnach wurden die Stadtverordneten in Saarbrücken nicht mehr gewählt, sondern vom Oberbürgermeister und Beauftragten der NSDAP selbständig bestimmt. Der Oberbürgermeister selbst wurde ebenfalls durch Parteiverordnung der NSDAP ausgewählt. Damit war die städtische Selbstverwaltung größtenteils beendet.
Oberbürgermeister Hans Neikes wurde trotz seiner NS-freundlichen Haltung nach der Saarabstimmung von Gauleiter Josef Bürckel im April 1935 aus dem Amt gedrängt. Sein von der NSDAP installierter Nachfolger Ernst Dürrfeld wurde wegen Unfähigkeit und Alkoholismus 1937 von der Partei aus dem Amt entfernt. Der letzte von der NSDAP eingesetzte Oberbürgermeister war bis zu seiner Flucht vor den US-Truppen Fritz Schwitzgebel.

### Zeit nach dem Zweiten Weltkrieg
Nach dem Zweiten Weltkrieg wurden zunächst ehrenamtliche Bürgermeister und Beigeordnete eingesetzt. Sie waren Vorsitzende des Stadtrates. Die Verwaltungsgeschäfte führten hauptamtlich ein Generalsekretär und Stadtdirektoren.
Mit dem Anschluss des Saarstaates an die Bundesrepublik wurden die Posten des Bürgermeisters und der Beigeordneten hauptamtlich. Am 15. Januar 1964 trat das Gesetz über die kommunale Selbstverwaltung (KSVG) in Kraft. Im Jahr 1974 wurden durch die Gebiets- und Verwaltungsreform die Saarbrücker Nachbargemeinden Dudweiler, Altenkessel, Brebach, Bübingen, Ensheim, Eschringen, Fechingen, Gersweiler, Klarenthal, Schafbrücke und Scheidt nach Saarbrücken eingemeindet. Dadurch stieg die Bevölkerungszahl Saarbrückens schlagartig von 123.006 auf 209.104 Einwohner (+ 70 %).

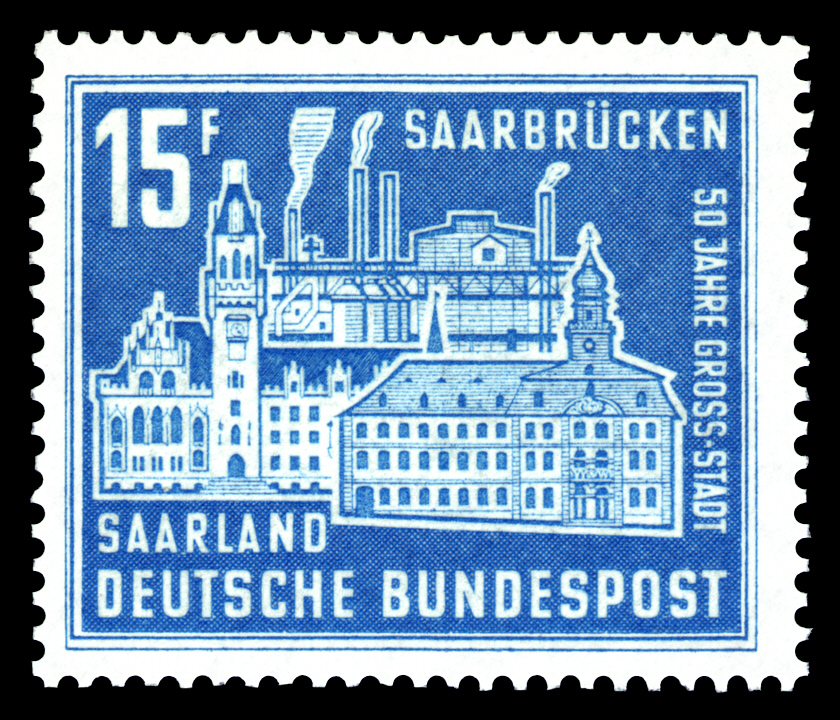
15 Saar-Franken-Sondermarke der Deutschen Bundespost Saarland (1959) zu 50 Jahre Großstadt Saarbrücken mit Darstellung des Rathauses St. Johann

Heute steht im Rathaus St. Johann ein Oberbürgermeister bzw. eine Oberbürgermeisterin der Stadtverwaltung vor. Die Oberbürgermeisterin hat den Vorsitz im Stadtrat (aber dort kein eigenes Stimmrecht), bereitet Ratsbeschlüsse vor und führt sie aus. Darüber hinaus ist die Oberbürgermeisterin Repräsentantin der Stadt Saarbrücken und verkörpert die Ortspolizeibehörde der Stadt.
Seit 1994 wird der Oberbürgermeister von den Bürgern der Stadt Saarbrücken in allgemeiner, unmittelbarer, freier, gleicher und geheimer Wahl nach den Grundsätzen des Mehrheitswahlrechtes gewählt. Der Stadtrat besteht für 5 Jahre aus ehrenamtlichen Mitgliedern und geht durch Urwahl hervor.
Der Stadtrat hat heute folgende Entscheidungsaufgaben:
- Änderung des Gemeindegebietes
- Erlass von Satzungen und Geschäftsordnungen
- allgemeine Festsetzungen öffentlicher Aufgaben und privatrechtlicher Entgelte
- Erlass der Haushaltssatzung
- Aufstellung eines Haushaltssicherungsplanes
- Zustimmung zu erheblichen überplanmäßigen und außerplanmäßigen Aufgaben
- Verpflichtungsermächtigungen
- Festsetzung von Investitionsprogrammen
- unmittelbare und mittelbare Beteiligungen
- Kredite und kreditähnliche Geschäfte
- Beitritt zu Zweckverbänden
- Errichtung öffentlicher Einrichtungen und wirtschaftlicher Unternehmen
- Ernennung, Einstellung, Entlassung leitender Bediensteter der Stadtverwaltung
- Bildung von Ratsausschüssen
- Wahl der Beigeordneten

Die hauptamtlichen Beigeordneten vertreten den Oberbürgermeister in deren Abwesenheit, unterstützen sie arbeitsteilig und sind weisungsgebunden. Der erste Beigeordnete trägt den Titel Bürgermeister. Die Beigeordneten sind Beamte auf 8 Jahre. Derzeit arbeiten im Rathaus St. Johann eine Oberbürgermeisterin, fünf Beigeordnete sowie ein Verwaltungsdezernent, unterstützt von rund 1700 Mitarbeitern.